# 2014 a jogalkotásban
2014-ben az alábbi fontosabb jogszabályokat alkották meg:

## Magyarország

### Törvények
- 2014. évi I. törvény A Magyarország Kormánya és Georgia Kormánya között a nemzetközi közúti személyszállításról és árufuvarozásról szóló Megállapodás kihirdetéséről
- 2014. évi II. törvény A Magyarország Kormánya és az Oroszországi Föderáció Kormánya közötti nukleáris energia békés célú felhasználása terén folytatandó együttműködésről szóló Egyezmény kihirdetéséről
- 2014. évi III. törvény A Magyarország Kormánya és a Szlovén Köztársaság Kormánya közötti, a Magyar Köztársaság Kormánya és a Szlovén Köztársaság Kormánya között a repülő és légvédelmi szakterületeken történő katonai együttműködésről szóló Megállapodás módosításáról szóló Megállapodás kihirdetéséről
- 2014. évi IV. törvény A Magyarország Kormánya és a Török Köztársaság Kormánya közötti Biztonsági Együttműködési Megállapodás kihirdetéséről
- 2014. évi V. törvény A Fegyverkereskedelmi Szerződés kihirdetéséről
- 2014. évi VI. törvényAz INTERSZPUTNYIK Nemzetközi Űrtávközlési Rendszer és Szervezet létrehozásáról szóló megállapodás módosításáról szóló Jegyzőkönyv, valamint az INTERSZPUTNYIK Nemzetközi Űrtávközlési Szervezet Üzemeltetési Megállapodásának kihirdetéséről
- 2014. évi VII. törvény A termőföld tulajdonjogának megszerzését vagy használatát korlátozó jogszabályi rendelkezések kijátszására irányuló jogügyletek feltárásáról és megakadályozásáról
- 2014. évi VIII. törvény a Biológiai Sokféleség Egyezményhez kapcsolódó, a genetikai erőforrásokhoz való hozzáférésről, valamint a hasznosításukból származó hasznok igazságos és méltányos megosztásáról szóló Nagojai Jegyzőkönyv kihirdetéséről
- 2014. évi IX. törvény a víz alatti kulturális örökség védelméről szóló UNESCO egyezmény kihirdetéséről
- 2014. évi X. törvény a Magyar Művészeti Akadémiáról szóló 2011. évi CIX. törvény módosításáról
- 2014. évi XI. törvény a rezsicsökkentéssel és a fogyasztóvédelemmel kapcsolatos egyes törvények módosításáról
- 2014. évi XII. törvény a Magyar Művészeti Akadémiáról szóló 2011. évi CIX. törvény módosításáról szóló 2014. évi X. törvény hatálybalépésével összefüggő egyes kérdésekről
- 2014. évi XIII. törvény a Magyarország Kormánya és a Közép- és Kelet-Európai Regionális Környezetvédelmi Központ közötti Székhely-megállapodás kihirdetéséről
- 2014. évi XIV. törvény az Országgyűlésről szóló 2012. évi XXXVI. törvény és azzal összefüggő egyéb törvények módosításáról
- 2014. évi XV. törvény a bizalmi vagyonkezelőkről és tevékenységük szabályairól
- 2014. évi XVI. törvény a kollektív befektetési formákról és kezelőikről, valamint egyes pénzügyi tárgyú törvények módosításáról
- 2014. évi XVII. törvény a bírósági végrehajtásról szóló 1994. évi LIII. törvény módosításáról
- 2014. évi XVIII. törvény' az Országgyűlésről szóló 2012. évi XXXVI. törvény és egyes kapcsolódó törvények módosításáról
- 2014. évi XIX. törvény a Magyarország Kormánya és az Amerikai Egyesült Államok Kormánya között a nemzetközi adóügyi megfelelés előmozdításáról és a FATCA szabályozás végrehajtásáról szóló Megállapodás kihirdetéséről, valamint az ezzel összefüggő egyes törvények módosításáról
- 2014. évi XX. törvény Magyarország minisztériumainak felsorolásáról
- 2014. évi XXI. törvény egyes törvényeknek a Magyarország minisztériumainak felsorolásáról szóló törvénnyel összefüggő módosításáról
- 2014. évi XXII. törvény a reklámadóról
- 2014. évi XXIII. törvény egyes helyi önkormányzatokkal kapcsolatos törvényeknek a választásokkal összefüggő módosításáról
- 2014. évi XXIV. törvény az Oroszországi Föderáció Kormánya és Magyarország Kormánya között a Magyarország Kormányának a magyarországi atomerőmű építésének finanszírozásához nyújtandó állami hitel folyósításáról szóló megállapodás kihirdetéséről
- 2014. évi XXV. törvény egyes adótörvények és azokkal összefüggő más törvények módosításáról
- 2014. évi XXVI. törvény a nemzetiségek jogairól szóló 2011. évi CLXXIX. törvény és a választási eljárásról szóló 2013. évi XXXVI. törvény módosításáról
- 2014. évi XXVII. törvény a sportról szóló 2004. évi I. törvény módosításáról
- 2014. évi XXVIII. törvény Magyarország Kormánya és Kuvait Állam Kormánya között a diplomata, szolgálati és speciális útlevéllel rendelkező állampolgáraik vízummentességéről szóló megállapodás kihirdetéséről
- 2014. évi XXIX. törvény Magyarország Kormánya és a Németországi Szövetségi Köztársaság Kormánya között Magyarország fegyveres erői és a Németországi Szövetségi Köztársaság fegyveres erői tagjainak a másik állam területén történő ideiglenes tartózkodásáról szóló megállapodás kihirdetéséről
- 2014. évi XXX. törvény egyes törvényeknek a belügyminiszter feladat- és hatáskörével összefüggő módosításáról
- 2014. évi XXXI. törvény egyes földügyi tárgyú törvények módosításáról
- 2014. évi XXXII. törvény egyes törvényeknek a sportfogadással összefüggő módosításáról
- 2014. évi XXXIII. törvény az egyes pénzügyi tárgyú törvények módosításáról
- 2014. évi XXXIV. törvény a reklámadóról szóló 2014. évi XXII. törvény eltérő szöveggel való hatálybalépéséről és azzal összefüggő egyes adótörvények módosításáról
- 2014. évi XXXV. törvény egyes törvényeknek a kormányzati szerkezetalakítással összefüggő módosításáról
- 2014. évi XXXVI. törvény egyes oktatási tárgyú törvények módosításáról
- 2014. évi XXXVII. törvény a pénzügyi közvetítőrendszer egyes szereplőinek biztonságát erősítő intézményrendszer továbbfejlesztéséről
- 2014. évi XXXVIII. törvény a Kúriának a pénzügyi intézmények fogyasztói kölcsönszerződéseire vonatkozó jogegységi határozatával kapcsolatos egyes kérdések rendezéséről
- 2014. évi XXXIX. törvény egyes törvényeknek a költségvetési tervezéssel, valamint a pénzpiaci és a közüzemi szolgáltatások hatékonyabb nyújtásával összefüggő módosításáról
- 2014. évi XL. törvény a Kúriának a pénzügyi intézmények fogyasztói kölcsönszerződéseire vonatkozó jogegységi határozatával kapcsolatos egyes kérdések rendezéséről szóló 2014. évi XXXVIII. törvényben rögzített elszámolás szabályairól és egyes egyéb rendelkezésekről
- 2014. évi XLI. törvény egyes közszolgáltatási tárgyú törvények módosításáról
- 2014. évi XLII. törvény az adóügyekben történő kölcsönös adminisztratív segítségnyújtásról szóló Egyezmény és az adóügyekben történő kölcsönös adminisztratív segítségnyújtásról szóló Egyezményt módosító Jegyzőkönyv kihirdetéséről
- 2014. évi XLIII. törvény a Magyarország Kormánya és az Európai Rendőrakadémia (CEPOL) közötti Székhely-megállapodás kihirdetéséről
- 2014. évi XLIV. törvény a Magyarország Kormánya és az Egyesült Arab Emírségek Kormánya közötti Légiközlekedési Megállapodás kihirdetéséről
- 2014. évi XLV. törvény a Magyarország Kormánya és a Lengyel Köztársaság Kormánya között a kölcsönös vízumképviseletről szóló Megállapodás kihirdetéséről
- 2014. évi XLVI. törvény a Magyarország Kormánya és a Szlovák Köztársaság Kormánya között a két ország közös államhatárán, Abaújvár és Kechnec (Kenyhec) települések közötti közúti Hernád-híd és a csatlakozó utak megépítéséről szóló Megállapodás kihirdetéséről
- 2014. évi XLVII. törvény Az áruknak TIR-igazolvánnyal történő nemzetközi fuvarozására vonatkozó, Genfben, 1975. november 14-én kelt vámegyezmény módosításának kihirdetéséről
- 2014. évi XLVIII. törvény Az áruk ideiglenes behozataláról, Isztambulban, 1990. június 26-án kelt Egyezmény és mellékletei módosításának kihirdetéséről
- 2014. évi XLIX. törvény A Magyarország Kormánya és a Bahreini Királyság Kormány között a jövedelemadók területén a kettős adóztatás elkerüléséről és az adóztatás kijátszásának megakadályozásáról szóló, Manamában, 2014. február 24. napján aláírt Egyezmény kihirdetéséről
- 2014. évi L. törvény Magyarország Kormánya és Jersey Kormánya között az adóügyi információcseréről szóló, Londonban, 2014. január 28-án aláírt Egyezmény kihirdetéséről
- 2014. évi LI. törvény A Magyarország Kormánya és Románia Kormánya között, a magyar–román államhatáron átvezető közúti kapcsolatokról szóló megállapodás kihir-detéséről
- 2014. évi LII. törvény A Magyarország Kormánya és a Szaúd-Arábiai Királyság Kormánya között a kettős adóztatás elkerüléséről és az adóztatás kijátszásának megakadályozásáról a jövedelem- és vagyonadók területén, Rijádban, 2014. március 23. napján aláírt Egyezmény kihirdetéséről
- 2014. évi LIII. törvény A tajpeji Magyar Kereskedelmi Iroda és a Magyarországi Tajpej Képviseleti Iroda között az ideiglenesen munkát vállaló turisták programjáról szóló Megállapodás kihirdetéséről
- 2014. évi LIV. törvény az autópályák, autóutak és főutak használatáért fizetendő, megtett úttal arányos díjról szóló 2013. évi LXVII. törvény módosításáról
- 2014. évi LV. törvény a mezőgazdasági termelést érintő időjárási és más természeti kockázatok kezeléséről szóló 2011. évi CLXVIII. törvény és az ahhoz kapcsolódó egyes törvények módosításáról
- 2014. évi LVI. törvény Magyarország Kormánya és a Lengyel Köztársaság Kormánya között a minősített adatok cseréjéről és kölcsönös védelméről szóló egyezmény kihirdetéséről
- 2014. évi LVII. törvény Magyarország Kormánya és az Osztrák Szövetségi Kormány között a közös államhatáron lévő határátkelőhelyekről és határátlépési pontokról, valamint a közúti és vízi közlekedésben a határforgalom ellenőrzésében történő együttműködésről szóló Megállapodás kihirdetéséről
- 2014. évi LVIII. törvény a Magyarország Kormánya és a Szerb Köztársaság Kormánya között a nemzetközi közúti személyszállításról és árufuvarozásról szóló Egyezmény kihirdetéséről
- 2014. évi LIX. törvény' a földgázellátásról szóló 2008. évi XL. törvény módosításáról
- 2014. évi LX. törvény a légiközlekedésről szóló 1995. évi XCVII. törvény, valamint a légi-, a vasúti és a víziközlekedési balesetek és egyéb közlekedési események szakmai vizsgálatáról szóló 2005. évi CLXXXIV. törvény módosításáról
- 2014. évi LXI. törvény a vasúti közlekedésről szóló 2005. évi CLXXXIII. törvény, valamint a légi-, a vasúti és a víziközlekedési balesetek és egyéb közlekedési események szakmai vizsgálatáról szóló 2005. évi CLXXXIV. törvény módosításáról
- 2014. évi LXII. törvény a Magyarország 2013. évi központi költségvetéséről szóló 2012. évi CCIV. törvény végrehajtásáról
- 2014. évi LXIII. törvény a Nemzeti Média- és Hírközlési Hatóság 2013. évi egységes költségvetésének végrehajtásáról
- 2014. évi LXIV. törvény a Nemzeti Média- és Hírközlési Hatóság 2015. évi egységes költségvetéséről
- 2014. évi LXV. törvény a Büntető Törvénykönyvről szóló 2012. évi C. törvénynek a gyermekek fokozottabb védelme érdekében szükséges módosításáról
- 2014. évi LXVI. törvény a bírósági végrehajtásról szóló 1994. évi LIII. törvény módosításáról
- 2014. évi LXVII. törvény a Nemzetközi Vasúti Árufuvarozásról szóló Megállapodás (SzMGSz) és Mellékletei 2014. évi módosításának kihirdetéséről
- 2014. évi LXVIII. törvény az Európa Tanács Korrupcióról szóló Büntetőjogi Egyezményének Strasbourgban, 2003. május 15-én kelt Kiegészítő Jegyzőkönyve kihirdetéséről
- 2014. évi LXIX. törvény az Európai Unió, valamint az Izlandi Köztársaság és a Norvég Királyság között az Európai Unió tagállamai, valamint Izland és Norvégia közötti átadási eljárásról szóló Megállapodásban meghatározott nyilatkozatok megtételéről
- 2014. évi LXX. törvény az Európai Műholdas Távközlési Szervezet Módosított Egyezményének kihirdetéséről
- 2014. évi LXXI. törvény egyes önkormányzatokat érintő törvények módosításáról
- 2014. évi LXXII. törvény a büntetések, az intézkedések, egyes kényszerintézkedések és a szabálysértési elzárás végrehajtásáról szóló 2013. évi CCXL. törvény és ehhez kapcsolódóan más törvények módosításáról
- 2014. évi LXXIII. törvény egyes igazságügyi és magánjogi tárgyú törvények módosításáról
- 2014. évi LXXIV. törvény az egyes adótörvények és azokkal összefüggő más törvények, valamint a Nemzeti Adó- és Vámhivatalról szóló 2010. évi CXXII. törvény módosításáról
- 2014. évi LXXV. törvény az európai területi társulásról
- 2014. évi LXXVI. törvény a tudományos kutatásról, fejlesztésről és innovációról
- 2014. évi LXXVII. törvény az egyes fogyasztói kölcsönszerződések devizanemének módosulásával és a kamatszabályokkal kapcsolatos kérdések rendezéséről
- 2014. évi LXXVIII. törvény a fogyasztónak nyújtott hitelről szóló 2009. évi CLXII. törvény és egyes kapcsolódó törvények módosításáról
- 2014. évi LXXIX. törvény a Magyar Fejlesztési Bank Részvénytársaságról szóló 2001. évi XX. törvény módosításáról
- 2014. évi LXXX. törvény egyrészről az Európai Unió, az Európai Atomenergia-közösség és tagállamaik, másrészről a Moldovai Köztársaság közötti Társulási Megállapodás kihirdetéséről
- 2014. évi LXXXI. törvény egyrészről az Európai Unió, az Európai Atomenergia-közösség és tagállamaik, másrészről Grúzia közötti Társulási Megállapodás kihirdetéséről
- 2014. évi LXXXII. törvény egyrészről az Európai Unió és tagállamai, másrészről Ukrajna közötti Társulási Megállapodás kihirdetéséről
- 2014. évi LXXXIII. törvény az egységes elektronikuskártya-kibocsátási keretrendszerről
- 2014. évi LXXXIV. törvény a Magyarország 2014. évi központi költségvetéséről szóló 2013. évi CCXXX. törvény módosításáról
- 2014. évi LXXXV. törvény az egyes jogállási törvények módosításáról
- 2014. évi LXXXVI. törvény a bányászatról szóló 1993. évi XLVIII. törvény és a termőföld védelméről szóló 2007. évi CXXIX. törvény módosításáról
- 2014. évi LXXXVII. törvény az Országos Környezetvédelmi Információs Rendszer továbbfejlesztésével összefüggésben egyes törvények módosításáról
- 2014. évi LXXXVIII. törvény a biztosítási tevékenységről
- 2014. évi LXXXIX. törvény az ENSZ Éghajlatváltozási Keretegyezménye és annak Kiotói Jegyzőkönyve végrehajtási keretrendszeréről szóló 2007. évi LX. törvény és az üvegházhatású gázok közösségi kereskedelmi rendszerében és az erőfeszítés-megosztási határozat végrehajtásában történő részvételről szóló 2012. évi CCXVII. törvény jogharmonizációs célú módosításáról
- 2014. évi XC. törvény a nemzetközi fejlesztési együttműködésről és a nemzetközi humanitárius segítségnyújtásról
- 2014. évi XCI. törvény egyes törvényeknek a nemzeti pénzügyi szolgáltatások hatékonyabb nyújtásával összefüggő módosításáról
- 2014. évi XCII. törvény egyes törvényeknek a közpénzek szabályozásával összefüggő módosításáról
- 2014. évi XCIII. törvény a központi címregiszter létrehozásával összefüggő, valamint egyes igazgatási tárgyú törvények módosításáról
- 2014. évi XCIV. törvény a dohányipari vállalkozások 2015. évi egészségügyi hozzájárulásáról
- 2014. évi XCV. törvény a dohánytermék-kiskereskedelem integrált ellátásához szükséges egyes törvények módosításáról
- 2014. évi XCVI. törvény a fiatalkorúak dohányzásának visszaszorításáról és a dohánytermékek kiskereskedelméről szóló 2012. évi CXXXIV. törvény módosításáról
- 2014. évi XCVII. törvény a honvédek jogállásával, valamint a hadigondozással összefüggő egyes törvények módosításáról
- 2014. évi XCVIII. törvény egyes építésügyi és területrendezési tárgyú törvények módosításáról
- 2014. évi XCIX. törvény Magyarország 2015. évi központi költségvetésének megalapozásáról
- 2014. évi C. törvény Magyarország 2015. évi központi költségvetéséről
- 2014. évi CI. törvény a szociális igazgatásról és szociális ellátásokról szóló 1993. évi III. törvény, a gyermekek védelméről és a gyámügyi igazgatásról szóló 1997. évi XXXI. törvény, a sportról szóló 2004. évi I. törvény, valamint egyes kapcsolódó törvények módosításáról
- 2014. évi CII. törvény a kiskereskedelmi szektorban történő vasárnapi munkavégzés tilalmáról
- 2014. évi CIII. törvény a hűség falvairól
- 2014. évi CIV. törvény egyes pénzügyi tárgyú törvényeknek a betétbiztosítást, valamint a pénzügyi közvetítőrendszert érintő módosításáról
- 2014. évi CV. törvény a nemzeti köznevelésről szóló 2011. évi CXC. törvény módosításáról
- 2014. évi CVI. törvény a kulturális örökség védelméről szóló 2001. évi LXIV. törvény és az azzal összefüggő törvények módosításáról
- 2014. évi CVII. törvény a közszolgálati médiaszolgáltatásra és a médiapiacra vonatkozó egyes törvények módosításáról
- 2014. évi CVIII. törvény a harmadik országbeli állampolgárok beutazásáról és tartózkodásáról szóló 2007. évi II. törvény módosításáról
- 2014. évi CIX. törvény a nemzetbiztonsági szolgálatokról szóló 1995. évi CXXV. törvény, valamint egyes törvényeknek a nemzetbiztonsági ellenőrzéssel összefüggő módosításáról
- 2014. évi CX. törvény a Magyar Agrár-, Élelmiszergazdasági és Vidékfejlesztési Kamaráról szóló 2012. évi CXXVI. törvény módosításáról
- 2014. évi CXI. törvény egyes egészségügyi és egészségbiztosítási tárgyú törvények módosításáról
- 2014. évi CXII. törvény a kereskedelemről szóló 2005. évi CLXIV. törvénynek a tisztességes piaci magatartás megvalósulása érdekében a vállalkozások működésével összefüggő módosításáról
- 2014. évi CXIII. törvény az épített környezet alakításáról és védelméről szóló 1997. évi LXXVIII. törvénynek az egyes kereskedelmi építmények engedélyezése fenntarthatósági szempontjainak érvényesítése érdekében történő módosításáról

### Országgyűlési határozatok (1−52)
- 1/2014. (I. 3.) OGY határozat A Nemzeti Fejlesztés 2030 – Országos Fejlesztési és Területfejlesztési Koncepcióról
- 2/2014. (II. 6.) OGY határozat A Nemzeti Emlékezet Bizottsága elnökének és tagjainak megválasztásáról
- 3/2014. (II. 6.) OGY határozat Az Országgyűlés bizottságainak létrehozásáról, tisztségviselőinek és tagjainak megválasztásáról szóló 23/2010. (V. 14.) OGY határozat módosításáról
- 4/2014. (II. 7.) OGY határozat A Jászkun önmegváltás emléknapjáról
- 5/2014. (II. 7.) OGY határozat A Magyar Ápolók Napjáról
- 6/2014. (II. 7.) OGY határozat A Nemzeti Fejlesztés 2030 – Országos Fejlesztési és Területfejlesztési Koncepcióról szóló 1/2014. (I. 3.) OGY határozat módosításáról
- 7/2014. (II. 18.) OGY határozat a Független Rendészeti Panasztestület tagjainak megválasztásáról szóló 10/2008. (II. 28.) OGY határozat módosításáról
- 8/2014. (II. 18.) OGY határozat a Mentelmi, összeférhetetlenségi, fegyelmi és mandátumvizsgáló bizottság felkéréséről, Simon Gábor volt MSZP elnökhelyettes, országgyűlési képviselő eltitkolt vagyonának tisztázása tárgyában
- 9/2014. (II. 18.) OGY határozat az Európa több országát érintő lehallgatási botrány magyarországi szálainak, valamint a külföldi befolyásszerzési törekvéseknek a feltárására irányuló vizsgálóbizottság létrehozásáról szóló 101/2013. (XII. 12.) OGY határozat módosításáról
- 10/2014. (II. 24.) OGY határozat egyes házszabályi rendelkezésekről
- 11/2014. (V. 6.) OGY határozat az Országgyűlés tisztségviselőinek megválasztásáról
- 12/2014. (V. 6.) OGY határozat az Országgyűlés háznagyának megválasztásáról
- 13/2014. (V. 6.) OGY határozat az Országgyűlés bizottságainak létrehozásáról, tisztségviselőinek és tagjainak megválasztásáról
- 14/2014. (V. 10.) OGY határozat a miniszterelnök megválasztásáról
- 15/2014. (V. 27.) OGY határozat az Országgyűlés bizottságainak létrehozásáról, tisztségviselőinek és tagjainak megválasztásáról szóló 13/2014. (V. 6.) OGY határozat módosításáról
- 16/2014. (V. 27.) OGY határozat dr. Józsa István országgyűlési képviselő mentelmi ügyében
- 17/2014. (V. 27.) OGY határozat Pócs János országgyűlési képviselő mentelmi ügyében
- 18/2014. (V. 27.) OGY határozat dr. Harangozó Tamás országgyűlési képviselő mentelmi ügyében
- 19/2014. (V. 27.) OGY határozat dr. Simon Miklós országgyűlési képviselő mentelmi ügyében
- 20/2014. (V. 27.) OGY határozat dr. Budai Gyula országgyűlési képviselő mentelmi ügyében
- 21/2014. (VI. 3.) OGY határozat az egyes házszabályi rendelkezésekről szóló 10/2014. (II. 24.) OGY határozat módosításáról
- 22/2014. (VI. 3.) OGY határozat az Országgyűlés tisztségviselőinek megválasztásáról szóló 11/2014. (V. 6.) OGY határozat módosításáról
- 23/2014. (VI. 3.) OGY határozat az Országgyűlés bizottságainak létrehozásáról, tisztségviselőinek és tagjainak megválasztásáról szóló 13/2014. (V. 6.) OGY határozat módosításáról
- 24/2014. (VI. 11.) OGY határozat az Interparlamentáris Unió Magyar Nemzeti Csoportjának megalakításáról
- 25/2014. (VI. 11.) OGY határozat az Országgyűlés bizottságainak létrehozásáról, tisztségviselőinek és tagjainak megválasztásáról szóló 13/2014. (V. 6.) OGY határozat módosításáról
- 26/2014. (VI. 24.) OGY határozat az Országgyűlés bizottságainak létrehozásáról, tisztségviselőinek és tagjainak megválasztásáról szóló 13/2014. (V. 6.) OGY határozat módosításáról
- 27/2014. (VI. 24.) OGY határozat Szabó Timea országgyűlési képviselő mentelmi ügyében
- 28/2014. (VI. 26.) OGY határozat az Országgyűlés tisztségviselőinek megválasztásáról szóló 11/2014. (V. 6.) OGY határozat módosításáról
- 29/2014. (VI. 26.) OGY határozat az Országgyűlés bizottságainak létrehozásáról, tisztségviselőinek és tagjainak megválasztásáról szóló 13/2014. (V. 6.) OGY határozat módosításáról
- 30/2014. (VII. 3.) OGY határozat az Országgyűlés bizottságainak létrehozásáról, tisztségviselőinek és tagjainak megválasztásáról szóló 13/2014. (V. 6.) OGY határozat módosításáról
- 31/2014. (VII. 8.) OGY határozat az Alkotmánybíróság tagjait jelölő eseti bizottság létrehozásáról
- 32/2014. (VII. 8.) OGY határozat az Alkotmánybíróság tagjait jelölő eseti bizottság tisztségviselőinek és tagjainak megválasztásáról
- 33/2014. (VII. 8.) OGY határozat az Országgyűlés bizottságainak létrehozásáról, tisztségviselőinek és tagjainak megválasztásáról szóló 13/2014. (V. 6.) OGY határozat módosításáról
- 34/2014. (VII. 8.) OGY határozat az Országgyűlés bizottságainak létrehozásáról, tisztségviselőinek és tagjainak megválasztásáról szóló 13/2014. (V. 6.) OGY határozat módosításáról
- 35/2014. (IX. 16.) OGY határozat az Országgyűlés bizottságainak létrehozásáról, tisztségviselőinek és tagjainak megválasztásáról szóló 13/2014. (V. 6.) OGY határozat módosításáról
- 36/2014. (IX. 16.) OGY határozat Hiszékeny Dezső országgyűlési képviselő mentelmi ügyében
- 37/2014. (IX. 29.) OGY határozat az Alkotmánybíróság három tagjának megválasztásáról
- 38/2014. (IX. 29.) OGY határozat Henryk Sławik halálának 70. évfordulója, valamint idősebb Antall József halálának 40. évfordulója emlékére
- 39/2014. (X. 29.) OGY határozat a Hungarikum Bizottság két tagjának delegálásáról
- 40/2014. (XI. 5.) OGY határozat dr. Simon Miklós országgyűlési képviselő mentelmi ügyében
- 41/2014. (XI. 13.) OGY határozat a Tájékoztató az Állami Számvevőszék 2013. évi szakmai tevékenységéről és beszámoló az intézmény működéséről című beszámoló elfogadásáról
- 42/2014. (XII. 3.) OGY határozat az Alkotmánybíróság elnökének megválasztásáról
- 43/2014. (XII. 11.) OGY határozat a Nemzeti Média- és Hírközlési Hatóság Médiatanácsának 2013. évi tevékenységéről szóló beszámoló elfogadásáról
- 44/2014. (XII. 17.) OGY határozat László Tamás országgyűlési képviselő mentelmi ügyében
- 45/2014. (XII. 17.) OGY határozat a magyar zászló és címer napjáról
- 46/2014. (XII. 17.) OGY határozat az ügyészség 2009. évi tevékenységéről szóló beszámoló elfogadásáról
- 47/2014. (XII. 17.) OGY határozat az ügyészség 2010. évi tevékenységéről szóló beszámoló elfogadásáról
- 48/2014. (XII. 17.) OGY határozat az ügyészség 2011. évi tevékenységéről szóló beszámoló elfogadásáról
- 49/2014. (XII. 17.) OGY határozat az ügyészség 2012. évi tevékenységéről szóló beszámoló elfogadásáról
- 50/2014. (XII. 17.) OGY határozat az ügyészség 2013. évi tevékenységéről szóló beszámoló elfogadásáról
- 51/2014. (XII. 17.) OGY határozat a Kúria 2013. évi tevékenységéről a jogegység biztosítása és az önkormányzati normakontroll körében címmel benyújtott beszámoló elfogadásáról
- 52/2014. (XII. 17.) OGY határozat az Országos Bírósági Hivatal elnökének 2013. évi beszámolója elfogadásáról

### Kormányrendeletek

#### Január (1−16)
- 1/2014. (I. 10.) Korm. rendelet A Gotthárd-Therm Fürdő és Idegenforgalmi Szolgáltató Korlátolt Felelősségű Társaság stratégiailag kiemelt jelentőségű gazdálkodó szervezetté minősítéséről
- 2/2014. (I. 10.) Korm. rendelet A WEST UNION INVEST Kereskedelmi és Szolgáltató Korlátolt Felelősségű Társaság stratégiailag kiemelt jelentőségű gazdálkodó szervezetté minősítéséről
- 3/2014. (I. 10.) Korm. rendelet A Magyar Művészeti Akadémia tagjainak életjáradékáról, valamint életjáradékban részesített tagjának elhalálozása esetén megállapítható hozzátartozói ellátásokról szóló 208/2013. (VI. 17.) Korm. rendelet módosításáról
- 4/2014. (I. 10.) Korm. rendelet A rendvédelmi szervek, a Magyar Honvédség, a Katonai Nemzetbiztonsági Szolgálat, az Országgyűlési Őrség, valamint a honvédelemért felelős miniszter tulajdonosi joggyakorlása alatt álló gazdasági társaságok közegészségügyi-járványügyi feladatait ellátó egyes szervek kijelöléséről
- 5/2014. (I. 17.) Korm. rendelet A reklámtáblák, reklámhordozók és egyéb reklám célú berendezések közutak melletti elhelyezésének részletes szabályairól szóló 224/2011. (X. 21.) Korm. rendelet módosításáról
- 6/2014. (I. 17.) Korm. rendelet A Magyar Agrár-, Élelmiszergazdasági és Vidékfejlesztési Kamara által működtetett falugazdász-hálózat igazgatási és egyéb feladatainak meghatározásáról szóló 525/2013. (XII. 30.) Korm. rendelet módosításáról
- 7/2014. (I. 17.) Korm. rendelet A Nemzeti alaptanterv kiadásáról, bevezetéséről és alkalmazásáról szóló 110/2012. (VI. 4.) Korm. rendelet módosításáról
- 8/2014. (I. 20.) Korm. rendelet Az egyrészről az Európai Unió és tagállamai, másrészről a Svájci Államszövetség között az európai műholdas navigációs programokról szóló együttműködési megállapodás kihirdetéséről
- 9/2014. (I. 20.) Korm. rendelet A villamos energiáról szóló 2007. évi LXXXVI. törvény egyes rendelkezéseinek végrehajtásáról szóló 273/2007. (X. 19.) Korm. rendelet módosításáról
- 10/2014. (I. 20.) Korm. rendelet A Környezet és Energia Operatív Program „Vizeink jó kezelése” című prioritása keretében megvalósuló beruházásokkal összefüggő közigazgatási hatósági ügyek kiemelt jelentőségű üggyé nyilvánításáról
- 11/2014. (I. 22.) Korm. rendelet Magyarország Kormánya és Kuvait Állam Kormánya közötti felsőoktatási és tudományos együttműködésről szóló egyezmény kihirdetéséről
- 12/2014. (I. 24.) Korm. rendelet A fegyverekről és lőszerekről szóló 253/2004. (VIII. 31.) Korm. rendelet módosításáról
- 13/2014. (I. 29.) Korm. rendelet Egyes kormányrendeletek polgári törvénykönyvvel összefüggő módosításáról
- 14/2014. (I. 29.) Korm. rendelet A Fővárosi Gázművek Zártkörűen Működő Részvénytársaság 49,83%-os társasági részesedése MVM Magyar Villamos Művek Zártkörűen Működő Részvénytársaság általi megszerzése nemzetstratégiai jelentőségűnek minősítéséről
- 15/2014. (I. 30.) Korm. rendelet A Nemzeti Stadionfejlesztési Program keretében megvalósítandó egyes labdarúgó sportlétesítmény-fejlesztési beruházások megvalósításával összefüggő közigazgatási hatósági ügyek kiemelt jelentőségű üggyé nyilvánításáról és az eljáró hatóságok kijelöléséről
- 16/2014. (I. 30.) Korm. rendelet A Nemzeti Fogyasztóvédelmi Hatóságról szóló 225/2007. (VIII. 31.) Korm. rendelet módosításáról

#### Február (17−51)
- 17/2014. (II. 3.) Korm. rendelet A felszámolási eljárásban az adós vagyontárgyainak elektronikus értékesítéséről
- 18/2014. (II. 3.) Korm. rendelet Az Eszterháza Kulturális, Kutató- és Fesztiválközpont létrehozásáról
- 19/2014. (II. 3.) Korm. rendelet A közalkalmazottak jogállásáról szóló 1992. évi XXXIII. törvénynek a szociális, valamint a gyermekjóléti és gyermekvédelmi ágazatban történő végrehajtásáról szóló 257/2000. (XII. 26.) Korm. rendelet módosításáról
- 20/2014. (II. 3.) Korm. rendelet A 2008–2009-es romagyilkosságok túlélő sértettjeinek és közvetlenül érintett egyéb áldozatainak megsegítéséről szóló 532/2013. (XII. 30.) Korm. rendelet módosításáról
- 21/2014. (II. 3.) Korm. rendelet A szárított dohány és a fermentált dohány előállításáról, tárolásáról és kereskedelméről szóló 557/2013. (XII. 31.) Korm. rendelet módosításáról
- 22/2014. (II. 3.) Korm. rendelet A Budapest II. kerület, Margit körút 85–87. szám alatti ingatlan bontásával és közpark létrehozásával összefüggő közigazgatási hatósági ügyek kiemelt jelentőségű üggyé nyilvánításáról és az eljáró hatóságok kijelöléséről szóló 261/2013. (VII. 10.) Korm. rendelet, valamint egyes kiemelt jelentőségű üggyé nyilvánításról szóló kormányrendeletek módosításáról
- 23/2014. (II. 6.) Korm. rendelet Az államháztartásról szóló törvény végrehajtásáról szóló 368/2011. (XII. 31.) Korm. rendelet és az államháztartás számviteléről szóló 4/2013. (I. 11.) Korm. rendelet módosításáról
- 24/2014. (II. 6.) Korm. rendelet Az egyházi elismerésről és az egyházi jogi személyek jogállásának és működésének sajátos szabályairól  szóló 295/2013. (VII. 29.) Korm. rendelet módosításáról
- 25/2014. (II. 7.) Korm. rendelet Egyes területrendezésről szóló kormányrendeletek módosításáról
- 26/2014. (II. 7.) Korm. rendelet A FINA 2021. évi Úszó-, Vízilabda-, Műugró, Műúszó és Nyíltvízi Világbajnokság megrendezéséhez szükséges létesítmény-fejlesztés megvalósításával összefüggő közigazgatási hatósági ügyek kiemelt jelentőségű üggyé nyilvánításáról és az eljáró hatóságok kijelöléséről
- 27/2014. (II. 7.) Korm. rendelet Egyes fejlesztéspolitikai tárgyú kormányrendeletek módosításáról
- 28/2014. (II. 11.) Korm. rendelet az agrár- és vidékfejlesztési állami támogatásokkal kapcsolatos egyes eljárási kérdésekről szóló....
- 29/2014. (II. 11.) Korm. rendelet  A kábítószer-prekurzorokkal kapcsolatos egyes hatósági eljárási szabályok, valamint a hatósági feladat- és hatáskörök megállapításáról szóló 159/2005. (VIII. 16.) Korm. rendelet módosításáról
- 30/2014. (II. 11.) Korm. rendelet Az EU Önerő Alap felhasználásának részletes szabályairól szóló 285/2012. (X. 9.) Korm. rendelet és a fejlesztéspolitikai intézményrendszer átalakításával összefüggő egyes kormányrendeletek módosításáról
- 31/2014. (II. 12.) Korm. rendelet Az egyes sajátos ipari építményekre vonatkozó építésügyi hatósági eljárások szabályairól
- 32/2014. (II. 14.) Korm. rendelet Magyarország Kormánya és a Jordán Hásimita Királyság Kormánya közötti gazdasági és műszaki együttműködésről szóló megállapodás kihirdetéséről
- 33/2014. (II. 18.) Korm. rendelet Az idegennyelv-tudást igazoló államilag elismert nyelvvizsgáztatásról és a külföldön kiállított, idegennyelv-tudást igazoló nyelvvizsgabizonyítványok Magyarországon történő honosításáról szóló 137/2008. (V. 16.) Korm. rendelet módosításáról
- 34/2014. (II. 18.) Korm. rendelet a szociális, gyermekjóléti és gyermekvédelmi ágazati pótlék kifizetéséhez kapcsolódó támogatásról
- 35/2014. (II. 19.) Korm. rendelet az egyedi támogatások, költségtérítések, valamint az egyéb vállalati támogatások mértékéről és felhasználási szabályairól
- 36/2014. (II. 19.) Korm. rendelet A tervpályázati eljárások szabályairól szóló 305/2011. (XII. 23.) Korm. rendelet és a közbeszerzési eljárásokban elektronikusan gyakorolható eljárási cselekmények szabályairól, valamint az elektronikus árlejtés alkalmazásáról szóló 257/2007. (X. 4.) Korm. rendelet módosításáról
- 37/2014. (II. 19.) Korm. rendelet Az egyes közlekedésfejlesztési projektekkel összefüggő közigazgatási hatósági ügyek nemzetgazdasági szempontból kiemelt jelentőségű üggyé nyilvánításáról és az eljáró hatóságok kijelöléséről szóló 345/2012. (XII. 6.) Korm. rendelet módosításáról
- 38/2014. (II. 24.) Korm. rendelet A földművesekről, a mezőgazdasági termelőszervezetekről, valamint a mezőgazdasági üzemközpontokról vezetett nyilvántartás részletes szabályairól
- 39/2014. (II. 24.) Korm. rendelet A központi költségvetési szervek szociális hozzájárulási adóból érvényesített, kiadási megtakarítást jelentő adó kedvezményeinek befizetési rendjéről
- 40/2014. (II. 24.) Korm. rendelet Egyes egészségügyi és egészségbiztosítási tárgyú kormányrendeletek módosításáról
- 41/2014. (II. 24.) Korm. rendelet A környezetvédelmi termékdíjról szóló 2011. évi LXXXV. törvény végrehajtásáról szóló 343/2011. (XII. 29.) Korm. rendelet módosításáról
- 42/2014. (II. 24.) Korm. rendelet Egyes kormányrendeletek vízügyi tárgyú módosításáról
- 43/2014. (II. 25.) Korm. rendelet Egyes közszolgálati és szolgálati tárgyú kormányrendeletek módosításáról
- 44/2014. (II. 25.) Korm. rendelet A szállás időben megosztott használati jogára, a hosszú távra szóló üdülési  termékekre vonatkozó szerződésekről, valamint a tartós szálláshasználati szolgáltatási tevékenységről szóló 141/2014. (VII. 21.) Korm. rendelet módosításáról
- 45/2014. (II. 26.) Korm. rendelet a fogyasztó és a vállalkozás közötti szerződések részletes szabályairól
- 46/2014. (II. 26.) Korm. rendelet egyes egészségügyi és sport tárgyú kormányrendeleteknek az új polgári törvénykönyv hatálybalépésével összefüggő módosításáról
- 47/2014. (II. 26.) Korm. rendelet a föld tulajdonjogának átruházását, vagy a föld tulajdonjogát érintő más írásba foglalt jogügyletet tartalmazó papír alapú okmány biztonsági kellékeiről és kibocsátásainak szabályairól
- 48/2014. (II. 26.) Korm. rendelet  a Magyar Takarékszövetkezeti Bank Zártkörűen Működő Részvénytársaság és a Magyar Takarék Befektetési és Vagyonkezelő Zártkörűen Működő Részvénytársaság összefonódása közérdekből nemzetstratégiai jelentőségűnek minősítéséről
- 49/2014. (II. 28.) Korm. rendelet A dél-pesti utánpótlás-nevelési centrum beruházási programjával összefüggő közigazgatási hatósági ügyek kiemelt jelentőségű üggyé nyilvánításáról és az eljáró hatóságok kijelöléséről
- 50/2014. (II. 28.) Korm. rendelet a pécsi Nemzeti Kosárlabda Akadémia beruházási programjával összefüggő közigazgatási hatósági ügyek kiemelt jelentőségű üggyé nyilvánításáról és az eljáró hatóságok kijelöléséről
- 51/2014. (II. 28.) Korm. rendelet A WELT 2000 Szolgáltató és Kereskedelmi Korlátolt Felelősségű Társaság társasági üzletrészének a Magyar Állam javára történő megszerzése nemzetstratégiai jelentőségűnek minősítéséről

#### Március (52−107)
- 52/2014. (III. 3.) Korm. rendelet A kábítószerekkel és pszichotróp anyagokkal, valamint az új pszichoaktív anyagokkal végezhető tevékeny-ségekről, valamint ezen anyagok jegyzékre vételéről és jegyzékeinek módosításáról szóló 66/2012. (IV. 2.) Korm. rendelet módosításáról
- 53/2014. (III. 3.) Korm. rendelet A nemzeti fejlesztési miniszter feladatkörébe tartozó egyes kormányrendeleteknek az új polgári törvénykönyv hatálybalépésével összefüggő módosításáról
- 54/2014. (III. 3.) Korm. rendelet Magyarország Kormánya és az Indonéz Köztársaság Kormánya között az Indonéz Köztársaság részére Magyarország által nyújtandó kedvezményes hitel általános feltételeiről, eljárási rendjéről, intézményi hátteréről és pénzügyi kereteiről szóló keretmegállapodás szövegének kihirdetéséről
- 55/2014. (III. 4.) Korm. rendelet A Magyar Nyelvstratégiai Intézet létrehozásáról
- 56/2014. (III. 4.) Korm. rendelet Egyes igazságügyi tárgyú kormányrendeleteknek az új polgári törvénykönyv hatálybalépésével és egyéb törvényi változásokkal összefüggésben szükséges módosításáról
- 57/2014. (III. 4.) Korm. rendelet A polgári törvénykönyvről szóló 2013. évi V. törvénnyel összefüggésben egyes agrár- és környezetvédelmi tárgyú kormányrendeletek módosításáról
- 58/2014. (III. 4.) Korm. rendelet Az Útravaló Ösztöndíjprogramról szóló 152/2005. (VIII. 2.) Korm. rendelet módosításáról
- 59/2014. (III. 4.) Korm. rendelet A gödöllői uszoda beruházási programmal összefüggő közigazgatási hatósági ügyek kiemelt jelentőségű üggyé nyilvánításáról és az eljáró hatóságok kijelöléséről
- 60/2014. (III. 6.) Korm. rendelet A támogatásból megvalósuló fejlesztések központi monitoringjáról és nyilvántartásáról
- 61/2014. (III. 6.) Korm. rendelet A 2007–2013 programozási időszakban az Európai Regionális Fejlesztési Alapból, az Európai Szociális Alapból és a Kohéziós Alapból származó támogatások felhasználásának rendjéről szóló 4/2011. (I. 28.) Korm. rendelet módosításáról
- 62/2014. (III. 6.) Korm. rendelet Az egyes építésügyi és örökségvédelmi tárgyú kormányrendeletek módosításáról
- 63/2014. (III. 6.) Korm. rendelet A szépkorúak jubileumi köszöntéséről szóló 255/2008. (X. 21.) Korm. rendelet módosításáról
- 64/2014. (III. 13.) Korm. rendelet Az államháztartásról szóló törvény végrehajtásáról szóló 368/2011. (XII. 31.) Korm. rendelet módosításáról
- 65/2014. (III. 13.) Korm. rendelet A tartós közvetítői szerződés alapján a közvetítőt megillető jutalékról
- 66/2014. (III. 13.) Korm. rendelet A zálogjog bírósági végrehajtáson kívüli érvényesítésének és a kielégítési jog gyakorlása felfüggesztésének és korlátozásának részletes eljárási szabályairól
- 67/2014. (III. 13.) Korm. rendelet A részvénytársasági részvénykönyv vezetésével összefüggő egyes kérdésekről
- 68/2014. (III. 13.) Korm. rendelet Egyes magánjogi tárgyú kormányrendeleteknek az új polgári törvénykönyv hatálybalépésével összefüggő módosításáról
- 69/2014. (III. 13.) Korm. rendelet A szociális, valamint a gyermekvédelmi és gyermekjóléti tárgyú kormányrendeleteknek az új polgári törvénykönyvvel összefüggő és egyéb módosításáról
- 70/2014. (III. 13.) Korm. rendelet A gyámhatóságokról, valamint a gyermekvédelmi és gyámügyi eljárásról szóló 149/1997. (IX. 10.) Korm. rendeletnek, továbbá a gyermekvédelmi és gyámügyi feladat- és hatáskörök ellátásáról, valamint a gyámhatóság szervezetéről és illetékességéről szóló 331/2006. (XII. 23.) Korm. rendeletnek az új polgári törvénykönyv hatálybalépésével összefüggő és egyéb módosításáról
- 71/2014. (III. 13.) Korm. rendelet  A gyámhatóságok, a területi gyermekvédelmi szakszolgálatok, a gyermekjóléti szolgálatok és a személyes gondoskodást nyújtó szervek és személyek által kezelt személyes adatokról szóló 235/1997. (XII. 17.) Korm. rendelet módosításáról
- 72/2014. (III. 13.) Korm. rendelet Az örökbefogadást elősegítő és az örökbefogadás utánkövetését végző közhasznú szervezetek tevékenységéről és működésük engedélyezéséről
- 73/2014. (III. 13.) Korm. rendelet Egyes kulturális tárgyú kormányrendeleteknek az új polgári törvénykönyv hatálybalépésével összefüggő módosításáról
- 74/2014. (III. 13.) Korm. rendelet Az oktatási igazolványok, a magyar állami ösztöndíj szabályozására vonatkozó egyes kormányrendeletek módosításáról
- 75/2014. (III. 13.) Korm. rendelet A látvány-csapatsport támogatását biztosító támogatási igazolás kiállításáról, felhasználásáról, a támogatás elszámolásának és ellenőrzésének, valamint visszafizetésének szabályairól szóló 107/2011. (VI. 30.) Korm. rendelet módosításáról
- 76/2014. (III. 14.) Korm. rendelet Az anyakönyvezéshez szükséges képesítési feltételekről
- 77/2014. (III. 14.) Korm. rendelet Az állami vagyonnal való gazdálkodásról szóló 254/2007. (X. 4.) Korm. rendelet módosításáról
- 78/2014. (III. 14.) Korm. rendelet a kollektív befektetési formák befektetési és hitelfelvételi szabályairól
- 79/2014. (III. 14.) Korm. rendelet Az ÁÉKBV-alapkezelőre vonatkozó szervezeti, összeférhetetlenségi, üzletviteli és kockázatkezelési követelményekről
- 80/2014. (III. 14.) Korm. rendelet Egyes pénzügyi és gazdasági tárgyú kormányrendeleteknek az új polgári törvénykönyv hatálybalépésével összefüggő módosításáról
- 81/2014. (III. 14.) Korm. rendelet A Nemzeti Eszközkezelő Zrt. működésével kapcsolatos egyes szabályokról szóló 128/2012. (VI. 26.) Korm. rendelet módosításáról
- 82/2014. (III. 14.) Korm. rendelet A Nemzetgazdasági Tervezési Hivatal létrehozásáról szóló 248/2011. (XII. 1.) Korm. rendelet módosításáról
- 83/2014. (III. 14.) Korm. rendelet A nagyvízi meder, a parti sáv, a vízjárta és a fakadó vizek által veszélyeztetett területek használatáról, hasznosításáról, valamint a folyók esetében a nagyvízi mederkezelési terv készítésének rendjére és tartalmára vonatkozó szabályokról
- 84/2014. (III. 14.) Korm. rendelet A szennyvíz-elvezetési és -tisztítási beruházásokkal összefüggő közigazgatási hatósági ügyek kiemelt jelentőségű üggyé nyilvánításáról szóló 29/2013. (II. 12.) Korm. rendelet módosításáról
- 85/2014. (III. 18.) Korm. rendelet  Az egységes működési kézikönyvről szóló 547/2013. (XII. 30.) Korm. rendelet módosításáról 4021
- 86/2014. (III. 18.) Korm. rendelet A 2014. és 2015. években nemzetközi szolidaritási program keretében elismerhető menekültek keretszámáról
- 87/2014. (III. 20.) Korm. rendelet A bizalmi vagyonkezelő vállalkozások pénzügyi biztosítékainak egyes szabályairól
- 88/2014. (III. 20.) Korm. rendelet A civil szervezetek gazdálkodása, az adománygyűjtés és a közhasznúság egyes kérdéseiről szóló 350/2011. (XII. 30.) Korm. rendelet módosításáról
- 89/2014. (III. 20.) Korm. rendelet Egyes foglalkoztatási tárgyú kormányrendeletek módosításáról
- 90/2014. (III. 20.) Korm. rendelet A társadalombiztosítási nyugellátásról szóló 1997. évi LXXXI. törvény végrehajtásáról szóló 168/1997. (X. 6.) Korm. rendelet, valamint a korhatár előtti ellátás, a szolgálati járandóság, a balettművészeti életjáradék és  az átmeneti bányászjáradék eljárási szabályairól, valamint egyes kapcsolódó kormányrendeletek módosításáról szóló 333/2011. (XII. 29.) Korm. rendelet módosításáról
- 91/2014. (III. 20.) Korm. rendelet Az új földforgalmi szabályozással összefüggésben a Nemzeti Földalapról szóló törvény egyes végrehajtási rendeleteinek módosításáról
- 92/2014. (III. 20.) Korm. rendelet  A nemzeti mobil fizetési rendszerről szóló törvény végrehajtásáról szóló 356/2012. (XII. 13.) Korm. rendelet módosításáról
- 93/2014. (III. 20.) Korm. rendelet Miracle Europe Ingatlankezelő Korlátolt Felelősségű Társaság stratégiailag kiemelt jelentőségű gazdálkodó szervezetté minősítéséről
- 94/2014. (III. 21.) Korm. rendelet a Nemzeti Alkalmazkodási Térinformatikai Rendszer működésének részletes szabályairól
- 95/2014. (III. 21.) Korm. rendelet A védelem terén alapvető biztonsági érdeket érintő, kifejezetten katonai, rendvédelmi, rendészeti célokra szánt áruk beszerzésére, illetőleg szolgáltatások megrendelésére vonatkozó sajátos szabályokról szóló 228/2004. (VII. 30.) Korm. rendelet módosításáról
- 96/2014. (III. 25.) Korm. rendelet A közreműködő szervezetek útján ellátott feladatok központi költségvetési szerv által történő átvételéről
- 97/2014. (III. 25.) Korm. rendelet A kötelező jótállásról szóló Korm. rendeletek módosításáról
- 98/2014. (III. 25.) Korm. rendelet Egyes agrártárgyú kormányrendeletek módosításáról
- 99/2014. (III. 25.) Korm. rendelet A pedagógusok előmeneteli rendszeréről és a közalkalmazottak jogállásáról szóló 1992. évi XXXIII. törvény köznevelési intézményekben történő végrehajtásáról szóló 326/2013. (VIII. 30.) Korm. rendelet módosításáról
- 100/2014. (III. 25.) Korm. rendelet A vízpolitika terén a közösségi fellépés kereteinek meghatározásáról szóló, 2000. október 23-i 2000/60/EK európai parlamenti és tanácsi irányelv környezeti célkitűzéseinek teljes körű átültetésével összefüggésben egyes kormányrendeletek módosításáról
- 101/2014. (III. 25.) Korm. rendelet Az Állami Ménesgazdaság Szilvásvárad fejlesztésével összefüggő közigazgatási hatósági ügyek nemzetgazdasági szempontból kiemelt jelentőségű üggyé nyilvánításáról, valamint az eljárások lefolytatására hatáskörrel rendelkező hatóságok kijelöléséről
- 102/2014. (III. 25.) Korm. rendelet Az egyes kormányrendeletek postai tárgyú módosításáról
- 103/2014. (III. 25.) Korm. rendelet A postai szolgáltatások különleges jogrend időszaki felkészítésének rendszeréről, feladatairól, működési feltételeiről
- 104/2014. (III. 25.) Korm. rendelet A kulturális örökségvédelemmel kapcsolatos egyes kormányrendeletek módosításáról
- 105/2014. (III. 26.) Korm. rendelet A Nemzeti Stadionfejlesztési Program keretében megvalósítandó egyes labdarúgó sportlétesítmény-fejlesztési beruházások megvalósításával összefüggő közigazgatási hatósági ügyek kiemelt jelentőségű üggyé nyilvánításáról és az eljáró hatóságok kijelöléséről szóló 15/2014. (I. 30.) Korm. rendelet módosításáról
- 106/2014. (III. 26.) Korm. rendelet Az „Antenna Hungária” Magyar Műsorszóró és Rádióhírközlési Zártkörűen Működő Részvénytársaság 100%-os társasági részesedése állami tulajdonban álló társaság általi megszerzése nemzetstratégiai jelentőségűnek minősítéséről
- 107/2014. (III. 31.) Korm. rendelet Az Országos Környezeti Kármentesítési Program keretében megvalósuló beruházásokkal összefüggő közigazgatási hatósági ügyek kiemelt jelentőségű üggyé nyilvánításáról

#### Április (108−145)
- 108/2014. (IV. 1.) Korm. rendelet Az egyes miniszterek, valamint a Miniszterelnökséget vezető államtitkár feladat- és hatásköréről szóló 212/2010. (VII. 1.) Korm. rendelet módosításáról
- 109/2014. (IV. 1.) Korm. rendelet Az online kapcsolatra képes, adóügyi ellenőrzési egységgel rendelkező pénztárgép beszerzéséhez kapcsolódó követelések engedményezéséről és az engedményezéshez kapcsolódó egyéb kérdésekről
- 110/2014. (IV. 1.) Korm. rendelet egyes energetikai tárgyú kormányrendeletek módosításáról
- 111/2014. (IV. 1.) Korm. rendelet A transzeurópai energiaipari infrastruktúrára vonatkozó közös érdekű projektek és azok engedélyezési eljárásának megkönnyítéséről, koordinálásáról
- 112/2014. (IV. 3.) Korm. rendelet A Prümi Szerződésben meghatározott Nyilatkozatok újbóli megtételéről és a Prümi Szerződésben meghatározott Nyilatkozatok megtételéről, valamint a Prümi Szerződés Adminisztratív és Technikai Végrehajtási Megállapodásának kihirdetéséről szóló 288/2007. (X. 31.) Korm. rendelet módosításáról
- 113/2014. (IV. 3.) Korm. rendelet Az egyes európai uniós jogi aktusokban rögzített bűnügyi, illetve rendészeti tárgyú együttműködés keretében történő információcsere részletes szabályairól
- 114/2014. (IV. 3.) Korm. rendelet A Magyarország Kormánya és a Vietnami Szocialista Köztársaság Kormánya közötti, a vízgazdálkodás területén való együttműködésről szóló megállapodás kihirdetéséről
- 115/2014. (IV. 3.) Korm. rendelet A mezőgazdasági vízszolgáltatás díjképzési rendjéről
- 116/2014. (IV. 3.) Korm. rendelet A közúti fuvarozást érintő egyes kormányrendeletek módosításáról
- 117/2014. (IV. 3.) Korm. rendelet Egyes gazdasági társaságok stratégiailag kiemelt jelentőségű gazdálkodó szervezetté minősítéséről
- 118/2014. (IV. 3.) Korm. rendelet A gáz csatlakozóvezetékek és a felhasználói berendezések műszaki-biztonsági felülvizsgálatával kapcsolatos bejelentések ügyében eljáró hatóság kijelöléséről
- 119/2014. (IV. 8.) Korm. rendelet A kiemelt nemzeti emlékhely használatának rendjéről
- 120/2014. (IV. 8.) Korm. rendelet A nyilvános könyvtárak jegyzékének vezetéséről
- 121/2014. (IV. 8.) Korm. rendelet Egyes agrár- és környezetvédelmi tárgyú kormányrendeletek módosításáról
- 122/2014. (IV. 8.) Korm. rendelet A KAVOSZ Vállalkozásfejlesztési Zrt. autópályák, autóutak és főutak használatáért fizetendő, megtett úttal arányos díj fizetését szolgáló programjához kapcsolódó állami kezességvállalásról és kamattámogatásról szóló 232/2013. (VI. 30.) Korm. rendelet módosításáról
- 123/2014. (IV. 10.) Korm. rendelet A közforgalmú személyszállítási szolgáltatásokhoz kapcsolódó adatok, adatbázisok és elektronikus adatkommunikációs technológiák egységességét és átjárhatóságát biztosító műszaki és technológiai előírásokról, a központi adatbázisokról és az azokhoz kapcsolódó központi szolgáltatásokról, továbbá a működtető szervezetek kijelöléséről
- 124/2014. (IV. 10.) Korm. rendelet Az európai uniós versenyjogi értelemben vett állami támogatásokkal kapcsolatos eljárásról és a regionális támogatási térképről szóló 37/2011. (III. 22.) Korm. rendelet módosításáról
- 125/2014. (IV. 10.) Korm. rendelet Az Uniós fejlesztések fejezetbe tartozó fejezeti kezelésű előirányzatok felhasználásának rendjéről szóló 549/2013. (XII. 30.) Korm. rendelet módosításáról
- 126/2014. (IV. 10.) Korm. rendelet A 2014–2020-as programozási időszakban a transznacionális és interregionális együttműködési programok végrehajtási intézményeiről
- 127/2014. (IV. 10.) Korm. rendelet Egyes kormányrendeleteknek a közreműködő szervezetek útján ellátott feladatok központi költségvetési szerv által történő átvételével összefüggő módosításáról
- 128/2014. (IV. 10.) Korm. rendelet A határon túli költségvetési támogatások sajátos szabályaival összefüggő egyes kormányrendeletek módosításáról
- 129/2014. (IV. 10.) Korm. rendelet A vis maior támogatás felhasználásának részletes szabályairól szóló 9/2011. (II. 15.) Korm. rendelet módosításáról
- 130/2014. (IV. 18.) Korm. rendelet Az Európai Unió tagállamai kormányainak a Tanács keretében ülésező képviselői között az AKCS-EU partnerségi megállapodással összhangban a 2014-2020 közötti időtartamra szóló többéves pénzügyi keret értelmében nyújtandó európai uniós támogatás finanszírozásáról, valamint az Európai Unió működéséről szóló szerződés negyedik részének hatálya alá tartozó tengerentúli országok és területek számára nyújtandó pénzügyi támogatás elosztásáról szóló belső megállapodás kihirdetéséről
- 131/2014. (IV. 18.) Korm. rendelet A kormányablakokkal összefüggő egyes kormányrendeletek módosításáról
- 132/2014. (IV. 18.) Korm. rendelet A felsőoktatási alap- és mesterképzésről, valamint a szakindítás eljárási rendjéről szóló 289/2005. (XII. 22.) Korm. rendelet módosításáról
- 133/2014. (IV. 18.) Korm. rendelet Az Észak-atlanti Szerződés Szervezete Biztonsági Beruházási Programja keretében kiírásra kerülő pályázatokon való részvételi jogosultság feltételeiről, a jogosultság megszerzésével kapcsolatos eljárás szabályairól és az eljáró szervezetről szóló 164/2002. (VIII. 2.) Korm. rendelet módosításáról
- 134/2014. (IV. 18.) Korm. rendelet A központi közigazgatás integrált üdültetési rendszerével összefüggő feladatok központi költségvetési szerv által történő átvételéről
- 135/2014. (IV. 18.) Korm. rendelet A földhivatalokról, a Földmérési és Távérzékelési Intézetről, a Földrajzinév Bizottságról és az ingatlan-nyilvántartási eljárás részletes szabályairól szóló 338/2006. (XII. 23.) Korm. rendelet módosításáról
- 136/2014. (IV. 24.) Korm. rendelet Az egyes szakképzési és felnőttképzési tárgyú kormányrendeletek módosításáról
- 137/2014. (IV. 24.) Korm. rendelet Egyes sport és továbbképzési tárgyú kormányrendeletek módosításáról
- 138/2014. (IV. 30.) Korm. rendelet Az árva mű felhasználásának részletes szabályairól
- 139/2014. (IV. 30.) Korm. rendelet Egyes atomenergetikai tárgyú kormányrendeletek módosításáról
- 140/2014. (IV. 30.) Korm. rendelet Az Eximbank Zrt. és a MEHIB Zrt. tevékenységét szabályozó egyes kormányrendeletek módosításáról
- 141/2014. (IV. 30.) Korm. rendelet A Nemzeti Köznevelési Infrastruktúra Fejlesztési Program keretében megvalósítandó tanuszoda, tornaterem, tanterem beruházásokkal összefüggő közigazgatási hatósági ügyek kiemelt jelentőségű üggyé nyilvánításáról és az eljáró hatóságok kijelöléséről
- 142/2014. (IV. 30.) Korm. rendelet A Nemzedékek Tudása Tankönyvkiadó Zártkörűen Működő Részvénytársaság és az Apáczai Kiadó és Könyvterjesztő Korlátolt Felelősségű Társaság társasági üzletrészének a Magyar Állam javára történő megszerzése nemzetstratégiai jelentőségűnek minősítéséről
- 143/2014. (IV. 30.) Korm. rendelet A Szeged, Dorozsmai úti Labdarúgó Stadion kialakításával összefüggő közigazgatási hatósági ügyek kiemelt jelentőségű üggyé nyilvánításáról és az eljáró hatóságok kijelöléséről
- 144/2014. (IV. 30.) Korm. rendelet A Centrál-Mentál Szociális Szolgáltató és Munkarehabilitációs Nonprofit Korlátolt Felelősségű Társaság „f.a.” stratégiailag kiemelt jelentőségű gazdálkodó szervezetté minősítéséről
- 145/2014. (IV. 30.) Korm. rendelet A REORG Gazdasági és Pénzügyi Zártkörűen Működő Részvénytársaság „f.a.” stratégiailag kiemelt jelentőségű gazdálkodó szervezetté való minősítéséről

#### Május (146−151 )
- 146/2014. (V. 5.) Korm. rendelet A felvonókról, mozgólépcsőkről és mozgójárdákról
- 147/2014. (V. 5.) Korm. rendelet A járási (fővárosi kerületi) hivatalokról szóló 218/2012. (VIII. 13.) Korm. rendelet módosításáról
- 148/2014. (V. 5.) Korm. rendelet A haditechnikai eszközök és szolgáltatások kivitelének, behozatalának, transzferjének és tranzitjának engedélyezéséről, valamint a vállalkozások tanúsításáról szóló 160/2011. (VIII. 18.) Korm. rendelet módosításáról
- 149/2014. (V. 6.) Korm. rendelet Az államháztartásról szóló törvény végrehajtásáról szóló 368/2011. (XII. 31.) Korm. rendelet módosításáról
- 150/2014. (V. 6.) Korm. rendelet A „Miskolci Egyetem hazai és nemzetközi versenyképességének komplex megújítása” projekt komplex kivitelezési munkáival összefüggő közigazgatási hatósági ügyek kiemelt jelentőségű üggyé nyilvánításáról és az eljáró hatóságok kijelöléséről
- 151/2014. (V. 6.) Korm. rendelet A Moholy-Nagy Művészeti Egyetem MOME Campus Kreatív Innovációs és Tudáspark megvalósításával összefüggő közigazgatási hatósági ügyek nemzetgazdasági szempontból kiemelt jelentőségű üggyé nyilvánításáról és az eljáró hatóságok kijelöléséről

#### Június (152−161)
- 152/2014. (VI. 6.) Korm. rendelet a Kormány tagjainak feladat- és hatásköréről
- 153/2014. (VI. 18.) Korm. rendelet Az államháztartásról szóló törvény végrehajtásáról szóló 368/2011. (XII. 31.) Korm. rendelet módosításáról
- 154/2014. (VI. 18.) Korm. rendelet A honvédelemről és a Magyar Honvédségről, valamint a különleges jogrendben bevezethető intézkedésekről szóló 2011. évi CXIII. törvény egyes rendelkezéseinek végrehajtásáról szóló 290/2011. (XII. 22.) Korm. rendelet módosításáról
- 155/2014. (VI. 30.) Korm. rendelet A radioaktív hulladékok átmeneti tárolását vagy végleges elhelyezését biztosító tároló létesítmények biztonsági követelményeiről és az ezzel összefüggő hatósági tevékenységről
- 156/2014. (VI. 30.) Korm. rendelet Az egyes energetikai és atomenergetikai tárgyú kormányrendeletek módosításáról
- 157/2014. (VI. 30.) Korm. rendelet A közfoglalkoztatással összefüggésben egyes kormányrendeletek módosításáról szóló 171/2011. (VIII. 24.) Korm. rendelet módosításáról
- 158/2014. (VI. 30.) Korm. rendelet Az európai uniós versenyjogi értelemben vett állami támogatásokkal kapcsolatos eljárásról és a regionális támogatási térképről szóló 37/2011. (III. 22.) Korm. rendelet módosításáról
- 159/2014. (VI. 30.) Korm. rendelet Az államháztartás szabályozásával összefüggő egyes rendeletek módosításáról és a hitelintézetek likviditási szintjének meghatározásáról, valamint devizapozícióbeli lejárati összhangjának szabályozásáról szóló 366/2011. (XII. 30.) Korm. rendelet hatályon kívül helyezéséről
- 160/2014. (VI. 30.) Korm. rendelet Az építőipari kivitelezési tevékenységről szóló 191/2009. (IX. 15.) Korm. rendelet módosításáról
- 161/2014. (VI. 30.) Korm. rendelet A VÁTI Magyar Regionális Fejlesztési és Urbanisztikai Nonprofit Korlátolt Felelősségű Társaság feladatellátását szabályozó egyes kormányrendeletek módosításáról

#### Július (162−196)
- 162/2014. (VII. 8.) Korm. rendelet A vagyonvédelmi szolgáltatási rezsióradíj megállapítására vonatkozó eljárási szabályokról
- 163/2014. (VII. 10.) Korm. rendelet A Nemzetközi Migrációs Politikát Fejlesztő Központ (ICMPD) alapításáról és működéséről szóló, Bécsben 1993. június 1. napján aláírt Megállapodásnak az ICMPD belső adórendszere bevezetésével kapcsolatos negyedik módosítása kihirdetéséről szóló Megállapodás kihirdetéséről
- 164/2014. (VII. 16.) Korm. rendelet Az UNESCO által 2005. október 19-én elfogadott, a sportbeli dopping elleni nemzetközi egyezmény mellékletei módosításának kihirdetéséről
- 165/2014. (VII. 17.) Korm. rendelet  A fejlesztési adókedvezményről
- 166/2014. (VII. 17.) Korm. rendelet Az MCS Vágóhíd Kft. Mohácson megvalósuló beruházásával összefüggő közigazgatási hatósági ügyek nemzetgazdasági szempontból kiemelt jelentőségű üggyé nyilvánításáról és az eljáró hatóságok kijelöléséről
- 167/2014. (VII. 17.) Korm. rendelet A Kormány tagjainak feladat- és hatásköréről szóló 152/2014. (VI. 6.) Korm. rendelet és ahhoz kapcsolódóan más kormányrendeletek módosításáról
- 168/2014. (VII. 18.) Korm. rendelet A Közös Agrárpolitika tagállami végrehajtásával összefüggő feladatokat ellátó egyes szervezetek kijelöléséről
- 169/2014. (VII. 18.) Korm. rendelet Egyes egészségügyi és egészségbiztosítási tárgyú kormányrendeletek módosításáról
- 170/2014. (VII. 18.) Korm. rendelet A harmadik országbeli állampolgárok részére kiállított, magyarországi beutazás céljából elismert okmányok meghatározásáról szóló 328/2007. (XII. 11.) Korm. rendelet, valamint a külföldre utazásról szóló 1998. évi XII. törvény végrehajtásáról szóló 101/1998. (V. 22.) Korm. rendelet módosításáról
- 171/2014. (VII. 18.) Korm. rendelet A közúti közlekedési szolgáltatásokkal kapcsolatos egyes kormányrendeletek módosításáról
- 172/2014. (VII. 18.) Korm. rendelet A közúti közlekedés szabályairól szóló 1/1975. (II. 5.) KPM–BM együttes rendelet és a közúti árufuvarozáshoz, személyszállításhoz és a közúti közlekedéshez kapcsolódó egyes rendelkezések megsértése esetén kiszabható bírságok összegéről, valamint a bírságolással összefüggő hatósági feladatokról szóló 156/2009. (VII. 29.) Korm. rendelet módosításáról
- 173/2014. (VII. 18.) Korm. rendelet A Nemzeti Települési Szennyvízelvezetési és -tisztítási Megvalósítási Programról szóló 25/2002. (II. 27.) Korm. rendelet és a Nemzeti Települési Szennyvízelvezetési és -tisztítási Megvalósítási Programmal összefüggő szennyvízelvezetési agglomerációk lehatárolásáról szóló 26/2002. (II. 27.) Korm. rendelet módosításáról
- 174/2014. (VII. 18.) Korm. rendelet A tartós külszolgálatról és az ideiglenes külföldi kiküldetésről szóló 172/2012. (VII. 26.) Korm. rendelet módosításáról
- 175/2014. (VII. 18.) Korm. rendelet A Nemzeti Élelmiszerlánc-biztonsági Hivatalról szóló 22/2012. (II. 29.) Korm. rendelet módosításáról
- 176/2014. (VII. 18.) Korm. rendelet A Hankook Tire Magyarország Kft. Rácalmáson megvalósuló beruházásával összefüggő közigazgatási hatósági ügyek nemzetgazdasági szempontból kiemelt jelentőségű üggyé nyilvánításáról és az eljáró hatóságok kijelöléséről szóló 526/2013. (XII. 30. ) Korm. rendelet módosításáról
- 177/2014. (VII. 18.) Korm. rendelet A Gyöngyöshalászon megvalósuló ipari telephely kialakításával összefüggő közigazgatási hatósági ügyek nemzetgazdasági szempontból kiemelt jelentőségű üggyé nyilvánításáról és az eljáró hatóságok kijelöléséről
- 178/2014. (VII. 18.) Korm. rendelet Az állami vagyonnal való gazdálkodásról szóló 254/2007. (X. 4.) Korm. rendelet módosításáról
- 179/2014. (VII. 23.) Korm. rendelet Egyes, a Kutatási és Technológiai Innovációs Alapot érintő kormányrendeletek módosításáról
- 180/2014. (VII. 25.) Korm. rendelet A Magyarország Kormánya és a Szerb Köztársaság Kormánya között sugaras veszélyhelyzet esetén adandó gyors értesítésről szóló egyezmény kihirdetéséről
- 181/2014. (VII. 25.) Korm. rendelet Magyarország Kormánya és Türkmenisztán Kormánya közötti oktatási, tudományos és kulturális együttműködésről szóló egyezmény kihirdetéséről
- 182/2014. (VII. 25.) Korm. rendelet A Külügyi és Külgazdasági Intézetről
- 183/2014. (VII. 25.) Korm. rendelet A Nemzeti Befektetési Ügynökségről
- 184/2014. (VII. 25.) Korm. rendelet A finanszírozott egészségügyi szakellátást nyújtó egészségügyi szolgáltatók adósságának rendezésére fordítható működési támogatásról
- 185/2014. (VII. 25.) Korm. rendelet A gyógyszerek és orvostechnikai eszközök közbeszerzésének sajátos szabályairól szóló 16/2012. (II. 16.) Korm. rendelet módosításáról
- 186/2014. (VII. 25.) Korm. rendelet A föld tulajdonjogának átruházását, vagy a föld tulajdonjogát érintő más írásba foglalt jogügyletet tartalmazó papír alapú okmány biztonsági kellékeiről és kibocsátásainak szabályairól szóló 47/2014. (II. 26.) Korm. rendelet módosításáról
- 187/2014. (VII. 25.) Korm. rendelet A mezőgazdasági vagy erdészeti szakirányú képzettségekről szóló 504/2013. (XII. 29.) Korm. rendelet módosításáról
- 188/2014. (VII. 25.) Korm. rendelet A földművesekről, a mezőgazdasági termelőszervezetekről, valamint a mezőgazdasági üzemközpontokról vezetett nyilvántartás részletes szabályairól szóló 38/2014. (II. 24.) Korm. rendelet módosításáról
- 189/2014. (VII. 25.) Korm. rendelet A Környezet és Energia Operatív Program KEOP-2012-5.6.0 kódszámú, „Központi költségvetési szervek energiahatékonysági beruházásai” című projekthez kapcsolódó egyes beruházásokkal összefüggő közigazgatási hatósági ügyek kiemelt jelentőségű üggyé nyilvánításáról és az eljáró hatóságok kijelöléséről
- 190/2014. (VII. 30.) Korm. rendelet A Magyar Államnak az MKB Bank Zrt.-ben történő részesedés szerzése társasági összefonódásának közérdekből történő nemzetstratégiai jelentőségűnek minősítéséről
- 191/2014. (VII. 31.) Korm. rendelet A mező- és erdőgazdasági hasznosítású földek végrehajtási, felszámolási vagy önkormányzati adósságrendezési eljárás keretében árverés útján történő értékesítésének szabályairól
- 192/2014. (VII. 31.) Korm. rendelet Az Európai Halászati Alaphoz, az Európai Tengerügyi és Halászati Alaphoz kapcsolódó igazoló hatóság és ellenőrző hatóság kijelöléséről
- 193/2014. (VII. 31.) Korm. rendelet A Mozgássérültek Pető András Nevelőképző és Nevelőintézetével kapcsolatos feladatok átvételéről
- 194/2014. (VII. 31.) Korm. rendelet Egyes fejlesztéspolitikai tárgyú kormányrendeletek módosításáról
- 195/2014. (VII. 31.) Korm. rendelet A Nemzeti Stadionfejlesztési Program keretében megvalósítandó egyes labdarúgó sportlétesítmény-fejlesztési beruházások megvalósításával összefüggő közigazgatási hatósági ügyek kiemelt jelentőségű üggyé nyilvánításáról és az eljáró hatóságok kijelöléséről szóló 15/2014. (I. 30.) Korm. rendelet módosításáról
- 196/2014. (VII. 31.) Korm. rendelet A FINA 2021. évi Úszó-, Vízilabda-, Műugró, Műúszó és Nyíltvízi Világbajnokság megrendezéséhez szükséges létesítmény-fejlesztés megvalósításával összefüggő közigazgatási hatósági ügyek kiemelt jelentőségű üggyé nyilvánításáról és az eljáró hatóságok kijelöléséről szóló 26/2014. (II. 7.) Korm. rendelet módosításáról

#### Augusztus (197−220)
- 197/2014. (VIII. 1.) Korm. rendelet Az elektromos és elektronikus berendezésekkel kapcsolatos hulladékgazdálkodási tevékenységekről
- 198/2014. (VIII. 1.) Korm. rendelet Magyarország Kormánya és Türkmenisztán Kormánya közötti gazdasági együttműködésről szóló Megállapodás kihirdetéséről
- 199/2014. (VIII. 1.) Korm. rendelet A Forster Gyula Nemzeti Örökségvédelmi és Vagyongazdálkodási Központról
- 200/2014. (VIII. 14.) Korm. rendelet A Miniszterelnökség agrár-vidékfejlesztésért felelős államtitkára által irányított szervezeti egységek Kecskemétre történő áthelyezésével összefüggő közigazgatási hatósági ügyek kiemelt jelentőségű üggyé nyilvánításáról és az eljáró hatóságok kijelöl-éséről
- 201/2014. (VIII. 14.) Korm. rendelet Az állam tulajdonában álló egyes kiadó és tankönyvkiadó gazdasági társaságok állami feladatellátásának központi költségvetési szerv által történő átvételéről
- 202/2014. (VIII. 14.) Korm. rendelet A nagycenki Széchenyi-mauzóleum megóvásával és helyreállításával összefüggő közigazgatási hatósági ügyek kiemelt jelentőségű üggyé nyilvánításáról és az eljáró hatóságok kijelöléséről
- 203/2014. (VIII. 14.) Korm. rendelet A 2007–2013 programozási időszakban az Európai Regionális Fejlesztési Alapból, az Európai Szociális Alapból és a Kohéziós Alapból származó támogatások felhasználásának rendjéről szóló 4/2011. (I. 28.) Korm. rendelet és az egységes működési kézikönyvről szóló 547/2013. (XII. 30.) Korm. rendelet módosításáról
- 204/2014. (VIII. 14.) Korm. rendelet Az Uniós fejlesztések fejezetbe tartozó fejezeti kezelésű előirányzatok felhasználásának rendjéről szóló 549/2013. (XII. 30.) Korm. rendelet módosításáról
- 205/2014. (VIII. 15.) Korm. rendelet A pénzügyi közvetítőrendszer egyes szereplőinek biztonságát erősítő intézményrendszer továbbfejlesztéséről szóló törvény szerinti független értékelőkre, valamint kiválasztásukra vonatkozó egyes szabályokról
- 206/2014. (VIII. 15.) Korm. rendeletA légiközlekedésről szóló 1995. évi XCVII. törvény végrehajtásáról szóló 141/1995. (XI. 30.) Korm. rendelet és a repülőtér létesítésének, fejlesztésének és megszüntetésének, valamint a leszállóhely létesítésének és megszüntetésének szabályairól szóló 159/2010. (V. 6.) Korm. rendelet módosításáról
- 207/2014. (VIII. 15.) Korm. rendelet A repülőtér létesítésének, fejlesztésének és megszüntetésének, valamint a leszállóhely létesítésének és megszüntetésének szabályairól szóló 159/2010. (V. 6.) Korm. rendelet, valamint a Nemzeti Közlekedési Hatóságról szóló 263/2006. (XII. 20.) Korm. rendelet módosításáról
- 208/2014. (VIII. 15.) Korm. rendelet A MÁV VASJÁRMŰ Járműjavító és Gyártó Korlátolt Felelősségű Társaság stratégiailag kiemelt jelentőségű gazdálkodó szervezetté minősítéséről
- 209/2014. (VIII. 26.) Korm. rendelet A rendőrség ellenérték fejében végezhető szolgáltató tevékenységéről szóló 16/1999. (II. 5.) Korm. rendelet módosításáról
- 210/2014. (VIII. 27.) Korm. rendelet A beruházás ösztönzési célelőirányzat felhasználásáról
- 211/2014. (VIII. 27.) Korm. rendelet Az egyes közlekedésfejlesztési projektekkel összefüggő közigazgatási hatósági ügyek nemzetgazdasági szempontból kiemelt jelentőségű üggyé nyilvánításáról és az eljáró hatóságok kijelöléséről szóló 345/2012. (XII. 6.) Korm. rendelet módosításáról
- 212/2014. (VIII. 27.) Korm. rendelet A földgázellátásról szóló 2008. évi XL. törvény rendelkezéseinek végrehajtásáról szóló 19/2009. (I. 30.) Korm. rendelet módosításáról
- 213/2014. (VIII. 27.) Korm. rendelet A Nemzeti Köznevelési Infrastruktúra Fejlesztési Program keretében megvalósítandó tanuszoda, tornaterem, tanterem beruházásokkal összefüggő közigazgatási hatósági ügyek kiemelt jelentőségű üggyé nyilvánításáról és az eljáró hatóságok kijelöléséről szóló 141/2014. (IV. 30.) Korm. rendelet módosításáról
- 214/2014. (VIII. 27.) Korm. rendelet Az Európai Támogatásokat Auditáló Főigazgatóságról szóló 210/2010. (VI. 30.) Korm. rendelet módosításáról
- 215/2014. (VIII. 27.) Korm. rendelet Az Uniós fejlesztések fejezetbe tartozó fejezeti kezelésű előirányzatok felhasználásának rendjéről szóló 549/2013. (XII. 30.) Korm. rendeletet módosításáról
- 216/2014. (VIII. 28.) Korm. rendelet A központi címregiszter kialakításához szükséges adatellenőrzési feladatokról
- 217/2014. (VIII. 28.) Korm. rendelet A hitelezői feltőkésítéshez kapcsolódó reorganizációs tervről
- 218/2014. (VIII. 28.) Korm. rendelet A Fővárosi Gázművek Zártkörűen Működő Részvénytársaság Fővárosi Önkormányzat tulajdonában lévő társasági részesedésének állam javára történő megszerzése nemzetstratégiai jelentőségűnek minősítéséről
- 219/2014. (VIII. 28.) Korm. rendelet A Közigazgatási és Igazságügyi Hivatal területi közigazgatást érintő feladatainak átvételéről
- 220/2014. (VIII. 29.) Korm. rendelet Egyes felsőoktatási tárgyú kormányrendeletek módosításáról

#### Szeptember (221−246)
- 221/2014. (IX. 4.) Korm. rendelet Egyes kormányrendeleteknek a kormányzati szerkezetátalakítással összefüggő módosításáról
- 222/2014. (IX. 4.) Korm. rendelet Egyes kormányrendeletek technikai deregulációjáról
- 223/2014. (IX. 4.) Korm. rendelet a vízügyi igazgatási és a vízügyi, valamint vízvédelmi hatósági feladatokat ellátó szervek kijelöléséről
- 224/2014. (IX. 4.) Korm. rendelet A Magyar Szent István Rend, a Magyar Becsület Rend, a Magyar Érdemrend és a Magyar Érdemkereszt kitüntetés adományozásának rendjéről
- 225/2014. (IX. 4.) Korm. rendelet Az üvegházhatású gázok közösségi kereskedelmi rendszerében és az erőfeszítés-megosztási határozat végrehajtásában való részvételről szóló 2012. évi CCXVII. törvény végrehajtásának egyes szabályairól szóló 410/2012. (XII. 28.) Korm. rendelet és az ENSZ Éghajlatváltozási Keretegyezménye és annak Kiotói Jegyzőkönyve végrehajtási keretrendszeréről szóló 2007. évi LX. törvény végrehajtásának egyes szabályairól szóló 323/2007. (XII. 11.) Korm. rendelet módosításáról
- 226/2014. (IX. 4.) Korm. rendelet A közúti közlekedés szabályairól szóló 1/1975. (II.5.) KPM–BM együttes rendelet, valamint az autópályák, autóutak és főutak használatáért fizetendő megtett úttal arányos díjról szóló 2013. évi LXVII. törvény végrehajtásáról szóló 209/2013. (VI.18.) Korm. rendelet módosításáról
- 227/2014. (IX. 4.) Korm. rendelet A „Miniszterelnökség budavári elhelyezéséhez szükséges felújítási és építési feladatok a budai várnegyed területén” programhoz kapcsolódó beruházások megvalósításával összefüggő közigazgatási hatósági ügyek nemzetgazdasági szempontból kiemelt jelentőségű üggyé nyilvánításáról és az eljáró hatóságok kijelöléséről
- 228/2014. (IX. 5.) Korm. rendelet  A közszolgálati egyéni teljesítményértékelésről szóló 10/2013. (I. 21.) Korm. rendelet módosításáról
- 229/2014. (IX. 5.) Korm. rendelet A tűzvédelmi hatósági feladatokat ellátó szervezetekről, a tűzvédelmi bírságról és a tűzvédelemmel foglalkozók kötelező élet- és balesetbiztosításáról szóló 259/2011. (XII. 7.) Korm. rendelet, valamint egyes közigazgatási hatósági ügyek kiemelt jelentőségű üggyé nyilvánításáról és az eljáró hatóságok kijelöléséről szóló kormányrendeletek módosításáról
- 230/2014. (IX. 5.) Korm. rendelet Az M35 autópálya Debrecen (481. számú főút) – Berettyóújfalu (M4 autópálya) közötti szakasza nyomvonalának kijelöléséről 13287
- 231/2014. (IX. 5.) Korm. rendelet a szennyvízelvezetési és tisztítási beruházásokkal összefüggő közigazgatási hatósági ügyek kiemelt jelentőségű üggyé nyilvánításáról szóló 29/2013. (II.12.) Korm. rendelet módosításáról
- 232/2014. (IX. 10.) Korm. rendelet A Miniszterelnökség budavári elhelyezését biztosító felújítási és építési beruházás megvalósításához kapcsolódó egyes beszerzéseknek a minősített adatot, az ország alapvető biztonsági, nemzetbiztonsági érdekeit érintő vagy a különleges biztonsági intézkedést igénylő beszerzések sajátos szabályairól szóló 218/2011. (X. 19.) Korm. rendelet 7. § (5) bekezdés a) pontja szerinti minősítéséről
- 233/2014. (IX. 18.) Korm. rendelet Az Igazságügyi Hivatalról
- 234/2014. (IX. 18.) Korm. rendelet A környezetvédelmi termékdíjról szóló 2011. évi LXXXV. törvény végrehajtásáról szóló 343/2011. (XII. 29.) Korm. rendelet módosításáról
- 235/2014. (IX. 18.) Korm. rendelet A Magyar Államnak a Bombardier MÁV Hungary Kft.-ben történő részesedés szerzése társasági összefonódásának közérdekből történő nemzetstratégiai jelentőségűnek minősítéséről
- 236/2014. (IX. 18.) Korm. rendelet A Nemzeti Stadionfejlesztési Program keretében megvalósítandó egyes labdarúgó sportlétesítmény-fejlesztési beruházások megvalósításával összefüggő közigazgatási hatósági ügyek kiemelt jelentőségű üggyé nyilvánításáról és az eljáró hatóságok kijelöléséről szóló 15/2014. (I. 30.) Korm. rendelet módosításáról
- 237/2014. (IX. 18.) Korm. rendelet A Budapest Fehér úti lőtér fejlesztésére és bővítésére irányuló beruházás megvalósításával összefüggő közigazgatási hatósági ügyek kiemelt jelentőségű üggyé nyilvánításáról és az eljáró hatóságok kijelöléséről
- 238/2014. (IX. 18.) Korm. rendelet A Magyar Tenisz Szövetség Nemzeti Edzésközpontjának kialakítására irányuló beruházás megvalósításával összefüggő közigazgatási hatósági ügyek kiemelt jelentőségű üggyé nyilvánításáról és az eljáró hatóságok kijelöléséről
- 239/2014. (IX. 18.) Korm. rendelet A nyugat-magyarországi utánpótlás-nevelési centrum beruházás megvalósításával összefüggő közigazgatási hatósági ügyek kiemelt jelentőségű üggyé nyilvánításáról és az eljáró hatóságok kijelöléséről
- 240/2014. (IX. 18.) Korm. rendelet A Pozsony, Stefanikova 1. szám alatti ingatlan tulajdonjogának a Magyar Állam javára történő megszerzéséhez és az ehhez kapcsolódó beszerzéseknek a minősített adatot, az ország alapvető biztonsági, nemzetbiztonsági érdekeit érintő vagy a különleges biztonsági intézkedést igénylő beszerzések sajátos szabályairól szóló 218/2011. (X. 19.) Korm. rendelet 7. § (5) bekezdés a) pontja szerinti minősítéséről
- 241/2014. (IX. 23.) Korm. rendelet A közbeszerzések központi ellenőrzéséről és engedélyezéséről szóló 46/2011. (III. 25.) Korm. rendelet módosításáról
- 242/2014. (IX. 24.) Korm. rendelet A Közigazgatási és Igazságügyi Hivatal átszervezésével összefüggő jogutódlási kérdésekről
- 243/2014. (IX. 24.) Korm. rendelet A Nemzeti Eszközkezelő Zrt. működésével kapcsolatos egyes szabályokról szóló 128/2012. (VI. 26.) Korm. rendelet módosításáról
- 244/2014. (IX. 24.) Korm. rendelet Az Európai Halászati Alaphoz, az Európai Tengerügyi és Halászati Alaphoz kapcsolódó igazoló hatóság és ellenőrző hatóság kijelöléséről szóló 192/2014. (VII. 31.) Korm. rendelet módosításáról
- 245/2014. (IX. 24.) Korm. rendelet A Mezőgazdasági és Vidékfejlesztési Hivatal Csongrád Megyei Kirendeltségének Hódmezővásárhelyre történő elhelyezésével összefüggő közigazgatási hatósági ügyek nemzetgazdasági szempontból kiemelt jelentőségű üggyé nyilvánításáról és az eljáró hatóságok kijelöléséről
- 246/2014. (IX. 29.) Korm. rendelet Az egyes hulladékgazdálkodási létesítmények kialakításának és üzemeltetésének szabályairól

#### Október (247−267)
- 247/2014. (X. 1.) Korm. rendelet A Nemzeti Kommunikációs Hivatalról és a kormányzati kommunikációs beszerzések központosított közbeszerzési rendszeréről
- 248/2014. (X. 1.) Korm. rendelet A földgázellátásról szóló 2008. évi XL. törvény rendelkezéseinek végrehajtásáról szóló 19/2009. (I. 30.) Korm. rendelet módosításáról
- 249/2014. (X. 1.) Korm. rendelet A központi közigazgatás integrált üdültetési rendszerével összefüggő feladatok központi költségvetési szerv által történő átvételéről szóló 134/2014. (IV. 18.) Korm. rendelet és a központi közigazgatás integrált üdültetési rendszerébe tartozó üdülők igénybevételi rendjéről és hasznosítási szabályairól szóló 20/2011. (VII. 11.) KIM rendelet hatályon kívül helyezéséről
- 250/2014. (X. 2.) Korm. rendelet A Közbeszerzési és Ellátási Főigazgatóságról
- 251/2014. (X. 2.) Korm. rendelet A külföldiek mező- és erdőgazdasági hasznosítású földnek nem minősülő ingatlanokat érintő tulajdonszerzéséről
- 252/2014. (X. 2.) Korm. rendelet  A szociális foglalkoztatás engedélyezéséről és a szociális foglalkoztatási támogatásról szóló 112/2006. (V. 12.) Korm. rendelet, valamint a támogató szolgáltatás és a közösségi ellátások finanszírozásának rendjéről szóló 191/2008. (VII. 30.) Korm. rendelet módosításáról
- 253/2014. (X. 2.) Korm. rendelet A Nemzeti Stadionfejlesztési Program keretében megvalósítandó beruházásokkal összefüggő közigazgatási hatósági ügyek kiemelt jelentőségű üggyé nyilvánításáról és az eljáró hatóságok kijelöléséről szóló 15/2014. (I. 30.) Korm. rendelet módosításáról
- 254/2014. (X. 2.) Korm. rendelet A Magyar Gáz Tranzit Zártkörűen Működő Részvénytársaság társasági részesedéseinek állam javára történő megszerzésére irányuló ügylet nemzetstratégiai jelentőségűnek minősítéséről
- 255/2014. (X. 10.) Korm. rendelet A 2014–2020 programozási időszakra rendelt források felhasználására vonatkozó uniós versenyjogi értelemben vett állami támogatási szabályokról
- 256/2014. (X. 10.) Korm. rendelet A földgázellátásról szóló 2008. évi XL. törvény rendelkezéseinek végrehajtásáról szóló 19/2009. (I. 30.) Korm. rendelet módosításáról
- 257/2014. (X. 10.) Korm. rendelet A kábítószerekkel és pszichotróp anyagokkal, valamint az új pszichoaktív anyagokkal végezhető tevékenységekről, valamint ezen anyagok jegyzékre vételéről és jegyzékeinek módosításáról szóló 66/2012. (IV. 2.) Korm. rendelet módosításáról
- 258/2014. (X. 10.) Korm. rendelet Az egyes veszélyes anyagok elektromos és elektronikus berendezésekben való alkalmazásának korlátozásáról szóló 374/2012. (XII. 18.) Korm. rendelet módosításáról
- 259/2014. (X. 10.) Korm. rendelet Az Apollo Tyres Hungary Kft. Gyöngyöshalászon megvalósuló beruházásával összefüggő közigazgatási hatósági ügyek nemzetgazdasági szempontból kiemelt jelentőségű üggyé nyilvánításáról és az eljáró hatóságok kijelöléséről
- 260/2014. (X. 15.) Korm. rendelet Egyes költségvetési és gazdasági tárgyú kormányrendeletek módosításáról
- 261/2014. (X. 15.) Korm. rendelet Az egyes egyházi és szociális tárgyú kormányrendeletek módosításáról
- 262/2014. (X. 15.) Korm. rendelet Egyes kormányrendeleteknek Balatonakarattya községgé nyilvánításával összefüggő módosításáról
- 263/2014. (X. 15.) Korm. rendelet Az Európai Bizottság első „NER300” finanszírozási programja keretében támogatásban részesülő GEOb Dél-magyarországi megnövelt hatékonyságú geotermikus rendszer (EGS) demonstrációs projekttel összefüggő közigazgatási hatósági ügyek kiemelt jelentőségű üggyé nyilvánításáról és az eljáró hatóságok kijelöléséről
- 264/2014. (X. 16.) Korm. rendelet A Fűtéstechnikai Vállalkozó Korlátolt Felelősségű Társaság stratégiailag kiemelt jelentőségű gazdálkodó szervezetté minősítéséről
- 265/2014. (X. 21.) Korm. rendelet A Nemzeti Élelmiszerlánc-biztonsági Hivatalról szóló 22/2012. (II. 29.) Korm. rendelet módosításáról
- 266/2014. (X. 21.) Korm. rendelet A Wuppermann Hungary Kft. Győr-Gönyűi Kikötőben megvalósuló beruházásával összefüggő közigazgatási hatósági ügyek nemzetgazdasági szempontból kiemelt jelentőségű üggyé nyilvánításáról és az eljáró hatóságok kijelöléséről
- 267/2014. (X. 30.) Korm. rendelet A földgázellátásról szóló 2008. évi XL. törvény rendelkezéseinek végrehajtásáról szóló 19/2009. (I. 30.) Korm. rendelet módosításáról

#### November (268−296)
- 268/2014. (XI. 3.) Korm. rendelet Egyes köznevelési tárgyú kormányrendeletek módosításáról
- 269/2014. (XI. 4.) Korm. rendelet A Magyar Testgyakorlók Köre Budapest létesítményfejlesztési programja részét képező beruházások megvalósításával összefüggő közigazgatási hatósági ügyek kiemelt jelentőségű üggyé nyilvánításáról és az eljáró hatóságok kijelöléséről
- 270/2014. (XI. 4.) Korm. rendelet A fertődi Porpáczy Aladár Középiskola elhelyezéséhez szükséges új iskola és tornaterem beruházási program megvalósításával összefüggő közigazgatási hatósági ügyek kiemelt jelentőségű üggyé nyilvánításáról és az eljáró hatóságok kijelöléséről
- 271/2014. (XI. 4.) Korm. rendelet A 2015. évi Milánói Világkiállítás magyar pavilonjának megvalósításával kapcsolatos egyes feladatok irányítását és lebonyolítását végrehajtó szervezet kijelöléséről
- 272/2014. (XI. 5.) Korm. rendelet A 2014–2020 programozási időszakban az egyes európai uniós alapokból származó támogatások felhasználásának rendjéről
- 273/2014. (XI. 6.) Korm. rendelet A Miniszterelnökség budavári elhelyezését biztosító felújítási és építési beruházás megvalósításához kapcsolódó egyes beszerzéseknek a minősített adatot, az ország alapvető biztonsági, nemzetbiztonsági érdekeit érintő vagy a különleges biztonsági intézkedést igénylő beszerzések sajátos szabályairól szóló 218/2011. (X. 19.) Korm. rendelet 7. § (5) bekezdés a) pontja szerinti minősítéséről szóló 232/2014. (IX. 10.) Korm. rendelet módosításáról
- 274/2014. (XI. 6.) Korm. rendelet Az Elektronikus Közúti Áruforgalom Ellenőrző Rendszer kialakításához és működtetéséhez kapcsolódó beszerzésnek a minősített adatot, az ország alapvető biztonsági, nemzetbiztonsági érdekeit érintő vagy a különleges biztonsági intézkedést igénylő beszerzések sajátos szabályairól szóló 218/2011. (X. 19.) Korm. rendelet 7. § (5) bekezdés a) pontja szerinti minősítéséről
- 275/2014. (XI. 6.) Korm. rendelet Az egységes elektronikus kormányzati érkeztető rendszer kialakításához kapcsolódó beszerzésnek a minősített adatot, az ország alapvető biztonsági, nemzetbiztonsági érdekeit érintő vagy a különleges biztonsági intézkedést igénylő beszerzések sajátos szabályairól szóló 218/2011. (X. 19.) Korm. rendelet 7. § (5) bekezdés a) pontja szerinti minősítéséről
- 276/2014. (XI. 6.) Korm. rendelet  A minősített adatot, az ország alapvető biztonsági, nemzetbiztonsági érdekeit érintő vagy a különleges biztonsági intézkedést igénylő beszerzések sajátos szabályairól szóló 218/2011. (X. 19.) Korm. rendelet hatályon kívül helyezéséről, valamint az ezzel összefüggő átmeneti rendelkezésről
- 277/2014. (XI. 14.) Korm. rendelet A vasúti közlekedési hatóság által kiszabható bírság mértékéről és megfizetésének részletes szabályairól
- 278/2014. (XI. 14.) Korm. rendelet Az üvegházhatású gázok kibocsátásával, valamint az éghajlatváltozással kapcsolatos nemzeti jelentés tartalmáról és elkészítésének módjáról, az adatszolgáltatás rendjéről, illetve az adatszolgáltatási kötelezettség megszegése esetén fizetendő bírságról
- 279/2014. (XI. 14.) Korm. rendelet A környezeti alapnyilvántartásról szóló 78/2007. (IV. 24.) Korm. rendelet, valamint a hulladékkal kapcsolatos nyilvántartási és adatszolgáltatási kötelezettségekről szóló 440/2012. (XII. 29.) Korm. rendelet módosításáról
- 280/2014. (XI. 14.) Korm. rendelet Egyes építésügyi és településügyi tárgyú kormányrendeletek módosításáról
- 281/2014. (XI. 14.) Korm. rendelet A védelem terén alapvető biztonsági érdeket érintő, kifejezetten katonai, rendvédelmi, rendészeti célokra szánt áruk beszerzésére, illetőleg szolgáltatások megrendelésére vonatkozó sajátos szabályokról szóló 228/2004. (VII. 30.) Korm. rendelet módosításáról
- 282/2014. (XI. 14.) Korm. rendelet A WELT 2000 Szolgáltató és Kereskedelmi Korlátolt Felelősségű Társaság társasági üzletrészének a Magyar Állam javára történő megszerzése nemzetstratégiai jelentőségűnek minősítéséről
- 283/2014. (XI. 17.) Korm. rendelet A központi címregiszter kialakításához szükséges adatellenőrzési feladatokról szóló 216/2014. (VIII. 28.) Korm. rendelet módosításáról
- 284/2014. (XI. 20.) Korm. rendelet Az államháztartás számviteléről szóló 4/2013. (I. 11.) Korm. rendelet módosításáról
- 285/2014. (XI. 20.) Korm. rendelet A megváltozott munkaképességű munkavállalókat foglalkoztató munkáltatók akkreditációjáról, valamint a meg-változott munkaképességű munkavállalók foglalkoztatásához nyújtható költségvetési támogatásokról szóló 327/2012. (XI. 16.) Korm. rendelet módosításáról
- 286/2014. (XI. 20.) Korm. rendelet A Nemzeti Települési Szennyvízelvezetési és -tisztítási Megvalósítási Programról szóló 25/2002. (II. 27.) Korm. rendelet módosításáról
- 287/2014. (XI. 20.) Korm. rendelet A nemzetiségi célú előirányzatokból nyújtott támogatások feltételrendszeréről és elszámolásának rendjéről szóló 428/2012. (XII. 29.) Korm. rendelet módosításáról
- 288/2014. (XI. 20.) Korm. rendelet A ZeinaHotel Szolgáltató Korlátolt Felelősségű Társaság „f.a.” stratégiailag kiemelt jelentőségű gazdálkodó szervezetté minősítéséről
- 289/2014. (XI. 26.) Korm. rendelet A Nemzetközi Megújuló Energia Ügynökség (IRENA) Alapokmányának kihirdetéséről
- 290/2014. (XI. 26.) Korm. rendelet A kedvezményezett járások besorolásáról
- 291/2014. (XI. 26.) Korm. rendelet Egyes közlekedési tárgyú kormányrendeletek módosításáról
- 292/2014. (XI. 26.) Korm. rendelet A víziközmű-szolgáltatásról szóló 2011. évi CCIX. törvény egyes rendelkezéseinek végrehajtásáról szóló 58/2013. (II. 27.) Korm. rendelet módosításáról
- 293/2014. (XI. 26.) Korm. rendelet A hallgatói hitelrendszerről szóló 1/2012. (I. 20.) Korm. rendelet módosításáról
- 294/2014. (XI. 26.) Korm. rendelet A Központi Nukleáris Pénzügyi Alap Szakbizottságról szóló 213/2013. (VI. 21.) Korm. rendelet módosításáról
- 295/2014. (XI. 26.) Korm. rendelet A Holokauszt Gyermekáldozatainak Emlékhelye – Európai Oktatási Központ létrehozásához szükséges közigazgatási hatósági ügyek nemzetgazdasági szempontból kiemelt jelentőségű üggyé nyilvánításáról és az eljáró hatóságok kijelöléséről szóló 289/2013. (VII. 26.) Korm. rendelet módosításáról
- 296/2014. (XI. 28.) Korm. rendelet A közfoglalkoztatáshoz nyújtható támogatásokról szóló 375/2010. (XII. 31.) Korm. rendelet és a felnőtt-képzési tevékenység folytatásához szükséges engedélyezési eljárásra és követelményrendszerre, a felnőttképzést folytató intézmények nyilvántartásának vezetésére, valamint a felnőttképzést folytató intézmények ellenőrzésére vonatkozó részletes szabályokról szóló 393/2013. (XI. 12.) Korm. rendelet módosításáról

#### December (297−396)
- 297/2014. (XII. 3.) Korm. rendelet A nehéz tehergépkocsik közlekedésének korlátozásáról szóló 190/2008. (VII. 29.) Korm. rendelet, valamint az országos működési engedély alapján végzett vasúti személyszállítás részletes feltételeiről szóló 271/2009. (XII. 1.) Korm. rendelet módosításáról
- 298/2014. (XII. 5.) Korm. rendelet Az UNESCO által 2005. október 19-én elfogadott, a sportbeli dopping elleni nemzetközi egyezmény mellékletei módosításának kihirdetéséről
- 299/2014. (XII. 5.) Korm. rendelet Egyes Korm. rendeleteknek a felszámolási eljárásban a világhálón elérhető elektronikus értékesítési rendszer bevezetésével összefüggő módosításáról
- 300/2014. (XII. 5.) Korm. rendelet  Egyes kormányrendeleteknek az új Országos Tűzvédelmi Szabályzat hatálybalépésével összefüggő módosításáról
- 301/2014. (XII. 5.) Korm. rendelet A repülőtér légiközlekedés-védelme céljából szedett díjak tervezése, jóváhagyása és felhasználása ellenőrzésének szabályairól
- 302/2014. (XII. 5.) Korm. rendelet A légiközlekedés védelmével kapcsolatos feladatoknak az általános rendőrségi feladatok ellátására létrehozott szerv általi átvételéről, a nyilvános repülőtér üzemben tartója részére történő visszaadásáról és az általános rendőrségi feladatok ellátására létrehozott szerv indokolt költségei megtérítésének szabályairól, valamint a védelmi ellenőrzés felügyeletéről
- 303/2014. (XII. 5.) Korm. rendelet A Kormány tagjainak feladat- és hatásköréről szóló 152/2014. (VI. 6.) Korm. rendelet, valamint egyes kapcsolódó kormányrendeletek módosításáról
- 304/2014. (XII. 5.) Korm. rendelet A Nagykovácsi Kastélypark Komplexum fejlesztéséhez kapcsolódó beruházások megvalósításával összefüggő közigazgatási hatósági ügyek nemzetgazdasági szempontból kiemelt jelentőségű üggyé nyilvánításáról és az eljáró hatóságok kijelöléséről
- 305/2014. (XII. 5.) Korm. rendelet Az Országos Statisztikai Adatgyűjtési Program adatgyűjtéseiről és adatátvételeiről szóló 288/2009. (XII. 15.) Korm. rendelet módosításáról
- 306/2014. (XII. 5.) Korm. rendelet A büntetés-végrehajtási intézetekben fogvatartottak tekintetében a munkavédelmi hatóság, valamint a munkaügyi hatósági jogkör gyakorlójának a kijelöléséről
- 307/2014. (XII. 5.) Korm. rendelet Az egyes ivóvízminőség-javítási, szennyvíz-elvezetési és -tisztítási beruházásokkal összefüggő közigazgatási hatósági ügyek kiemelt jelentőségű üggyé nyilvánításáról és az eljáró hatóságok kijelöléséről
- 308/2014. (XII. 9.) Korm. rendelet A járási (fővárosi kerületi) hivatalokról szóló 218/2012. (VIII. 13.) Korm. rendelet és az ezzel összefüggő egyes kormányrendeletek módosításáról
- 309/2014. (XII. 11.) Korm. rendelet A hulladékkal kapcsolatos nyilvántartási és adatszolgáltatási kötelezettségekről
- 310/2014. (XII. 11.) Korm. rendelet Az Országos Környezetvédelmi Információs Rendszer továbbfejlesztésével összefüggésben egyes kormány-rendeletek módosításáról
- 311/2014. (XII. 11.) Korm. rendelet Egyes bányászattal összefüggő kormányrendeletek módosításáról
- 312/2014. (XII. 12.) Korm. rendelet A Magyarország és az Oroszországi Föderáció között a másik fél területén tervezett egészségügyi ellátás igénybevételének elősegítéséről szóló nemzetközi megállapodás kötelező hatályának elismerésére adott felhatalmazásról és kihirdetéséről
- 313/2014. (XII. 12.) Korm. rendelet A veszélyes áru légi szállításával kapcsolatos katasztrófavédelmi hatósági ellenőrzésről és a bírság kivetésének szabályairól
- 314/2014. (XII. 12.) Korm. rendelet A halgazdálkodási és a halvédelmi bírságról
- 315/2014. (XII. 12.) Korm. rendelet Egyes pénzügyi tárgyú kormányrendeleteknek a pénzügyi közvetítőrendszert érintő módosításáról
- 316/2014. (XII. 12.) Korm. rendelet Az egyes kárpótlással kapcsolatos kormányrendeletek módosításáról
- 317/2014. (XII. 12.) Korm. rendelet Az életüktől és szabadságuktól politikai okból megfosztottak kárpótlásáról szóló 1992. évi XXXII. törvény végrehajtásáról szóló 111/1992. (VII. 1.) Korm. rendelet módosításáról

- 323/2014. (XII. 15.) Korm. rendelet Az egységes kormányzati ügyiratkezelő rendszer létrehozásával összefüggő kormányrendeletek módosításáról
- 324/2014. (XII. 15.) Korm. rendelet A doppingellenes tevékenység szabályairól szóló 43/2011. (III. 23.) Korm. rendelet módosításáról
- 325/2014. (XII. 15.) Korm. rendelet A Nemzeti Adó- és Vámhivatal tevékenységével összefüggő egyes kormányrendeletek módosításáról
- 326/2014. (XII. 15.) Korm. rendelet A Nemzetgazdasági Tervezési Hivatal megszüntetéséről
- 327/2014. (XII. 15.) Korm. rendelet A Magyar Export-Import Bank Zártkörűen Működő Részvénytársaság és a Magyar Exporthitel Biztosító Zártkörűen Működő Részvénytársaság működésével összefüggő kormányrendeletek módosításáról
- 328/2014. (XII. 15.) Korm. rendelet A Nemzeti Stadionfejlesztési Program keretében megvalósítandó egyes labdarúgó sportlétesítmény-fejlesztési beruházások megvalósításával összefüggő közigazgatási hatósági ügyek kiemelt jelentőségű üggyé nyilvánításáról és az eljáró hatóságok kijelöléséről szóló 15/2014. (I. 30.) Korm. rendelet módosításáról
- 329/2014. (XII. 15.) Korm. rendelet A Liget Budapest projekt keretében megvalósuló egyes beruházásokkal összefüggő közigazgatási hatósági ügyek kiemelt jelentőségű üggyé nyilvánításáról és az eljáró hatóságok kijelöléséről szóló 546/2013. (XII. 30.) Korm. rendelet módosításáról
- 330/2014. (XII. 16.) Korm. rendelet Az MFB Magyar Fejlesztési Bank Zártkörűen Működő Részvénytársaságnak a Fővárosi Gázművek Zártkörűen Működő Részvénytársaságban történő részesedésszerzése nemzetstratégiai jelentőségűnek minősítéséről
- 331/2014. (XII. 18.) Korm. rendelet A családok otthonteremtési kedvezményével összefüggésben az egyes kormányrendeletek módosításáról
- 332/2014. (XII. 18.) Korm. rendelet A megváltozott munkaképességű munkavállalókat foglalkoztató munkáltatók akkreditációjáról, valamint a megváltozott munkaképességű munkavállalók foglalkoztatásához nyújtható költségvetési támogatásokról szóló 327/2012. (XI. 16.) Korm. rendelet módosításáról
- 333/2014. (XII. 18.) Korm. rendelet A harmadik országbeli állampolgárok beutazásáról és tartózkodásáról szóló 2007. évi II. törvény végrehajtásáról szóló 114/2007. (V. 24.) Korm. rendelet módosításáról, valamint az elzárás és a szabálysértési elzárás végrehajtását foganatosító intézetek kijelöléséről szóló 173/2013. (V. 30.) Korm. rendelet hatályon kívül helyezéséről
- 334/2014. (XII. 18.) Korm. rendelet A közforgalmú gyógyszertárakban a gyógyszerészi tulajdonarány növelésének elősegítéséről szóló 212/2013. (VI. 19.) Korm. rendelet módosításáról
- 335/2014. (XII. 18.) Korm. rendelet A felsőoktatási felvételi eljárásról szóló 423/2012. (XII. 29.) Korm. rendelet módosításáról
- 336/2014. (XII. 18.) Korm. rendelet A Nemzeti Fogyasztóvédelmi Hatóságról szóló 225/2007. (VIII. 31.) Korm. rendelet módosításáról
- 337/2014. (XII. 18.) Korm. rendelet A Magyar Művészeti Akadémia tagjainak életjáradékáról, valamint életjáradékban részesített tagjának elhalálozása esetén megállapítható hozzátartozói ellátásokról szóló 208/2013. (VI. 17.) Korm. rendelet módosításáról
- 338/2014. (XII. 18.) Korm. rendelet Az MVM Magyar Villamos Művek Zártkörűen Működő Részvénytársaságnak a Fővárosi Gázművek Zártkörűen Működő Részvénytársaságban fennálló részesedése MFB Magyar Fejlesztési Bank Zártkörűen Működő Részvénytársaság és MFB Invest Befektetési és Vagyonkezelő Zártkörűen Működő Részvénytársaság általi megszerzése nemzetstratégiai jelentőségűnek minősítéséről
- 339/2014. (XII. 19.) Korm. rendelet Az Európai Unió vagy más nemzetközi szervezet felé vállalt kötelezettséggel összefüggő, a 2007–2013 programozási időszakban a Kormány által a nemzeti fejlesztési miniszter hatáskörébe utalt beruházások, valamint a 2014–2020 programozási időszakban a szennyvízelvezetési és -tisztítási, a hulladékgazdálkodási és az ivóvízminőség-javító beruházások megvalósításáról
- 340/2014. (XII. 19.) Korm. rendelet A megváltozott munkaképességű munkavállalókat foglalkoztató munkáltatók akkreditációjáról, valamint a megváltozott munkaképességű munkavállalók foglalkoztatásához nyújtható költségvetési támogatásokról szóló 327/2012. (XI. 16.) Korm. rendelet módosításáról
- 341/2014. (XII. 19.) Korm. rendelet A támogatásból megvalósuló fejlesztések központi monitoringjáról és nyilvántartásáról szóló 60/2014. (III. 6.) Korm. rendelet módosításáról
- 342/2014. (XII. 19.) Korm. rendelet Egyes területrendezési, településfejlesztési és településrendezési tárgyú kormányrendeletek módosításáról 24966
- 343/2014. (XII. 19.) Korm. rendelet A tartós külszolgálatról és az ideiglenes külföldi kiküldetésről szóló 172/2012. (VII. 26.) Korm. rendelet módosításáról
- 344/2014. (XII. 22.) Korm. rendelet A vízgazdálkodási hatósági jogkör gyakorlásáról szóló 72/1996. (V. 22.) Korm. rendelet módosításáról
- 345/2014. (XII. 23.) Korm. rendelet A központi címregiszterről és a címkezelésről
- 346/2014. (XII. 23.) Korm. rendelet A közfeladatot ellátó szervek iratkezelésének általános követelményeiről szóló 335/2005. (XII. 29.) Korm. rendelet módosításáról
- 347/2014. (XII. 29.) Korm. rendelet A kötelező legkisebb munkabér (minimálbér) és a garantált bérminimum  megállapításáról
- 348/2014. (XII. 29.) Korm. rendelet A nyugellátások és egyes más ellátások 2015. január havi emeléséről
- 349/2014. (XII. 29.) Korm. rendelet A költségvetési szervek és az egyházi jogi személyek foglalkoztatottjainak 2015. évi kompenzációjáról
- 350/2014. (XII. 29.) Korm. rendelet A gyermek születése esetén az apát megillető pótszabadság igénybevételéről és a pótszabadsággal összefüggő  költségek megtérítéséről
- 351/2014. (XII. 29.) Korm. rendelet  A gyermek születése esetén az apát megillető pótszabadság
- 352/2014. (XII. 29.) Korm. rendelet Az egyes költségvetési szervek középirányító szervként történő kijelöléséhez, az irányítói és felügyeleti hatáskörök átruházásához, egyes ügyek kiemelt jellegének megszüntetéséhez, valamint a szociális temetés intézménye elhalasztáshoz szükséges rendeletek módosításáról
- 353/2014. (XII. 29.) Korm. rendelet Az egyes szociális és gyermekvédelmi tárgyú kormányrendeletek módosításáról
- 354/2014. (XII. 29.) Korm. rendelet Egyes foglalkoztatási tárgyú kormányrendeletek módosításáról
- 355/2014. (XII. 29.) Korm. rendelet A társadalombiztosítás ellátásaira és a magánnyugdíjra jogosultakról, valamint e szolgáltatások fedezetéről szóló 1997. évi LXXX. törvény végrehajtásáról szóló 195/1997. (XI. 5.) Korm. rendelet módosításáról
- 356/2014. (XII. 29.) Korm. rendelet A sportorvoslás szabályairól és a sportegészségügyi hálózatról szóló 215/2004. (VII. 13.) Korm. rendelet módosításáról
- 357/2014. (XII. 29.) Korm. rendelet A nukleáris létesítmények nukleáris biztonsági követelményeiről és az ezzel összefüggő hatósági tevékenységről szóló 118/2011. (VII. 11.) Korm. rendelet és az atomenergia alkalmazása körében a fizikai védelemről és a kapcsolódó engedélyezési, jelentési és ellenőrzési rendszerről szóló 190/2011. (IX. 19.) Korm. rendelet módosításáról
- 358/2014. (XII. 29.) Korm. rendelet A 2007–2013 programozási időszakban az Európai Regionális Fejlesztési Alapból, az Európai Szociális Alapból és a Kohéziós Alapból származó támogatások felhasználásának rendjéről szóló 4/2011. (I. 28.) Korm. rendelet és a 2014–2020 programozási időszakban az egyes európai uniós alapokból származó támogatások felhasználásának rendjéről szóló 272/2014. (XI. 5.) Korm. rendelet módosításáról
- 359/2014. (XII. 29.) Korm. rendelet A Bethlen Gábor Alapról szóló 2010. évi CLXXXII. törvény végrehajtásáról szóló 367/2010. (XII. 30.) Korm. rendelet módosításáról
- 360/2014. (XII. 30.) Korm. rendelet A 2015. évre vonatkozó, a személy- és vagyonvédelmi, valamint a magánnyomozói tevékenység szabályairól szóló törvény szerinti minimális vagyonvédelmi szolgáltatási rezsióradíj mértékéről
- 361/2014. (XII. 30.) Korm. rendelet A Nemzeti Útdíjfizetési Szolgáltató Zrt. és a Közlekedésfejlesztési Koordinációs Központ közötti úthasználati díjelszámolásról, valamint az útdíjfizetési rendszer átalakításával összefüggő egyes kormányrendeletek módosításáról
- 362/2014. (XII. 30.) Korm. rendelet A számviteli törvényhez kapcsolódó, sajátos számviteli szabályokat tartalmazó kormányrendeletek módosí-tásáról
- 363/2014. (XII. 30.) Korm. rendelet A szanálási eszközök alkalmazásakor felmerülő, elszámolható költségekről
- 364/2014. (XII. 30.) Korm. rendelet Egyes egészségügyi és egészségbiztosítási tárgyú kormányrendeletek módosításáról
- 365/2014. (XII. 30.) Korm. rendelet Az egyes köznevelési tárgyú kormányrendeletek módosításáról
- 366/2014. (XII. 30.) Korm. rendelet A 2014–2020 programozási időszakban az egyes európai uniós alapokból származó támogatások felhasználásának rendjéről szóló 272/2014. (XI. 5.) Korm. rendelet módosításáról
- 367/2014. (XII. 30.) Korm. rendelet A kábítószerekkel és pszichotróp anyagokkal, valamint az új pszichoaktív anyagokkal végezhető tevékenységekről, valamint ezen anyagok jegyzékre vételéről és jegyzékeinek módosításáról szóló 66/2012. (IV. 2.) Korm. rendelet módosításáról
- 368/2014. (XII. 30.) Korm. rendelet Egyes kormányrendeleteknek az Országos Hulladékgazdálkodási Ügynökség Nonprofit Korlátolt Felelősségű Társaság állami feladatellátásának központi költségvetési szerv által történő átvételével kapcsolatos módosításáról
- 369/2014. (XII. 30.) Korm. rendelet A hulladékká vált gépjárművekről
- 370/2014. (XII. 30.) Korm. rendelet Az egyes hulladékgazdálkodással kapcsolatos kormányrendeletek módosításáról
- 371/2014. (XII. 30.) Korm. rendelet A szellemi tulajdon védelmére vonatkozó egyes kormányrendeletek módosításáról
- 372/2014. (XII. 30.) Korm. rendelet A Forster Gyula Nemzeti Örökségvédelmi és Vagyongazdálkodási Központról szóló 199/2014. (VIII. 1.) Korm. rendelet módosításáról
- 373/2014. (XII. 31.) Korm. rendelet A földhivatalok, valamint a Földmérési és Távérzékelési Intézet feladatairól, illetékességi területéről, továbbá egyes földhivatali eljárások részletes szabályairól
- 374/2014. (XII. 31.) Korm. rendelet A részarány földkiadás során keletkezett osztatlan közös tulajdon megszüntetésének részletes szabályairól
- 375/2014. (XII. 31.) Korm. rendelet A Széchenyi Kereskedelmi Bank Zrt. „v. a.” betéteseinek kártalanításáról
- 376/2014. (XII. 31.) Korm. rendelet A közfoglalkoztatási bér és a közfoglalkoztatási garantált bér megállapításáról szóló 170/2011. (VIII. 24.) Korm. rendelet, továbbá a pénzbeli és természetbeni szociális ellátások igénylésének és megállapításának, valamint folyósításának részletes szabályairól szóló 63/2006. (III. 27.) Korm. rendeletet módosításáról
- 377/2014. (XII. 31.) Korm. rendelet A Területi Közigazgatási Ösztöndíjról és egyes kormányrendeletek módosításáról
- 378/2014. (XII. 31.) Korm. rendelet A közszolgálati tisztviselők továbbképzéséről szóló 273/2012. (IX. 28.) Korm. rendelet módosításáról
- 379/2014. (XII. 31.) Korm. rendelet A Klebelsberg Intézményfenntartó Központról szóló 202/2012. (VII. 27.) Korm. rendelet módosításáról
- 380/2014. (XII. 31.) Korm. rendelet A Nemzeti Kutatási, Fejlesztési és Innovációs Alap működtetésének és felhasználásának szabályairól
- 381/2014. (XII. 31.) Korm. rendelet Egyes kormányrendeleteknek a tudományos kutatásról, fejlesztésről és innovációról szóló 2014. évi LXXVI. törvény hatálybalépésével összefüggő módosításáról
- 382/2014. (XII. 31.) Korm. rendelet A kormányzati célú hálózatokról szóló 346/2010. (XII. 28.) Korm. rendelet módosításáról
- 383/2014. (XII. 31.) Korm. rendelet A tengerész munkaközvetítői és munkaerő-kölcsönzési tevékenység feltételeiről és egyes víziközlekedési tárgyú kormányrendeletek módosításáról
- 384/2014. (XII. 31.) Korm. rendelet Egyes földgáz szállítóvezeték-létesítéssel összefüggő kormányrendeletek módosításáról
- 385/2014. (XII. 31.) Korm. rendelet A hulladékgazdálkodási közszolgáltatás végzésének feltételeiről
- 386/2014. (XII. 31.) Korm. rendelet A környezetvédelmi termékdíjról szóló 2011. évi LXXXV. törvény végrehajtásáról szóló 343/2011. (XII. 29.) Korm. rendelet módosításáról
- 387/2014. (XII. 31.) Korm. rendelet Az épületek energetikai jellemzőinek tanúsításáról szóló 176/2008. (VI. 30.) Korm. rendelet módosításáról
- 388/2014. (XII. 31.) Korm. rendelet A határon túli költségvetési támogatások sajátos szabályairól szóló 98/2012. (V. 15.) Korm. rendelet módosításáról
- 389/2014. (XII. 31.) Korm. rendelet A Nemzeti Közlekedési Hatóságról szóló 263/2006. (XII. 20.) Korm. rendelet és a polgári légiközlekedés védelmének szabályairól és a Légiközlekedés Védelmi Bizottság jogköréről, feladatairól és működésének rendjéről szóló 169/2010. (V. 11.) Korm. rendelet módosításáról
- 390/2014. (XII. 31.) Korm. rendelet A Nemzeti Eszközkezelő Zrt. működésével kapcsolatos egyes szabályokról szóló 128/2012. (VI. 26.) Korm. rendelet módosításáról
- 391/2014. (XII. 31.) Korm. rendelet Az e-közigazgatásért felelős miniszter egyes beruházásokhoz szükséges jóváhagyásának és ellenőrzési jogkörének biztosításához szükséges kormányrendeletek módosításáról
- 392/2014. (XII. 31.) Korm. rendelet A Digitális Nemzet Fejlesztési Program végrehajtásához kapcsolódó széles sávú hálózatfejlesztési beruházások megvalósításával összefüggő közigazgatási hatósági ügyek nemzetgazdasági szempontból kiemelt jelentőségű üggyé nyilvánításáról és az eljáró hatóságok kijelöléséről
- 393/2014. (XII. 31.) Korm. rendelet A HCM 1890 Kft. Miskolcon megvalósuló beruházásával összefüggő közigazgatási hatósági ügyek nemzetgazdasági szempontból kiemelt jelentőségű üggyé nyilvánításáról és az eljáró hatóságok kijelöléséről
- 394/2014. (XII. 31.) Korm. rendelet Az Esterházy-kastélyegyüttes rekonstrukciójával összefüggő beruházásokkal kapcsolatos közigazgatási hatósági ügyek kiemelt jelentőségű üggyé nyilvánításáról és az eljáró hatóságok kijelöléséről
- 395/2014. (XII. 31.) Korm. rendelet A Millenáris területén megvalósítandó egyes beruházásokkal összefüggő közigazgatási hatósági ügyek kiemelt jelentőségű üggyé nyilvánításáról és az eljáró hatóságok kijelöléséről
- 396/2014. (XII. 31.) Korm. rendelet A Magyar Urán Bányászati Zártkörűen Működő Részvénytársaság stratégiailag kiemelt jelentőségű gazdálkodó szervezetté minősítéséről

### Miniszteri rendeletek és egyéb fontosabb jogszabályok

#### Január
- 1/2014. (I. 3.) VM rendelet A földhasználati nyilvántartásból való adatszolgáltatásra vonatkozó igazgatási szolgáltatási díj mértékéről és a díjfizetés részletes szabályairól szóló 155/2009. (XI. 16.) FVM rendelet módosításáról
- 1/2014. (I. 10.) BM rendelet A belügyminiszter irányítása alá tartozó rendvédelmi szervek közegészségügyi-járványügyi és egészségfejlesztési feladatainak ellátásáról, valamint a védőoltás elrendelésének rendjéről
- 1/2014. (I. 10.) KIM rendelet A központi közigazgatás integrált üdültetési rendszerébe tartozó üdülők igénybevételi rendjéről és hasznosítási szabályairól szóló 20/2011. (VII. 11.) KIM rendelet módosításáról
- 2/2014. (I. 10.) VM rendelet Az állami topográfiai térképi adatbázisról
- 1/2014. (I. 16.) EMMI rendelet A fertőző betegségek jelentésének rendjéről
- 2/2014. (I. 16.) EMMI rendelet Az egységes egészségügyi ágazati humánerőforrás-monitoringrendszer működésének részletes szabályairól
- 3/2014. (I. 16.) EMMI rendelet Egyes gyógyszerészeti és orvostechnikai tárgyú miniszteri rendeletek módosításáról
- 2/2014. (I. 16.) KIM rendelet Egyes választással összefüggő miniszteri rendeletek módosításáról
- 3/2014. (I. 16.) VM rendelet A sertésállományoknak a sertés reprodukciós zavarokkal és légzőszervi tünetekkel járó szindrómájától való mentesítéséről
- 3/2014. (I. 20.) KIM rendelet A 2014. április 6. napjára kitűzött országgyűlési képviselő-választás eljárási határidőinek és határnapjainak megállapításáról
- 1/2014. (I. 21.) MNB rendelet A jegybanki alapkamat mértékéről
- 1/2014. (I. 21.) NGM rendelet A termékek eladási ára és egységára, továbbá a szolgáltatások díja feltüntetésének részletes szabályairól szóló 4/2009. (I. 30.) NFGM–SZMM együttes rendelet módosításáról
- 2/2014. (I. 22.) NGM rendelet Egyes pénztárgéphasználattal kapcsolatos miniszteri rendeletek módosításáról
- 5/2014. (I. 24.) EMMI rendelet A települési önkormányzatok könyvtári, közművelődési és múzeumi feladataihoz nyújtott támogatások részletes szabályairól
- 1/2014. (I. 24.) NFM rendelet A Turisztikai Célelőirányzat felhasználásának és kezelésének részletes szabályairól szóló 8/2013. (II. 28.) NFM rendelet módosításáról
- 2/2014. (I. 24.) NFM rendelet A közúti járművezetők és a közúti közlekedési szakemberek képzésének és vizsgáztatásának részletes szabályairól szóló 24/2005. (IV. 21.) GKM rendelet módosításáról
- 2/2014. (I. 27.) BM rendelet A belügyminiszter által alapított és adományozott elismerésekről szóló 37/2012. (VIII. 2.) BM rendelet módosításáról
- 4/2014. (I. 27.) KIM rendelet Az országgyűlési képviselők és az Európai Parlament tagjainak választásán a választási irodák hatáskörébe tartozó feladatok végrehajtásának részletes szabályairól, a választási eljárásban használandó nyomtatványokról, valamint a választási eredmény országosan összesített adatai körének megállapításáról szóló 28/2013. (XI. 15.) KIM rendelet módosításáról
- 5/2014. (I. 27.) KIM rendelet Egyes igazságügyi tárgyú miniszteri rendeletek módosításáról
- 4/2014. (I. 27.) VM rendelet A méhészeti járművekre igénybe vehető mezőgazdasági csekély összegű (de minimis) támogatásról
- 5/2014. (I. 27.) VM rendelet A szántóföldi növényfajok vetőmagvainak előállításáról és forgalomba hozataláról szóló 48/2004. (IV. 21.) FVM rendelet módosításáról
- 6/2014. (I. 29.) EMMI rendelet Az egyes köznevelési tárgyú miniszteri rendeletek módosításáról
- 7/2014. (I. 29.) EMMI rendelet Egyes gyógyszerészeti tárgyú és egyéb, a civil szervezetek támogatásával kapcsolatos rendeletek módosításáról
- 6/2014. (I. 29.) KIM rendelet Az Önálló vállalkozók tevékenységi jegyzéke bevezetéséről és alkalmazásáról szóló 36/2011. (XII. 23.) KIM rendelet módosításáról
- 8/2014. (I. 30.) EMMI rendelet A pedagógiai szakszolgálati intézmények működéséről szóló 15/2013. (II. 26.) EMMI rendelet módosításáról
- 3/2014. (I. 31.) BM rendelet A 2007–2013 közötti programozási időszakban a Szolidaritási programokból származó támogatások felhasználásának alapvető szabályairól, intézményrendszeréről, a pénzügyi irányítási és kontrollrendszerekről szóló 23/2012. (IV. 26.) BM rendelet, valamint a fejezeti kezelésű előirányzatok felhasználásának rendjéről szóló 15/2013. (V. 2.) BM rendelet módosításáról
- 4/2014. (I. 31.) BM rendelet Egyes önkormányzati feladatokhoz kapcsolódó fejlesztési támogatás igénybevételének részletes szabályairól
- 5/2014. (I. 31.) BM rendelet A települési önkormányzatok helyi szervezési intézkedéseihez kapcsolódó támogatásról
- 6/2014. (I. 31.) BM rendelet A helyi önkormányzatok és társulásaik európai uniós fejlesztési pályázatai saját forrás kiegészítéséhez nyújtható támogatásról
- 7/2014. (I. 31.) BM rendelet A megyei önkormányzati tartalékból nyújtott támogatásokról és a rendkívüli önkormányzati támogatásokról
- 8/2014. (I. 31.) BM rendelet A lakossági víz- és csatornaszolgáltatás támogatásáról és az egészséges ivóvízzel való ellátás ideiglenes módozatainak ellentételezéséről
- 3/2014. (I. 31.) NGM rendelet A nyugtaadási kötelezettség pénztárgéppel való teljesítésére kötelezett adóalanyoknak a pénztárgép jogszabályban meghatározott, online kapcsolatra képes, adóügyi ellenőrzési egységgel rendelkező pénztárgépre való 2013. évi cseréjéhez nyújtott támogatásról, valamint ezzel és az online kapcsolatra képes, adóügyi ellenőrzési egységgel rendelkező pénztárgép bevezetésével összefüggésben egyes miniszteri rendeletek módosításáról szóló 16/2013. (VI. 3.) NGM rendelet módosításáról
- 3/2014. (I. 31.) NFM rendelet A nemzeti fejlesztési miniszter által adományozható elismerésekről
- 4/2014. (I. 31.) NFM rendelet Egyes távhőszolgáltatással kapcsolatos rendeletek módosításáról

#### Február
- 9/2014. (II. 3.) EMMI rendelet A könyvtári és a közművelődési érdekeltségnövelő támogatás, valamint a muzeális intézmények szakmai támogatásának 2014. évi szabályairól
- 1/2014. (II. 6.) NMHH rendelet Az elektronikus hírközlési szolgáltatás minőségének az előfizetők és felhasználók védelmével összefüggő követelményeiről, valamint a díjazás hitelességéről szóló 13/2011. (XII. 27.) NMHH rendelet és az elektronikus hírközlési építmények egyéb nyomvonalas építményfajtákkal való keresztezéséről, megközelítéséről és védelméről szóló 8/2012. (I. 26.) NMHH rendelet módosításáról
- 4/2014. (II. 6.) NGM rendelet A fejezeti kezelésű előirányzatok kezelésének és felhasználásának szabályairól
- 5/2014. (II. 6.) NFM rendelet A vasúti rendszer kölcsönös átjárhatóságáról szóló 30/2010. (XII. 23.) NFM rendelet módosításáról
- 6/2014. (II. 6.) VM rendelet A termésbecslésről
- 7/2014. (II. 6.) VM rendelet A Tanyafejlesztési Program előirányzat keretében nyújtott támogatás 2014. évi igénybevételének feltételeiről
- 8/2014. (II. 6.) VM rendelet A Magyar Agrár-, Élelmiszergazdasági és Vidékfejlesztési Kamara által működtetett falugazdász-hálózat igazgatási és egyéb feladataival összefüggő egyes miniszteri rendeletek módosításáról
- 9/2014. (II. 7.) BM rendelet Egyes tűz elleni védekezésről és műszaki mentésről szóló miniszteri rendeletek módosításáról
- 9/2014. (II. 7.) VM rendelet A növényfajták állami elismeréséről szóló 40/2004. (IV. 7.) FVM rendelet módosításáról
- 8/2014. (II. 12.) KIM rendelet A kormányablakok személyi és technikai feltételeiről szóló 39/2013. (XII. 30.) KIM rendelet és a kormányablakok eljárásához kapcsolódó igazgatási szolgáltatási díjakról szóló 41/2013. (XII. 31.) KIM rendelet módosításáról
- 9/2014. (II. 12.) KIM rendelet A fejezeti kezelésű előirányzatok kezelésének és felhasználásának szabályairól szóló 2/2013. (III. 6.) KIM rendelet módosításáról
- 6/2014. (II. 12.) NGM rendelet Az egyes pénzügyi tárgyú miniszteri rendeletek módosításáról
- 6/2014. (II. 12.) NFM rendelet Az útügyi hatósági eljárások díjairól szóló 26/1997. (XII. 12.) KHVM rendelet módosításáról
- 7/2014. (II. 12.) NFM rendelet A fejezeti kezelésű előirányzatok kezelésének és felhasználásának szabályairól szóló 27/2013. (VI. 12.) NFM rendelet ivóvízellátással, valamint egyéb rendelkezésekkel összefüggő módosításáról
- 2/2014. (II. 14.) MNB rendelet A bankjegyek feldolgozásáról, forgalmazásáról, valamint hamisítás elleni védelmével kapcsolatos technikai feladatokról szóló 11/2011. (IX. 6.) MNB rendelet módosításáról
- 7/2014. (II. 14.) NGM rendelet A nyugtaadási kötelezettség pénztárgéppel való teljesítésére kötelezett adóalanyoknak a pénztárgép jogszabályban meghatározott, online kapcsolatra képes, adóügyi ellenőrzési egységgel rendelkező pénztárgépre való 2013. évi cseréjéhez nyújtott támogatásról, valamint ezzel és az online kapcsolatra képes, adóügyi ellenőrzési egységgel rendelkező pénztárgép bevezetésével összefüggésben egyes miniszteri rendeletek módosításáról szóló 16/2013. (VI. 3.) NGM rendelet módosításáról
- 10/2014. (II. 14.) VM rendelet Az Európai Mezőgazdasági Vidékfejlesztési Alapból támogatott intézkedések monitoring adatszolgáltatási rendjére vonatkozó részletes szabályokról szóló 18/2009. (III. 6.) FVM rendelet módosításáról
- 8/2014. (II. 17.) NGM rendelet A helyi önkormányzatok támogatásai fejezetből származó források igénybevétele, felhasználása és elszámolása szabályszerűségének kincstári felülvizsgálatáról
- 9/2014. (II. 17.) NGM rendelet A fejezeti kezelésű előirányzatok kezelésének és felhasználásának szabályairól szóló 4/2014. (II. 6.) NGM rendelet módosításáról
- 11/2014. (II. 17.) VM rendelet A föld használatával összefüggő egyes agrártámogatásokra vonatkozó miniszteri rendeletek módosításáról
- 3/2014. (II. 18.) MNB rendelet A jegybanki alapkamat mértékéről
- 8/2014. (II. 18.) NFM rendelet A bányászati koncessziós pályázati eljárásról
- 10/2014. (II. 19.) BM rendelet Az adósságkonszolidációban részt nem vett települési önkormányzatok fejlesztési támogatásáról
- 1/2014. (II. 19.) KüM rendelet A tartós külszolgálatot teljesítő kormányzati szolgálati jogviszonyban állók és a munkavállalók alapellátmányának, valamint a munkavállalók ideiglenes külföldi kiküldetése napidíjának összegéről és azok kifizetéséről szóló 3/2012. (IX. 4.) KüM rendelet módosításáról
- 11/2014. (II. 21.) BM rendelet A katasztrófák elleni védekezés egyes szabályairól szóló 62/2011. (XII. 29.) BM rendelet módosításáról
- 12/2014. (II. 21.) BM rendelet A szén-monoxid érzékelő berendezésre vonatkozó műszaki követelményekről
- 9/2014. (II. 21.) NFM rendelet A központosított informatikai és elektronikus hírközlési szolgáltatásokat egyedi szolgáltatási megállapodás útján igénybe vevő szervezetekről, valamint a központi szolgáltató által üzemeltetett vagy fejlesztett informatikai rendszerekről szóló 7/2013. (II. 26.) NFM rendelet módosításáról
- 12/2014. (II. 21.) VM rendelet A szőlőültetvények szerkezetátalakításához és -átállításához a 2012/2013 borpiaci évtől igényelhető támogatás feltételeiről szóló 142/2012. (XII. 27.) VM rendelet és a szőlőtermelési potenciálról szóló 38/2013. (V. 24.) VM rendelet módosításáról
- 10/2014. (II. 24.) EMMI rendelet A felsőoktatási, valamint az államilag elismert nyelvvizsgarendszer működésével kapcsolatos közigazgatási hatósági eljárások igazgatási szolgáltatási díjáról, azok mértékéről szóló 12/2013. (II. 12.) EMMI rendelet módosításáról
- 11/2014. (II. 24.) EMMI rendelet Egyes egészségügyi tárgyú miniszteri rendeletek módosításáról
- 13/2014. (II. 24.) VM rendelet Az Európai Mezőgazdasági Vidékfejlesztési Alapból finanszírozott egyes agrártámogatási tárgyú miniszteri rendeletek módosításáról
- 14/2014. (II. 24.) VM rendelet Az Európai Mezőgazdasági Garancia Alapból, az Európai Mezőgazdasági Vidékfejlesztési Alapból, valamint a központi költségvetésből finanszírozott egyes támogatások 2013. évi igénybevételével kapcsolatos egységes eljárási szabályokról szóló 22/2013. (IV. 8.) VM rendelet módosításáról
- 13/2014. (II. 25.) BM rendelet A belügyminiszter irányítása alatt álló fegyveres szervek hivatásos állományú tagjainak, közalkalmazottainak és a hivatásos állományból nyugállományba helyezettek fogászati ellátással, valamint szemüvegkészítéssel kapcsolatos költségeinek megtérítéséről, illetve támogatásban részesítéséről szóló 11/2013. (IV. 23.) BM rendelet módosításáról
- 12/2014. (II. 25.) EMMI rendelet A Levéltári Kollégiumról és a levéltári szakfelügyeletről szóló 7/2002. (II. 27.) NKÖM rendelet módosításáról
- 10/2014. (II. 25.) KIM rendelet A jogszabályszerkesztésről szóló 61/2009. (XII. 14.) IRM rendelet módosításáról
- 2/2014. (II. 25.) KüM rendelet A külügyminiszter feladatkörét érintő ágazati honvédelmi feladatokról
- 15/2014. (II. 25.) VM rendelet A papír alapú hiteles tulajdoni lap másolat, valamint térképmásolat integrált ügyfélszolgálaton (kormányablakokban) történő szolgáltatásával kapcsolatos egyes miniszteri rendeletek módosításáról
- 14/2014. (II. 26.) BM rendelet Az igazságügyi alkalmazottak szolgálati jogviszonyáról szóló 1997. évi LXVIII. törvénynek az általános rendőrségi feladatok ellátására létrehozott szerv szakértői és bűnügyi technikai feladatokat ellátó szerv igazságügyi alkalmazotti állományát érintő végrehajtásáról
- 3/2014. (II. 26.) KüM rendelet A diplomáciai információs célokra használt zárt célú elektronikus információs rendszerek biztonságának felügyeletéről és ellenőrzéséről
- 11/2014. (II. 26.) KIM rendelet Az Ipari Termékosztályozás (ITO) bevezetéséről és alkalmazásáról szóló 16/2011. (V. 10.) KIM rendelet módosításáról
- 15/2014. (II. 28.) BM rendelet Az általános rendőrségi feladatok ellátására létrehozott szerv szakértői és bűnügyi technikai feladatokat ellátó szervénél foglalkoztatott igazságügyi alkalmazottak egészségi alkalmasságáról
- 16/2014. (II. 28.) BM rendelet Az általános rendőrségi feladatok ellátására létrehozott szerv szakértői és bűnügyi technikai feladatokat ellátó szervénél foglalkoztatott igazságügyi alkalmazottak részére adható juttatásokról, kedvezményekről és támogatásokról
- 17/2014. (II. 28.) BM rendelet Az általános rendőrségi feladatok ellátására létrehozott szerv szakértői és bűnügyi technikai feladatokat ellátó szervénél foglalkoztatott igazságügyi alkalmazottak részére adható szociális támogatásról és a kegyeleti gondoskodással kapcsolatos egyes feladatokról
- 13/2014. (II. 28.) EMMI rendelet A fejezeti kezelésű előirányzatok kezeléséről és felhasználásáról szóló 84/2013. (XII. 30.) EMMI rendelet módosításáról
- 2/2014. (II. 28.) HM rendelet A katonai feladat végrehajtása közben elvégezhető egészségügyi tevékenységekről, ezen tevékenységek elvégzéséhez szükséges egészségügyi szakkiképzések köréről, a szakkiképzési követelményekről, azok szakmai tartalmáról és a szakkiképzés lefolytatására jogosított intézmények köréről
- 3/2014. (II. 28.) HM rendelet A honvédelmi ágazatban foglalkoztatottak közalkalmazotti jogviszonyával összefüggő egyes kérdések rendezéséről szóló 27/2008. (XII. 31.) HM rendelet módosításáról
- 12/2014. (II. 28.) KIM rendelet Egyes cégjogi és civil eljárásjogi rendeleteknek az új Ptk. hatálybalépésével összefüggő módosításáról és egyéb igazságügyi tárgyú rendeletek módosításáról
- 10/2014. (II. 28.) NGM rendelet A nyugtaadási kötelezettség pénztárgéppel való teljesítésére kötelezett adóalanyoknak a pénztárgép jogszabályban meghatározott, online kapcsolatra képes, adóügyi ellenőrzési egységgel rendelkező pénztárgépre való 2013. évi cseréjéhez nyújtott támogatásról, valamint ezzel és az online kapcsolatra képes, adóügyi ellenőrzési egységgel rendelkező pénztárgép bevezetésével összefüggésben egyes miniszteri rendeletek módosításáról szóló 16/2013. (VI. 3.) NGM rendelet módosításáról
- 11/2014. (II. 28.) NGM rendelet A nyugtakibocsátásra szolgáló pénztárgépek üzemeltetésének, szervizelésének egyes, az adóügyi ellenőrző egységgel rendelkező pénztárgépekre való átállást elősegítő szabályokról szóló 50/2013. (XI. 15.) NGM rendelet módosításáról

#### Március
- 1/2014. (III. 4.) MEKH rendelet A Magyar Energetikai és Közmű-szabályozási Hivatal igazgatási szolgáltatási díjainak mértékéről, valamint az igazgatási szolgáltatási, a felügyeleti díjak és egyéb bevételek beszedésére, kezelésére, nyilvántartására és visszatérítésére vonatkozó szabályokról
- 18/2014. (III. 4.) BM rendelet Az átmeneti ivóvízellátás biztosításával kapcsolatos költségek támogatásáról
- 19/2014. (III. 4.) BM rendelet A Békés Megyei Építész Kamara közigazgatási feladatainak ellátására eljáró szerv kijelölésének a megszüntetéséről
- 10/2014. (III. 4.) NFM rendelet A Magyar Energia Hivatal igazgatási szolgáltatási díjainak mértékéről, valamint az igazgatási szolgáltatási és a felügyeleti díj fizetésének szabályairól szóló 91/2007. (XI. 20.) GKM rendelet hatályon kívül helyezéséről
- 11/2014. (III. 6.) NFM rendelet A légiközlekedéssel kapcsolatos hatósági eljárások díjairól szóló 3/2002. (VI. 20.) GKM rendelet, valamint a nemzeti fejlesztési miniszter ágazatába tartozó szakképesítések szakmai és vizsgakövetelményeiről, valamint egyes, szakmai és vizsgakövetelmények kiadásáról szóló miniszteri rendeletek hatályon kívül helyezéséről szóló 12/2013. (III. 29.) NFM rendelet módosításáról
- 20/2014. (III. 7.) BM rendelet Az épületek energetikai jellemzőinek meghatározásáról szóló 7/2006. (V. 24.) TNM rendelet módosításáról
- 16/2014. (III. 7.) VM rendelet A telekalakítási engedélyezési eljárás igazgatási szolgáltatási díjáról szóló 166/2009. (XII. 9.) FVM rendelet módosításáról
- 17/2014. (III. 7.) VM rendelet Az Európai Halászati Alapból a 3. prioritási tengely szerinti közös érdekeket célzó intézkedések támogatásának részletes feltételeiről
- 2/2014. (III. 10.) NMHH rendelet A polgári célra használható frekvenciasávok felhasználási szabályainak megállapításáról szóló 2/2013. (I. 7.) NMHH rendelet módosításáról
- 21/2014. (III. 10.) BM rendelet A belügyminiszter által alapított és adományozott elismerésekről szóló 37/2012. (VIII. 2.) BM rendelet módosításáról
- 14/2014. (III. 10.) EMMI rendelet Egyes egészségügyi tárgyú miniszteri rendeleteknek az egészségügyi ágazati képzésekkel összefüggő módosításáról
- 15/2014. (III. 10.) EMMI rendelet A szívinfarktussal kapcsolatos megbetegedések bejelentésének és nyilvántartásának rendjéről
- 13/2014. (III. 10.) KIM rendelet Az Európai Parlament tagjainak 2014. május 25. napjára kitűzött választása eljárási határidőinek és határnapjainak megállapításáról
- 18/2014. (III. 10.) VM rendelet A felszín alatti víz és a földtani közeg környezetvédelmi nyilvántartási rendszer (FAVI) adatszolgáltatásáról szóló 18/2007. (V. 10.) KvVM rendelet és a vidékfejlesztési miniszter által adományozható díjakról és más elismerésekről szóló 58/2012. (VI. 25.) VM rendelet módosításáról
- 2/2014. (III. 12.) MEKH rendelet A földgáz rendszerhasználati díjakról, a rendszerüzemeltető által nyújtott szolgáltatás minőségének a rendszerhasználati díjakon keresztül történő ösztönzésének szabályairól, a nyújtott szolgáltatás minőségétől függően alkalmazható rendszerhasználati díjakról, valamint a rendszerhasználati díjak alkalmazásának feltételeiről szóló 1/2013. (VII. 11.) MEKH rendelet módosításáról
- 22/2014. (III. 12.) BM rendelet Az egyes belügyi tárgyú miniszteri rendeletek polgári törvénykönyvvel összefüggő módosításáról
- 16/2014. (III. 12.) EMMI rendelet Egyes egészségügyi tárgyú miniszteri rendeleteknek az új polgári törvénykönyv hatálybalépésével összefüggő módosításáról
- 17/2014. (III. 12.) EMMI rendelet A tankönyvvé, pedagógus-kézikönyvvé nyilvánítás, a tankönyvtámogatás, valamint az iskolai tankönyvellátás rendjéről
- 14/2014. (III. 12.) KIM rendelet Az okmányirodák működésének személyi és technikai feltételeiről szóló 58/1999. (XII. 30.) BM rendelet módosításáról
- 15/2014. (III. 12.) KIM rendelet Az anyakönyvekről, a házasságkötési eljárásról és a névviselésről szóló 6/2003. (III. 7.) BM rendeletnek és egyes kapcsolódó miniszteri rendeleteknek az új polgári törvénykönyv hatálybalépésével, valamint egyéb törvényi változásokkal összefüggésben szükséges módosításáról
- 12/2014. (III. 12.) NGM rendelet Az új polgári törvénykönyv hatálybalépésével összefüggésben a nemzetgazdasági miniszter feladatkörébe tartozó egyes miniszteri rendeletek módosításáról
- 19/2014. (III. 12.) VM rendelet Egyes agrártárgyú miniszteri rendeletek módosításáról
- 20/2014. (III. 12.) VM rendelet A méhcsaládok pusztulásával kapcsolatos közösségi programokra igénybe vehető pénzügyi hozzájárulás felhasználásának szabályairól
- 3/2014. (III. 13.) NMHH rendelet Egyes NMHH rendeleteknek az új polgári törvénykönyv hatálybalépésével összefüggő módosításáról
- 18/2014. (III. 13.) EMMI rendelet Egyes kulturális tárgyú miniszteri rendeleteknek az új polgári törvénykönyv hatálybalépésével összefüggő módosításáról
- 19/2014. (III. 13.) EMMI rendelet A szociális ágazatba tartozó miniszteri rendeleteknek az új polgári törvénykönyv hatálybalépésével összefüggő és egyéb módosításáról
- 16/2014. (III. 13.) KIM rendelet A gondnokoltak és az előzetes jognyilatkozatok nyilvántartása részletes szabályainak megállapításáról
- 17/2014. (III. 13.) KIM rendelet A Házassági és Élettársi Vagyonjogi Szerződések Országos Nyilvántartásának vezetéséről és az abból történő adatszolgáltatás részletes szabályairól
- 18/2014. (III. 13.) KIM rendelet A hitelbiztosítéki nyilvántartás részletes szabályainak megállapításáról
- 19/2014. (III. 13.) KIM rendelet A közjegyzői letéttel összefüggő egyes kérdésekről
- 20/2014. (III. 13.) KIM rendelet Az igazságügyi szakértői intézménynél betölthető munkakörök elnevezéseiről és a képesítési követelmények részletes szabályairól, valamint a veszélyességi pótlékra jogosító munkakörökről
- 21/2014. (III. 13.) KIM rendelet Az egyes igazságügyi tárgyú miniszteri rendeleteknek az új Ptk. hatálybalépésével összefüggő módosításáról
- 22/2014. (III. 13.) KIM rendelet A statisztikai számjel elemeiről és nómenklatúráiról szóló 21/2012. (IV. 16.) KIM rendelet módosításáról
- 23/2014. (III. 14.) BM rendelet A komplex szakmai vizsga szervezésére kijelölt intézményekről szóló 58/2012. (XI. 27.) BM rendelet, valamint a belügyminiszter ágazatába tartozó szakképesítések szakmai és vizsgakövetelményeiről, valamint egyes, szakmai és vizsgakövetelmények kiadásáról szóló miniszteri rendeletek hatályon kívül helyezéséről szóló 20/2013. (V. 28.) BM rendelet módosításáról
- 23/2014. (III. 14.) KIM rendelet Egyes büntetőjogi tárgyú igazságügyi rendeleteknek a polgári törvénykönyvről szóló 2013. évi V. törvény hatálybalépésével összefüggő módosításáról
- 13/2014. (III. 14.) NGM rendelet A munkaköri, szakmai, illetve személyi higiénés alkalmasságorvosi vizsgálatáról és véleményezéséről szóló 33/1998. (VI. 24.) NM rendelet, valamint a munkavállalók munkahelyen történő egyéni védőeszköz használatának minimális biztonsági és egészségvédelmi követelményeiről szóló 65/1999. (XII. 22.) EüM rendelet módosításáról
- 12/2014. (III. 14.) NFM rendelet Egyes miniszteri rendeleteknek az új polgári törvénykönyv hatálybalépésével összefüggő módosításáról
- 13/2014. (III. 14.) NFM rendelet A nukleáris anyagok nyilvántartásának és ellenőrzésének szabályairól szóló 7/2007. (III. 6.) IRM rendelet és a radioaktív anyagok nyilvántartásának és ellenőrzésének rendjéről, valamint a kapcsolódó adatszolgáltatásról szóló 11/2010. (III. 4.) KHEM rendelet módosításáról
- 21/2014. (III. 14.) VM rendelet Az egyes földügyi tárgyú miniszteri rendeleteknek a polgári törvénykönyvről szóló 2013. évi V. törvényhez kapcsolódó, valamint egyéb tárgyú módosításáról
- 22/2014. (III. 14.) VM rendelet A polgári törvénykönyvről szóló 2013. évi V. törvénnyel összefüggésben egyes agrár- és környezetvédelmi tárgyú miniszteri rendeletek módosításáról

- 4/2014. (III. 18.) MNB rendelet A „Mária aranyforintja” arany emlékérme kibocsátásáról
- 5/2014. (III. 18.) MNB rendelet A szélfelirattal ellátott „Mária aranyforintja” arany emlékérme kibocsátásáról
- 6/2014. (III. 18.) MNB rendelet A „Mária aranyforintja” rézötvözetű emlékérme kibocsátásáról
- 24/2014. (III. 18.) BM rendelet A belügyminiszter irányítása alá tartozó szervek hivatásos állományú tagjainak továbbképzési és vezetőképzési rendszeréről, valamint a rendészeti utánpótlási és vezetői adatbankról szóló 2/2013. (I. 30.) BM rendelet módosításáról
- 24/2014. (III. 18.) KIM rendelet A felszámolási eljárásban közzétételre kerülő bírósági végzések kivonatának tartalmi elemeiről szóló 13/2012. (III. 1.) KIM rendelet módosításáról
- 24/2014. (III. 25.) VM rendelet A Magyar Élelmiszerkönyv kötelező előírásairól szóló 152/2009. (XI. 12.) FVM rendelet módosításáról
- 25/2014. (III. 25.) VM rendelet A földalatti gombák gyűjtéséről szóló 24/2012. (III. 19.) VM rendelet módosításáról

#### Április
- 27/2014. (IV. 18.) KIM rendelet a közfeladatot ellátó szerveknél alkalmazható iratkezelési szoftverekkel szemben támasztott követelményekről
- 33/2014. (IV. 24.) BM rendelet Az Országgyűlési Őrség által alkalmazott kényszerítő eszközök rendszeresítésének szakmai követelményeiről és eljárási szabályairól, valamint az Országgyűlési Őrségnél rendszeresíthető kényszerítő eszközök típusairól, fajtáiról
- 34/2014. (IV. 24.) BM rendelet A belügyminiszter irányítása alatt álló fegyveres szervek és hivatásos állományú tagjainak kártérítési felelősségéről szóló 23/1997. (III. 19.) BM rendelet módosításáról
- 47/2014. (IV. 24.) VM rendelet A 2014. évi körzeti erdőtervezésre vonatkozó tervezési alapelvekről, valamint az érintett körzeti erdőtervek alapján folytatott erdőgazdálkodásról
- 28/2014. (IV. 24.) KIM rendelet a közigazgatási és igazságügyi miniszter ágazatába tartozó szakképesítések szakmai és vizsgakövetelményeiről, valamint egyes igazságügyi tárgyú rendeletek módosításáról
- 23/2014. (IV. 25.) NFM rendelet A földgáz biztonsági készlet mértékéről, értékesítéséről és visszapótlásáról szóló 13/2011. (IV. 7.) NFM rendelet módosításáról
- 48/2014. (IV. 25.) VM rendelet Az Európai Mezőgazdasági Vidékfejlesztési Alapból a Gazdálkodói Információs Szolgálat működtetéséhez nyújtott támogatás részletes feltételeiről
- 13/2014. (IV. 29.) MNB rendelet A jegybanki alapkamat mértékéről
- 35/2014. (IV. 29.) BM rendelet Az egyes belügyminiszteri rendeleteknek a büntetőeljárás és a szabálysértési eljárás során a tájékoztatáshoz való joggal összefüggő jogharmonizációs célú módosításáról
- 36/2014. (IV. 29.) BM rendelet A vízkészletjárulék kiszámításáról szóló 43/1999. (XII. 26.) KHVM rendelet és a felszín alatti vízkészletekbe történő beavatkozás és a vízkútfúrás szakmai követelményeiről szóló 101/2007. (XII. 23.) KvVM rendelet módosításáról
- 34/2014. (IV. 29.) EMMI rendelet A köznevelés szabályozására vonatkozó egyes miniszteri rendeletek módosításáról
- 8/2014. (IV. 29.) HM rendelet A Magyar Honvédség közúti forgalomba nem helyezett, a közúton csak ideiglenes jelleggel közlekedő járműveinek vezetésére vonatkozó szabályokról
- 19/2014. (IV. 29.) NGM rendelet A fogyasztó és vállalkozás közötti szerződés keretében eladott dolgokra vonatkozó szavatossági és jótállási igények intézésének eljárási szabályairól
- 24/2014. (IV. 29.) NFM rendelet A repülőterek környezetében létesítendő zajgátló védőövezetek kijelölésének, hasznosításának és megszüntetésének részletes műszaki szabályairól szóló 18/1997. (X. 11.) KHVM–KTM együttes rendelet módosításáról
- 49/2014. (IV. 29.) VM rendelet Az élelmiszerekben előforduló egyes szennyezőanyagokra és természetes eredetű ártalmas anyagokra vonatkozó határértékekről, valamint az élelmiszerekkel rendeltetésszerűen érintkezésbe kerülő egyes anyagokkal, tárgyakkal kapcsolatos követelményekről
- 50/2014. (IV. 29.) VM rendelet Az egyes állatbetegségek és zoonózisok felszámolására, az ellenük való védekezésre és figyelemmel kísérésükre irányuló nemzeti programok 2014. évi finanszírozásának szabályairól
- 51/2014. (IV. 29.) VM rendelet Az alapponthálózati pontokkal kapcsolatos szabályokról
- 52/2014. (IV. 29.) VM rendelet A földmérő igazolványról, az ingatlanrendező földmérő minősítésről, valamint a földmérési szakfelügyelői feladatokról
- 53/2014. (IV. 29.) VM rendelet Egyes agrártárgyú miniszteri rendeletek módosításáról
- 54/2014. (IV. 29.) VM rendelet A tenyésznyúl tenyésztésbe állításának mezőgazdasági csekély összegű (de minimis) támogatásáról
- 55/2014. (IV. 29.) VM rendelet Az iskolagyümölcs-program végrehajtásáról szóló 50/2012. (V. 25.) VM rendelet módosításáról
- 35/2014. (IV. 30.) EMMI rendelet A 2014/2015. tanév rendjéről és az egyes oktatást szabályozó miniszteri rendeletek módosításáról
- 36/2014. (IV. 30.) EMMI rendelet Egyes egészségbiztosítási tárgyú miniszteri rendeletek módosításáról
- 37/2014. (IV. 30.) EMMI rendelet A közétkeztetésre vonatkozó táplálkozás-egészségügyi előírásokról
- 38/2014. (IV. 30.) EMMI rendelet Az alap- és mesterképzési szakok képzési és kimeneti követelményeiről szóló 15/2006. (IV. 3.) OM rendelet, valamint a szakirányú továbbképzés szervezésének általános feltételeiről szóló 10/2006. (IX. 25.) OKM rendelet módosításáról
- 9/2014. (IV. 30.) HM rendelet A külföldi szolgálatot teljesítők egyes járandóságairól szóló 18/2013. (IX. 5.) HM rendelet módosításáról
- 29/2014. (IV. 30.) KIM rendelet Az egyes igazságügyi tárgyú miniszteri rendeletek módosításáról
- 30/2014. (IV. 30.) KIM rendelet A közigazgatási, rendészeti és katonai képzési terület alap- és mesterképzési szakjainak képzési és kimeneti követelményeiről
- 20/2014. (IV. 30.) NGM rendelet A Magyar Export-Import Bank Részvénytársaság és a Magyar Exporthitel Biztosító Részvénytársaság központi költségvetéssel történő elszámolásának részletes szabályairól szóló 16/1998. (V. 20.) PM rendelet és az államháztartás számvitelének 2014. évi megváltozásával kapcsolatos feladatokról szóló 36/2013. (IX. 13.) NGM rendelet módosításáról
- 25/2014. (IV. 30.) NFM rendelet A veszélyes áru szállítási biztonsági tanácsadóról
- 26/2014. (IV. 30.) NFM rendelet A központosított informatikai és elektronikus hírközlési szolgáltatásokat egyedi szolgáltatási megállapodás útján igénybe vevő szervezetekről, valamint a központi szolgáltató által üzemeltetett vagy fejlesztett informatikai rendszerekről szóló 7/2013. (II. 26.) NFM rendelet módosításáról
- 27/2014. (IV. 30.) NFM rendelet A polgári légiközlekedési személyzet egészségi alkalmasságának feltételeiről, valamint az egészségi alkalmasság megállapítását végző szervek kijelölésének és tevékenységének szabályairól
- 28/2014. (IV. 30.) NFM rendelet Az 50 MW és annál nagyobb teljesítményű erőművek energiahordozó-készletének legkisebb mértékéről és a készletezés rendjéről szóló 44/2002. (XII. 28.) GKM rendelet módosításáról
- 56/2014. (IV. 30.) VM rendelet A borkészítésre alkalmas szőlőfajták osztályba sorolásáról
- 57/2014. (IV. 30.) VM rendelet Az átlagos állatsűrűség megállapításának szabályairól

#### Május
- 39/2014. (V. 5.) EMMI rendelet Az állami sport célú támogatások felhasználásáról és elosztásáról szóló 27/2013. (III. 29.) EMMI rendelet módosításáról
- 31/2014. (V. 5.) KIM rendelet Az országgyűlési képviselők és az Európai Parlament tagjainak választásán a választási irodák hatáskörébe tartozó feladatok végrehajtásának részletes szabályairól, a választási eljárásban használandó nyomtatványokról, valamint a választási eredmény országosan összesített adatai körének megállapításáról szóló 28/2013. (XI. 15.) KIM rendelet módosításáról
- 21/2014. (V. 5.) NGM rendelet A Magyar Kereskedelmi Engedélyezési Hivatal műszaki biztonsági, valamint hatáskörébe utalt építésügyi hatósági eljárásokért fizetendő igazgatási szolgáltatási díjakról szóló 20/2010. (XII. 31.) NGM rendelet módosításáról
- 29/2014. (V. 5.) NFM rendelet Egyes víziközlekedési tárgyú miniszteri rendeletek módosításáról
- 40/2014. (V. 5.) EMMI rendelet Az Arany János Tehetséggondozó Program, az Arany János Kollégiumi Program és az Arany János Kollégiumi-Szakiskolai Program támogatásáról
- 14/2014. (V. 19.) MNB rendelet A hitelintézetek devizapozícióbeli lejárati összhangjának szabályozásáról, valamint a pénz- és hitelpiaci szervezetek által a jegybanki információs rendszerhez elsődlegesen a Magyar Nemzeti Bank felügyeleti feladatai ellátása érdekében teljesítendő adatszolgáltatási kötelezettségekről szóló 43/2013. (XII. 29.) MNB rendelet módosításáról
- 15/2014. (V. 19.) MNB rendelet A „90 éves a Magyar Nemzeti Bank” ezüst emlékérme kibocsátásáról
- 16/2014. (V. 19.) MNB rendelet A „90 éves a Magyar Nemzeti Bank” rézötvözetű emlékérme kibocsátásáról
- 32/2014. (V. 19.) KIM rendelet az anyakönyvezési feladatok ellátásának részletes szabályairól

#### Június
- 18/2014. (VI. 3.) MNB rendelet A kollektív befektetési formákról és kezelőikről, valamint egyes pénzügyi tárgyú törvények módosításáról szóló 2014. évi XVI. törvény, valamint a tőkepiacról szóló 2001. évi CXX. törvény hatálya alá tartozó engedélyezési, jóváhagyási, nyilvántartásba vételi és törlési eljárások, valamint bejelentések tekintetében alkalmazandó elektronikus űrlap tartalmára, formájára vonatkozó részletes szabályokról
- 19/2014. (VI. 3.) MNB rendelet Az engedélyezési, jóváhagyási, nyilvántartásba vételi és törlési eljárásokban, valamint a bejelentések során alkalmazott elektronikus űrlapok benyújtásának, a szervezetek és a Magyar Nemzeti Bank közötti kizárólagos elektronikus kapcsolattartás rendjéről és technikai feltételeiről, valamint a Magyar Nemzeti Bank által működtetett kézbesítési tárhely működtetéséről és használatáról
- 20/2014. (VI. 3.) MNB rendelet Az ISIN azonosítóról
- 21/2014. (VI. 11.) MNB rendelet A „Spányi Béla” ezüst emlékérme kibocsátásáról
- 22/2014. (VI. 11.) MNB rendelet A „Spányi Béla” rézötvözetű emlékérme kibocsátásáról
- 37/2014. (VI. 11.) BM rendelet A belügyminiszter irányítása alá tartozó költségvetési szervek hivatásos állományú tagjainak 2014. évi ruházati utánpótlási ellátmánya felhasználási rendjéről
- 4/2014. (VI. 18.) NMHH rendelet  A gyermekvédelmi szűrőszoftverek biztosításával kapcsolatos kötelezettség teljesítésének anyagi támogatását szolgáló pályázat szabályairól
- 23/2014. (VI. 24.) MNB rendelet A jegybanki alapkamat mértékéről
- 4/2014. (VI. 26.) MEKH rendelet A földgáz rendszerhasználati díjakról, a rendszerüzemeltető által nyújtott szolgáltatás minőségének a rendszerhasználati díjakon keresztül történő ösztönzésének szabályairól, a nyújtott szolgáltatás minőségétől függően alkalmazható rendszerhasználati díjakról, valamint a rendszerhasználati díjak alkalmazásának feltételeiről szóló 1/2013. (VII. 11.) MEKH rendelet módosításáról szóló 6/2013. (XII. 16.) MEKH rendelet módosításáról
- 24/2014. (VI. 27.) MNB rendelet A hitelintézetek rövidtávú likviditási fedezeti követelményeiről
- 22/2014. (VI. 27.) NGM rendelet A lovas szolgáltató tevékenységről szóló 14/2008. (XII. 20.) ÖM rendelet módosításáról
- 30/2014. (VI. 27.) NFM rendelet A közúti járművek műszaki megvizsgálásáról szóló 5/1990. (IV. 12.) KöHÉM rendelet módosításáról
- 31/2014. (VI. 27.) NFM rendelet A közúti járművek forgalomba helyezésének és forgalomban tartásának műszaki feltételeiről szóló 6/1990. (IV. 12.) KöHÉM rendelet módosításáról
- 32/2014. (VI. 27.) NFM rendelet A földgázpiaci egyetemes szolgáltatáshoz kapcsolódó árszabások megállapításáról szóló 28/2009. (VI. 25.) KHEM rendelet, valamint az egyetemes szolgáltatók részére vételre felajánlott földgázforrás és a hazai termelésű földgáz mennyiségéről és áráról, valamint az igénybevételre jogosultak és kötelezettek köréről szóló 19/2010. (XII. 3.) NFM rendelet módosításáról
- 41/2014. (VI. 30.) EMMI rendelet Egyes egészségügyi és egészségbiztosítási tárgyú miniszteri rendeletek módosításáról
- 23/2014. (VI. 30.) NGM rendelet A számla és a nyugta adóigazgatási azonosításáról, valamint az elektronikus formában megőrzött számlák adóhatósági ellenőrzéséről

#### Július
- 33/2014. (VII. 15.) NFM rendelet A hajózási hatósági eljárások díjairól szóló 29/2001. (IX. 1.) KöViM rendelet módosításáról
- 25/2014. (VII. 17.) MNB rendelet A „Fáy András” ezüst emlékérme kibocsátásáról
- 26/2014. (VII. 17.) MNB rendelet A „Fáy András” rézötvözetű emlékérme kibocsátásáról
- 1/2014. (VII. 18.) IM rendelet A közigazgatási és igazságügyi miniszter által adományozható elismerésekről szóló 6/2011. (II. 24.) KIM rendelet módosításáról
- 27/2014. (VII. 22.) MNB rendelet A jegybanki alapkamat mértékéről
- 28/2014. (VII. 23.) MNB rendelet A pénzügyi szervezetek panaszkezelésére vonatkozó szabályokról
- 1/2014. (VII. 23.) FM rendelet	A védett őshonos mezőgazdasági állatfajták és a veszélyeztetett mezőgazdasági állatfajták körének megállapításáról szóló 4/2007. (I. 18.) FVM–KvVM együttes rendelet módosításáról
- 2/2014. (VII. 24.) IM rendelet A helyi önkormányzati képviselők és polgármesterek 2014. október 12. napjára kitűzött választása eljárási határidőinek és határnapjainak megállapításáról
- 3/2014. (VII. 24.) IM rendelet A helyi önkormányzati képviselők és a polgármesterek választása, valamint a nemzetiségi önkormányzati képviselők választása költségeinek normatíváiról, tételeiről, elszámolási és belső ellenőrzési rendjéről
- 4/2014. (VII. 24.) IM rendelet A helyi önkormányzati képviselők és polgármesterek választásán, valamint a nemzetiségi önkormányzati képviselők választásán a választási irodák hatáskörébe tartozó feladatok végrehajtásának részletes szabályairól és a választási eljárásban használandó nyomtatványokról
- 10/2014. (VII. 25.) HM rendelet A lakáspénz és az egyszeri pénzbeli támogatás bevezetéséről
- 34/2014. (VII. 25.) NFM rendelet Az egyes gazdasági társaságok felett az államot megillető tulajdonosi jogok és kötelezettségek összességét gyakorló szervezet kijelöléséről szóló 77/2012. (XII. 22.) NFM rendelet módosításáról
- 39/2014. (VII. 28.) BM rendelet A helyi önkormányzatok szociális célú tűzifavásárláshoz kapcsolódó kiegészítő támogatásáról szóló 57/2013. (X. 4.) BM rendelet módosításáról
- 29/2014. (VII. 30.) MNB rendelet A "Magyar Máltai Szeretetszolgálat" rézötvözetű emlékérme kibocsátásáról
- 30/2014. (VII. 30.) MNB rendelet Egyes adatszolgáltatási tárgyú MNB rendeletek módosításáról
- 5/2014. (VII. 30.) IM rendelet A nemzetiségi önkormányzati képviselők választása eljárási határidőinek és határnapjainak megállapításáról
- 1/2014. (VII. 30.) KKM rendelet A külgazdasági és külügyminiszter által adományozható elismerésekről

#### Augusztus
- 11/2014. (VIII. 1.) HM rendelet A Magyar Honvédség élelmezési ellátásáról szóló 22/2006. (VIII. 8.) HM rendelet módosításáról
- 40/2014. (VIII. 5.) BM rendelet A lőterekről, a lőfegyverek, lőszerek hatósági tárolásáról, a fegyvertartáshoz szükséges elméleti és jártassági követelményekről szóló 49/2004. (VIII. 31.) BM rendelet módosításáról
- 41/2014. (VIII. 5.) BM rendelet A folyók mértékadó árvízszintjeiről szóló 11/2010. (IV. 28.) KvVM rendelet módosításáról
- 12/2014. (VIII. 14.) HM rendelet A honvédelmi ágazat katasztrófák elleni védekezésének irányításáról és feladatairól szóló 23/2005. (VI. 16.) HM rendelet módosításáról
- 13/2014. (VIII. 14.) HM rendelet A honvédségi járművek fenntartásáról szóló 18/2009. (XII. 18.) HM rendelet módosításáról
- 35/2014. (VIII. 15.) NFM rendelet A földgáz csatlakozási díjak meghatározásának szempontjairól és a csatlakozási díjak elemeiről
- 5/2014. (VIII. 16.) MEKH rendelet A villamos energia rendszerhasználati díjakról és alkalmazásuk szabályairól szóló 4/2013. (X. 16.) MEKH rendelet módosításáról
- 42/2014. (VIII. 19.) EMMI rendelet A helyes laboratóriumi gyakorlat alkalmazásáról és ellenőrzéséről
- 43/2014. (VIII. 19.) EMMI rendelet Az egészségügyi intézmények egészségügyi válsághelyzeti terveinek tartalmi követelményeiről, valamint egyes egészségügyi tárgyú miniszteri rendeletek módosításáról
- 36/2014. (VIII. 19.) NFM rendelet Az egyes gazdasági társaságok felett az államot megillető tulajdonosi jogok és kötelezettségek összességét gyakorló szervezet kijelöléséről szóló 77/2012. (XII. 22.) NFM rendelet módosításáról
- 42/2014. (VIII. 26.) BM rendelet A rendőrség szolgálati szabályzatáról szóló 30/2011. (IX. 22.) BM rendelet módosításáról
- 25/2014. (VIII. 26.) NGM rendelet Egyes szakképzési és felnőttképzési tárgyú miniszteri rendeletek módosításáról
- 37/2014. (VIII. 26.) NFM rendelet A villamos energia egyetemes szolgáltatás árképzéséről szóló 4/2011. (I. 31.) NFM rendelet módosításáról
- 6/2014. (VIII. 28.) MEKH rendelet A földgáz csatlakozási díjakról és alkalmazásuk szabályairól
- 43/2014. (VIII. 29.) BM rendelet Egyes vízjogi engedélyezési, valamint szakképesítésekkel kapcsolatos miniszteri rendeletek módosításáról
- 2/2014. (VIII. 29.) FM rendelet A mezőgazdasági haszonállatok tartásának állatvédelmi szabályairól szóló 32/1999. (III. 31.) FVM rendelet módosításáról
- 3/2014. (VIII. 29.) FM rendelet A vidékfejlesztési miniszter hatáskörébe tartozó szakképesítések szakmai és vizsgakövetelményeiről, valamint egyes, szakmai és vizsgakövetelmények kiadásáról szóló miniszteri rendeletek hatályon kívül helyezéséről szóló 41/2013. (V. 28.) VM rendelet módosításáról
- 26/2014. (VIII. 29.) NGM rendelet A nyugtaadási kötelezettség pénztárgéppel való teljesítésére kötelezett adóalanyoknak a pénztárgép jogszabályban meghatározott, online kapcsolatra képes, adóügyi ellenőrzési egységgel rendelkező pénztárgépre való 2013. évi cseréjéhez nyújtott támogatásról, valamint ezzel és az online kapcsolatra képes, adóügyi ellenőrzési egységgel rendelkező pénztárgép bevezetésével összefüggésben egyes miniszteri rendeletek módosításáról szóló 16/2013. (VI. 3.) NGM rendelet módosításáról
- 24/2014. (VII. 31.) NGM rendelet A pénztárgépek műszaki követelményeiről, a nyugtakibocsátásra szolgáló pénztárgépek forgalmazásáról, használatáról és szervizeléséről, valamint a pénztárgéppel rögzített adatok adóhatóság felé történő szolgáltatásáról szóló 48/2013. (XI. 15.) NGM rendelet, valamint a nyugtakibocsátásra szolgáló pénztárgépek üzemeltetésének, szervizelésének egyes, az adóügyi ellenőrző egységgel rendelkező pénztárgépekre való átállást elősegítő szabályokról szóló 50/2013. (XI. 15.) NGM rendelet módosításáról

#### Szeptember
- 31/2014. (IX. 1.) MNB rendelet Megújított 10 000 forintos címletű bankjegy kibocsátásáról
- 4/2014. (IX. 1.) FM rendelet A meggyfeldolgozás általános csekély összegű támogatásáról
- 5/2014. (IX. 1.) FM rendelet A Pogácsa-legelő természetvédelmi terület létesítéséről
- 6/2014. (IX. 1.) FM rendelet A Szelidi-tó természetvédelmi terület bővítéséről és határainak módosításáról
- 5/2014. (IX. 4.) NMHH rendelet Az elektronikus hírközlő hálózatok azonosítóival kapcsolatos gazdálkodás rendjéről szóló 2/2011. (IX. 26.) NMHH rendelet módosításáról
- 38/2014. (IX. 4.) NFM rendelet A Magyar Turizmus Zártkörűen Működő Részvénytársaság felett az államot megillető tulajdonosi jogok és kötelezettségek összességét gyakorló szervezet kijelöléséről
- 7/2014. (IX. 5.) FM rendelet A zöldség-gyümölcs termelői csoportokról és termelői szervezetekről szóló 150/2012. (XII. 28.) VM rendelet módosításáról
- 44/2014. (IX. 5.) BM rendelet Az „Itthon vagy – Magyarország, szeretlek” programsorozat támogatása felhasználásának részletes szabályairól
- 32/2014. (IX. 10.) MNB rendelet A jövedelemarányos törlesztőrészlet és a hitelfedezeti arányok szabályozásáról
- 6/2014. (IX. 10.) NMHH rendelet A honvédelmi és katasztrófavédelmi feladatok ellátásában közreműködésre kötelezett elektronikus hírközlési szolgáltatók kijelöléséről és felkészülési feladataik meghatározásáról szóló 3/2013. (I. 11.) NMHH rendelet módosításáról
- 8/2014. (IX. 10.) FM rendelet Az óvoda-, és iskolatej program szabályozásáról szóló 113/2013. (XII. 10.) VM rendelet, valamint a húsmarha és a juh ágazatokban nyújtott kérődző szerkezetátalakítási nemzeti program Európai Mezőgazdasági Garancia Alapból finanszírozott különleges támogatásának igénybevételéhez kapcsolódó feltételek megállapításáról szóló 22/2012. (III. 9.) VM rendelet módosításáról
- 7/2014. (IX. 12.) MEKH rendelet A villamos energia hálózati csatlakozási díjak meghatározásának szempontjairól, a díjak elemeiről, mértékéről és alkalmazásuk szabályairól
- 9/2014. (IX. 12.) FM rendelet A növényegészségügyi feladatok végrehajtásának részletes szabályairól szóló 7/2001. (I. 17.) FVM rendelet módosításáról
- 27/2014. (IX. 12.) NGM rendelet Az adóügyek állami adóhatóság előtt történő elektronikus intézésének szabályairól és egyéb adózási tárgyú miniszteri rendeletek módosításáról szóló 47/2013. (XI. 7.) NGM rendelet és a rendezett munkaügyi kapcsolatok feltételeiről és igazolásának módjáról szóló 1/2012. (I. 26.) NGM rendelet módosításáról
- 33/2014. (IX. 15.) MNB rendelet A „Somogyvár-Kupavár” rézötvözetű emlékérme kibocsátásáról
- 8/2014. (IX. 15.) MEKH rendelet A földgáz rendszerhasználati díjakról, a rendszerüzemeltető által nyújtott szolgáltatás minőségének a rendszerhasználati díjakon keresztül történő ösztönzésének szabályairól, a nyújtott szolgáltatás minőségétől függően alkalmazható rendszerhasználati díjakról, valamint a rendszerhasználati díjak alkalmazásának feltételeiről szóló 1/2013. (VII. 11.) MEKH rendelet módosításáról
- 1/2014. (IX. 15.) MvM rendelet Az Európai Mezőgazdasági Vidékfejlesztési Alapból finanszírozott egyes agrártámogatási tárgyú miniszteri rendeletek módosításáról
- 2/2014. (IX. 15.) MvM rendelet Az Európai Halászati Alap társfinanszírozásában megvalósuló Halászati Operatív Program 2. prioritási tengelye szerinti beruházási támogatások feltételeiről szóló 50/2011. (VI. 6.) VM rendelet, valamint az Európai Halászati Alapból a 3. prioritási tengely szerinti közös érdekeket célzó intézkedések támogatásának részletes feltételeiről szóló 17/2014. (III. 7.) VM rendelet módosításáról
- 10/2014. (IX. 18.) FM rendelet A Magyar Élelmiszerkönyv kötelező előírásairól szóló 152/2009. (XI. 12.) FVM rendelet módosításáról
- 11/2014. (IX. 18.) FM rendelet A zöldség-gyümölcs termelői szervezetek kiegészítő nemzeti támogatásáról
- 6/2014. (IX. 19.) IM rendelet Az országgyűlési képviselők időközi választása költségeinek normatíváiról, tételeiről, elszámolási és belső ellenőrzési rendjéről
- 45/2014. (IX. 23.) BM rendelet A vízrajzi feladatok ellátásáról
- 12/2014. (IX. 24.) FM rendelet Az egyes növényegészségügyi vizsgálatok költségeinek támogatásáról szóló 117/2007. (X. 10.) FVM rendelet módosításáról
- 28/2014. (IX. 24.) NGM rendelet A 2015. évi munkaszüneti napok körüli munkarendről
- 34/2014. (IX. 25.) MNB rendelet A bankjegyek feldolgozásáról, forgalmazásáról, valamint hamisítás elleni védelmével kapcsolatos technikai feladatokról szóló 11/2011. (IX. 6.) MNB rendelet módosításáról
- 35/2014. (IX. 25.) MNB rendelet Az érmék feldolgozásáról, forgalmazásáról, valamint hamisítás elleni védelmével kapcsolatos technikai feladatokról szóló 12/2011. (IX. 6.) MNB rendelet módosításáról
- 36/2014. (IX. 25.) MNB rendelet A forint- és az euroérmék utánzatáról, valamint a forint- és az eurobankjegyek utánzatáról szóló 2/2010. (I. 28.) MNB rendelet módosításáról
- 46/2014. (IX. 25.) BM rendelet A települési önkormányzatok szociális célú tüzelőanyag vásárláshoz kapcsolódó kiegészítő támogatásáról
- 13/2014. (IX. 25.) FM rendelet Az ingatlan-nyilvántartásról szóló 1997. évi CXLI. törvény végrehajtásáról szóló 109/1999. (XII. 29.) FVM rendelet módosításáról
- 29/2014. (IX. 25.) NGM rendelet A gáz csatlakozó vezetékek és felhasználói berendezések műszaki-biztonsági felülvizsgálatáról szóló 19/2012. (VII. 20.) NGM rendelet módosításáról
- 9/2014. (IX. 29.) MEKH rendelet A földgáz csatlakozási díjak meghatározásának szempontjairól, a csatlakozási díjak elemeiről, a csatlakozási díjakról és alkalmazásuk szabályairól, valamint a villamos energia hálózati csatlakozási díjak meghatározásának szempontjairól, a díjak elemeiről, mértékéről és alkalmazásuk szabályairól szóló 7/2014. (IX. 12.) MEKH rendelet módosításáról
- 39/2014. (IX. 30.) NFM rendelet Az egyes energetikai tárgyú miniszteri rendeletek módosításáról

#### Október
- 3/2014. (X. 1.) MvM rendelet A Gazdaságfejlesztési Operatív Programra és a Közép-Magyarországi Operatív Program 1. prioritására vonatkozó részletes szabályokról szóló 29/2012. (VI. 8.) NFM rendelet módosításáról
- 4/2014. (X. 1.) MvM rendelet Az Európai Halászati Alap társfinanszírozásában megvalósuló Halászati Operatív Program 2. prioritási tengelye szerinti beruházási támogatások feltételeiről szóló 50/2011. (VI. 6.) VM rendelet módosításáról
- 40/2014. (X. 1.) NFM rendelet Az ÉMI Építésügyi Minőségellenőrző Innovációs Nonprofit Korlátolt Felelősségű Társaság felett az államot megillető tulajdonosi jogok és kötelezettségek összességét gyakorló szervezet kijelöléséről
- 14/2014. (X. 9.) FM rendelet a Magyar Takarmánykódex kötelező előírásairól szóló 44/2003. (IV. 26.) FVM rendelet módosításáról
- 47/2014. (X. 10.) BM rendelet A belügyminiszter hatáskörébe tartozó egyes rendeleteknek Balatonakarattya községgé nyilvánításával összefüggő módosításáról
- 16/2014. (X. 15.) FM rendelet A 2014. évi egységes területalapú támogatás, valamint a különleges tejtámogatás összegének megállapításáról
- 14/2014. (X. 15.) HM rendelet A honvédelmi ágazatban foglalkoztatottak közalkalmazotti jogviszonyával összefüggő egyes kérdések rendezéséről szóló 27/2008. (XII. 31.) HM rendelet módosításáról
- 41/2014. (X. 15.) NFM rendelet A nemzeti fejlesztési miniszter által adományozható elismerésekről szóló 3/2014. (I. 31.) NFM rendelet módosításáról
- 42/2014. (X. 16.) NFM rendelet Az MKB Bank Zártkörűen Működő Részvénytársaság felett az államot megillető tulajdonosi jogok és kötelezettségek összességét gyakorló szervezet kijelöléséről
- 31/2014. (X. 18.) NGM rendelet A nemzetgazdasági miniszter által adományozható elismerésekről szóló 1/2013. (I. 8.) NGM rendelet módosításáról
- 43/2014. (X. 18.) NFM rendelet Az egyetemes szolgáltatók részére vételre felajánlott földgázforrás és a hazai termelésű földgáz mennyiségéről és áráról, valamint az igénybevételre jogosultak és kötelezettek köréről szóló 19/2010. (XII. 3.) NFM rendelet módosításáról
- 7/2014. (X. 21.) NMHH rendelet Az elektronikus hírközlési építmények elhelyezéséről és az elektronikus hírközlési építményekkel kapcsolatos hatósági eljárásokról szóló 14/2013. (IX. 25.) NMHH rendelet módosításáról
- 32/2014. (X. 21.) NGM rendelet Az illetékbélyegek előállításáról, forgalomba hozataláról és forgalmazásáról
- 44/2014. (X. 27.) EMMI rendelet Egyes egészségügyi tárgyú miniszteri rendeletek módosításáról
- 45/2014. (X. 27.) EMMI rendelet Az egyes köznevelési tárgyú miniszteri rendeletek módosításáról
- 46/2014. (X. 27.) EMMI rendelet A nem filmgyártási célú mozgóképszakmai tevékenységek állami támogatásának szabályairól szóló 67/2013. (X. 17.) EMMI rendelet módosításáról
- 17/2014. (X. 27.) FM rendelet A kaptárkövek megóvását szolgáló természeti emlékek létesítéséről, valamint a kaptárkövek megóvását szolgáló természetvédelmi kezelési terv kihirdetéséről
- 40/2014. (X. 29.) MNB rendelet A Magyar Nemzeti Bank előtti egyes engedélyezési, jóváhagyási és nyilvántartásba vételi eljárásokban, valamint bejelentéseknél alkalmazandó formanyomtatványokról
- 47/2014. (X. 29.) EMMI rendelet Az emberi erőforrások minisztere hatáskörébe tartozó szakképesítések mestervizsga követelményeiről
- 18/2014. (X. 29.) FM rendelet Egyes agrártárgyú rendeletek módosításáról
- 19/2014. (X. 29.) FM rendelet A mezőgazdasági biztosítás díjához nyújtott támogatásról
- 48/2014. (X. 30.) EMMI rendelet A minősített előadó-művészeti szervezetek körének meghatározásáról szóló 5/2012. (VI. 15.) EMMI rendelet módosításáról
- 33/2014. (X. 30.) NGM rendelet A munkaügyi központok, valamint a fővárosi és megyei kormányhivatal járási (fővárosi kerületi) hivatala munkaügyi kirendeltségének illetékességéről szóló 44/2012. (XII. 22.) NGM rendelet módosításáról
- 34/2014. (X. 30.) NGM rendelet Az aeroszol termékek és aeroszol csomagolások forgalmazásának követelményeiről
- 5/2014. (X. 31.) MvM rendelet A Társadalmi Megújulás Operatív Program prioritásaira rendelt források felhasználásának részletes szabályairól és egyes támogatási jogcímeiről szóló 32/2012. (VI. 8.) NFM rendelet módosításáról
- 6/2014. (X. 31.) MvM rendelet Az Európai Regionális Fejlesztési Alap, az Előcsatlakozási Támogatási Eszköz és az Európai Szomszédsági és Partnerségi Eszköz pénzügyi alapok egyes, a területi együttműködéshez kapcsolódó programjai végrehajtásában magyarországi közreműködő szervezet kijelöléséről szóló 34/2007. (XI. 17.) ÖTM rendelet módosításáról
- 49/2014. (X. 31.) BM rendelet A fejezeti kezelésű előirányzatok felhasználásának rendjéről szóló 15/2013. (V. 2.) BM rendelet módosításáról
- 20/2014. (X. 31.) FM rendelet A szőlészeti és a borászati adatszolgáltatás, valamint a származási bizonyítványok kiadásának rendjéről, továbbá a borászati termékek előállításáról, forgalomba hozataláról és jelöléséről szóló 127/2009. (IX. 29.) FVM rendelet módosításáról
- 44/2014. (X. 31.) NFM rendelet Egyes közúti közlekedési tárgyú miniszteri rendeletek módosításáról

#### November
- 41/2014. (XI. 3.) MNB rendelet A „Ganz Ábrahám” rézötvözetű emlékérme kibocsátásáról
- 21/2014. (XI. 3.) FM rendelet A természetes édesítőszerek termékpályáinak szabályozásához kapcsolódó egyes kérdésekről szóló 129/2007. (X. 31.) FVM rendelet, valamint a cukorrépa-termelők 2013. évi nemzeti kiegészítő támogatásáról szóló 79/2013. (IX. 13.) VM rendelet módosításáról
- 22/2014. (XI. 3.) FM rendelet A sertéságazati stratégiai intézkedések keretében a törzstenyészetek fejlesztését szolgáló mezőgazdasági csekély összegű (de minimis) támogatásról szóló 78/2013. (IX. 10.) VM rendelet módosításáról
- 23/2014. (XI. 3.) FM rendelet Az Európai Mezőgazdasági Garancia Alapból finanszírozott egységes területalapú támogatás, valamint az ahhoz kapcsolódó átmeneti nemzeti támogatások 2014. évi igénybevételével kapcsolatos egyes kérdésekről szóló 35/2014. (IV. 4.) VM rendelet alapján nyújtható átmeneti nemzeti támogatások jogcímeihez kapcsolódó támogatási összegekről
- 7/2014. (XI. 6.) IM rendelet A helyi önkormányzati képviselők és polgármesterek választásán a megismételt szavazás, a helyi önkormányzati képviselők és a polgármesterek időközi választása, a nemzetiségi önkormányzati képviselők választásán a megismételt szavazás és a nemzetiségi önkormányzati képviselők időközi választása költségeinek normatíváiról, tételeiről, elszámolási és belső ellenőrzési rendjéről
- 24/2014. (XI. 6.) FM rendelet Az egyes állatbetegségek megelőzésével, illetve leküzdésével kapcsolatos támogatások igénylésének és kifizetésének rendjéről szóló 148/2007. (XII. 8.) FVM rendelet és a sertésfeldolgozást végző élelmiszer-feldolgozók részére nyújtott „de minimis” támogatásról szóló 67/2013. (VII. 29.) VM rendelet módosításáról
- 42/2014. (XI. 7.) MNB rendelet A pénzügyi intézmények fogyasztói kölcsönszerződéseinek érvénytelen szerződéses kikötéseire tekintettel szükséges elszámolás módszertanának általános szabályairól
- 43/2014. (XI. 13.) MNB rendelet A „Lechner Ödön” ezüst emlékérme kibocsátásáról
- 44/2014. (XI. 13.) MNB rendelet A „Lechner Ödön” rézötvözetű emlékérme kibocsátásáról
- 45/2014. (XI. 13.) MNB rendelet A „Zrínyi Miklós” ezüst emlékérme kibocsátásáról
- 46/2014. (XI. 13.) MNB rendelet A „Zrínyi Miklós” rézötvözetű emlékérme kibocsátásáról
- 45/2014. (XI. 14.) NFM rendelet Az MVM Paks II. Atomerőmű Fejlesztő Zártkörűen Működő Részvénytársaság felett az államot megillető tulajdonosi jogok és kötelezettségek összességét gyakorló szervezet kijelöléséről
- 25/2014. (XI. 20.) FM rendelet Az anyajuhtartás csekély összegű támogatásáról
- 26/2014. (XI. 20.) FM rendelet Az anyakecsketartás csekély összegű támogatásáról
- 49/2014. (XI. 21.) EMMI rendelet Az „art” mozihálózat digitális fejlesztésének 2014. évi támogatásáról
- 50/2014. (XI. 25.) BM rendelet A Vásárhelyi-terv keretében megvalósuló Beregi árapasztó tározó és a Lónyai árapasztó fióktározó területével érintett földrészletek jegyzékéről
- 27/2014. (XI. 25.) FM rendelet A kárenyhítési hozzájárulás megfizetésével, valamint a kárenyhítő juttatás igénybevételével kapcsolatos egyes kérdésekről
- 28/2014. (XI. 25.) FM rendelet A nitrátérzékeny területeknek a MePAR szerinti blokkok szintjén történő közzétételéről szóló 43/2007. (VI. 1.) FVM rendelet és a vizek mezőgazdasági eredetű nitrátszennyezéssel szembeni védelméhez szükséges cselekvési program részletes szabályairól, valamint az adatszolgáltatás és nyilvántartás rendjéről szóló 59/2008. (IV. 29.) FVM rendelet módosításáról
- 51/2014. (XI. 26.) BM rendelet A belügyminiszter által alapított és adományozott elismerésekről szóló 37/2012. (VIII. 2.) BM rendelet módosításáról
- 48/2014. (XI. 27.) MNB rendelet A jegybanki információs rendszerhez elsődlegesen a Magyar Nemzeti Bank alapvető feladatai ellátása érdekében teljesítendő adatszolgáltatási kötelezettségekről
- 49/2014. (XI. 27.) MNB rendelet A biztosítási piaci szervezetek által a jegybanki információs rendszerhez elsődlegesen a Magyar Nemzeti Bank felügyeleti feladatai ellátása érdekében teljesítendő adatszolgáltatási kötelezettségekről
- 50/2014. (XI. 27.) EMMI rendelet Az állami sport célú támogatások felhasználásáról és elosztásáról szóló 27/2013. (III. 29.) EMMI rendelet módosításáról
- 36/2014. (XI. 27.) NGM rendelet A díjtól és költségtől mentes készpénzkifizetés, illetve készpénzfelvétel igénybevételére szolgáló fizetési számlát megjelölő nyilatkozat tartalmára vonatkozó részletes szabályokról szóló 53/2013. (XI. 29.) NGM rendelet módosításáról
- 47/2014. (XI. 27.) NFM rendelet A magyar légtér igénybevételéért fizetendő díjról szóló 84/2011. (XII. 29.) NFM rendelet módosításáról
- 48/2014. (XI. 27.) NFM rendelet A Magyar Gáz Tranzit Zártkörűen Működő Részvénytársaság felett az államot megillető tulajdonosi jogok és kötelezettségek összességét gyakorló szervezet kijelöléséről
- 50/2014. (XI. 28.) MNB rendelet A pénztárak és a foglalkoztatói nyugdíjszolgáltató intézmény által a jegybanki információs rendszerhez elsődlegesen a Magyar Nemzeti Bank felügyeleti feladatai ellátása érdekében teljesítendő adatszolgáltatási kötelezettségekről
- 52/2014. (XI. 28.) BM rendelet A vízügyi és a vízvédelmi feladat- és hatáskörök egységes ellátásával összefüggésben egyes miniszteri rendeletek módosításáról
- 29/2014. (XI. 28.) FM rendelet A hulladékégetés műszaki követelményeiről, működési feltételeiről és a hulladékégetés technológiai kibocsátási határértékeiről

#### December
- 53/2014. (XII. 5.) BM rendelet a Tűzvédelmi Műszaki Bizottság létrehozásának, összetételének, feladatkörének és működésének részletes szabályairól

- 8/2014. (XII. 12.) IM rendelet a büntetés-végrehajtási intézetekben fogvatartott elítéltek és egyéb jogcímen fogvatartottak egészségügyi ellátásáról
- 9/2014. (XII. 12.) IM rendelet a szabadságvesztés és az elzárás kezdő és utolsó napjának megállapításáról
- 11/2014. (XII. 13.) IM rendelet a fogvatartott személy esetében a büntetőeljárás lefolytatása során, továbbá a büntetőügyekben hozott határozatok végrehajtása során a bíróságokra és egyéb szervekre háruló feladatokról
- 63/2014. (XII. 15.) BM rendelet Az egészséget nem veszélyeztető és biztonságos munkavégzés szabályairól, a büntetés-végrehajtási szervezetnél működő, fogvatartottakat érintő foglalkozás-egészségügyi feladatokról, valamint a fogvatartottak büntetés-végrehajtási jogviszony keretében történő munkáltatásának munkaügyi ellenőrzéséről
- 64/2014. (XII. 15.) BM rendelet A belföldi Állami Futárszolgálat tevékenységének szabályozásáról szóló 44/1998. (X. 14.) BM rendelet módosítása az egységes kormányzati ügyiratkezelő rendszerrel kapcsolatban
- 65/2014. (XII. 16.) BM rendelet A belügyminiszter ágazatába tartozó szakképesítések szakmai és vizsgakövetelményeiről, valamint egyes, szakmai és vizsgakövetelmények kiadásáról szóló miniszteri rendeletek hatályon kívül helyezéséről szóló 20/2013. (V. 28.) BM rendelet és az anyakönyvezési feladatok ellátásának részletes szabályairól szóló 32/2014. (V. 19.) KIM rendelet módosításáról
- 66/2014. (XII. 16.) BM rendelet A belügyminiszter irányítása alá tartozó szervek egyenruha-ellátásra jogosult személyi állományának ruházati és öltözködési szabályzatáról, valamint a különleges foglalkoztatási állomány ruházati-, fegyverzeti-, kényszerítőeszköz és világítástechnikai felszereléséről szóló 71/2011. (XII. 31.) BM rendelet módosításáról
- 35/2014. (XII. 16.) FM rendelet A fejezeti kezelésű előirányzatok kezelésének és felhasználásának szabályairól szóló 48/2013. (VI. 7.) VM rendelet módosításáról
- 12/2014. (XII. 16.) IM rendelet a büntetés-végrehajtási intézetben fogvatartott elítéltekkel és egyéb jogcímen fogvatartottakkal kapcsolatos kártérítési eljárás szabályairól
- 13/2014. (XII. 16.) IM rendelet a kényszergyógykezelés és az ideiglenes kényszergyógykezelés végrehajtásáról, valamint az Igazságügyi Megfigyelő és Elmegyógyító Intézet feladatairól
- 58/2014. (XII. 17.) MNB rendelet A fogyasztói kölcsönszerződések érvénytelen szerződéses kikötéseire tekintettel szükséges elszámoláshoz, valamint a fogyasztói kölcsönszerződések módosulásához kapcsolódó fogyasztóvédelmi rendelkezésekről
- 10/2014. (XII. 17.) MvM rendelet A Gazdaságfejlesztési Operatív Programra és a Közép-Magyarországi Operatív Program 1. prioritására vonatkozó részletes szabályokról szóló 29/2012. (VI. 8.) NFM rendelet módosításáról
- 67/2014. (XII. 17.) BM rendelet Egyes vízgazdálkodási tárgyú miniszteri rendeletek módosításáról
- 68/2014. (XII. 17.) BM rendelet Az Egységes Kormányzati Ügyiratkezelő Rendszer üzemeltetéséhez és fejlesztéséhez kapcsolódóan a központosított informatikai és elektronikus hírközlési szolgáltatásokat egyedi szolgáltatási megállapodás útján igénybe vevő szervezetekről, valamint a központi szolgáltató által üzemeltetett vagy fejlesztett informatikai rendszerekről szóló 7/2013. (II. 26.) NFM rendelet módosításáról
- 36/2014. (XII. 17.) FM rendelet Az élelmiszerekkel kapcsolatos tájékoztatásról
- 37/2014. (XII. 17.) FM rendelet A termésnövelő anyagok engedélyezéséről, tárolásáról, forgalmazásáról és felhasználásáról szóló 36/2006. (V. 18.) FVM rendelet módosításáról
- 38/2014. (XII. 17.) FM rendelet Az Országos Környezetvédelmi Információs Rendszer továbbfejlesztésével összefüggésben a felszín alatti víz és a földtani közeg környezetvédelmi nyilvántartási rendszer (FAVI) adatszolgáltatásáról szóló 18/2007. (V. 10.) KvVM rendelet módosításáról
- 17/2014. (XII. 17.) HM rendelet A külföldi szolgálatot teljesítők egyes járandóságairól szóló 18/2013. (IX. 5.) HM rendelet módosításáról
- 14/2014. (XII. 17.) IM rendelet A büntetés-végrehajtási intézetben fogvatartott elítéltek és egyéb jogcímen fogvatartottak fegyelmi felelősségéről
- 15/2014. (XII. 17.) IM rendelet A büntetés-végrehajtási intézetben fogvatartott elítéltek és egyéb jogcímen fogvatartottak letétjének kezeléséről és a birtokukban lévő külföldi fizetőeszközzel kapcsolatos eljárásról
- 59/2014. (XII. 19.) MNB rendelet A fizetésképtelenség és a várható fizetésképtelenség mint szanálási feltétel tekintetében vizsgálandó követelmények megsértésének számszerűsíthető szempontrendszeréről
- 70/2014. (XII. 19.) BM rendelet A 2007–2013 közötti programozási időszakban a Szolidaritási programokból származó támogatások felhasználásának alapvető szabályairól, intézményrendszeréről, a pénzügyi irányítási és kontrollrendszerekről szóló 23/2012. (IV. 26.) BM rendelet módosításáról
- 71/2014. (XII. 19.) BM rendelet A büntetőeljárásban, a szabálysértési eljárásban, valamint a büntetés-végrehajtás során elrendelt elővezetés, a terhelt, illetve az elítélt vagy a kényszergyógykezelt elfogása és megtalálása esetén meghatározott bíróság, ügyész, illetve nyomozó hatóság vagy végrehajtásért felelős szerv elé állítása, továbbá az elítélt vagy az egyéb jogcímen fogvatartott kérelmére történő előállítás során felmerült költség megtérítésének részletes szabályairól
- 52/2014. (XII. 19.) EMMI rendelet Egyes egészségügyi és egészségbiztosítási tárgyú miniszteri rendeletek módosításáról
- 16/2014. (XII. 19.) IM rendelet A szabadságvesztés, az elzárás, az előzetes letartóztatás és a rendbírság helyébe lépő elzárás végrehajtásának részletes szabályairól
- 17/2014. (XII. 19.) IM rendelet	Egyes igazságügyi tárgyú rendeleteknek a büntetések, az intézkedések, egyes kényszerintézkedések és a szabálysértési elzárás végrehajtásáról szóló 2013. évi CCLX. törvénnyel összefüggő módosításáról
- 60/2014. (XII. 23.) MNB rendelet  A pénzügyi közvetítőrendszer felügyelete alá tartozó személyek és szervezetek törzsadat-bejelentési kötelezettségéről szóló 39/2013. (XII. 29.) MNB rendelet módosításáról
- 74/2014. (XII. 23.) BM rendelet A folyók mértékadó árvízszintjeiről
- 75/2014. (XII. 23.) BM rendelet A belügyminiszter irányítása alá tartozó költségvetési szervek hivatásos állományú tagjainak 2015. évi ruházati utánpótlási ellátmánya felhasználási rendjéről, valamint a belföldi Állami Futárszolgálat tevékenységének szabályozásáról szóló 44/1998. (X. 14.) BM rendelet módosításáról
- 53/2014. (XII. 23.) EMMI rendelet A fejezeti kezelésű előirányzatok kezeléséről és felhasználásáról szóló 84/2013. (XII. 30.) EMMI rendelet módosításáról
- 40/2014. (XII. 23.) FM rendelet A környezetvédelmi, természetvédelmi, valamint a vízügyi hatósági eljárások igazgatási szolgáltatási díjairól szóló 33/2005. (XII. 27.) KvVM rendelet módosításáról
- 41/2014. (XII. 23.) FM rendelet A halgazdálkodás és a halvédelem egyes szabályainak megállapításáról szóló 113/2013. (XII. 29.) VM rendelet módosításáról
- 20/2014. (XII. 23.) IM rendelet Egyes igazságügyi tárgyú miniszteri rendeletek módosításáról
- 38/2014. (XII. 23.) NGM rendelet A munkaügyi központok, valamint a fővárosi és megyei kormányhivatal járási (fővárosi kerületi) hivatala munkaügyi kirendeltségének illetékességéről szóló 44/2012. (XII. 22.) NGM rendelet módosításáról
- 39/2014. (XII. 23.) NGM rendelet A fejezeti kezelésű előirányzatok kezelésének és felhasználásának szabályairól szóló 4/2014. (II. 6.) NGM rendelet módosításáról és az idegenforgalmi adó differenciált kiegészítéséről szóló 31/2011. (VIII. 24.) NGM rendelet hatályon kívül helyezéséről
- 55/2014. (XII. 23.) NFM rendelet Az egyes vasúti közlekedési tárgyú miniszteri rendeletek jogharmonizációs célú módosításáról
- 6/2014. (XII. 29.) BM rendelet Egyes személyügyi tárgyú BM rendeletek módosításáról
- 54/2014. (XII. 29.) EMMI rendelet Egyes egészségügyi tárgyú miniszteri rendeletek módosításáról
- 42/2014. (XII. 29.) FM rendelet A fejezeti kezelésű előirányzatok kezelésének és felhasználásának szabályairól szóló 48/2013. (VI. 7.) VM rendelet, valamint a hulladékgazdálkodási közszolgáltatási tevékenység minősítése iránti eljárásokért, valamint az igazgatási jellegű szolgáltatásért fizetendő igazgatási szolgáltatási díjakról szóló 71/2013. (VIII. 15.) VM rendelet módosításáról
- 43/2014. (XII. 29.) FM rendelet A tenyésztésszervezési feladatok támogatása igénybevételének részletes feltételeiről
- 40/2014. (XII. 29.) NGM rendelet A Nemzeti Adó- és Vámhivatal hivatásos szolgálati jogviszonyhoz, illetve rendészeti szakvizsgához kötött munkaköreiről, továbbá az alapfokú és középfokú szaktanfolyammal kapcsolatos egyes kérdésekről
- 41/2014. (XII. 29.) NGM rendelet Az élelmiszer-értékesítést kezelőszemélyzet nélkül végző automataberendezés üzemeltetőjének adókötelezettségéről, a bejelentési eljárásért fizetendő igazgatási szolgáltatási díj beszedésének, kezelésének, nyilvántartásának és visszatérítésének részletes szabályairól
- 42/2014. (XII. 29.) NGM rendelet A kötelező gépjármű-felelősségbiztosítás 1991. július 1. előtti rendszeréből származó állami kötelezettségek rendezéséről szóló 5/1996. (I. 26.) PM rendelet, valamint a gépjármű-szavatossági károk 1971. január 1. előtti rendszere alapján fizetett baleseti kártérítési járadékokról szóló 12/1998. (III. 27.) PM rendelet módosításáról
- 56/2014. (XII. 29.) NFM rendelet Az egyes közúti közlekedési szabályokra vonatkozó rendelkezések megsértésével kapcsolatos bírságolással összefüggő hatósági feladatokról, a bírságok kivetésének részletes szabályairól és a bírságok felhasználásának rendjéről szóló 42/2011. (VIII. 11.) NFM rendelet módosításáról
- 11/2014. (XII. 30.) MvM rendelet Egyes operatív programok jogcímrendeleteinek módosításáról
- 12/2014. (XII. 30.) MvM rendelet Az Európai Mezőgazdasági Vidékfejlesztési Alap társfinanszírozásában megvalósuló egyes agrár-vidékfejlesztési támogatási tárgyú rendeletek módosításáról
- 55/2014. (XII. 30.) EMMI rendelet Az új pszichoaktív anyaggá minősített anyagokról vagy vegyületcsoportokról
- 44/2014. (XII. 30.) FM rendelet A szőlőfeldolgozás és a borkészítés során keletkező melléktermékek kivonásáról és támogatással történő lepárlásáról szóló 70/2012. (VII. 16.) VM rendelet módosításáról
- 2/2014. (XII. 30.) KKM rendelet Az európai területi társulással kapcsolatos jóváhagyási és nyilvántartásba-vételi eljárás részletes szabályairól
- 43/2014. (XII. 30.) NGM rendelet A kormányzati funkciók, államháztartási szakfeladatok és szakágazatok osztályozási rendjéről szóló 68/2013. (XII. 29.) NGM rendelet módosításáról
- 44/2014. (XII. 30.) NGM rendelet A költségvetési szervnél belső ellenőrzési tevékenységet végzők nyilvántartásáról és kötelező szakmai továbbképzéséről, valamint a költségvetési szervek vezetőinek és gazdasági vezetőinek belső kontrollrendszer témájú továbbképzéséről szóló 28/2011. (VIII. 3.) NGM rendelet módosításáról
- 45/2014. (XII. 30.) NGM rendelet Egyes közvetett adózási tárgyú PM és NGM rendeletek módosításáról
- 46/2014. (XII. 30.) NGM rendelet A pénzügyi ágazati szabályozott szakmákról, valamint a könyvvizsgálói közfelügyeleti feladatokkal összefüggő tevékenységek szabályozásáról szóló, a nemzetgazdasági miniszter feladatkörébe tartozó miniszteri rendeletek módosításáról
- 47/2014. (XII. 30.) NGM rendelet Az egyes adóigazgatási tárgyú NGM rendeletek módosításáról
- 48/2014. (XII. 30.) NGM rendelet A Magyar Export-Import Bank Részvénytársaság és a Magyar Exporthitel Biztosító Részvénytársaság központi költségvetéssel történő elszámolásának részletes szabályairól szóló 16/1998. (V. 20.) PM rendelet és az adómentes munkáltatói lakáscélú támogatás folyósításának szabályairól szóló 15/2014. (IV. 3.) NGM rendelet módosításáról
- 58/2014. (XII. 30.) NFM rendelet A fejezeti kezelésű előirányzatok kezelésének és felhasználásának szabályairól szóló 27/2013. (VI. 12.) NFM rendelet módosításáról
- 59/2014. (XII. 30.) NFM rendelet Egyes miniszteri rendeleteknek az általános és mezőgazdasági csekély összegű támogatás európai uniós feltételeinek változásával összefüggő módosításáról
- 14/2014. (XII. 31.) MvM rendelet Az épületek energetikai jellemzőinek meghatározásáról szóló 7/2006. (V. 24.) TNM rendelet módosításáról
- 15/2014. (XII. 31.) MvM rendelet Az Ipari Termékosztályozás (ITO) bevezetéséről és alkalmazásáról szóló 16/2011. (V. 10.) KIM rendelet módosításáról
- 52/2014. (XII. 31.) NGM rendelet A Turisztikai célelőirányzat felhasználásának és kezelésének részletes szabályairól
- 53/2014. (XII. 31.) NGM rendelet Az árfolyamgáttal és a forintra átváltással egyaránt érintett fogyasztói kölcsönszerződés futamidejének módosításáról
- 54/2014. (XII. 31.) NGM rendelet Az egyes közvetlen adózási tárgyú PM rendeletek, továbbá az illetékbélyegek előállításáról, forgalomba hozataláról és forgalmazásáról szóló 32/2014. (X. 21.) NGM rendelet módosításáról
- 55/2014. (XII. 31.) NGM rendelet A Nemzeti Munkaügyi Hivatal megszüntetésével és a szakképzési és felnőttképzési intézményrendszer átalakításával összefüggő miniszteri rendeletek módosításáról
- 56/2014. (XII. 31.) NGM rendelet A fogyasztónak nyújtott hitellel kapcsolatos egyes tájékoztatási szabályokról
- 57/2014. (XII. 31.) NGM rendelet A közösségi vámjog végrehajtásának részletes szabályairól szóló 15/2004. (IV. 5.) PM rendelet módosításáról és az Európai Mezőgazdasági Orientációs és Garanciaalap Garanciarészlegéből történő kifizetések utólagos ellenőrzéséről szóló 23/2004. (IV. 22.) PM rendelet hatályon kívül helyezéséről

#### A köztársasági elnök határozatai
- 16/2014. (I. 20.) KE határozat Az országgyűlési képviselők 2014. évi általános választása időpontjának kitűzéséről

#### A miniszterelnök határozatai
- 87/2014. (VII. 8.) ME határozat kormánymegbízottak kinevezéséről

#### Kormányhatározatok

##### Január (1001−1028)
- 1001/2014. (I. 16.) Korm. határozat A nemzeti ünnepek, valamint a kiemelkedő fontosságú rendezvények előkészítésének és lebonyolításának rendjéről szóló 1137/2010. (VII. 1.) Korm. határozat módosításáról
- 1002/2014. (I. 17.) Korm. határozat Magyarország Kormánya és Türkmenisztán Kormánya közötti oktatási, tudományos és kulturális együttműködésről szóló egyezmény szövegének végleges megállapítására adott felhatalmazásról
- 1003/2014. (I. 17.) Korm. határozat A rendkívüli kormányzati intézkedésekre szolgáló tartalékból történő előirányzat-átcsoportosításról és a rendkívüli kormányzati intézkedésekre szolgáló tartalékból történő előirányzat-átcsoportosításról szóló 1864/2013. (XI. 19.) Korm. határozat módosításáról
- 1004/2014. (I. 17.) Korm. határozat A vízkárelhárítás és az öntözés hatékonyságának növelését biztosító intézkedések végrehajtása érdekében a rendkívüli kormányzati intézkedésekre szolgáló tartalékból történő előirányzat-átcsoportosításról
- 1005/2014. (I. 17.) Korm. határozat A Robert Bosch Energy and Body Systems Kft. tanműhely létrehozására és annak felszerelésére irányuló beruházásának támogatásáról
- 1006/2014. (I. 17.) Korm. határozat A Gandhi Gimnázium és Kollégium köznevelési intézmény fejlesztését célzó kiemelt tervezési felhívás közzétételéről és a Dél-Dunántúli Operatív Program 2011–2013. évekre szóló akcióterve 3. prioritásának módosításáról
- 1007/2014. (I. 17.) Korm. határozat Az ÉAOP-2.1.1/A.I-12-2012-0074 azonosító számú („Interaktív sör- és gasztronómiai pincemúzeum Szolnokon” című) projekttel összefüggésben biztosítéknyújtási kötelezettség alóli egyedi mentesítéséről
- 1008/2014. (I. 17.) Korm. határozat A KÖZOP-3.5.0-09-11-2012-0016 azonosító számú („Közúti hidak fejlesztése az országos közúthálózat főútvonalain” című) projekt akciótervi nevesítéséről és támogatásának jóváhagyásáról
- 1009/2014. (I. 17.) Korm. határozat A TÁMOP 5.4.6/B-13/1-2013-0001 azonosító számú („JelEsély: A magyar jelnyelv sztenderdizációjának elméleti és gyakorlati lépései” című) projekt akciótervi nevesítéséről
- 1010/2014. (I. 17.) Korm. határozat A NAP_13 kódszámú („Nemzeti Agykutatási Program támogatása” című) kiírásra érkezett projekt támogatásának jóváhagyásáról
- 1011/2014. (I. 17.) Korm. határozat A „Kreatív város – fenntartható vidék” a Nyugat-Pannon régióban új regionális fejlesztési koncepció megvalósíthatóságával kapcsolatos egyes kérdésekről
- 1012/2014. (I. 17.) Korm. határozat A Fejlesztéspolitikai Koordinációs Bizottságról
- 1013/2014. (I. 20.) Korm. határozat Az Észak-Magyarországi Operatív Program 2011–2013. évekre szóló akciótervében nevesített, turizmusfejlesztési témájú kiemelt projekt akciótervi nevesítésének visszavonásáról és az Észak-Alföldi Operatív Program 2011–2013. évekre szóló akciótervében nevesített turizmusfejlesztési témájú kiemelt projekt támogatási szerződésének módosításáról
- 1014/2014. (I. 20.) Korm. határozat A KÖZOP-3.5.0-09-11-2012-0027 azonosító számú [„M4 gyorsforgalmi út Abony–Fegyvernek szakasz (96+055–125+000 kmsz.) új Tisza híddal” című] projekt kapcsán felmerült régészeti többletköltségek finanszírozásáról
- 1015/2014. (I. 20.) Korm. határozat A KÖZOP-3.5.0-09-11-2011-0001 azonosító számú („M44 autóút építése Kecskemét–Békéscsaba-nyugat csomópontok között” című) projekt kapcsán felmerült régészeti költségek finanszírozásáról
- 1016/2014. (I. 20.) Korm. határozat A KMOP-4.6.1/D-13-2013-0001 azonosító számú („Intézményi informatikai infrastruktúra fejlesztés a közoktatásban” című) projekt akciótervi nevesítéséről
- 1017/2014. (I. 20.) Korm. határozat Az NYDOP-5.3.1/C-13-2013-0001 azonosító számú („A német nyelvű és német nemzetiségi nevelés-oktatás infrastrukturális kapacitásának bővítése Győrben” című) projekt akciótervi nevesítéséről és támogatásának jóváhagyásáról
- 1018/2014. (I. 20.) Korm. határozat A DAOP-5.2.1/D-2008-0002 azonosító számú („Komplex belvízrendezési program megvalósítása a belterületen és a csatlakozó társulati csatornán I. ütem” című) kiemelt projekt támogatásának növeléséről és a Dél-Alföldi Operatív Program 2011–2013. évekre szóló akcióterve 5. prioritásának módosításáról
- 1019/2014. (I. 24.) Korm. határozat A ZF Hungária Kft. és a Schwarzmüller Kft. magyarországi nagybefektetőkkel való stratégiai megállapodás megkötéséről
- 1020/2014. (I. 24.) Korm. határozat A falugazdász-hálózat finanszírozása érdekében a Közigazgatási és Igazságügyi Minisztérium és a Vidékfejlesztési Minisztérium fejezetek közötti előirányzat-átcsoportosításról
- 1021/2014. (I. 24.) Korm. határozat A regionális operatív programokból támogatott egyes turizmusfejlesztési témájú kiemelt projektek támogatásának növeléséről
- 1022/2014. (I. 29.) Korm. határozat A Nemzeti Végrehajtási Intézkedés közzétételéről
- 1023/2014. (I. 30.) Korm. határozat A Magyarország Kormánya és a Közép- és Kelet-Európai Regionális Környezetvédelmi Központ közötti Székhely-megállapodás szövegének végleges megállapításáról
- 1024/2014. (I. 30.) Korm. határozat A kormányablakok kialakításához szükséges beszerzések során alkalmazandó eljárási mentességről
- 1025/2014. (I. 30.) Korm. határozat A rendkívüli kormányzati intézkedésekre szolgáló tartalékból történő előirányzat-átcsoportosításról és egyes kormányhatározatok módosításáról
- 1026/2014. (I. 30.) Korm. határozat	A „Magyar Kulturális Napok Minszkben” rendezvénysorozat megvalósítása érdekében a rendkívüli kormányzati intézkedésekre szolgáló tartalékból történő előirányzat-átcsoportosításról
- 1027/2014. (I. 30.) Korm. határozat A „Magyar Kultúra Napjai” rendezvénysorozat Ukrajnában történő megvalósítása érdekében a rendkívüli kormányzati intézkedésekre szolgáló tartalékból történő előirányzat-átcsoportosításról
- 1028/2014. (I. 31.) Korm. határozat	A Széchenyi Kártya Program egyes konstrukciói támogatásának folytatásáról szóló 2009/2013. (XII. 29.) Korm. határozat módosításáról

##### Február (1029−1093)
- 1029/2014. (II. 3.) Korm. határozat Az Európa Tanácsnak a nőkkel szembeni erőszak és a kapcsolati erőszak elleni küzdelemről és azok megelőzéséről szóló, Strasbourgban, 2011. május 11-én kelt Egyezménye szövegének végleges megállapítására adott felhatalmazásról
- 1030/2014. (II. 3.) Korm. határozat A 2013. évi költségvetési maradványok egy részének felhasználásáról
- 1031/2014. (II. 3.) Korm. határozat A Hortobágyi Természetvédelmi és Génmegőrző Nonprofit Korlátolt Felelősségű Társaság által elnyert LIFE+ projekt önrészének biztosításáról és ennek érdekében a rendkívüli kormányzati intézkedésekre szolgáló tartalékból történő előirányzat-átcsoportosításról
- 1032/2014. (II. 3.) Korm. határozat Az Eszterháza Kulturális, Kutató- és Fesztiválközpont kiválással történő létrehozásának előkészítéséről
- 1033/2014. (II. 3.) Korm. határozat A „Miskolc és agglomerációja digitális közösség” című program megvalósítási határidejének módosításáról
- 1034/2014. (II. 6.) Korm. határozat A Magyar Sportcsillagok Ösztöndíj 2014. január havi fedezetének biztosítása érdekében a Közigazgatási és Igazságügyi Minisztérium és az Emberi Erőforrások Minisztériuma fejezetek közötti előirányzat-átcsoportosításról
- 1035/2014. (II. 6.) Korm. határozat A Közigazgatási és Elektronikus Közszolgáltatások Központi Hivatala feladatellátásához kapcsolódóan a Közigazgatási és Igazságügyi Minisztérium és a Nemzeti Fejlesztési Minisztérium fejezetek közötti előirányzat-átcsoportosításról
- 1036/2014. (II. 6.) Korm. határozat A KEOP-1.1.1/C/13-0015 azonosító számú („A Szolnoki Térségi Hulladékgazdálkodási Rendszer fejlesztése eszközbeszerzésekkel” című) projekt támogatásának jóváhagyásáról
- 1037/2014. (II. 6.) Korm. határozat A KEOP-1.1.1/C/13-0007 azonosító számú („A hulladékkezelés eszközparkjának és informatikai rendszerének fejlesztése Pécsett” című) projekt támogatásának jóváhagyásáról
- 1038/2014. (II. 6.) Korm. határozat A KÖZOP-2.5.0-09-2010-0002 számú („A Balaton vasúti megközelítése és a kötöttpályás körüljárás feltételeinek javítása előkészítése” című) projekt akciótervi nevesítéséről és támogatásának jóváhagyásáról
- 1039/2014. (II. 6.) Korm. határozat A KÖZOP-5.5.0-09-11-2011-0027 azonosító számú („Budai Vár és környéke közlekedés fejlesztése” című) kiemelt projekt műszaki tartalmának bővítéséről és az azzal kapcsolatos költségnövekmény jóváhagyásáról
- 1040/2014. (II. 6.) Korm. határozat A Várkert Bazár rekonstrukciójának véghatáridejéről és a beruházással összefüggő egyes kormányhatározatok módosításáról
- 1041/2014. (II. 6.) Korm. határozat A TÁMOP-3.1.2.B-13-2013-0001 azonosító számú („A Nemzeti Alaptantervhez illeszkedő tankönyv-, taneszköz- és Nemzeti Közoktatási Portál fejlesztése” című) kiemelt projektjavaslat akciótervi nevesítéséről és támogatásának jóváhagyásáról
- 1042/2014. (II. 7.) Korm. határozat Az Oroszországi Föderációban és az Azerbajdzsáni Köztársaságban történő vízumkiadással kapcsolatos egyes feladatokról
- 1043/2014. (II. 7.) Korm. határozat A Magyar Köztársaságnak az Európai Bíróság előtti képviseletéről és az azzal kapcsolatos feladatokról szóló 1084/2004. (VIII. 27.) Korm. határozat hatályon kívül helyezéséről
- 1044/2014. (II. 7.) Korm. határozat A Piacfelügyeleti Munkacsoportról
- 1045/2014. (II. 7.) Korm. határozat A BorsodChem Zrt. magyarországi nagybefektetővel való stratégiai megállapodás megkötéséről
- 1046/2014. (II. 7.) Korm. határozat A József Attila Színház támogatása érdekében a rendkívüli kormányzati intézkedésekre szolgáló tartalékból történő előirányzat-átcsoportosításról
- 1047/2014. (II. 7.) Korm. határozat A Budapesti Német Iskola Alapítvány Alapító Okiratának módosításáról
- 1048/2014. (II. 7.) Korm. határozat  A Társadalmi Megújulás Operatív Program 2011–2013. évekre szóló akcióterve 1. prioritásának módosításáról
- 1049/2014. (II. 7.) Korm. határozat Az ELI lézer kutatóközpont megvalósítását (ELI-ALPS) célzó nagyprojekt 2. fázisához szükséges forráskeret módosításáról
- 1050/2014. (II. 7.) Korm. határozat A KÖZOP-4.5.0-09-11/2012-0003 azonosító számú („A Budapesti Szabadkikötő intermodális fejlesztése” című) projektjavaslat akciótervi nevesítéséről, és támogatásának jóváhagyásáról
- 1051/2014. (II. 7.) Korm. határozat A Nemzeti Stratégiai Referencia Keret 2014. évi munkatervéről
- 1052/2014. (II. 11.) Korm. határozat A rendkívüli kormányzati intézkedésekre szolgáló tartalékból történő előirányzat-átcsoportosításról és egyes kormányhatározatok módosításáról
- 1053/2014. (II. 11.) Korm. határozat A rendkívüli kormányzati intézkedésekre szolgáló tartalékból történő előirányzat-átcsoportosításról szóló 1155/2013. (III. 26.) Korm. határozat módosításáról
- 1054/2014. (II. 11.) Korm. határozat A 2013. évi költségvetési maradványok egy részének felhasználásáról
- 1055/2014. (II. 11.) Korm. határozat A céltartalékok előirányzatból történő átcsoportosításáról
- 1056/2014. (II. 11.) Korm. határozat A Veszprém Aréna multifunkcionális sport- és rendezvénycsarnok építési beruházásával összefüggő tőke- és kamattartozás átvállalásáról
- 1057/2014. (II. 11.) Korm. határozat Az Eszterháza Kulturális, Kutató- és Fesztiválközpont létrehozásához és működéséhez szükséges források megteremtéséről
- 1058/2014. (II. 11.) Korm. határozat a "Társadalmi és gazdasági felzárkózás által vezérelt térségi integrált program" megtervezéséhez kapcsolódó feladatokról
- 1059/2014. (II. 11.) Korm. határozat A TIOP-2.2.6/12/1/B-2013-0033 azonosító számú („Integrációs törekvések a debreceni betegellátásban” című) projekt támogatásának jóváhagyásáról
- 1060/2014. (II. 11.) Korm. határozat A Társadalmi Infrastruktúra Operatív Program 2011–2013. évekre szóló akcióterve 3. prioritásának módosításáról
- 1061/2014. (II. 18.) Korm. határozat A védelmi igazgatás tervrendszerének bevezetéséről
- 1062/2014. (II. 18.) Korm. határozat Az egyes állami vagyonba tartozó ingatlanok ingyenes önkormányzati tulajdonba adásáról szóló 1042/2011. (III. 10.) Korm. határozat, továbbá szerződésekben meghatározott hasznosítási célok módosításáról szóló 1763/2013. (X. 25.) Korm. határozat módosításáról
- 1063/2014. (II. 18.) Korm. határozat Az Elektronikus Közigazgatás Operatív Program 2011–2013. évekre szóló akciótervének módosításáról
- 1064/2014. (II. 18.) Korm. határozat A Környezet és Energia Operatív Program 2011–2013. évekre szóló akcióterve 1. prioritásának módosításáról
- 1065/2014. (II. 18.) Korm. határozat A KÖZOP-2.5.0-09-11-2013-0015 azonosító számú („Sopron-Nyugat vontatási alállomás teljes korszerűsítésének megvalósítása” című) projektjavaslat akciótervi nevesítéséről és támogatásának jóváhagyásáról
- 1066/2014. (II. 18.) Korm. határozat A KÖZOP-3.5.0-09-11-2014-0001 azonosító számú [„47. számú főút Békés megyei szakasz (132+921–167+332 kmsz.) 115 kN tengelyterhelésre történő burkolat megerősítése és párhuzamos kerékpárút építése kivitelezési munkáinak elvégzése” című] projektjavaslat akciótervi nevesítéséről és támogatásának jóváhagyásáról
- 1067/2014. (II. 18.) Korm. határozat Az NYDOP-5.3.1/A-12-k2-2013-0001 azonosító számú („24 tantermes iskola és óvoda építése Szombathelyen” című) projekt támogatásának növeléséről
- 1068/2014. (II. 19.) Korm. határozat A Magyar Telekom Nyrt. magyarországi nagybefektetővel való partnerségi együttműködési megállapodás megkötéséről
- 1069/2014. (II. 19.) Korm. határozat Magyarország Nemzeti Infokommunikációs Stratégiájáról
- 1070/2014. (II. 19.) Korm. határozat Az Európai Unió Közép-afrikai Köztársaságbeli Műveletében („EUFOR RCA”) történő magyar katonai szerepvállalásról
- 1071/2014. (II. 19.) Korm. határozat Az Európai Unió Mali Kiképző Műveletében („EUTM Mali”) történő magyar katonai szerepvállalás érdekében a rendkívüli kormányzati intézkedésekre szolgáló tartalékból történő előirányzat-átcsoportosításról szóló 1107/2013. (III. 7.) Korm. határozat módosításáról
- 1072/2014. (II. 19.) Korm. határozat A központosított közbeszerzésre kötelezett szervek mobil távközlési szolgáltatásainak igénybevételéről
- 1073/2014. (II. 19.) Korm. határozat A jogszabállyal vagy közjogi szervezetszabályozó eszközzel létrehozott testületek felülvizsgálatáról szóló 1158/2011. (V. 23.) Korm. határozat, valamint a jogszabállyal vagy közjogi szervezetszabályozó eszközzel létrehozott testületek felülvizsgálatáról szóló 1158/2011. (V. 23.) Korm. határozatban meghatározott feladatok végrehajtásáról szóló 1452/2011. (XII. 22.) Korm. határozat módosításáról
- 1074/2014. (II. 19.) Korm. határozat A Kutatási és Technológiai Innovációs Alap kezelése érdekében a Nemzetgazdasági Minisztérium és a Nemzeti Fejlesztési Minisztérium közötti előirányzat-átcsoportosításról
- 1075/2014. (II. 19.) Korm. határozat Nagyhódos és Nagypalád (Velyka Palad’) között közúti határátkelőhely létesítéséről és az ehhez kapcsolódó egyéb feladatokról
- 1076/2014. (II. 19.) Korm. határozat Kormánybiztos felmentéséről
- 1077/2014. (II. 19.) Korm. határozat A Magyarország német megszállása áldozatainak emléket állító, Budapest V. kerületben felállításra kerülő emlékmű megvalósításával összefüggő egyes kérdésekről
- 1078/2014. (II. 24.) Korm. határozat A Magyarország Kormánya és a Szerb Köztársaság Kormánya között sugaras veszélyhelyzet esetén adandó gyors értesítésről szóló egyezmény szövegének végleges megállapítására adott felhatalmazásról
- 1079/2014. (II. 24.) Korm. határozat A horvát–magyar konferencia előadásai megjelentetésének támogatásával összefüggésben a Közigazgatási és Igazságügyi Minisztérium és a Magyar Tudományos Akadémia fejezetek közötti előirányzat-átcsoportosításról
- 1080/2014. (II. 25.) Korm. határozat A jogszabállyal vagy közjogi szervezetszabályozó eszközzel létrehozott testületek felülvizsgálatáról szóló 1158/2011. (V. 23.) Korm. határozat módosításáról
- 1081/2014. (II. 25.) Korm. határozat „Életmentő Emlékérem” adományozásáról
- 1082/2014. (II. 25.) Korm. határozat A Budapesti Operettszínház támogatása érdekében a rendkívüli kormányzati intézkedésekre szolgáló tartalékból történő előirányzat-átcsoportosításról
- 1083/2014. (II. 26.) Korm. határozat A Világörökség részét képező tokaj-hegyaljai borvidékhez tartozó települések fejlesztéséről szóló 1991/2013. (XII. 29.) Korm. határozat végrehajtásáról, és a IX. Helyi önkormányzatok támogatásai és a XI. Miniszterelnökség fejezetek közötti előirányzat-átcsoportosításról
- 1084/2014. (II. 26.) Korm. határozat A fogyasztó és vállalkozás közötti szerződések részletes szabályairól szóló 45/2014. (II. 26.) Korm. rendelet hatályba lépésével kapcsolatos jogalkotási feladatokról
- 1085/2014. (II. 28.) Korm. határozat A közreműködő szervezetek útján ellátott feladatokkal kapcsolatos egyes koncepcionális kérdésekről
- 1086/ 2014. (II. 28.) Korm. határozat A köznevelési infrastruktúra-bővítő beruházások, kiemelten tanuszoda, tornaterem, tanterem megvalósításához kapcsolódó Nemzeti Köznevelési Infrastruktúra Fejlesztési Programról
- 1087/2014. (II. 28.) Korm. határozat A dél-pesti utánpótlás-nevelési centrum megvalósításával összefüggő feladatokról
- 1088/2014. (II. 28.) Korm. határozat A pécsi Nemzeti Kosárlabda Akadémia megvalósításáról és beruházási programjáról
- 1089/2014. (II. 28.) Korm. határozat A 2013. évi költségvetési maradványok egy részének felhasználásáról
- 1090/2014. (II. 28.) Korm. határozat A költségvetési szerveknél foglalkoztatottak 2014. évi kompenzációja érdekében a 2014. évi központi költségvetés céltartalékából a IX. Helyi önkormányzatok támogatásai fejezetbe történő előirányzat-átcsoportosításról
- 1091/2014. (II. 28.) Korm. határozat A rendkívüli kormányzati intézkedésekre szolgáló tartalékból történő előirányzat-átcsoportosításról, a 2013. évi kötelezettségvállalással nem terhelt költségvetési maradvány egy részének átcsoportosításáról, valamint az Emberi Erőforrások Minisztériuma és a Miniszterelnökség közötti előirányzat átcsoportosításról
- 1092/2014. (II. 28.) Korm. határozat A Győr-Gönyű Országos Közforgalmú Kikötő fejlesztéséhez kapcsolódó állami infrastruktúra megépítésére vonatkozó kötelezettségvállalásról
- 1093/2014. (II. 28.) Korm. határozat Az Érdi Rendőrkapitányság új objektumának építéséhez szükséges rendkívüli kormányzati intézkedésekre szolgáló tartalékból történő előirányzat-átcsoportosításról

##### Március (1094−1196)
- 1094/2014. (III. 3.) Korm. határozat Magyarország negyedik jelentése az Európa Tanács Nemzeti Kisebbségek Védelméről szóló Keretegyezménye végrehajtásáról
- 1095/2014. (III. 3.) Korm. határozat A Magyarország Kormánya és a Lengyel Köztársaság Kormánya között a kölcsönös vízumképviseletről szóló Megállapodás szövegének végleges megállapítására adott felhatalmazásról
- 1096/2014. (III. 3.) Korm. határozat A magyar–román határszakaszon tervezett határon átnyúló közútkapcsolatok megvalósításával összefüggő feladatokról
- 1097/2014. (III. 3.) Korm. határozat A Társadalmi Felzárkózási és Cigányügyi Tárcaközi Bizottság létrehozásáról szóló 1199/2010. (IX. 29.) Korm. határozat módosításáról
- 1098/2014. (III. 4.) Korm. határozat A Magyar Nyelvstratégiai Intézet létrehozásával kapcsolatos intézkedésekről
- 1099/2014. (III. 4.) Korm. határozat Az emberi fogyasztásra szánt víz minőségéről szóló, 1998. november 3-i 98/83/EK tanácsi irányelv előírásainak megfelelő minőségű ivóvíz átmeneti biztosításának folyamatosságához szükséges előirányzat-átcsoportosításokról
- 1100/2014. (III. 4.) Korm. határozat A nyugat-magyarországi utánpótlás-nevelési centrum megvalósításával összefüggő feladatokról
- 1101/2014. (III. 4.) Korm. határozat Az iváncsai tanuszoda megnyitásával kapcsolatos egyes feladatokról
- 1102/2014. (III. 4.) Korm. határozat A gödöllői uszoda beruházási program egyes kérdéseiről
- 1103/2014. (III. 4.) Korm. határozat A kormányzati stratégiai dokumentumok felül-vizsgálatával kapcsolatban egyes kormányhatározatok módosításáról, illetve hatályon kívül helyezéséről
- 1104/2014. (III. 6.) Korm. határozat A Magyarország Kormánya és a Szingapúri Köztársaság Kormánya közötti légiközlekedési megállapodás szövegének végleges megállapítására adott felhatalmazásról
- 1105/2014. (III. 6.) Korm. határozat A 2013. évi költségvetési maradványok egy részének felhasználásáról
- 1106/2014. (III. 6.) Korm. határozat Az egyes 2013. évi kimagasló sporteredmények állami jutalmának támogatása céljából a rendkívüli kormányzati intézkedésekre szolgáló tartalékból történő előirányzat-átcsoportosításról
- 1107/2014. (III. 6.) Korm. határozat A rendkívüli kormányzati intézkedésekre szolgáló tartalékból történő előirányzat-átcsoportosításról
- 1108/2014. (III. 6.) Korm. határozat A Közlekedés Operatív Program 2011–2013. évekre szóló akciótervének megállapításáról
- 1109/2014. (III. 6.) Korm. határozat A Környezet és Energia Operatív Program 2011–2013. évekre szóló akcióterve 1. prioritásának módosításáról
- 1110/2014. (III. 6.) Korm. határozat A Nyugat-Dunántúli Operatív Program 2011–2013. évekre szóló akcióterve 2. prioritásának módosításáról és a prioritás keretének növeléséről
- 1111/2014. (III. 6.) Korm. határozat A Társadalmi Megújulás Operatív Program 2011–2013. évekre szóló akcióterve 3. prioritásának módosításáról
- 1112/2014. (III. 6.) Korm. határozat A Társadalmi Infrastruktúra Operatív Program 2011–2013. évekre szóló akcióterve 3. prioritásának módosításáról
- 1113/2014. (III. 6.) Korm. határozat A Közép-Dunántúli Operatív Program, az Észak-Alföldi Operatív Program és az Észak-Magyarországi Operatív Program keretében város-rehabilitáció tárgyú kiemelt projektek akciótervi nevesítéséről és támogatásuk jóváhagyásáról
- 1114/2014. (III. 6.) Korm. határozat A KDOP-4.2.1/A-2008-0005 azonosító számú [„7324. j. Devecser–Sümeg ök. út 6+000–16+314 km szelvény (Nemeshany–Csabrendek) közötti szakaszának felújítása” című] projekt támogatásának növeléséről
- 1115/2014. (III. 6.) Korm. határozat A KEOP-1.2.0/09-11-2011-0056 azonosító számú („Budapest Komplex Integrált Szennyvízelvezetése” című) nagyprojekt szakaszolásának jóváhagyásáról, valamint a projekt második szakaszában felmerülő költségek fedezetének biztosításáról
- 1116/2014. (III. 6.) Korm. határozat A KEOP-4.2.0/B/11-2011-0027 azonosító számú („Bio-fűtőmű létesítése Mohácson” című) projekttel összefüggésben biztosítéknyújtási kötelezettség alóli egyedi mentesítésről
- 1117/2014. (III. 6.) Korm. határozat A KÖZOP-2.5.0-09-11-2013-0001 azonosító számú („Budapest Kelenföld–Székesfehérvár vasútvonal rekonstrukciója 1/3. ütem: Székesfehérvár vasúti csomópont átépítése és a Szent István utcai közúti felüljáró építése Érden” című) projektjavaslat akciótervi nevesítéséről és támogatásának jóváhagyásáról, valamint a projekt 2015. május 31. után felmerülő költségei fedezetének biztosításáról
- 1118/2014. (III. 6.) Korm. határozat A TÁMOP-6.2.7-13/1-2013-0001 azonosító számú [„Nemzeti Egészségügyi Informatikai (e-Egészségügyi) Rendszer bevezetését támogató módszertan-, szolgáltatás-, képzés- és humánerőforrás-fejlesztés” című] projekt akciótervi nevesítéséről
- 1119/2014. (III. 6.) Korm. határozat A TIOP-2.2.4-09/1-2010-0015 azonosító számú („Kardiológia és Szívsebészeti Centrum kialakítása és infrastruktúrafejlesztés a Zala Megyei Kórházban” című) projekt támogatásának növeléséről
- 1120/2014. (III. 6.) Korm. határozat Az NYDOP-4.3.1/A-11-2012-0005 azonosító számú („Térségi elérhetőség javítása a 8311 és 8408. j. utakon” című) projekt támogatásának növeléséről
- 1121/2014. (III. 6.) Korm. határozat A 2014–2020 közötti források felhasználásának előfeltételeiként meghatározott, a víz szektort érintő előzetes feltételek teljesítéséről
- 1122/2014. (III. 6.) Korm. határozat A 2014–2020 közötti Partnerségi Megállapodás elfogadásáról és Európai Bizottság számára történő benyújtásáról
- 1123/2014. (III. 13.) Korm. határozat A rendkívüli kormányzati intézkedésekre szolgáló tartalékból történő előirányzat-átcsoportosításról és egyes kormányhatározatok módosításáról
- 1124/2014. (III. 13.) Korm. határozat A Vidékfejlesztési Minisztérium peres ügyeiből eredő fizetési kötelezettségekről és azok finanszírozásáról
- 1125/2014. (III. 13.) Korm. határozat A Kincsem – Nemzeti Lovas Programhoz kapcsolódó kiemelt feladatok finanszírozásáról
- 1126/2014. (III. 13.) Korm. határozat A Kolozsvári Református Kollégium Szakiskolai Tagozatának létrehozásához szükséges forrásigényről
- 1127/2014. (III. 13.) Korm. határozat A Moholy-Nagy Művészeti Egyetem Hudec Héten történő részvételének, valamint a Debreceni Egyetem által kiadni tervezett tanulmányi kötet támogatásával összefüggésben a Közigazgatási és Igazságügyi Minisztérium és az Emberi Erőforrások Minisztériuma fejezetek közötti előirányzat-átcsoportosításról
- 1128/2014. (III. 13.) Korm. határozat A Dél-Dunántúli Operatív Program 2011–2013. évekre szóló akcióterve 3. prioritásának módosításáról
- 1129/2014. (III. 13.) Korm. határozat Az ÉMOP-3.1.2./C-09-2f-2010-0001 azonosító számú („Salgótarján városközpontjának funkcióbővítő rehabilitációja” című) projekt támogatásának növeléséről
- 1130/2014. (III. 13.) Korm. határozat Az ÉMOP-5.1.2-09-2009-0002 azonosító számú, („Korszerű forgalomszervezési és utastájékoztatási rendszer térségi bevezetése” című) projekttel összefüggésben biztosítéknyújtási kötelezettség alóli egyedi mentesítésről
- 1131/2014. (III. 13.) Korm. határozat Az ÉMOP-5.1.2-09-2009-0003 azonosító számú („A Hatvani Volán Zrt. közösségi közlekedés komplex fejlesztése” című) projekttel összefüggésben biztosítéknyújtási kötelezettség alóli egyedi mentesítésről
- 1132/2014. (III. 13.) Korm. határozat A Közép-Magyarországi és a Nyugat-Dunántúli Operatív Programok keretében turizmusfejlesztési tárgyú kiemelt projektek akciótervi nevesítéséről és támogatásuk jóváhagyásáról
- 1133/2014. (III. 13.) Korm. határozat A Közép-Dunántúli Operatív Program 2011–2013. évekre szóló akcióterve 2. prioritásának módosításáról és a prioritás keretének növeléséről
- 1134/2014. (III. 13.) Korm. határozat A KÖZOP-2.5.0-09-11-2014-0002 azonosító számú („ETCS vonatbefolyásoló rendszer kiépítése Hegyeshalom (kiz) Rajka állomások és Rajka országhatár között – Megvalósítás” című) projektjavaslat akciótervi nevesítéséről
- 1135/2014. (III. 13.) Korm. határozat A KMOP-4.3.2/B-13-2014-0001 azonosító számú („Az OPAI fejlesztése” című) projekt akciótervi nevesítéséről
- 1136/2014. (III. 13.) Korm. határozat A Budapesti Műszaki és Gazdaságtudományi Egyetem és a Fraunhofer Társaság közötti megállapodás alapján létrejövő ipari kutató-fejlesztő projektközpontokról
- 1137/2014. (III. 14.) Korm. határozat A Magyarország Kiváló Művésze, a Magyarország Érdemes Művésze és a Magyarország Babérkoszorúja díjak 2014. évi adományozásáról
- 1138/2014. (III. 14.) Korm. határozat A védelmi felkészítés egyes kérdéseiről
- 1139/2014. (III. 14.) Korm. határozat A székesfehérvári műszaki felsőoktatás fejlesztéséről
- 1140/2014. (III. 14.) Korm. határozat Magyarország új külképviseleteinek biztonságos infokommunikációs ellátása érdekében a rendkívüli kormányzati intézkedésekre szolgáló tartalékból történő előirányzat-átcsoportosításról
- 1141/2014. (III. 14.) Korm. határozat A KEOP-2.1.2/2F/09-2011-0004 azonosító számú („Szeged belvárosi árvízvédelmi rendszer fejlesztése” című) projekt támogatásának növeléséről
- 1142/2014. (III. 14.) Korm. határozat A Dél-Alföldi Operatív Program 2011–2013. évekre szóló akcióterve 3. prioritásának módosításáról és a prioritás keretének növeléséről
- 1143/2014. (III. 14.) Korm. határozat A KEOP-1.2.0/09-11-2012-0014 azonosító számú („A siófoki szennyvízelvezetési agglomeráció szennyvízgyűjtése és szennyvíztisztítása” című) projekt szakaszolásának jóváhagyásáról, valamint a projekt második szakaszában felmerülő költségek fedezetének biztosításáról
- 1144/2014. (III. 14.) Korm. határozat A XIX. Uniós fejlesztések fejezet 1. Nemzeti Fejlesztési Ügynökség cím 2014. évi eredeti előirányzatainak az európai uniós források felhasználásáért felelős irányító hatóságok működtetésére kijelölt minisztériumok és a Miniszterelnökség fejezet részére történő átcsoportosításáról
- 1145/2014. (III. 18.) Korm. határozat A Magyarország Kormánya és a Konstantinápolyi Egyetemes Patriarchátus közötti Megállapodásról
- 1146/2014. (III. 18.) Korm. határozat A 2014. évi honvédelmi igazgatási feladatok végrehajtásához szükséges költségvetési források átcsoportosításáról
- 1147/2014. (III. 18.) Korm. határozat A 2013. évi költségvetési maradványok egy részének felhasználásáról és egyes kormányhatározatoktól történő eltérő rendelkezésekről
- 1148/2014. (III. 18.) Korm. határozat A közbiztonság növelését szolgáló önkormányzati fejlesztések támogatása érdekében a IX. Helyi önkormányzatok támogatásai fejezeten belüli előirányzat-átcsoportosításról
- 1149/2014. (III. 18.) Korm. határozat A Székelyföldi Labdarúgó Akadémia működésének támogatásához szükséges rendkívüli kormányzati intézkedésekre szolgáló tartalékból történő előirányzat-átcsoportosításról
- 1150/2014. (III. 18.) Korm. határozat A Tempus Közalapítvány Alapító Okiratának módosításáról
- 1151/2014. (III. 20.) Korm. határozat Magyarország Kormánya és a Délkelet-ázsiai Nemzetek Szövetsége közötti oktatási együttműködési megállapodás szövegének végleges megállapítására adott felhatalmazásról
- 1152/2014. (III. 20.) Korm. határozat A 2007–2013 közötti európai uniós programok lebonyolítását támogató intézményrendszer szervezeti kereteiről
- 1153/2014. (III. 20.) Korm. határozat A vízgazdálkodási tanácsokról szóló 1382/2013. (VI. 27.) Korm. határozat módosításáról
- 1154/2014. (III. 20.) Korm. határozat Az MFB Magyar Fejlesztési Bank Zártkörűen Működő Részvénytársaság által meghirdetett, agrárvállalkozások számára elérhető hitelprogramok módosításáról
- 1155/2014. (III. 20.) Korm. határozat A 2013. évi költségvetési maradványok egy részének felhasználásáról
- 1156/2014. (III. 20.) Korm. határozat A rendkívüli kormányzati intézkedésekre szolgáló tartalékból történő előirányzat-átcsoportosításról
- 1157/2014. (III. 20.) Korm. határozat A 2014. évi választások lebonyolításához kapcsolódó kötelezettségvállalásról és forrásbiztosításról
- 1158/2014. (III. 20.) Korm. határozat Az állami tankönyvfejlesztés és kiadás feltételeinek megteremtése érdekében a rendkívüli kormányzati intézkedésre szolgáló tartalékból történő előirányzat-átcsoportosításról
- 1159/2014. (III. 20.) Korm. határozat A közérdekű kéményseprő-ipari közszolgáltató meg nem térülő költségeinek támogatása érdekében a IX. Helyi önkormányzatok támogatásai fejezeten belüli előirányzat-átcsoportosításról
- 1160/2014. (III. 20.) Korm. határozat A Madách év 2014. programsorozat keretében Alsósztregován, Az ember tragédiája elnevezésű kiállítás megrendezésének támogatása, valamint a nemzeti emlékhelyekkel kapcsolatos feladatok ellátása érdekében költségvetési fejezetek közötti előirányzat-átcsoportosításról
- 1161/2014. (III. 20.) Korm. határozat A Szigetszentmiklósi Járási Hivatal és egyéb állami szervek elhelyezéséhez szükséges intézkedésekről
- 1162/2014. (III. 25.) Korm. határozat A Digitális Nemzet Fejlesztési Programról
- 1163/2014. (III. 25.) Korm. határozat Társasági részesedés megszerzése érdekében szükséges intézkedésekről
- 1164/2014. (III. 25.) Korm. határozat A fővárosi közösségi közlekedés 2014. évi működtetésével kapcsolatos egyes kérdésekről
- 1165/2014. (III. 25.) Korm. határozat Az ÉAOP-4.1.2/C-11-2012-0001 azonosító számú („Rehabilitációs Szolgáltatások fejlesztése az Észak-alföldi Régióban” című) projekt támogatásának növeléséről
- 1166/2014. (III. 25.) Korm. határozat A DAOP-1.1.1/B-13-2013-0001 azonosító számú („»Csillag« Bölcsőde és Óvoda fejlesztése” című) projekt akciótervi nevesítéséről
- 1167/2014. (III. 25.) Korm. határozat A tudományos közlemények közzétételéről szóló nemzeti bibliográfiai adatbázis létrehozatalával kapcsolatos egyes feladatokról
- 1168/2014. (III. 26.) Korm. határozat Egyrészről az Európai Unió, az Európai Atomenergia-közösség és tagállamaik, másrészről Ukrajna közötti Társulási Megállapodás szövegének végleges megállapításáról
- 1169/2014. (III. 26.) Korm. határozat A 2014. évi határátlépéssel járó csapatmozgások engedélyezéséről szóló 1918/2013. (XII. 11.) Korm. határozat módosításáról
- 1170/2014. (III. 26.) Korm. határozat A megyei vállalkozásfejlesztési alapítványokban gyakorolt alapítói jogok megyei önkormányzatok részére történő átadásáról
- 1171/2014. (III. 26.) Korm. határozat Az egyes közúti közlekedési rendszerek közötti együttműködési képesség feltételeinek megteremtéséről, valamint az ezen rendszerek által gyűjtött adatok kölcsönös felhasználása jogi kereteinek kialakításáról
- 1172/2014. (III. 26.) Korm. határozat 2018–2020. évi UEFA Labdarúgó Európa-bajnokság döntője 3 csoportmérkőzésének és egy nyolcad- vagy negyeddöntő mérkőzésének rendezési joga megszerzése érdekében a Magyar Labdarúgó Szövetség által benyújtandó pályázathoz szükséges kormányzati intézkedésekről
- 1173/2014. (III. 26.) Korm. határozat A GlaxoSmithKline Kft. magyarországi nagybefektetővel való stratégiai együttműködési megállapodás megkötéséről
- 1174/2014. (III. 26.) Korm. határozat A kecskeméti atlétikai centrum beruházásról
- 1175/2014. (III. 26.) Korm. határozat A székesfehérvári Fűtőerőmű Korlátolt Felelősségű Társaság „f. a.” vagyoni elemeinek megvásárlása érdekében a IX. Helyi önkormányzatok támogatásai fejezeten belüli előirányzat-átcsoportosításról
- 1176/2014. (III. 26.) Korm. határozat A „Czinka Panna – Vidékfejlesztő Roma Fiatalok” ösztöndíjprogram új elemének finanszírozása, valamint a Műcsarnok Kiemelten Közhasznú Nonprofit Korlátolt Felelősségű Társaság működéséhez szükséges fedezet biztosítása érdekében költségvetési fejezetek közötti előirányzat-átcsoportosításról
- 1177/2014. (III. 26.) Korm. határozat Az Elektronikus Közigazgatás Operatív Program 2011–2013. időszakra szóló akciótervének módosításáról
- 1178/2014. (III. 26.) Korm. határozat A Regionális Operatív Programból megvalósított országos mellékúthálózat felújítási program folytatásáról
- 1179/2014. (III. 27.) Korm. határozat A Givaudan Hungary Kft. létszámbővítéshez kapcsolódó képzéseinek támogatásáról
- 1180/2014. (III. 27.) Korm. határozat „A székesfehérvári királyi bazilika embertani leleteinek genetikai azonosítása” című projekt 1. ütemének megvalósítása érdekében a rendkívüli kormányzati intézkedésekre szolgáló tartalékból történő előirányzat-átcsoportosításról
- 1181/2014. (III. 27.) Korm. határozat A 2013. évi kötelezettségvállalással nem terhelt költségvetési maradványok egy részének felhasználásáról
- 1182/2014. (III. 27.) Korm. határozat Magyarország nemzetközi fejlesztési együttműködésére vonatkozó szakpolitikai stratégiájáról és nemzetközi humanitárius segítségnyújtására vonatkozó szakpolitikai koncepciójáról (2014–2020)
- 1183/2014. (III. 27.) Korm. határozat Az Észak-Magyarországi Operatív Program 2011–2013. évekre szóló akcióterve 2. prioritásának módosításáról
- 1184/2014. (III. 27.) Korm. határozat A Környezet és Energia Operatív Program 2011–2013. évekre szóló akcióterve 2. prioritásának módosításáról és egyes projektek többletforrás igényének jóváhagyásáról
- 1185/2014. (III. 27.) Korm. határozat A regionális operatív programok 2011–2013. évekre szóló akciótervei egyes prioritásainak módosításáról
- 1186/2014. (III. 28.) Korm. határozat A Környezet és Energia Operatív Program 2011–2013. évekre szóló akcióterve 1. prioritásának módosításáról, valamint egyes nagyprojektek támogatásának növeléséről
- 1187/2014. (III. 28.) Korm. határozat Az intelligens szakosodási stratégia tervezési folyamatának irányítási rendszeréről
- 1188/2014. (III. 28.) Korm. határozat A „Kiváló Európai Elektronikai Alkatrészek és Rendszerek” elnevezésű programban való magyar részvételről
- 1189/2014. (III. 28.) Korm. határozat A DAOP-2.1.1/G-09-2f-2012-0001 azonosító számú („Gyulai Várfürdő fejlesztése 2009.” című) projekttel összefüggésben a Gyulai Várfürdő Fürdő- és Gyógyszolgáltató Kft. biztosítéknyújtási kötelezettség alóli egyedi, részleges mentesítéséről
- 1190/2014. (III. 28.) Korm. határozat A DAOP-2.1.1/G-13-2013-0001 azonosító számú („Kalocsa Szíve Program” című) projekt támogatásának növeléséről
- 1191/2014. (III. 28.) Korm. határozat A KEOP-2.4.0/2F/09-11-2013-0001 azonosító számú („Vörösiszap szennyezés kármentesítése” című) nagyprojekt megvalósításának elősegítéséről
- 1192/2014. (III. 28.) Korm. határozat Az „M43 gyorsforgalmi út Makó–Csanádpalota/Nagylak (országhatár) közti szakaszának kivitelezése” című módosított nagyprojekt-javaslat Európai Bizottsághoz történő benyújtásáról és az ehhez szükséges intézkedésekről
- 1193/2014. (III. 28.) Korm. határozat A Liszt Ferenc Zeneművészeti Egyetem kiemelt kategóriájú koncertjeinek szervezése, a Concerto Akadémia Nonprofit Korlátolt Felelősségű Társaság támogatása, továbbá a magyar komolyzenei koncepció kidolgozása érdekében a rendkívüli kormányzati intézkedésekre szolgáló tartalékból történő előirányzat-átcsoportosításról
- 1194/2014. (III. 28.) Korm. határozat A Kuala Lumpur-i Nagykövetség nyitásához kapcsolódó feladatokról
- 1195/2014. (III. 31.) Korm. határozat Az Államreform Operatív Program 2011–2013. évekre szóló akciótervének módosításáról
- 1196/2014. (III. 31.) Korm. határozat A Környezet és Energia Operatív Program 2011–2013. évekre szóló akcióterve 3. és 6. prioritásának módosításáról

##### Április (1197−1283)
- 1197/2014. (IV. 1.) Korm. határozat Az egyes nemzetközi pénzügyi intézményeknél a Magyarországot képviselő kormányzótanácsi tag felmentéséről, valamint új kormányzótanácsi tag kinevezéséről
- 1198/2014. (IV. 1.) Korm. határozat A kormányközi vegyesbizottságok tagjainak és tisztségviselőinek kijelöléséről szóló 2118/2008. (VIII. 27.) Korm. határozat módosításáról
- 1199/2014. (IV. 1.) Korm. határozat A közfoglalkoztatás 2014. évi céljairól
- 1200/2014. (IV. 1.) Korm. határozat Egyes állami vagyontárgyak ingyenes tulajdonba adásáról
- 1201/2014. (IV. 1.) Korm. határozat A központi költségvetési szerveknél foglalkoztatottak 2014. évi kompenzációjához szükséges előirányzat-átcsoportosításról
- 1202/2014. (IV. 1.) Korm. határozat A rendkívüli kormányzati intézkedésekre szolgáló tartalékból történő előirányzat-átcsoportosításról, a IX. Helyi önkormányzatok támogatásai fejezeten belüli átcsoportosításról, a Fővárosi Törvényszék egyes szervezeti egységeinek megfelelő színvonalú elhelyezéséhez kapcsolódó intézkedésekről és a rendkívüli kormányzati intézkedésekre szolgáló tartalékból történő előirányzat-átcsoportosításról szóló 1664/2012. (XII. 20.) Korm. határozat módosításáról
- 1203/2014. (IV. 1.) Korm. határozat A rendkívüli kormányzati intézkedésekre szolgáló tartalékból történő előirányzat-átcsoportosításról, továbbá az új nemzeti közgyűjteményi épületegyüttesről és a megvalósítás előkészítéséhez szükséges intézkedésekről szóló 1031/2013. (I. 30.) Korm. határozat módosításáról
- 1204/2014. (IV. 1.) Korm. határozat Az Auer Akadémia, hegedűfesztivál és nemzetközi hegedűverseny támogatása érdekében a rendkívüli kormányzati intézkedésekre szolgáló tartalékból történő előirányzat-átcsoportosításról
- 1205/2014. (IV. 1.) Korm. határozat A HYGINETT Magyar–Amerikai Higiéniai Cikkeket Gyártó Kft. létszámbővítéshez kapcsolódó képzéseinek támogatásáról
- 1206/2014. (IV. 1.) Korm. határozat Tatabánya és Esztergom térségének kiemelt járműipari központtá nyilvánításáról
- 1207/2014. (IV. 1.) Korm. határozat Kisbér város külterületén fekvő egyes szántó művelési ágú ingatlanok beruházási célterületté nyilvánításáról
- 1208/2014. (IV. 1.) Korm. határozat A Társadalmi Megújulás Operatív Program 2011–2013. évekre szóló akcióterve 2. prioritásának módosításáról
- 1209/2014. (IV. 1.) Korm. határozat A Közép-Dunántúli Operatív Program és a Dél-Alföldi Operatív Program keretében városrehabilitáció tárgyú kiemelt projektek akciótervi nevesítéséről
- 1210/2014. (IV. 3.) Korm. határozat Az erbili magyar főkonzulátus létrehozásával kapcsolatos feladatokról
- 1211/2014. (IV. 3.) Korm. határozat A 2013. évi költségvetési maradványok egy részének felhasználásáról
- 1212/2014. (IV. 3.) Korm. határozat A Stipendium Hungaricum ösztöndíjprogram 2014. január 1. és 2014. június 30. közötti szakaszának megvalósítása érdekében a Közigazgatási és Igazságügyi Minisztérium, az Emberi Erőforrások Minisztériuma és a Miniszterelnökség fejezetek közötti előirányzat-átcsoportosításról
- 1213/2014. (IV. 3.) Korm. határozat A regionális víziközmű-társaságok közszolgálati szerződés alapján történő finanszírozása érdekében az Állami vagyonnal kapcsolatos bevételek és kiadások fejezeten belüli átcsoportosításról
- 1214/2014. (IV. 3.) Korm. határozat Állami ingatlannak a Magyar Cserkészszövetség részére versenyeztetés mellőzésével történő használatba adásáról
- 1215/2014. (IV. 3.) Korm. határozat A KMOP-3.1.1/E-2013-0001 azonosító számú („Márianosztra–Nagyirtás közötti kisvasút teljes, turisztikai célú helyreállítása” című) projekttel összefüggésben az Ipoly Erdő Zártkörűen Működő Részvénytársaság biztosítéknyújtási kötelezettség alóli egyedi mentesítéséről
- 1216/2014. (IV. 3.) Korm. határozat A KÖZOP-5.5.0-09-11-2012-0022 azonosító számú („Kecskemét város közösségi közlekedés fejlesztése, átalakítása – zéró emissziós zóna megteremtése soros hibridhajtású alacsonypadlós autóbuszok beszerzésével” című) kiemelt projekt pénzügyi, finanszírozási tranzakciókon realizált árfolyamveszteségének kompenzálásáról
- 1217/2014. (IV. 3.) Korm. határozat A TÁMOP-3.1.3-11/2-2012-0014 azonosító számú („A Tatai Eötvös József Gimnázium Öveges Programja” című) projekttel összefüggésben biztosítéknyújtási kötelezettség alóli egyedi mentesítésről
- 1218/2014. (IV. 3.) Korm. határozat Az egészségügyi infrastrukturális beruházások operatív programok terhére el nem számolható többletköltségei forrásának biztosításáról
- 1219/2014. (IV. 3.) Korm. határozat A TÁMOP-6.2.5-B/13/1-2014-0001 azonosító számú („Szervezeti hatékonyság fejlesztése az egészségügyi ellátórendszerben – Területi együttműködések kialakítása” című) kiemelt projekt akciótervi nevesítéséről és támogatásának jóváhagyásáról
- 1220/2014. (IV. 8.) Korm. határozat A Téry Ödön Nemzeti Turistaház-fejlesztési Program keretében megvalósuló infrastruktúra-fejlesztésekről, valamint a rendkívüli kormányzati intézkedésekre szolgáló tartalékból történő előirányzat-átcsoportosításról
- 1221/2014. (IV. 8.) Korm. határozat Az M43 autópálya országhatárig történő kiépítéséhez kapcsolódó intézkedésekről
- 1222/2014. (IV. 8.) Korm. határozat A „»Kreatív város – fenntartható vidék« új regionális fejlesztési stratégia megvalósításáról Kőszeg város példáján” című koncepcióval kapcsolatos egyes feladatokról
- 1223/2014. (IV. 8.) Korm. határozat Az Útravaló Ösztöndíjprogram Út a szakmához alprogram megvalósítása érdekében a Nemzeti Foglalkoztatási Alap és az Emberi Erőforrások Minisztériuma fejezetek közötti előirányzat-átcsoportosításról
- 1224/2014. (IV. 8.) Korm. határozat Az A38 hajó felújítása érdekében a rendkívüli kormányzati intézkedésekre szolgáló tartalékból történő előirányzat-átcsoportosításról
- 1225/2014. (IV. 10.) Korm. határozat A 2007–2013 közötti európai uniós programok lebonyolítását támogató intézményrendszer-átalakítás végrehajtásával kapcsolatos feladatokról
- 1226/2014. (IV. 10.) Korm. határozat A 2013. évi kötelezettségvállalással nem terhelt költségvetési maradványok egy részének felhasználásáról
- 1227/2014. (IV. 10.) Korm. határozat A Liget Budapest projekt megvalósításával összefüggő egyes kérdésekről
- 1228/2014. (IV. 10.) Korm. határozat A Győr–Gönyű Országos Közforgalmú Kikötő építése tárgyú európai uniós támogatásból megvalósuló projekt előkészítésére vonatkozó támogatáshoz szükséges 2014. évi önrész összegének, valamint a településrendezési tervek módosításához és az engedélyezési eljárások költségeihez szükséges forrás biztosítása érdekében a Nemzeti Fejlesztési Minisztérium és a Belügyminisztérium fejezetek közötti előirányzat-átcsoportosításról
- 1229/2014. (IV. 10.) Korm. határozat A büntetés-végrehajtás szirmabesenyői új objektumának építése érdekében a rendkívüli kormányzati intézkedésekre szolgáló tartalékból történő előirányzat-átcsoportosításról
- 1230/2014. (IV. 10.) Korm. határozat A Közbeszerzési és Ellátási Főigazgatóság, valamint a Nemzeti Infokommunikációs és Szolgáltató Zrt. – Nemzeti Fejlesztési Ügynökség megszűnéséből következő – feladatainak ellátásához szükséges források biztosítása érdekében a Miniszterelnökség és Nemzeti Fejlesztési Minisztérium fejezetek közötti előirányzat-átcsoportosításról
- 1231/2014. (IV. 10.) Korm. határozat A budapesti 4. számú metróvonal I. szakasz (Kelenföldi pályaudvar–Keleti pályaudvar) és kapcsolódó felszíni beruházásai című projekt megvalósítása keretében a budapesti 4. számú metróvonal I. szakasz: Co-07 számú szerződés módosítása alapján folyósítandó hazai költségvetési forrás meghatározásáról
- 1232/2014. (IV. 10.) Korm. határozat Az Országos Roma Önkormányzat köznevelési intézményhálózatának fejlesztéséről
- 1233/2014. (IV. 10.) Korm. határozat Az ÉAOP-2.1.1/E-12-k2-2012-0007 azonosító számú („Tisza-tó és Hortobágy közötti kerékpárút kiépítése, komplex kerékpáros turisztikai fejlesztés megvalósítása a Tisza-tó kerékpáros körgyűrű Észak-Alföldi szakaszának megvalósítása” című) projekttel összefüggésben a Tisza-tó Fejlesztési Korlátolt Felelősségű Társaság biztosítéknyújtási kötelezettség alóli egyedi mentesítéséről
- 1234/2014. (IV. 10.) Korm. határozat A Környezet és Energia Operatív Program 2011–2013. évekre szóló akcióterve 1. prioritásának módosításáról, valamint a KEOP-1.3.0/09-11-2011-0046 azonosító számú („Az Észak-Magyarországi Régió településein élő lakosság egészséges ivóvízzel való ellátásának biztosítása” című) projekt támogatásának növeléséről
- 1235/2014. (IV. 10.) Korm. határozat A KEOP-2012-5.6.0 jelű („Központi költségvetési szervek energiahatékonysági beruházásai” című) pályázati konstrukcióra benyújtható, a Belügyminisztériumhoz és a Nemzeti Fejlesztési Minisztériumhoz tartozó intézmények pályázatairól
- 1236/2014. (IV. 10.) Korm. határozat A KEOP-2012-5.6.0 jelű („Központi költségvetési szervek energiahatékonysági beruházásai” című) pályázati konstrukcióra előzetes kérdőívet benyújtó, az Emberi Erőforrások Minisztériuma fenntartásában lévő és a Nemzeti Fejlesztési Minisztériumhoz tartozó intézmények pályázatairól
- 1237/2014. (IV. 10.) Korm. határozat A KÖZOP-2.3.0-08-2008-0001 azonosító számú („Budapest–Lőkösháza vasútvonal rekonstrukciója III. ütem” című) projekt támogatásának csökkentéséről és a KÖZOP-2.5.0-09-11-2014-0003 azonosító számú („A Lepsény–Balatonszentgyörgy közötti vasúti vonalszakasz rekonstrukciója 1. szakasz, Lepsény–Szántód–Kőröshegy vonalszakaszának rekonstrukciója” című) projektjavaslat jóváhagyásáról és a projekt 2015. május 31-e után felmerülő költségei fedezetének biztosításáról
- 1238/2014. (IV. 10.) Korm. határozat A KÖZOP-3.5.0-09-2011-0001 azonosító számú [„76. sz. főút 61+700-77+500 km. sz. közötti szakasz 11,5 t-s burkolat megerősítés (Zala és Vas megye)” című] kiemelt projekt támogatásának növeléséről
- 1239/2014. (IV. 10.) Korm. határozat A KÖZOP-3.5.0-09-11-2014-0003 azonosító számú („32. sz. főút Hatvan–Jászfényszaru közötti szakasz 115 kN-os tengelyterhelés megerősítése, kerékpárút, valamint a 9+332 km szelvényben vasúti különszintű átvezetés és ívkorrekció építési munkái” című) projektjavaslat akciótervi nevesítéséről és támogatásának jóváhagyásáról
- 1240/2014. (IV. 10.) Korm. határozat A 8. számú főút TEN-T hálózati szakaszainak a Közlekedés Operatív Program „Az ország és a régióközpontok nemzetközi közúti elérhetőségének javítása” prioritásából történő finanszírozásáról
- 1241/2014. (IV. 10.) Korm. határozat Az NYDOP-5.2.1/C-11-2012-0001 azonosító számú („Rehabilitációs szolgáltatások fejlesztése a Nyugat-dunántúli Régió egészségügyi intézményeiben” című) projekt támogatásának növeléséről
- 1242/2014. (IV. 10.) Korm. határozat A TIOP-1.2.1-08/2-2009-0008 azonosító számú („»KultúrSziget« – Agóra Nyíregyháza projekt” című) projekt költségnövekményének jóváhagyásáról
- 1243/2014. (IV. 10.) Korm. határozat A rendkívüli kormányzati intézkedésekre szolgáló tartalékból történő előirányzat-átcsoportosításról
- 1244/2014. (IV. 18.) Korm. határozat Az Egészségügyi Világszervezet Dohányzás-ellenőrzési Keretegyezmény 21. cikke szerinti jelentés jóváhagyásáról
- 1245/2014. (IV. 18.) Korm. határozat A szarajevói Camp Butmirban lévő, 45500018 objektumazonosító szám alatti MH EUFOR tábor konténereinek ingyenes tulajdonba adásáról
- 1246/2014. (IV. 18.) Korm. határozat Az abujai magyar nagykövetség újranyitásához szükséges létszám módosításáról
- 1247/2014. (IV. 18.) Korm. határozat A határon túli magyar köz- és felsőoktatási feladatok ellátása érdekében a Közigazgatási és Igazságügyi Minisztérium és az Emberi Erőforrások Minisztériuma fejezetek közötti előirányzat-átcsoportosításról
- 1248/2014. (IV. 18.) Korm. határozat A Vidékfejlesztési Minisztérium és az Emberi Erőforrások Minisztériuma fejezetek közötti előirányzat-átcsoportosításról az Országos Vadgazdálkodási Adattár 2014. évi működési költségeinek támogatása érdekében
- 1249/2014. (IV. 18.) Korm. határozat A Nemzeti Stratégiai Referencia Keret forrásfelhasználásának előrehaladásáról és kapcsolódó intézkedésekről
- 1250/2014. (IV. 18.) Korm. határozat A biztonságos közlekedés Fonyód térségében történő helyreállításához szükséges rendkívüli kormányzati intézkedésekre szolgáló tartalékból történő előirányzat-átcsoportosításról
- 1251/2014. (IV. 18.) Korm. határozat A KÖZOP-5.5.0-09-11-2011-0016 azonosító számú ["Budai fonódó villamosközlekedés megteremtése, Széll Kálmán téri ág (Budai észak-déli villamos kapcsolat kialakítása)" című] projekt támogatásának növeléséről
- 1252/2014. (IV. 18.) Korm. határozat A Magyarország és a Kazah Köztársaság között az elítélt személyek átszállításáról szóló egyezmény szövegének végleges megállapítására adott felhatalmazásról
- 1253/2014. (IV. 18.) Korm. határozat A Magyarország és a Kazah Köztársaság között a kiadatásról szóló egyezmény szövegének végleges megállapítására adott felhatalmazásról
- 1254/2014. (IV. 18.) Korm. határozat A Társadalmi Megújulás Operatív Program 2011-2013. évekre szóló akcióterve 2. prioritásának módosításáról
- 1255/2014. (IV. 18.) Korm. határozat A KEOP-2.2.2/C azonosító számú, "Regionális vízügyi, geoinformatikai és monitoring központ létrehozása" című konstrukcióból támogatásra javasolt projektjavaslatról
- 1256/2014. (IV. 18.) Korm. határozat A KÖZOP-1.1.1-07-2008-0001 azonosító számú ["M43 gyorsforgalmi út Szeged-Makó közötti szakasz (3+000-34+600 km szelvények között)" című] kiemelt nagyprojekt zárása és a zárást követő költségei fedezetének jóváhagyásáról
- 1257/2014. (IV. 18.) Korm. határozat A KÖZOP-3.5.0-09-11-2014-0005 azonosító számú ["47. számú főút Csongrád megyei szakasz (173+780-193+466 km sz.) 115 kN tengelyterhelésre történő burkolat megerősítése és párhuzamos kerékpárút építése" című], valamint a KÖZOP-3.5.0-09-11-2014-0006 azonosító számú ["47. számú főút Algyő-Szeged közötti szakasz (210+600-217+644 km sz.) 115 kN tengelyterhelésre történő burkolat megerősítés kivitelezése" című] projektjavaslatok akciótervi nevesítéséről és támogatásuk jóváhagyásáról
- 1258/2014. (IV. 22.) Korm. határozat Az „Elővárosi vasúti személyszállítás céljára 42 db villamos motorvonat beszerzése a MÁV-START Zrt. részére” című projekt a Közlekedés Operatív Program „Városi és elővárosi közösségi közlekedés, környezetbarát fejlesztések” prioritásból történő finanszírozásáról
- 1259/2014. (IV. 22.) Korm. határozat A KEOP-2012-5.6.0 jelű („Központi költségvetési szervek energia-hatékonysági beruházásai” című) pályázati konstrukcióra projektjavaslatot benyújtó, az Emberi Erőforrások Minisztériumához tartozó intézmények pályázatairól
- 1260/2014. (IV. 22.) Korm. határozat A Környezet és Energia Operatív Program 2011–2013. évekre szóló akcióterve 4. és 5. prioritásának módosításáról
- 1261/2014. (IV. 22.) Korm. határozat A KÖZOP-5.5.0-09-11-2012-0009 azonosító számú („Budapesti villamos és trolibusz járműfejlesztés I. ütem” című) nagyprojekt 2015. december 31. után felmerülő költsége fedezetének biztosításáról
- 1262/2014. (IV. 22.) Korm. határozat A Közlekedés Operatív Program keretében megvalósuló egyes projektek régészeti költségeinek finanszírozásáról
- 1263/2014. (IV. 22.) Korm. határozat A TÁMOP-4.1.1.C-13/1/KONV-2014-0001 azonosító számú („Az élettudományi-klinikai felsőoktatás gyakorlatorientált és hallgatóbarát korszerűsítése a vidéki képzőhelyek nemzetközi versenyképességének erősítésére” című) projekt támogatásának jóváhagyásáról
- 1264/2014. (IV. 22.) Korm. határozat A Társadalmi Megújulás Operatív Program 2011–2013. évekre szóló akcióterve 5. prioritása keretében megvalósuló projektek akciótervi nevesítéséről
- 1265/2014. (IV. 22.) Korm. határozat A Társadalmi Megújulás Operatív Program 2011–2013. évekre szóló akcióterve 3. prioritása keretében megvalósuló egyes projektek támogatásának növeléséről, valamint projektjavaslat akciótervi nevesítéséről
- 1266/2014. (IV. 22.) Korm. határozat A TIOP-1.3.3-08/2-2009-0006 azonosító számú („Fűtőmű – Science Múzeum és Művészeti Központ” című) projekt költségnövekményének jóváhagyásáról
- 1267/2014. (IV. 22.) Korm. határozat A Magyarország központi költségvetéséről szóló törvény Uniós fejlesztések fejezetébe sorolt fejezeti kezelésű előirányzatok felhasználásáról
- 1268/2014. (IV. 24.) Korm. határozat Az egyszerűsített honosításhoz kapcsolódó további külügyminisztériumi feladatellátáshoz, valamint az ennek kapcsán jelentős mértékben megnövekedett számú külföldön élő magyar állampolgár konzuli ügyeinek hatékony intézéséhez szükséges személyi feltételek biztosításáról
- 1269/2014. (IV. 24.) Korm. határozat Egyes közfeladatok ellátásához szükséges fedezet biztosítása érdekében a Miniszterelnökség és az Emberi Erőforrások Minisztériuma fejezetek közötti előirányzat-átcsoportosításról, valamint a rendkívüli kormányzati intézkedésekre szolgáló tartalékból történő előirányzatátcsoportosításról és egyes kormányhatározatok módosításáról szóló 1123/2014. (III. 13.) Korm. határozat végrehajtása során alkalmazandó eltérő rendelkezésekről
- 1270/2014. (IV. 24.) Korm. határozat Az Andrássy Gyula Budapesti Német Nyelvű Egyetem támogatása  érdekében a rendkívüli kormányzati intézkedésekre szolgáló tartalékból történő előirányzat-átcsoportosításról
- 1271/2014. (IV. 24.) Korm. határozat Az Egyesült Nemzetek Élelmezési és Mezőgazdasági Szervezete (FAO) ösztöndíjas programjának 2013/2014. tanév II. félévi megvalósítása érdekében a Vidékfejlesztési Minisztérium és az Emberi Erőforrások Minisztériuma fejezetek közötti előirányzat-átcsoportosításról
- 1272/2014. (IV. 24.) Korm. határozat A Közbeszerzési és Ellátási Főigazgatóság működési költségeinek kiegészítésére, az Ányos Pál-örökséget feldolgozó tanulmánykötet kiadásával összefüggésben, valamint a Díva, Színész, Nő – Lukács, Mészáros, Tolnay 100 elnevezésű kiállítás és kísérő rendezvényei támogatása érdekében költségvetési fejezetek közötti előirányzatátcsoportosításról
- 1273/2014. (IV. 24.) Korm. határozat A Siemens Zrt. tanműhely bővítésére és korszerűsítésére irányuló beruházásának támogatásáról
- 1274/2014. (IV. 24.) Korm. határozat A REHAU-Automotive Kft. létszámbővítéshez kapcsolódó képzéseinek támogatásáról
- 1275/2014. (IV. 24.) Korm. határozat A PÁPAI HÚS 1913 Kft. „cs.a.” és a PÁPA-SER Kft. „cs.a.” részére az MFB Zrt. által nyújtott hitel feltételeinek módosításáról és a Pápai Szeletelt és Darabolt Hústermékeket Csomagoló Kft. részére nyújtandó hitelről szóló 1976/2013. (XII. 18.) Korm. határozat 5. pontjának hatályon kívül helyezéséről
- 1276/2014. (IV. 30.) Korm. határozat A fogyatékos felsőoktatási hallgatók közigazgatási ösztöndíjprogram megvalósításához kapcsolódóan költségvetési fejezetek közötti előirányzat-átcsoportosításról
- 1277/2014. (IV. 30.) Korm. határozat 2014. május–december közötti időszak közfoglalkoztatási kérdéseiről
- 1278/2014. (IV. 30.) Korm. határozat A Nemzetközi Munkaügyi Konferencia 2014. május 28. és június 12. között Genfben sorra kerülő 103. ülésszakán való részvételről
- 1279/2014. (IV. 30.) Korm. határozat A Nemzetközi Megújuló Energia Ügynökség (IRENA) Alapokmánya részes államává váláshoz szükséges értesítésről
- 1280/2014. (IV. 30.) Korm. határozat Az Egységes Szanálási Alap létrehozásáról szóló Kormányközi Megállapodás szövegének végleges megállapítására adott felhatalmazásról
- 1281/2014. (IV. 30.) Korm. határozat A belügyi célokra használt, értékesítésre kijelölt állami tulajdonú ingatlan elidegenítéséből származó bevételnek az Európai Rendőr-akadémia (CEPOL) székhelyének létrehozására történő felhasználásáról
- 1282/2014. (IV. 30.) Korm. határozat A rendkívüli kormányzati intézkedésekre szolgáló tartalékból történő előirányzat-átcsoportosításról és egyes kormányhatározatok módosításáról
- 1283/2014. (IV. 30.) Korm. határozat A Gyöngyöshalász község külterületén fekvő, egyes ipari-gazdasági övezetbe tartozó földrészletek beruházási célterületté nyilvánításáról

##### Május (1284−1329)
- 1284/2014. (V. 5.) Korm. határozat A Nemzetközi Migrációs Politikát Fejlesztő Központ (ICMPD) alapításáról és működéséről szóló, Bécsben 1993. június 1. napján aláírt Megállapodásnak az ICMPD belső adórendszere bevezetésével kapcsolatos negyedik módosításáról szóló Megállapodás szövegének végleges megállapítására adott felhatalmazásról
- 1285/2014. (V. 5.) Korm. határozat A Magyarország Kormánya és a Katar Állam Kormánya közötti oktatási, felsőoktatási és tudományos együttműködésről szóló Megállapodás szövegének végleges megállapítására adott felhatalmazásról
- 1286/2014. (V. 5.) Korm. határozat A 2014–2020. évekre szóló Integrált Közlekedésfejlesztési Operatív Program tervezete jóváhagyásáról és azzal összefüggő egyes kérdésekről
- 1287/2014. (V. 5.) Korm. határozat A felvonókról, mozgólépcsőkről és mozgójárdákról szóló kormányrendelet végrehajtásával kapcsolatos feladatokról
- 1288/2014. (V. 5.) Korm. határozat A 2013. évi költségvetési maradványok egy részének felhasználásáról
- 1289/2014. (V. 5.) Korm. határozat Egyes állami vagyontárgyak ingyenes tulajdonba adásáról
- 1290/2014. (V. 5.) Korm. határozat A közfoglalkoztatási program megvalósítása céljából egyes Nemzeti Földalapba tartozó ingatlanok önkormányzatok részére történő ingyenes vagyonkezelésbe adásáról
- 1291/2014. (V. 5.) Korm. határozat A Magyar Honvédség közvetlen légi támogatási képességének kialakítása és a 2016-os V4 EU Harccsoportba történő felajánlása érdekében szükséges feladatok forrásigényéről
- 1292/2014. (V. 5.) Korm. határozat A „Szabadság Expressz” nemzetközi oktatási és művészeti program megvalósítása érdekében a rendkívüli kormányzati intézkedésekre szolgáló tartalékból történő előirányzat-átcsoportosításról
- 1293/2014. (V. 5.) Korm. határozat A Duna transznacionális együttműködési program közös irányító hatóságának és technikai titkárságának a Nemzetgazdasági Tervezési Hivatalban történő felállítása, továbbá a területfejlesztéssel kapcsolatos feladatok ellátása érdekében szükséges költségvetési fejezetek közötti előirányzat-átcsoportosításról
- 1294/2014. (V. 5.) Korm. határozat A Liszt Ferenc Zeneművészeti Egyetem magyarországi Holokauszt Emlékévhez kapcsolódó koncertjének támogatása céljából a Miniszterelnökség és az Emberi Erőforrások Minisztériuma fejezetek közötti előirányzat-átcsoportosításról és a rendkívüli kormányzati intézkedésekre szolgáló tartalékból történő előirányzat-átcsoportosításról és egyes kormányhatározatok módosításáról szóló 1123/2014. (III. 13.) Korm. határozat végrehajtása során alkalmazandó eltérő rendelkezésekről
- 1295/2014. (V. 5.) Korm. határozat A Műcsarnok Nonprofit Kft. állami tulajdonú részesedésének a Magyar Művészeti Akadémia részére történő ingyenes tulajdonba adásáról
- 1296/2014. (V. 5.) Korm. határozat Az erbili magyar főkonzulátus létrehozása és működtetése érdekében a rendkívüli kormányzati intézkedésekre szolgáló tartalékból történő előirányzat-átcsoportosításról
- 1297/2014. (V. 5.) Korm. határozat A SURJÁNY-HÚS Ipari és Kereskedelmi Korlátolt Felelősségű Társaság és az „ALFÖLDI-HÚS” Élelmiszeripari és Kereskedelmi Zártkörűen Működő Részvénytársaság hitel-, illetve kölcsönfelvételéhez kapcsolódó egyedi állami kezességről
- 1298/2014. (V. 5.) Korm. határozat A 2014–2020 közötti időszakban a Terület- és Településfejlesztési Operatív Program tervezésének egyes szempontjairól, valamint az operatív programhoz tartozó megyék megyei önkormányzatai és a megyei jogú városok önkormányzatai tervezési jogkörébe utalt források megoszlásáról
- 1299/2014. (V. 5.) Korm. határozat Az Észak-Alföldi Operatív Program 2011–2013. évekre szóló akcióterve 4. prioritásának módosításáról és a prioritás keretének növeléséről
- 1300/2014. (V. 5.) Korm. határozat Az Észak-Magyarországi Operatív Program 2011–2013. évekre szóló akcióterve 2. prioritásának módosításáról és az Észak-Magyarországi Operatív Programból támogatott egyes turizmusfejlesztési tárgyú kiemelt projektek támogatásának növeléséről
- 1301/2014. (V. 5.) Korm. határozat A Gazdaságfejlesztési Operatív Program 2011–2013. évekre szóló akcióterve 4. prioritásának módosításáról
- 1302/2014. (V. 5.) Korm. határozat A GOP-3.1.2-12-2012-0025 azonosító számú („Szélessávú körzethálózati fejlesztések a Sellyei, Siklósi, Bajai, Kadarkúti és a Nagyatádi kistérségekben” című) projekt támogatásának növeléséről
- 1303/2014. (V. 5.) Korm. határozat A KDOP-5.2.1/C-11-2011-0001 azonosító számú („Rehabilitációs szolgáltatások fejlesztése a Közép-dunántúli régióban” című) projekt támogatásának növeléséről
- 1304/2014. (V. 5.) Korm. határozat A KEOP-1.2.0/B/10-2010-0041 azonosító számú („Hajdúszováti szennyvízelvezető rendszer és tisztítótelep építése” című) projekt támogatásának növeléséről
- 1305/2014. (V. 5.) Korm. határozat A Környezet és Energia Operatív Program 2011–2013. évekre szóló akcióterve 7. prioritásának módosításáról
- 1306/2014. (V. 5.) Korm. határozat A KÖZOP-5.5.0-09-11-2011-0015 azonosító számú („Budai fonódó villamosközlekedés megteremtése, Bem rakparti ág” című) projekt támogatásának növeléséről
- 1307/2014. (V. 13.) Korm. határozat 1307.A rendkívüli kormányzati intézkedésekre szolgáló tartalékból történő előirányzat-átcsoportosításról
- 1308/2014. (V. 14.) Korm. határozat Az Európai Unió Mali Kiképző Műveletében („EUTM Mali”) történő további magyar katonai szerepvállalásról
- 1309/2014. (V. 14.) Korm. határozat Közszolgálati tisztviselők ideiglenes külföldi kiküldetésének, valamint tartós külszolgálatának ellátása érdekében a Vidékfejlesztési Minisztérium és a Külügyminisztérium fejezetek közötti előirányzat-átcsoportosításról
- 1310/2014. (V. 14.) Korm. határozat Az egyházi jogi személyek foglalkoztatottjai 2014. évi kompenzációjának finanszírozása érdekében történő előirányzat-átcsoportosításról
- 1311/2014. (V. 14.) Korm. határozat A Pécs város külterületén fekvő, egyes ipari-gazdasági övezetbe tartozó földrészlet beruházási célterületté nyilvánításáról
- 1312/2014. (V. 14.) Korm. határozat A TIOP-3.2.2-12/1-2013-0001 azonosító számú („A komplex rehabilitációhoz szükséges infrastrukturális feltételek megteremtése” című) projekt költségnövekményének jóváhagyásáról
- 1313/2014. (V. 14.) Korm. határozat A TIOP-2.3.3-13/1-2014-0001 azonosító számú [„Nemzeti Egészségügyi Informatikai (e-egészségügy) Rendszer Térségi, funkcionálisan integrált intézményközi információs rendszerek kiépítéséhez szükséges helyi infrastruktúra fejlesztések” című] projekt akciótervi nevesítéséről és támogatásának jóváhagyásáról
- 1314/2014. (V. 19.) Korm. határozat A 2013. évi kötelezettségvállalással nem terhelt költségvetési maradványok egy részének felhasználásáról
- 1315/2014. (V. 19.) Korm. határozat A Szabadságharcosokért Közalapítvány Alapító Okiratának módosításáról
- 1316/2014. (V. 22.) Korm. határozat A 2013. évi kötelezettségvállalással nem terhelt költségvetési maradványok egy részének felhasználásáról
- 1317/2014. (V. 22.) Korm. határozat A helyi önkormányzatok adósságot keletkeztető, valamint kezesség-, illetve garanciavállalásra vonatkozó ügyleteihez történő 2014. áprilisi előzetes kormányzati hozzájárulásról
- 1318/2014. (V. 22.) Korm. határozat A kazincbarcikai Don Bosco Sportközpont létrehozásáról és egyes kormányhatározatok végrehajtása során alkalmazandó eltérő rendelkezésekről
- 1319/2014. (V. 22.) Korm. határozat A SURJÁNY-HÚS Ipari és Kereskedelmi Korlátolt Felelősségű Társaság és az ALFÖLDI-HÚS Élelmiszeripari és Kereskedelmi zártkörűen Működő Részvénytársaság hitel-, illetve kölcsönfelvételéhez kapcsolódó egyedi állami kezességről szóló 1297/2014. (V. 5.) Korm. határozat módosításáról
- 1320/2014. (V. 30.) Korm. határozat A Magyarország Kormánya és az Amerikai Egyesült Államok Kormánya között a szociális biztonságról szóló Egyezmény szövegének végleges megállapítására adott felhatalmazásról
- 1321/2014. (V. 30.) Korm. határozat A pártokat és a pártalapítványokat az országgyűlési képviselők 2014. évi általános választása eredményének megfelelően megillető támogatás mértékének meghatározásáról, valamint a támogatást szolgáló előirányzatok közötti átcsoportosításról
- 1322/2014. (V. 30.) Korm. határozat A Budai Lovas- és Szabadidőközpont megvalósításához szükséges intézkedésekről
- 1323/2014. (V. 30.) Korm. határozat A Hungaroring Sport Zrt. rendkívüli feladatainak ellátásához szükséges 2014. évi többletforrás-igényének biztosításáról, továbbá a Formula 1 televíziós közvetítési jogának jogdíjáról
- 1324/2014. (V. 30.) Korm. határozat Az ÉMOP-2.1.1. kódszámú („Versenyképes turisztikai termék- és attrakciófejlesztés” című) konstrukció keretében kiemelt projektek felhívásának biztosításáról
- 1325/2014. (V. 30.) Korm. határozat A KEOP-1.2.0 konstrukció keretében megvalósuló, egymilliárd forintot meghaladó elszámolható összköltségű projektek – a projektek költség-haszon elemzései felülvizsgálatából eredő – többlettámogatásának jóváhagyásáról
- 1326/2014. (V. 30.) Korm. határozat A KÖZOP-1.1.1-07-2008-0002 azonosító számú, „M0 útgyűrű építése 0+000–29+500 km szelvények között” című projekt költségnövekményéről
- 1327/2014. (V. 30.) Korm. határozat A KTIA-13-2-2014-0001 azonosító számú [„Nemzeti Egészségügyi Informatikai (e-egészségügy) Rendszer Térségi, funkcionálisan integrált intézményközi információs rendszerek kiépítéséhez szükséges helyi infrastruktúra fejlesztések” című] projekt támogatásának jóváhagyásáról
- 1328/2014. (V. 30.) Korm. határozat A KÖZOP-5.5.0-09-11-2014-0005 azonosító számú („Budapest–Piliscsaba–Esztergom vasútvonal rekonstrukciója II/B ütem »Ürömi elágazásnál körforgalmú csomópont építése, I. sz. kivitelezési szerződés«” című) projektjavaslat támogatásának jóváhagyásáról és akciótervi nevesítéséről
- 1329/2014. (V. 30.) Korm. határozat A Magyarország Kormánya és a Kazah Köztársaság Kormánya között az engedély nélkül tartózkodó személyek visszafogadásáról szóló Megállapodás szövegének végleges megállapítására adott felhatalmazásról

##### Június (1330−1366)
- 1330/2014. (VI. 3.) Korm. határozat A Magyarország és a Macedón Köztársaság között a társadalombiztosításról és a szociális biztonságról szóló Egyezmény szövegének végleges megállapítására adott felhatalmazásról
- 1331/2014. (VI. 5.) Korm. határozat Magyarország Kormánya és az Osztrák Szövetségi Kormány között a közös államhatáron lévő határátkelőhelyekről és határátlépési pontokról, valamint a közúti és vízi közlekedésben a határforgalom ellenőrzésében történő együttműködésről szóló Megállapodás szövegének végleges megállapítására adott felhatalmazásról
- 1332/2014. (VI. 5.) Korm. határozat A világörökségi gondnoksági feladatok ellátása érdekében az Emberi Erőforrások Minisztériuma és a Vidékfejlesztési Minisztérium fejezetek közötti előirányzat-átcsoportosításról
- 1333/2014. (VI. 5.) Korm. határozat A Társadalmi Infrastruktúra Operatív Program 2011–2013. évekre szóló akcióterve 3. prioritásának módosításáról
- 1334/2014. (VI. 6.) Korm. határozat A Strukturális Alapok és a Kohéziós Alap forrásaira épülő, 2014 és 2020 közötti egyes ágazati és területi operatív programok elfogadásáról és az Európai Bizottság számára történő benyújtásáról
- 1335/2014. (VI. 6.) Korm. határozat A magyar–kínai kétoldalú kapcsolatok összehangolásért felelős kormánybiztos kinevezéséről és feladatairól
- 1336/2014. (VI. 11.) Korm. határozat A Nemzeti Kutatási, Fejlesztési és Innovációs Hivatal létrehozásáért felelős kormánybiztos kinevezéséről és feladatairól
- 1337/2014. (VI. 11.) Korm. határozat A magyar–orosz kétoldalú kapcsolatok összehangolásáért felelős kormánybiztos kinevezéséről és feladatairól
- 1338/2014. (VI. 11.) Korm. határozat A Magyarország Kormánya és Románia Kormánya között a magyar–román államhatáron átvezető közúti kapcsolatokról szóló megállapodás szövegének végleges megállapítására adott felhatalmazásról
- 1339/2014. (VI. 11.) Korm. határozat Magyarország Kormánya és a Szent Jánosról elnevezett Jeruzsálemi Ispotályos Lovagrend (Balley Brandenburg) közötti Megállapodásról
- 1340/2014. (VI. 11.) Korm. határozat A TIOP-1.1.1-12/1-2012-0001 azonosító számú („Neumann Program – Intézményi informatikai infrastruktúra fejlesztés a közoktatásban” című) projekt költségnövekményének jóváhagyásáról
- 1341/2014. (VI. 11.) Korm. határozat A TIOP-2.2.6 kódszámú konstrukció keretében egyes projektek támogatásának jóváhagyásáról
- 1342/2014. (VI. 11.) Korm. határozat A TIOP-3.3.1/A-12/2 kódszámú („A közszolgáltatásokhoz való egyenlő esélyű hozzáférés megteremtése: akadálymentesítés” című) konstrukcióval összefüggő egyes intézkedésekről
- 1343/2014. (VI. 18.) Korm. határozat A 2014. évi határátlépéssel járó csapatmozgások engedélyezéséről szóló 1918/2013. (XII. 11.) Korm. határozat módosításáról
- 1344/2014. (VI. 18.) Korm. határozat A 2014–2020-as programozási időszak tervezésének koordinációjáért felelős uniós főtárgyaló feladat- és hatásköréről, valamint személyének kijelöléséről
- 1345/2014. (VI. 18.) Korm. határozat Az országos szúnyoggyérítési program központi megvalósítása érdekében a rendkívüli kormányzati intézkedésekre szolgáló tartalékból történő előirányzat-átcsoportosításról
- 1346/2014. (VI. 24.) Korm. határozat A Magyarország Kormánya és Kuvait Állam Kormánya közötti légiközlekedési megállapodás szövegének végleges megállapítására adott felhatalmazásról
- 1347/2014. (VI. 24.) Korm. határozat A nemzeti emlékhelyekkel kapcsolatos feladatok ellátása, valamint a Magyar Sportcsillagok Ösztöndíj 2014. február–június havi fedezetének biztosítása érdekében szükséges költségvetési fejezetek közötti előirányzat-átcsoportosításról
- 1348/2014. (VI. 24.) Korm. határozat A KDOP-2.1.2-14-2014-0001 azonosító számú („A Balaton-parti Hotel Füred komplex korszerűsítése és átalakítása, minőségi wellness és konferencia szolgáltatások kialakításával” című) projektjavaslat támogatásának jóváhagyásáról
- 1349/2014. (VI. 24.) Korm. határozat Az NYDOP-2.1.1/B-14-k-2014-0001 azonosító számú („Gyógyfürdőfejlesztés és szálláshelybővítés Lentiben” című) projekt akciótervi nevesítéséről és támogatásának jóváhagyásáról
- 1350/2014. (VI. 26.) Korm. határozat A Magyarország Kormánya és a Szlovák Köztársaság Kormánya között a Magyar Köztársaság Kormánya és a Szlovák Köztársaság Kormánya közötti, személyeknek a közös államhatáron történő visszafogadásáról szóló, Budapesten, 2002. szeptember 12. napján aláírt Egyezmény módosításáról és kiegészítéséről szóló Egyezmény szövegének végleges megállapítására adott felhatalmazásról
- 1351/2014. (VI. 26.) Korm. határozat A Magyarország Kormánya és a Szlovák Köztársaság Kormánya között a két ország közös államhatárán, Abaújvár és Kechnec (Kenyhec) települések közötti közúti Hernád-híd és a csatlakozó utak megépítéséről szóló Megállapodás szövegének végleges megállapítására adott felhatalmazásról
- 1352/2014. (VI. 26.) Korm. határozat A regionális operatív programok 2011–2013. évekre szóló akciótervei egyes prioritásainak módosításáról és a Közép-Magyarországi Operatív Program 2011–2013. évekre szóló akcióterve 1. prioritásán többletkötelezettség vállalásáról
- 1353/2014. (VI. 26.) Korm. határozat A Végrehajtás Operatív Program 2011–2013. évekre szóló akciótervének módosításáról
- 1354/2014. (VI. 26.) Korm. határozat A DDOP-3.1.2/C-14-2014-0001 azonosító számú („Gandhi annyi, mint élni a lehetőséggel” című) kiemelt projekt akciótervi nevesítéséről
- 1355/2014. (VI. 26.) Korm. határozat A KÖZOP-1.5.0-09-11-2012-0008 azonosító számú [„Célzottan közlekedésbiztonságot javító fejlesztések – A közlekedésbiztonság növelése terén kifejtett rendőrségi tevékenység komplex fejlesztése (gyorsforgalmi hálózaton)” című] és a KÖZOP-3.5.0-09-11-2012-0017 azonosító számú [„Célzottan közlekedésbiztonságot javító fejlesztések – A közlekedésbiztonság növelése terén kifejtett rendőrségi tevékenység komplex fejlesztése (országos főúthálózaton)” című] kiemelt projektek támogatásának növeléséről
- 1356/2014. (VI. 26.) Korm. határozat A KÖZOP-3.4.0-09-11-2009-0031 azonosító számú („21. sz. főút 1+300–7+850 km és 9+750–15+050, valamint a 17+000–48+000 kmsz. közötti szakasz négynyomúsítása” című) projekt kapcsán felmerült régészeti költségek finanszírozásáról
- 1357/2014. (VI. 26.) Korm. határozat A Társadalmi Infrastruktúra Operatív Program 2011–2013. évekre szóló akcióterve 3. prioritásának módosításáról, valamint a TIOP-3.3.1/A-12/2 kódszámú („A közszolgáltatásokhoz való egyenlő esélyű hozzáférés megteremtése: akadálymentesítés” című) konstrukció keretének megemeléséről
- 1358/2014. (VI. 30.) Korm. határozat A Paksi Atomerőmű teljesítményének fenntartásáért felelős kormánybiztos kinevezéséről és feladatairól
- 1359/2014. (VI. 30.) Korm. határozat Az egyes kiemelt jelentőségű budapesti beruházásokért felelős kormánybiztos kinevezéséről és feladatairól
- 1360/2014. (VI. 30.) Korm. határozat A nemzeti filmipar fejlesztéséért felelős kormánybiztos kinevezéséről és feladatairól
- 1361/2014. (VI. 30.) Korm. határozat A közfoglalkoztatással összefüggő egyes kérdésekről
- 1362/2014. (VI. 30.) Korm. határozat A VÁTI Magyar Regionális Fejlesztési és Urbanisztikai Nonprofit Korlátolt Felelősségű Társaság feladatellátását szabályozó egyes kormányzati intézkedésekről
- 1363/2014. (VI. 30.) Korm. határozat Az államháztartás központi alrendszerébe tartozó költségvetési szervek és fejezeti kezelésű előirányzatok 2013. évi költségvetési maradványának felhasználásáról
- 1364/2014. (VI. 30.) Korm. határozat A nemzeti sírkert részeként védett nagycenki Széchenyi-mauzóleum megóvása és helyreállítása érdekében szükséges feladatokról és a rendkívüli kormányzati intézkedésekre szolgáló tartalékból történő előirányzat-átcsoportosításról
- 1365/2014. (VI. 30.) Korm. határozat A rendkívüli kormányzati intézkedésekre szolgáló tartalékból történő előirányzat-átcsoportosításról és a rendkívüli kormányzati intézkedésekre szolgáló tartalékból történő előirányzat-átcsoportosításról szóló 1417/2012. (X. 1.) Korm. határozat módosításáról
- 1366/2014. (VI. 30.) Korm. határozat A Közpolitikai Kutatások Intézete címrendi besorolásának megváltoztatásáról

##### Július (1367−1451)
- 1367/2014. (VII. 3.) Korm. határozat Az Első Világháborús Centenáriumi Emlékbizottság létrehozásáról szóló 1472/2012. (X. 29.) Korm. határozat módosításáról
- 1368/2014. (VII. 3.) Korm. határozat A Szent István Egyetem Alkalmazott Bölcsészeti és Pedagógiai Kar szarvasi telephelyű Pedagógiai Intézetének az egyházi fenntartásban működő Gál Ferenc Főiskolához történő csatlakozásáról
- 1369/2014. (VII. 3.) Korm. határozat A 2014–2020 közötti programozási időszakban az európai területi együttműködés célkitűzés keretében megvalósuló „CENTRAL EUROPE 2020” transznacionális és az „ESPON 2020” interregionális együttműködési programok elfogadásáról
- 1370/2014. (VII. 3.) Korm. határozat A 2014–2020 közötti programozási időszakban az európai területi együttműködés célkitűzés keretében megvalósuló „URBACT III” interregionális együttműködési program elfogadásáról
- 1371/2014. (VII. 8.) Korm. határozat Egyes alapítványokkal és költségvetési szervekkel kapcsolatos időszerű intézkedésekről
- 1372/2014. (VII. 8.) Korm. határozat Társasági részesedés megszerzése érdekében szükséges további intézkedésekről
- 1373/2014. (VII. 8.) Korm. határozat A meteorológiai feladatok finanszírozása érdekében a Honvédelmi Minisztérium és a Vidékfejlesztési Minisztérium fejezetek közötti előirányzat-átcsoportosításról
- 1374/2014. (VII. 8.) Korm. határozat A DNS-profil meghatározások biztosítása céljából a rendkívüli kormányzati intézkedésekre szolgáló tartalékból történő előirányzat-átcsoportosításról
- 1375/2014. (VII. 8.) Korm. határozat A KÖZOP-5.5.0-09-11-2012-0007 azonosító számú ("Kecskemét Megyei Jogú Város intermodális pályaudvar és közösségi közlekedés fejlesztése - tervezés, engedélyezés" című) projekt támogatásának növeléséről és akciótervi nevesítéséről
- 1376/2014. (VII. 8.) Korm. határozat A KÖZOP-1.5.0-09-11-2014-0008 azonosító számú ("8. sz. főút Várpalota I. szakasz 23+900-29+700 km szelvények közötti szakasz tervezése és kivitelezése" című) egymilliárd forintot meghaladó támogatási igényű projektjavaslat akciótervi nevesítéséről, támogatásának jóváhagyásáról és finanszírozásáról
- 1377/2014. (VII. 10.) Korm. határozat A Nemzeti Hauszmann Terv (2014-2024) előkészítéséhez szükséges intézkedésekről
- 1378/2014. (VII. 10.) Korm. határozat A KÖZOP-3.5.0-09-11-2014-0008 azonosító számú ("53. sz. főút 55. sz. főút és az országhatár közötti szakaszán 115 kN tengelyterhelésre történő burkolat megerősítés / fejlesztés építés kivitelezési munkáinak elvégzése" című) projektjavaslat támogatásának jóváhagyásáról és akciótervi nevesítéséről
- 1379/2014. (VII. 10.) Korm. határozat A Támogatásokat Vizsgáló Irodának a Nemzeti Fejlesztési Minisztériumból a Miniszterelnökség részére történő átadásával összefüggő fejezetek közötti előirányzat-átcsoportosításról
- 1380/2014. (VII. 14.) Korm. határozat Az EGIS Gyógyszergyár Nyrt., a Ganz Gépgyár Holding Zártkörűen Működő Részvénytársaság és a CG Electric Systems Hungary Zártkörűen Működő Részvénytársaság magyarországi nagybefektetőkkel való stratégiai megállapodás megkötéséről szóló 1722/2013. (X. 11.) Korm. határozat, valamint a ZF Hungária Kft. és a Schwarzmüller Kft. magyarországi nagybefektetőkkel való stratégiai megállapodás megkötéséről szóló 1019/2014. (I. 24.) Korm. határozat módosításáról
- 1381/2014. (VII. 17.) Korm. határozat A 2014. évi hiánycél tartásához szükséges intézkedésekről
- 1382/2014. (VII. 17.) Korm. határozat A helyi önkormányzatok adósságot keletkeztető, valamint kezesség-, illetve garanciavállalásra vonatkozó ügyleteihez történő 2014. júniusi előzetes kormányzati hozzájárulásról
- 1383/2014. (VII. 17.) Korm. határozat A helyi önkormányzatok adósságot keletkeztető, valamint kezesség-, illetve garanciavállalásra vonatkozó ügyleteihez történő 2014. júniusi előzetes kormányzati hozzájárulás elutasításáról
- 1384/2014. (VII. 17.) Korm. határozat Magyarország nemzeti katasztrófakockázat-értékelési módszertanáról és annak eredményeiről szóló jelentésről
- 1385/2014. (VII. 17.) Korm. határozat Az örökös nélkül elhalt zsidó származású, vallású, sérelmet szenvedett személyek után a zsidó közösségeknek juttatott támogatással kapcsolatos elszámolás rendezéséről szóló 1033/2013. (II. 1.) Korm. határozat módosításáról
- 1386/2014. (VII. 17.) Korm. határozat A Magyarország lakosságának biztonságérzetét javító közbiztonsági program megvalósítása érdekében a rendkívüli kormányzati intézkedésekre szolgáló tartalékból történő előirányzat-átcsoportosításról
- 1387/2014. (VII. 17.) Korm. határozat A térítésmentes mezőgazdasági vízszolgáltatás biztosítása érdekében a rendkívüli kormányzati intézkedésekre szolgáló tartalékból történő előirányzat-átcsoportosításról
- 1388/2014. (VII. 17.) Korm. határozat A 813. számú főút, Győr keleti elkerülő út I. ütem megvalósításához szükséges költségvetési többletforrás biztosításáról
- 1389/2014. (VII. 17.) Korm. határozat A Meteorológiai Műholdak Hasznosításának Európai Szervezete második generációs poláris műholdas programja elindításának támogatásáról és a program fedezetének biztosításáról
- 1390/2014. (VII. 18.) Korm. határozat A Sorsok háza Holokauszt Gyermekáldozatainak Emlékhelye – Európai Oktatási Központ funkcióbővítésének, működtetésének és fenntartásának egyes kérdéseiről
- 1391/2014. (VII. 18.) Korm. határozat A fertődi Esterházy-kastélyegyüttes működtetéséhez kapcsolódó intézkedésekről
- 1392/2014. (VII. 18.) Korm. határozat A nagycenki Széchenyi Kastély és emlékmúzeum,a Széchenyi-mauzóleum, valamint a fertőrákosi Püspöki palota működtetésének és vagyonkezelői jogának az Eszterháza Kulturális, Kutató- és Fesztiválközpont részére történő átadásáról
- 1393/2014. (VII. 18.) Korm. határozat A Lakitelek Népfőiskola épületei rekonstrukciója és fejlesztése érdekében a rendkívüli kormányzati intézkedésekre szolgáló tartalékból történő előirányzat-átcsoportosításról
- 1394/2014. (VII. 18.) Korm. határozat A 2014–2020 közötti források felhasználásának előfeltételeiként meghatározott, a víz szektort érintő előzetes feltételek teljesítéséről szóló 1121/2014. (III. 26.) Korm. határozat módosításáról
- 1395/2014. (VII. 18.) Korm. határozat A parlagfű elleni védekezést szolgáló intézkedések támogatása érdekében a Vidékfejlesztési Minisztérium és a Közigazgatási és Igazságügyi Minisztérium fejezetek közötti előirányzat-átcsoportosításról
- 1396/2014. (VII. 18.) Korm. határozat A Közlekedés Operatív Program 2011–2013. évekre szóló akciótervének megállapításáról
- 1397/2014. (VII. 18.) Korm. határozat A 2014–2020 közötti programozási időszakban az európai területi együttműködés célkitűzés keretében megvalósuló„INTERREG EUROPE” interregionális együttműködési program elfogadásáról
- 1398/2014. (VII. 18.) Korm. határozat A DDOP-5.1.2/B-09-2009-0001 azonosító számú („Közösségi közlekedés színvonalának emelése a Kapos Volán Zrt. és a Gemenc Volán Zrt. együttműködésével” című) projekttel összefüggésben a KAPOSVOLÁN Autóbuszközlekedési Zártkörűen Működő Részvénytársaság biztosítéknyújtási kötelezettség alóli egyedi mentesítéséről
- 1399/2014. (VII. 18.) Korm. rendelet az ÉMOP-2.1.1/B-12-2012-0025 azonosító számú („Nyugattól-keletig a nógrádi erdőkben, az Ipoly Erdő Zrt. komplex ökoturisztikai fejlesztése” című) projekttel összefüggésben az IPOLY ERDŐ Zártkörűen Működő Részvénytársaság biztosítéknyújtási kötelezettség alóli egyedi mentesítéséről
- 1400/2014. (VII. 18.) Korm. határozat A központi költségvetés címrendjének a Magyarország minisztériumainak felsorolásáról szóló törvénnyel összefüggő módosításáról
- 1401/2014. (VII. 18.) Korm. határozat A Budai Várban található Karmelita kolostor átépítésével összefüggő feladatokról
- 1402/2014. (VII. 18.) Korm. határozat Az Alternatív Közgazdasági Gimnázium Közhasznú Nonprofit Korlátolt Felelősségű Társaság üzletrészének értékesítéséről és az Alternatív Közgazdasági Gimnázium Alapítvány alapítói jogainak átruházásáról
- 1403/2014. (VII. 18.) Korm. határozat A FESTO Automatika Kereskedelmi és Szolgáltató Kft. és a FESTO-AM Gyártó Korlátolt Felelősségű Társaság magyarországi nagybefektetővel való stratégiai megállapodás megkötéséről
- 1404/2014. (VII. 18.) Korm. határozat Az Agrana Csoport magyarországi nagybefektetővel való stratégiai megállapodás megkötéséről
- 1405/2014. (VII. 18.) Korm. határozat A rendkívüli kormányzati intézkedésekre szolgáló tartalékból történő előirányzat-átcsoportosításról
- 1406/2014. (VII. 18.) Korm. határozat A Szépművészeti Múzeum kiállításainak támogatása érdekében a rendkívüli kormányzati intézkedésekre szolgáló tartalékból történő előirányzat-átcsoportosításról és egyes kormányhatározatok módosításáról
- 1407/2014. (VII. 18.) Korm. határozat A Gyöngyöshalász község külterületén fekvő, egyes ipari-gazdasági övezetbe tartozó földrészletek beruházási célterületté nyilvánításáról
- 1408/2014. (VII. 18.) Korm. határozat A Holocaust Dokumentációs Központ és Emlékgyűjtemény Közalapítvány alapító okiratának módosításáról
- 1409/2014. (VII. 23.) Korm. határozat A Paksi Atomerőmű teljesítményének fenntartásáért felelős kormánybiztos kinevezéséről és feladatairól szóló 1358/2014. (VI. 30.) Korm. határozat módosításáról
- 1410/2014. (VII. 23.) Korm. határozat A Nemzeti Kutatási, Fejlesztési és Innovációs Hivatal létrehozásáért felelős kormánybiztos kinevezéséről és feladatairól szóló 1336/2014. (VI. 11.) Korm. határozat módosításáról
- 1411/2014. (VII. 23.) Korm. határozat A Kutatási és Technológiai Innovációs Alap 2014. évi felhasználási tervének jóváhagyásáról
- 1412/2014. (VII. 23.) Korm. határozat Egyes, a Kutatási és Technológiai Innovációs Alapot érintő kormányhatározatok módosításáról
- 1413/2014. (VII. 23.) Korm. határozat A Bionikai Innovációs Központ létrehozásával kapcsolatos egyes feladatokról szóló 1493/2012. (XI. 13.) Korm. határozat módosításáról
- 1414/2014. (VII. 23.) Korm. határozat A Környezet és Energia Operatív Program módosításáról
- 1415/2014. (VII. 23.) Korm. határozat A Nemzeti Stratégiai Referencia Keret forrásfelhasználásával kapcsolatos egyes intézkedésekről
- 1416/2014. (VII. 23.) Korm. határozat A KEOP-1.3.0/09-11-2011-0022 azonosító számú („Kalocsa környéki ivóvízminőség javító projekt” című) projekt támogatástartalmának az önerő halasztott hozzárendelésével történő kifizetéséhez történő hozzájárulásról
- 1417/2014. (VII. 23.) Korm. határozat A KEOP-1.1.1/2F/09-11-2012-0006 azonosító számú („Dél-Balaton és Sióvölgy Nagytérségi Szilárdhulladék Kezelési Konzorcium működési területén a Somi Regionális Hulladékkezelőtelep fejlesztése” című) egymilliárd forintot meghaladó támogatási igényű projekt támogatásának jóváhagyásáról
- 1418/2014. (VII. 23.) Korm. határozat A TÁMOP-2.2.7.B-3-13/1-2014-0001 azonosító számú („Modellprogram duális rendszerű szakképzési tartalmak pilot jellegű átültetésére” című) kiemelt projektjavaslat akciótervi nevesítéséről és támogatásának jóváhagyásáról
- 1419/2014. (VII. 25.) Korm. határozat Az egyes egészségügyi szolgáltatók adósságrendezésével összefüggő kérdésekről
- 1420/2014. (VII. 25.) Korm. határozat A 2013. évi tavaszi ár- és belvíz, valamint a dunai rendkívüli árvízi helyzettel összefüggő helyreállítási feladatok finanszírozásáról
- 1421/2014. (VII. 25.) Korm. határozat A Bonafarm Zrt., a Bonafarm-Bábolna Takarmány Kft., a Bólyi Mezőgazdasági Termelő és Kereskedelmi Zrt., a Csányi Pincészet Zrt., a Dalmand Mezőgazdasági Zrt., a Fiorács Mezőgazdasági Termékelőállító és Forgalmazó export-import Kft., a Pick Szeged Szalámigyár és Húsüzem Zrt., a SOLE-MiZo Tejterméket Gyártó, Forgalmazó és Szolgáltató Zrt. magyarországi nagybefektetőkkel való stratégiai együttműködési megállapodás megkötéséről
- 1422/2014. (VII. 28.) Korm. határozat Az EMVA társfinanszírozásában megvalósuló vidékfejlesztési program humánerőforrásának folyamatos biztosítása érdekében a Földművelésügyi Minisztérium fejezeten belüli előirányzatátcsoportosításról
- 1423/2014. (VII. 28.) Korm. határozat A Klebelsberg Intézményfenntartó Központ 2014. évi működéséhez, továbbá a bevett egyházakat megillető hit- és erkölcstan oktatáshoz kapcsolódó támogatások biztosításáról
- 1424/2014. (VII. 28.) Korm. határozat Az uzsora témáját feldolgozó tanulmánykötet kiadásával összefüggésben, valamint az ELTE Kárpát-medencei Magyar Nyári Egyetem elnevezésű programsorozat támogatása érdekében költségvetési fejezetek közötti előirányzat-átcsoportosításról
- 1425/2014. (VII. 28.) Korm. határozat A Formula 1 televíziós közvetítése 2014. évi jogdíjának biztosítása érdekében a rendkívüli kormányzati intézkedésekre szolgáló tartalékból történő előirányzat-átcsoportosításról
- 1426/2014. (VII. 28.) Korm. határozat A rendkívüli kormányzati intézkedésekre szolgáló tartalékból történő előirányzat-átcsoportosításról, a 2013. évi kötelezettségvállalással terhelt költségvetési maradványok rendkívüli visszahagyásáról és egyes kormány-határozatok módosításáról
- 1427/2014. (VII. 30.) Korm. határozat Az MKB Bank Zrt. társasági részesedésének megszerzése érdekében szükséges intézkedésekről
- 1428/2014. (VII. ?) Korm. határozat ?
- 1429/2014. (VII. 31.) Korm. határozat A Magyarország Kormánya és az Oroszországi Föderáció Kormánya közötti nukleáris energia békés célú felhasználása terén folytatandó együttműködésről szóló Egyezmény kihirdetéséről szóló 2014. évi II. törvény szerinti Magyar Kijelölt Szervezet kijelölése érdekében szükséges intézkedésről
- 1430/2014. (VII. 31.) Korm. határozat Magyarország Kormánya és az Európai Rendőrakadémia (CEPOL) közötti Székhely-megállapodás szövegének végleges megállapításáról
- 1431/2014. (VII. 31.) Korm. határozat Az európai uniós fejlesztési programokkal - különös tekintettel a kifizetésekkel, a nagyprojektekkel, a Partnerségi Megállapodással és a 2014-2020 programozási időszak eljárásrendjével - összefüggő intézkedésekről
- 1432/2014. (VII. 31.) Korm. határozat A nemzeti ünnepek, valamint a kiemelt fontosságú rendezvények előkészítésének és lebonyolításának rendjéről
- 1433/2014. (VII. 31.) Korm. határozat "Életmentő Emlékérem" adományozásáról
- 1434/2014. (VII. 31.) Korm. határozat A Budai Várban található Karmelita kolostor átépítéséhez időarányosan szükséges források biztosításáról és a rendkívüli kormányzati intézkedésekre szolgáló tartalékból történő előirányzat-átcsoportosításról
- 1435/2014. (VII. 31.) Korm. határozat A Nemzeti Táncszínház új játszóhelyének kialakításáról
- 1436/2014. (VII. 31.) Korm. határozat A Miniszterelnökség agrár-vidékfejlesztésért felelős államtitkára által irányított szervezeti egységek Kecskemétre történő áthelyezéséről
- 1437/2014. (VII. 31.) Korm. határozat Az egységes területalapú támogatás összegéhez kötött támogatás felső szintjének megállapításáról és a mezőgazdasági munkahelyteremtés elősegítéséről
- 1438/2014. (VII. 31.) Korm. határozat A Moholy-Nagy Művészeti Egyetem MOME Campus - Kreatív Innovációs és Tudáspark kialakítása állami beruházás egyes kérdéseiről
- 1439/2014. (VII. 31.) Korm. határozat A gönci tanuszoda megnyitásáról
- 1440/2014. (VII. 31.) Korm. határozat A Hungaroring Sport Zrt. 2014. évi rendezvényeinek megvalósítása érdekében a rendkívüli kormányzati intézkedésekre szolgáló tartalékból történő előirányzat-átcsoportosításról
- 1441/2014. (VII. 31.) Korm. határozat A Nemzeti Kézilabda Akadémia működési és utánpótlás-fejlesztési feladatainak támogatására a rendkívüli kormányzati intézkedésekre szolgáló tartalékból történő előirányzat-átcsoportosításról
- 1442/2014. (VII. 31.) Korm. határozat A "Beruházás ösztönzési célelőirányzat" címrendi besorolásának megváltoztatásáról
- 1443/2014. (VII. 31.) Korm. határozat Salgótarján külterületén fekvő, termőföldnek minősülő földrészletek beruházási célterületté nyilvánításáról
- 1444/2014. (VII. 31.) Korm. határozat A Bridgestone Tatabánya Kft. létszámbővítéshez kapcsolódó képzéseinek támogatásáról
- 1445/2014. (VII. 31.) Korm. határozat A Humán-Mini Művész utca Óvoda és Bölcsőde, valamint annak telephelye a Humán-Mini Pikler Emmi Bölcsőde finanszírozásának biztosítása érdekében a rendkívüli kormányzati intézkedésekre szolgáló tartalékból, valamint az Emberi Erőforrások Minisztériuma és a Miniszterelnökség fejezet közötti előirányzat-átcsoportosításról
- 1446/2014. (VII. 31.) Korm. határozat Az M34 autópálya Vásárosnamény és Záhony közötti szakasza kiépítésének támogatásáról
- 1447/2014. (VII. 31.) Korm. határozat Az ÉMOP-3.1.2./A-2f-2010-0007 azonosító számú ("Kazincbarcika Városközpont akcióterület funkcióbővítő rehabilitációja" című) projekt támogatásának növeléséről
- 1448/2014. (VII. 31.) Korm. határozat Az ÉMOP-2.1.1/F-14-2014-0001 azonosító számú ("Kiemelt turisztikai attrakciók- és szolgáltatások fejlesztése" című) projektjavaslat támogatásának jóváhagyásáról és akciótervi nevesítéséről
- 1449/2014. (VII. 31.) Korm. határozat A KDOP-3.1.1/A-2f-2010-0001 azonosító számú ("Pápa városközpont funkcióbővítő rehabilitációja" című) projekt támogatásának növeléséről
- 1450/2014. (VII. 31.) Korm. határozat A Nyugat-Dunántúli Operatív Program 2011-2013. évekre szóló akcióterve 3. prioritásának módosításáról és az NYDOP-3.1.1/B2-13-k2-2013-0004 azonosító számú ("Szociális városrehabilitáció a soproni Kurucdombon" című) projekt támogatásának növeléséről
- 1451/2014. (VII. 31.) Korm. határozat A Társadalmi Megújulás Operatív Program 2011-2013. évekre szóló akcióterve 3-6. prioritásának és a Társadalmi Infrastruktúra Operatív Program 2011-2013. évekre szóló akcióterve 1. prioritásának módosításáról, valamint a TÁMOP 4.1.3-11/1-2011-0001 azonosító számú, "Felsőoktatási szolgáltatások rendszerszintű fejlesztése, 2. ütem" című projekt támogatásának növeléséről

##### Augusztus (1452−1492)
- 1452/2014. (VIII. 1.) Korm. határozat Az Államreform Operatív Program és az Elektronikus Közigazgatás Operatív Program keretében végrehajtásra kerülő projektek jogutódlásáról, az Államreform Operatív Program 2011-2013. évekre szóló akciótervének módosításáról, valamint az Elektronikus Közigazgatás Operatív Program 2011-2013. évekre szóló akciótervének módosításáról
- 1453/2014. (VIII. 1.) Korm. határozat A KEOP-1.1.1/2F-2008-0002 azonosító számú ("Mecsek-Dráva Hulladékgazdálkodási Program - Települési szilárdhulladék-gazdálkodási rendszer fejlesztése" című) nagyprojekt finanszírozásáról
- 1454/2014. (VIII. 1.) Korm. határozat Az egészségügyi intézmények infrastrukturális fejlesztését támogató uniós projektek megvalósítása érdekében szükséges többletforrások biztosításáról
- 1455/2014. (VIII. 14.) Korm. határozat A Magyar Gáz Tranzit Zártkörűen Működő Részvénytársaság teljes tulajdonosi szétválasztására vonatkozó döntésekről
- 1456/2014. (VIII. 14.) Korm. határozat Egyes székesfehérvári stratégiai jelentőségű vagyontárgyak önkormányzati tulajdonba kerülése érdekében történő előirányzat-átcsoportosításról
- 1457/2014. (VIII. 14.) Korm. határozat A rendkívüli kormányzati intézkedésekre szolgáló tartalékból történő előirányzat-átcsoportosításról, egyes kormányhatározatok módosításáról, a pártalapítványok tartalékának átcsoportosításáról, valamint a 2013. évi költségvetési maradványok egy részének felhasználásáról
- 1458/2014. (VIII. 15.) Korm. határozat Az afgán nemzeti biztonsági erők fenntartásához szükséges pénzügyi hozzájárulásról
- 1459/2014. (VIII. 15.) Korm. határozat A kancellári rendszer működtetésével kapcsolatos állami fenntartói feladatok személyi feltételeinek biztosításáról
- 1460/2014. (VIII. 15.) Korm. határozat A Magyar Állami Operaház és az Erkel Színház 2014. évi működéséhez szükséges források biztosítása érdekében a rendkívüli kormányzati intézkedésekre szolgáló tartalékból történő előirányzat-átcsoportosításról és kötelezettségvállalással nem terhelt maradvány visszahagyásáról
- 1461/2014. (VIII. 15.) Korm. határozat A Klebelsberg kastély felújítása érdekében az Emberi Erőforrások Minisztériuma és Az állami vagyonnal kapcsolatos bevételek és kiadások fejezetek közötti előirányzat-átcsoportosításról
- 1462/2014. (VIII. 15.) Korm. határozat A Karácsfalvai Sztojka Sándor Görögkatolikus Líceum kollégiumbővítéséhez és tornaterem építéséhez szükséges források biztosításáról és a rendkívüli kormányzati intézkedésekre szolgáló tartalékból történő előirányzat-átcsoportosításról
- 1463/2014. (VIII. 15.) Korm. határozat Az országhatárokon átterjedő levegőszennyezési modell alapján a forrásterületek azonosítása érdekében a Földművelésügyi Minisztérium és a Magyar Tudományos Akadémia fejezetek közötti előirányzat-átcsoportosításról
- 1464/2014. (VIII. 15.) Korm. határozat A Red Bull Air Race Világkupa budapesti futamának 2015–2017 között történő megrendezésével kapcsolatos kormányzati szerepvállalásról
- 1465/2014. (VIII. 15.) Korm. határozat A holding alapú közszolgáltatási rendszer megszervezése érdekében szükséges intézkedésekről
- 1466/2014. (VIII. 15.) Korm. határozat A Környezet és Energia Operatív Program 2011–2013. évekre szóló akcióterve 1. prioritásának módosításáról, valamint a prioritás keretében megvalósuló projektek támogatásának növeléséről
- 1467/2014. (VIII. 15.) Korm. határozat A TÁMOP-6.1.2.A-14/1-2014-0001 azonosító számú („Komplex intézményi mozgásprogramok és kapcsolódó egészségfejlesztési alprogramok megvalósítása az általános iskolákban, valamint szabadidős közösségi mozgásprogramok és kapcsolódó egészségfejlesztési alprogramok megvalósítása az iskolán kívüli szereplők bevonásával” című) projektjavaslat támogatásának jóváhagyásáról és akciótervi nevesítéséről
- 1468/2014. (VIII. 19.) Korm. határozat A fővárosi közösségi közlekedés biztonságos működtetése érdekében szükséges további feladatokról
- 1469/2014. (VIII. 21.) Korm. határozat A Népművészet Mestere díj 2014. évi adományozásáról
- 1470/2014. (VIII. 21.) Korm. határozat Egyes állami tulajdonú ingóságok Iraki Köztársaság Demokratikus Kormányának történő térítésmentes átadásáról
- 1471/2014. (VIII. 27.) Korm. határozat Egyes állami vagyontárgyak ingyenes tulajdonba adásáról
- 1472/2014. (VIII. 27.) Korm. határozat A Takata Safety Systems Hungary Korlátolt Felelősségű Társaság magyarországi nagybefektetőkkel való stratégiai együttműködési megállapodás megkötéséről
- 1473/2014. (VIII. 27.) Korm. határozat A Társadalmi Infrastruktúra Operatív Program 2. prioritás keretében megvalósuló egészségügyi nagyprojektekhez kapcsolódó intézkedésekről
- 1474/2014. (VIII. 27.) Korm. határozat A központi költségvetés címrendjének a Magyarország minisztériumainak felsorolásáról szóló törvénnyel összefüggő módosításáról szóló 1400/2014. (VII. 18.) Korm. határozatban foglaltak végrehajtásához kapcsolódó fejezetek közötti előirányzat-átcsoportosításokról
- 1475/2014. (VIII. 27.) Korm. határozat A Magyar Közút Nonprofit Zártkörűen Működő Részvénytársaság finanszírozásának biztosítása érdekében Az állami vagyonnal kapcsolatos bevételek és kiadások fejezeten belüli átcsoportosításról
- 1476/2014. (VIII. 27.) Korm. határozat A Szegedi Tudományegyetem szervezeti keretein belül létrejövő Francia Egyetem fokozatos kialakításával összefüggő egyes kérdésekről 12802
- 1477/2014. (VIII. 27.) Korm. határozat A 2003. évi uniós csatlakozási szerződésben rögzített egyes derogációkkal összefüggő kötelezettségek teljesítésére irányuló projektek Környezeti és Energiahatékonysági Operatív Program keretében történő megvalósításának feltételeiről
- 1478/2014. (VIII. 27.) Korm. határozat A Környezet és Energia Operatív Program 2011–2013. évekre szóló akcióterve 3. prioritásának módosításáról
- 1479/2014. (VIII. 27.) Korm. határozat A KÖZOP-1.5.0-09-11-2013-0008 azonosító számú („M7 autópálya Letenye–országhatár szakasz és Mura-híd építése” című), a KÖZOP-3.5.0-09-11-2013-0046 azonosító számú [„86. sz. főút Vát elkerülő szakasz építése (89+980–94+540 kmsz.)” című], valamint a KÖZOP-3.5.0-09-11-2014-0017 azonosító számú („Közlekedésbiztonsági csomópont átépítési program” című) projektjavaslatok akciótervi nevesítéséről és támogatásuk jóváhagyásáról
- 1480/2014. (VIII. 27.) Korm. határozat A KÖZOP-3.5.0-09-11-2014-0041 azonosító számú [„Győr keleti elkerülő út (813. sz. főút) I. ütem előkészítése és kivitelezése” című] projektjavaslat akciótervi nevesítéséről és támogatásának jóváhagyásáról 12813
- 1481/2014. (VIII. 27.) Korm. határozat A TÁMOP-6.1.5-13 azonosító számú („Területi emberi erőforrás fejlesztési komplex programok támogatása” című) konstrukció keretében benyújtott egymilliárd forintot meghaladó támogatási igényű projektjavaslatok támogatásának jóváhagyásáról
- 1482/2014. (VIII. 27.) Korm. határozat A TIOP-3.3.2-12/1-2013-0001 azonosító számú, („Szociális szolgáltatások fejlesztése támogató technológiai eszközök biztosításával a házi gondozás területén” című) projekt költségnövekményének jóváhagyásáról
- 1483/2014. (VIII. 27.) Korm. határozat Magyarország 2014. évi központi költségvetésének a Közös Agrárpolitika tagállami végrehajtásával összefüggő feladatmegosztásához kapcsolódó címrend módosításról
- 1484/2014. (VIII. 27.) Korm. határozat A holding alapú közszolgáltatási rendszer kialakításáról
- 1485/2014. (VIII. 28.) Korm. határozat Az ENSZ Közgyűlésének 69. ülésszakán való magyar részvételről
- 1486/2014. (VIII. 28.) Korm. határozat A Nemzeti Közlekedési Infrastruktúra-fejlesztési Stratégiáról
- 1487/2014. (VIII. 28.) Korm. határozat Az egységes területalapú támogatás összegéhez kötött támogatáscsökkentésből eredő forrásoknak az Európai Mezőgazdasági Vidékfejlesztési Alapból nyújtott egyes támogatások finanszírozásához történő felhasználásáról
- 1488/2014. (VIII. 28.) Korm. határozat Az Emberi Jogi Munkacsoportról szóló 1039/2012. (II. 22.) Korm. határozat módosításáról
- 1489/2014. (VIII. 28.) Korm. határozat A Teleki László Alapítványnak a határon túli magyar épített örökségi feladatai ellátásához szükséges források biztosítása érdekében az Emberi Erőforrások Minisztériuma és a Miniszterelnökség fejezetek közötti előirányzat-átcsoportosításról
- 1490/2014. (VIII. 28.) Korm. határozat A Kincsem – Nemzeti Lovas Programhoz kapcsolódó kiemelt rendezvények megvalósítása érdekében a rendkívüli kormányzati intézkedésekre szolgáló tartalékból történő előirányzat-átcsoportosításról
- 1491/2014. (VIII. 28.) Korm. határozat A KEOP-4.4.0/11-2011-0038 azonosító számú („Biogázüzem létesítése Pécsen” című) projekt támogatásának növeléséről
- 1492/2014. (VIII. 28.) Korm. határozat A Dél-Alföldi Operatív Program 2011–2013. évekre szóló akcióterve egyes prioritásainak módosításáról

##### Szeptember (1493−1547)
- 1493/2014. (IX. 4.) Korm. határozat Egyes kormányhatározatoknak a Kormány tagjainak feladat- és hatásköréről szóló 152/2014. (VI. 6.) Korm. rendelet hatálybalépésével összefüggésben szükséges módosításáról, illetve hatályon kívül helyezéséről
- 1494/2014. (IX. 4.) Korm. határozat Az „Itthon vagy – Magyarország szeretlek” kulturális program lebonyolításához szükséges forrás biztosításáról
- 1495/2014. (IX. 4.) Korm. határozat A Decentralizált területfejlesztési programok és a Területfejlesztéssel és fejlesztéspolitikával összefüggő feladatok jogcímcsoport címrendi besorolásának megváltoztatásáról és a területfejlesztéssel összefüggő előirányzat-átcsoportosításról
- 1496/2014. (IX. 4.) Korm. határozat Hercegszántó Község Önkormányzata feladatainak támogatása érdekében a IX. Helyi önkormányzatok támogatásai fejezeten belüli előirányzat-átcsoportosításról
- 1497/2014. (IX. 4.) Korm. határozat A székesfehérvári Szent István Bazilika soron kívüli rekonstrukciójának támogatására a rendkívüli kormányzati intézkedésekre szolgáló tartalékból történő előirányzat-átcsoportosításról
- 1498/2014. (IX. 4.) Korm. határozat A Környezet és Energia Operatív Program 2011–2013. évi akcióterve 6. prioritásának, valamint az Államreform Operatív Program 2011–2013. évi akcióterve 1. prioritásának módosításáról, azok keretében kiemelt projektek nevesítéséről és felhívások közzétételéről
- 1499/2014. (IX. 4.) Korm. határozat A Társadalmi Megújulás Operatív Program 2011–2013. évekre szóló akcióterve 3–6. és 8. prioritásának módosításáról
- 1500/2014. (IX. 5.) Korm. határozat A központi kommunikációs hivatal létrehozásával kapcsolatos feladatokról
- 1501/2014. (IX. 5.) Korm. határozat A KEOP-2012-5.6.0 jelű („Központi költségvetési szervek energiahatékonysági beruházásai” című) támogatási konstrukcióban benyújtott projektek megvalósításának jóváhagyásáról és egyes projektek támogatásának visszavonásáról
- 1502/2014. (IX. 5.) Korm. határozat A KEOP-2012-5.6.0 jelű („Központi költségvetési szervek energiahatékonysági beruházásai” című) konstrukcióra szociális intézmények által benyújtott pályázatokról
- 1503/2014. (IX. 5.) Korm. határozat A Közlekedés Operatív Program 2011–2013. évekre szóló akciótervének megállapításáról
- 1504/2014. (IX. 5.) Korm. határozat A KÖZOP–2.5.0-09-11-2013-0006 azonosító számú („GYSEV üzemirányító központ létrehozása a szükséges biztosítóberendezési felülvezérlések kialakításával” című) projektjavaslat támogatásának jóváhagyásáról, akciótervi nevesítéséről, szakaszolásáról és a projekt 2015. október 31. után felmerülő költségei fedezetének biztosításáról
- 1505/2014. (IX. 5.) Korm. határozat A KÖZOP-2.5.0-09-11-2014-0001 azonosító számú („Célzottan közlekedésbiztonságot javító fejlesztések a GYSEV Zrt. hálózatán II. ütem – Megvalósítás 2. prioritás” című) és a KÖZOP-5.5.0-09-11-2014-0008 azonosító számú („Célzottan közlekedésbiztonságot javító fejlesztések a GYSEV Zrt. hálózatán II. ütem – Megvalósítás 5. prioritás” című) projektjavaslatok támogatásának jóváhagyásáról
- 1506/2014. (IX. 5.) Korm. határozat Az „M86 gyorsforgalmi út Szombathely–Csorna szakasz”, az „M85–M86 gyorsforgalmi út Csorna elkerülő szakasz I. ütem” és az „M85 gyorsforgalmi út Győr–Csorna közötti szakasz” című nagyprojektek összevonásáról és az ezzel összefüggő intézkedésekről
- 1507/2014. (IX. 10.) Korm. határozat Hódmezővásárhelyi ingatlanokkal kapcsolatos beruházások támogatásához szükséges forrás biztosításáról
- 1508/2014. (IX. 16.) Korm. határozat Az Irakban, a keresztények ellen elkövetett emberiség elleni bűncselekmények kivizsgálásának az ENSZ Biztonsági Tanácsnál történő kezdeményezéséről
- 1509/2014. (IX. 16.) Korm. határozat A 2014. II. félévben meghirdetni tervezett európai uniós pályázati felhívásokhoz kapcsolódó feladatokról
- 1510/2014. (IX. 16.) Korm. határozat Az európai uniós programok likviditási hiányának kezeléséről
- 1511/2014. (IX. 16.) Korm. határozat Az agrár-környezetgazdálkodási és ökológiai gazdálkodási intézkedések keretében nyújtandó támogatások folytatásáról
- 1512/2014. (IX. 16.) Korm. határozat A magyarországi Holokauszt 70. évfordulójához kapcsolódó megemlékezések és programok megvalósításával kapcsolatos intézkedésekről, valamint egyes kormányhatározatok módosításáról
- 1513/2014. (IX. 16.) Korm. határozat A Magyar Nemzeti Múzeum Nemzeti Örökségvédelmi Központja által ellátott egyes feladatoknak a Forster Gyula Nemzeti Örökségvédelmi és Vagyongazdálkodási Központ részére történő átadásáról
- 1514/2014. (IX. 16.) Korm. határozat Az MKB Bank Zrt. társasági részesedésének megszerzése érdekében szükséges intézkedésekről szóló 1427/2014. (VII. 30.) Korm. határozat módosításáról
- 1515/2014. (IX. 16.) Korm. határozat A 2013. évi költségvetési maradványok egy részének felhasználásáról, valamint a kormányablakok kialakításához a rendkívüli kormányzati intézkedésekre szolgáló tartalékból történő előirányzat-átcsoportosításról szóló 1178/2013. (IV. 5.) Korm. határozat módosításáról
- 1516/2014. (IX. 16.) Korm. határozat A helyi önkormányzatok szociális célú tüzelőanyag vásárláshoz kapcsolódó kiegészítő támogatása érdekében a IX. Helyi önkormányzatok támogatásai fejezeten belüli előirányzat-átcsoportosításról
- 1517/2014. (IX. 16.) Korm. határozat A csípőszúnyog-gyérítés érdekében a Nemzetgazdasági Minisztérium, a Belügyminisztérium és a Nemzeti Fejlesztési Minisztérium fejezetek közötti előirányzat-átcsoportosításról és a Gazdasági Zöldítési Rendszer címrendi besorolásáról
- 1518/2014. (IX. 16.) Korm. határozat A 2014. évi 2. FINA Junior Nyíltvízi Úszó Világbajnokság megrendezésével összefüggő feladatok támogatására a rendkívüli kormányzati intézkedésekre szolgáló tartalékból történő előirányzat-átcsoportosításról
- 1519/2014. (IX. 16.) Korm. határozat' A Liszt Ferenc Zeneművészeti Egyetem kiemelt kategóriájú koncertjeinek szervezése, a Concerto Akadémia Nonprofit Korlátolt Felelősségű Társaság támogatása, továbbá a magyar komolyzenei koncepció kidolgozása érdekében a rendkívüli kormányzati intézkedésekre szolgáló tartalékból történő előirányzat-átcsoportosításról szóló 1193/2014. (III. 28.) Korm. határozat módosításáról és végrehajtása során alkalmazandó eltérő rendelkezésről
- 1520/2014. (IX. 18.) Korm. határozat A 2013. évi költségvetési maradványok egy részének felhasználásáról
- 1521/2014. (IX. 18.) Korm. határozat A Nemzetgazdasági Minisztérium és a Nemzeti Fejlesztési Minisztérium fejezetekben történő címrendi módosításról
- 1522/2014. (IX. 18.) Korm. határozat A Halmajugra község külterületén fekvő, egyes ipari-gazdasági övezetbe tartozó földrészletek beruházási célterületté nyilvánításáról
- 1523/2014. (IX. 18.) Korm. határozat A szolnoki atlétikai centrum beruházásról
- 1524/2014. (IX. 18.) Korm. határozat A balatonfüredi uszoda beruházás támogatásáról, valamint azzal összefüggésben a FINA 2021. évi Úszó-, Vízilabda-, Műugró, Műúszó és Nyíltvízi Világbajnokság megrendezéséhez szükséges létesítményfejlesztéshez kapcsolódó feladatokról szóló 1750/2013. (X. 24.) Korm. határozat módosításáról
- 1525/2014. (IX. 18.) Korm. határozat A gödöllői uszoda beruházási program megvalósításáról, valamint a rendkívüli kormányzati intézkedésekre szolgáló tartalékból történő előirányzat-átcsoportosításról
- 1526/2014. (IX. 18.) Korm. határozat A nyugat-magyarországi utánpótlás-nevelési centrum megvalósítási koncepciójáról és a szükséges pénzügyi fedezet biztosításáról, valamint a rendkívüli kormányzati intézkedésekre szolgáló tartalékból történő előirányzat-átcsoportosításról
- 1527/2014. (IX. 18.) Korm. határozat A pécsi Nemzeti Kosárlabda Akadémia, valamint a dél-pesti utánpótlás-nevelési centrum beruházások megvalósításához szükséges források biztosítása érdekében a rendkívüli kormányzati intézkedésekre szolgáló tartalékból történő előirányzat-átcsoportosításról
- 1528/2014. (IX. 18.) Korm. határozat A Magyarország 2014. évi központi költségvetéséről szóló 2013. évi CCXXX. törvény alapján a XX. Emberi Erőforrások Minisztériuma fejezet 20. Fejezeti kezelésű előirányzatok cím, 2. Normatív finanszírozás alcím, 3. Közoktatási célú humánszolgáltatás és kiegészítő támogatás jogcímcsoport előirányzat túllépésének jóváhagyásáról, valamint a RIDENS Szakképző Iskola, Speciális Szakiskola és Kollégium működésének finanszírozása érdekében az Emberi Erőforrások Minisztériuma fejezeten belüli előirányzat-átcsoportosításról
- 1529/2014. (IX. 18.) Korm. határozat A Rászoruló Személyeket Támogató Operatív Program elfogadásáról
- 1530/2014. (IX. 18.) Korm. határozat A Környezet és Energia Operatív Program 2011–2013. évekre szóló akcióterve 1. prioritásának módosításáról, valamint a prioritás keretében megvalósuló egyes projektek támogatásának növeléséről
- 1531/2014. (IX. 19.) Korm. határozat A TÁMOP-3.1.15-14-2014-0001 azonosító számú („Köznevelési reformok operatív megvalósítása” című) kiemelt projektjavaslat támogatásának jóváhagyásáról és akciótervi nevesítéséről
- 1532/2014. (IX. 19.) Korm. határozat A DDOP-2.1.1/E,F-12-k2-2012-0002 azonosító számú („Mecseki ökoturisztikai élménypark kialakítása a pécsi állatkert funkcióbővítő fejlesztésével és a kerékpár-turisztikai infrastruktúra fejlesztésével” című) és a DDOP-2.1.1/E,F-12-k-2012-0002 azonosító számú („Történelmi település a Cinca mentén – reneszánsz világ Ozorán”, az ozorai Pipo várkastély és környezetének turisztikai fejlesztése című) kiemelt projektek támogatásának növeléséről
- 1533/2014. (IX. 19.) Korm. határozat A KEOP-7.9.0/12-2013-0007 azonosító számú („A Kvassay Jenő Terv elkészítése és a Vízgyűjtő-gazdálkodási Terv felülvizsgálata” című) projekt támogatásának növeléséről
- 1534/2014. (IX. 23.) Korm. határozat A menekültügyi eljáráshoz kapcsolódó többletfeladatok finanszírozásáról
- 1535/2014. (IX. 23.) Korm. határozat A Közép-Magyarországi Operatív Program 2011–2013. évekre szóló akcióterve 3. prioritásának módosításáról és a KMOP-3.1.1/E-12-k-2012-0001 azonosító számú („Várkert Bazár fejlesztése” című) kiemelt projekt támogatásának növeléséről
- 1536/2014. (IX. 23.) Korm. határozat Az ÉAOP-2.1.1/E-12-k2-2012-0008 azonosító számú („Menjetek be kapuin hálaénekkel” – turisztikai fejlesztés a Debreceni Református Nagytemplomban című) és az ÉAOP-2.1.1/E-12-k2-2012-0001 azonosító számú („Komplex gyógyhelyfejlesztés a debreceni Nagyerdő parkerdejében” című) kiemelt projektek támogatásának növeléséről
- 1537/2014. (IX. 23.) Korm. határozat A KEOP-2012-5.6.0 jelű („Központi költségvetési szervek energiahatékonysági beruházásai” című) támogatási konstrukcióban benyújtott projektek megvalósításának jóváhagyásáról és egyes projektek támogatásának visszavonásáról szóló 1501/2014. (IX. 5.) Korm. határozat módosításáról
- 1538/2014. (IX. 24.) Korm. határozat Az ENSZ Közép-afrikai Köztársaságbeli Többdimenziós Integrált Stabilizációs Missziójában (MINUSCA) történő magyar katonai szerepvállalásról
- 1539/2014. (IX. 24.) Korm. határozat A büntetés-végrehajtással összefüggő pártfogó felügyelői feladatokkal kapcsolatos átadás-átvételről
- 1540/2014. (IX. 24.) Korm. határozat A Széchenyi István Egyetem, az AUDI Hungaria Motor Kft. és Győr Megyei Jogú Város közötti együttműködés alapján létrejövő Felsőoktatási és Ipari Együttműködési Központról
- 1541/2014. (IX. 24.) Korm. határozat A Geszt község közúti megközelítését segítő útfelújításról
- 1542/2014. (IX. 24.) Korm. határozat A nemzetpolitikai tevékenység támogatásának finanszírozása érdekében a rendkívüli kormányzati intézkedésekre szolgáló tartalékból történő előirányzat-átcsoportosításról
- 1543/2014. (IX. 24.) Korm. határozat A rendkívüli kormányzati intézkedésekre szolgáló tartalékból történő előirányzat-átcsoportosításról
- 1544/2014. (IX. 24.) Korm. határozat A rendkívüli kormányzati intézkedésekre szolgáló tartalékból történő előirányzat-átcsoportosításról
- 1545/2014. (IX. 29.) Korm. határozat A nemzeti közműszolgáltatási rendszer megszervezéséről
- 1546/2014. (IX. 29.) Korm. határozat A rendkívüli kormányzati intézkedésekre szolgáló tartalékból történő előirányzat-átcsoportosításról
- 1547/2014. (IX. 29.) Korm. határozat Az egyes 2013. évi és a 2014. év első félévi kimagasló sporteredmények állami jutalmának és eredményességi támogatásának forrását biztosító, a rendkívüli kormányzati intézkedésekre szolgáló tartalékból történő előirányzat-átcsoportosításról, valamint az egyes sport tárgyú kormányhatározatok módosításáról

##### Október (1548−1593)
- 1548/2014. (X. 1.) Korm. határozat A Nemzeti Kommunikációs Hivatal létrehozásával kapcsolatos feladatokról
- 1549/2014. (X. 1.) Korm. határozat A Közigazgatási és Igazságügyi Hivatal által üzemeltetett üdülőingatlanokról
- 1550/2014. (X. 1.) Korm. határozat A bakui, a kolozsvári és a ljubljanai Magyar Intézet létrehozásával összefüggő egyes intézkedésekről
- 1551/2014. (X. 1.) Korm. határozat Az Ős-Dráva Programról szóló 1242/2012. (VII. 17.) Korm. határozat módosításáról
- 1552/2014. (X. 1.) Korm. határozat A helyi önkormányzatok adósságot keletkeztető, valamint kezesség-, illetve garanciavállalásra vonatkozó ügyleteihez történő előzetes kormányzati hozzájárulásról
- 1553/2014. (X. 1.) Korm. határozat A vízügyi ágazat irányításának átalakítása érdekében a vízgazdálkodásért való felelősséggel összefüggő feladatok ellátásához szükséges, a Belügyminisztérium és a Földművelésügyi Minisztérium fejezetek közötti előirányzat-átcsoportosításról, valamint címrendi módosításról
- 1554/2014. (X. 1.) Korm. határozat Az európai uniós programok végrehajtási intézményrendszerének finanszírozása a 2014–2020. közötti tervezési időszakban
- 1555/2014. (X. 1.) Korm. határozat Az Észak-Magyarországi Operatív Program 2011–2013. évekre szóló akcióterve 2. prioritásának módosításáról és a Magyar Nemzeti Digitális Archívum, Nemzeti Filmtörténeti Élménypark kialakítását célzó fejlesztésének támogathatósága céljából kiemelt projekt felhívás biztosításáról
- 1556/2014. (X. 1.) Korm. határozat Az országos közúthálózaton a nyomvályúk és felületi egyenetlenségek megszüntetését célzó, a közlekedésbiztonságot, fenntarthatóságot és térségi elérhetőséget javító program folytatásáról
- 1557/2014. (X. 1.) Korm. határozat A KÖZOP-3.5.0-09-11-2014-0010 azonosító számú [„51. sz. főút 114+652–138+634 kmsz. (Kalocsa–M9 ap. csp.) 115 kN tengelyterhelésre történő burkolat megerősítése és párhuzamos kerékpárút kivitelezési munkáinak elvégzése” című] projektjavaslat támogatásának jóváhagyásáról és akciótervi nevesítéséről
- 1558/2014. (X. 2.) Korm. határozat A Magyar–Szlovén Kisebbségi Vegyes Bizottság XIV. ülésén elfogadott és fenntartott ajánlások jóváhagyásáról
- 1559/2014. (X. 2.) Korm. határozat A Szlovén Köztársaság Kormánya, Magyarország Kormánya és az Olasz Köztársaság Kormánya között a Többnemzeti Szárazföldi Kötelékről szóló Megállapodás szövegének végleges megállapítására adott felhatalmazásról
- 1560/2014. (X. 2.) Korm. határozat Az afganisztáni Nemzetközi Biztonsági Közreműködő Erők (ISAF) műveleteiben történő további magyar katonai szerepvállalásról szóló 2186/2008. (XII. 29.) Korm. határozat módosításáról
- 1561/2014. (X. 2.) Korm. határozat Az Új Széchenyi Terv struktúraváltás támogatása az onkológiai centrumok, a járó- és fekvőbeteg ellátás fejlesztésével című, TIOP 2.2.6/12/1/A és TIOP 2.2.6/12/1/B, valamint az egészségügyi alapellátás, egészségházak és járóbeteg-szakellátás fejlesztése című, ÉMOP-4.1.1/B-12 és NYDOP-5.2.1/A-12 konstrukciók pályázataival összefüggő többletkapacitás kérelmek előzetes befogadásáról
- 1562/2014. (X. 2.) Korm. határozat A 2013. évi költségvetési maradványok felhasználásáról
- 1563/2014. (X. 2.) Korm. határozat A rendkívüli kormányzati intézkedésekre szolgáló tartalékból történő előirányzat-átcsoportosításról, a pártalapítványok tartalékának átcsoportosításáról, egyes kormányhatározatok módosításáról, továbbá egyes kormányhatározatok végrehajtása során alkalmazandó eltérő rendelkezésekről
- 1564/2014. (X. 2.) Korm. határozat A csepeli evezős és kajak-kenu központ megvalósításához szükséges egyes kérdésekről, valamint a rendkívüli kormányzati intézkedésekre szolgáló tartalékból történő előirányzat-átcsoportosításról
- 1565/2014. (X. 2.) Korm. határozat A kisvárdai labdarúgó-sportlétesítmény fejlesztési beruházással kapcsolatos intézkedésekről, valamint a Nemzeti Stadionfejlesztési Program megvalósításához kapcsolódó további intézkedésekről szóló 1980/2013. (XII. 29.) Korm. határozat módosításáról
- 1566/2014. (X. 2.) Korm. határozat A tatabányai multifunkcionális csarnok beruházás egyes kérdéseiről, valamint a rendkívüli kormányzati intézkedésekre szolgáló tartalékból történő előirányzat-átcsoportosításról
- 1567/2014. (X. 2.) Korm. határozat A Széchenyi István Emlékmúzeum működtetése érdekében az Emberi Erőforrások Minisztériuma és a Miniszterelnökség fejezetek közötti előirányzat-átcsoportosításról, költségvetési maradvány felhasználásáról, valamint a rendkívüli kormányzati intézkedésekre szolgáló tartalékból történő előirányzat-átcsoportosításról és egyes kormányhatározatok módosításáról szóló 1968/2013. (XII. 17.) Korm. határozat módosításáról
- 1581/2014. (X. 15.) Korm. határozat A Nemzetközi Távközlési Egyesület 2014. évi dél-koreai Meghatalmazottak Értekezletén való részvételről
- 1582/2014. (X. 15.) Korm. határozat A pénzügyi számlákkal kapcsolatos információk automatikus cseréjéről szóló, illetékes hatóságok közötti többoldalú Megállapodás szövegének végleges megállapítására adott felhatalmazásról
- 1583/2014. (X. 15.) Korm. határozat Az U16 Sakkolimpia megrendezésével összefüggő feladatok támogatása érdekében a rendkívüli kormányzati intézkedésekre szolgáló tartalékból történő előirányzat-átcsoportosításról
- 1584/2014. (X. 16.) Korm. határozat Az egységes kormányzati ügyiratkezelő rendszer létrehozásáról
- 1585/2014. (X. 21.) Korm. határozat A Magyarország Kormánya és Katar Állam Kormánya közötti légiközlekedési megállapodás szövegének végleges megállapítására adott felhatalmazásról
- 1586/2014. (X. 21.) Korm. határozat A Fővárosi Gázművek Zártkörűen Működő Részvénytársaság állami tulajdonú részesedésének az MFB Magyar Fejlesztési Bank Zártkörűen Működő Részvénytársaság részére versenyeztetés mellőzésével történő értékesítéséről
- 1587/2014. (X. 21.) Korm. határozat A Kőröstej Tejfeldolgozó és Kereskedelmi Kft., a Caravanes Kereskedelmi Kft., a BÁBEL SAJT Kft., a „Dráva Tej” Tejipari Feldolgozó és Értékesítő Korlátolt Felelősségű Társaság és a Wassim Sajt Korlátolt Felelősségű Társaság magyarországi nagybefektetőkkel való stratégiai együttműködési megállapodás megkötéséről
- 1588/2014. (X. 21.) Korm. határozat Egyes honvédelmi igazgatási feladatok végrehajtása érdekében történő költségvetési fejezetek közötti előirányzat-átcsoportosításról
- 1589/2014. (X. 21.) Korm. határozat A Magyar Agrár-, Élelmiszergazdasági és Vidékfejlesztési Kamarához delegált közfeladatok ellátása érdekében szükséges forrás biztosításáról
- 1590/2014. (X. 21.) Korm. határozat A bosznia-hercegovinai és szerbiai árvíz utáni újjáépítés támogatásának finanszírozása érdekében a rendkívüli kormányzati intézkedésekre szolgáló tartalékból történő előirányzat-átcsoportosításról
- 1591/2014. (X. 21.) Korm. határozat A Magyar Légimentő Nonprofit Kft. törzstőke-emeléséhez és az ehhez kapcsolódó részesedések rendezéséhez szükséges fejezetek közötti előirányzat-átcsoportosításról
- 1592/2014. (X. 21.) Korm. határozat A KEOP-1.2.0/2F-2009-0001 azonosító számú („Érd és térsége szennyvíztisztító telep rekonstrukciója és bővítése és szennyvízelvezető rendszer fejlesztése” című) nagyprojekt finanszírozásáról
- 1593/2014. (X. 30.) Korm. határozat A Rendőrség, a Nemzeti Védelmi Szolgálat és a Klebelsberg Intézményfenntartó Központ 2014. évi működéséhez szükséges forrás biztosítása érdekében költségvetési fejezetek közötti előirányzat-átcsoportosításról

##### November (1594−1699)
- 1594/2014. (XI. 3.) Korm. határozat Magyarország Kormánya és az Európai Űrügynökség között Magyarország csatlakozásáról az Európai Űrügynökséget létrehozó Alapokmányhoz és az erre vonatkozó szerződési feltételekről szóló Megállapodás kihirdetéséről
- 1595/2014. (XI. 3.) Korm. határozat A 2014. évi hiánycél tartásához szükséges intézkedésekről szóló 1381/2014. (VII. 17.) Korm. határozat módosításáról
- 1596/2014. (XI. 3.) Korm. határozat A Diákhitel Központ Zártkörűen Működő Részvénytársaság finanszírozásáról
- 1597/2014. (XI. 3.) Korm. határozat A Nemzeti Táncszínház új játszóhelyéhez szükséges forrás biztosításáról és a kapcsolódó intézkedésekről
- 1598/2014. (XI. 4.) Korm. határozat A NATO műveleti alárendeltségű légijárművek alkalmazásáról
- 1599/2014. (XI. 4.) Korm. határozat A NATO műveleti alárendeltségű légvédelmi készenléti elfogó légijárművek alkalmazásáról szóló 1587/2012. (XII. 17.) Korm. határozat hatályon kívül helyezéséről
- 1600/2014. (XI. 4.) Korm. határozat Az ENSZ Gyermekalapja Globális Szolgáltató Központjának Budapestre telepítéséről szóló tárgyalások megkezdéséről
- 1601/2014. (XI. 4.) Korm. határozat A Magyarország Kormánya és a Szaúd-arábiai Királyság Kormánya között az atomenergia békés célú felhasználásáról szóló együttműködési megállapodás szövegének végleges megállapítására adott felhatalmazásról
- 1602/2014. (XI. 4.) Korm. határozat Az Államreform Bizottság felállításáról
- 1603/2014. (XI. 4.) Korm. határozat A Magyar nemzeti társadalmi felzárkózási stratégia II., Az egész életen át tartó tanulás szakpolitikájának keretstratégiája, a Köznevelés-fejlesztési stratégia, továbbá a Végzettség nélküli iskolaelhagyás elleni középtávú stratégia elfogadásáról
- 1604/2014. (XI. 4.) Korm. határozat A Hajógyári-sziget közösségi és kulturális fejlesztési koncepciójáról
- 1605/2014. (XI. 4.) Korm. határozat A Magyar Testgyakorlók Köre Budapest létesítményfejlesztési programjának megvalósításához szükséges intézkedésekről
- 1606/2014. (XI. 4.) Korm. határozat A Tokaji Borvidék Szőlészeti és Borászati Kutatóintézet közfeladatainak gazdasági társaság részére történő átadásáról
- 1607/2014. (XI. 4.) Korm. határozat Az egyes törvényeknek a kormányzati szerkezetalakítással összefüggő módosításáról szóló 2014. évi XXXV. törvényben foglaltak végrehajtása érdekében az állami tulajdonú erdészeti társaságok feletti állami tulajdonosi jogkör átadásához kapcsolódó fejezetek közötti előirányzat-átcsoportosításról
- 1608/2014. (XI. 4.) Korm. határozat A Magyarország 2014. évi központi költségvetéséről szóló 2013. évi CCXXX. törvény alapján a XI. Miniszterelnökség fejezet, 15. Fejezeti kezelésű előirányzatok cím, 1. Célelőirányzatok alcím, 52. Járási szociális feladatok ellátása jogcímcsoport előirányzat túllépésének jóváhagyásáról
- 1609/2014. (XI. 4.) Korm. határozat A Belügyminisztérium és az Országgyűlés fejezetek közötti előirányzat-átcsoportosításról
- 1610/2014. (XI. 4.) Korm. határozat Külképviseleti feladatok ellátása érdekében a Honvédelmi Minisztérium és a Külgazdasági és Külügyminisztérium fejezetek közötti előirányzat-átcsoportosításról
- 1611/2014. (XI. 4.) Korm. határozat A Belügyminisztériumtól a Külgazdasági és Külügyminisztériumhoz vezényelt állomány pénzügyi járandóságainak rendezése érdekében történő előirányzat-átcsoportosításról
- 1612/2014. (XI. 4.) Korm. határozat A Mezőgazdasági és Vidékfejlesztési Hivatal Integrált Irányítási és Ellenőrzési Rendszere kiterjesztésére irányuló informatikai rendszerfejlesztési projekt (IIER2) forrásbiztosításáról
- 1613/2014. (XI. 4.) Korm. határozat A nemzeti park igazgatóságok számára a védettségi szint helyreállítása érdekében szükséges fedezet biztosítása céljából történő előirányzat-átcsoportosításról
- 1614/2014. (XI. 4.) Korm. határozat A Kárpát Régió Üzleti Hálózat üzemeltetése fejezeti kezelésű előirányzat címrendi besorolásának módosításáról
- 1615/2014. (XI. 4.) Korm. határozat A Szent István Egyetem által a kistérségi közfoglalkoztatási mintaprogramok mezőgazdasági programeleme megvalósításához nyújtott szakmai segítő tevékenység ellátása céljából bevont hallgatók ösztöndíjának biztosítása érdekében a Belügyminisztérium és az Emberi Erőforrások Minisztériuma fejezetek közötti előirányzat-átcsoportosításról
- 1616/2014. (XI. 4.) Korm. határozat A fertődi Porpáczy Aladár Középiskola elhelyezéséhez szükséges új iskola és tornaterem beruházási program megvalósításáról és a szükséges pénzügyi fedezet biztosításáról
- 1617/2014. (XI. 4.) Korm. határozat A Tiszapüspöki község külterületén fekvő, egyes ipari-gazdasági övezetbe tartozó földrészletek beruházási célterületté nyilvánításáról
- 1618/2014. (XI. 4.) Korm. határozat A Szlovákia–Magyarország Határon Átnyúló Együttműködési Program 2014–2020 elfogadásáról
- 1619/2014. (XI. 4.) Korm. határozat A Dél-Alföldi Operatív Program 2011–2013. évekre szóló akcióterve egyes prioritásainak módosításáról, valamint a DAOP-2.1.1/G-11-k-2012-0001 azonosító számú („Hétköznapok és ünnepek az alföldi kastélyokban – A gyulai Almásy-kastély évszázadai” című) és a DAOP-2.1.1/G-11-k2-2012-0002 azonosító számú („A Szegedi Dóm turisztikai vonzerővé fejlesztése” című) kiemelt projektek támogatásának növeléséről
- 1620/2014. (XI. 4.) Korm. határozat A Nyugat-Dunántúli Operatív Program 2011–2013. évekre szóló akcióterve 2. prioritásának módosításáról és az NYDOP-2.1.1/A.B-12-k-2012-0001 azonosító számú („Eszterháza Közép-Európai Kulturális Központ III. fejlesztési ütem” című) projekt támogatásának növeléséről
- 1621/2014. (XI. 4.) Korm. határozat A KEOP-1.2.0/09-11-2013-0013 azonosító számú („Hódmezővásárhely szennyvíztisztítása és Kishomok városrészének szennyvízcsatornázása” című) projekt támogatásának növeléséről
- 1622/2014. (XI. 4.) Korm. határozat A KEOP-2.2.2/C/14-2014-0001 azonosító számú („Regionális vízügyi, geoinformatikai és monitoring központ létrehozása” című) projektjavaslat támogatásának jóváhagyásáról
- 1623/2014. (XI. 5.) Korm. határozat A központi költségvetés terhére nyújtott támogatások egységes szabályok szerinti biztosításáról
- 1624/2014. (XI. 5.) Korm. határozat A KÖZOP-5.5.0-09-11-2013-0002 azonosító számú [„Budapest–Piliscsaba–Esztergom vasútvonal rekonstrukciója II/A ütem, 2-es számú Budapest (Rákosrendező) – Esztergom vasútvonal villamosítása megnevezésű KÖZOP projekt keretében Piliscsaba–Esztergom között új felülvezérelt Domino 55 biztosítóberendezés, Rákosrendező–Esztergom vasútvonalon a távközlési munkák elvégzése és utastájékoztató berendezések telepítése” című] projektjavaslat jóváhagyásáról, akciótervi nevesítéséről, szakaszolásáról és a projekt 2015. október 31. után felmerülő költségei fedezetének biztosításáról
- 1625/2014. (XI. 5.) Korm. határozat A KEOP-1.3.0/09-11-2013-0035 azonosító számú („Dombóvár és térsége ivóvízminőség javító programja” című) projekt támogatásának jóváhagyásáról szóló 1547/2013. (VIII. 15.) Korm. határozat módosításáról
- 1626/2014. (XI. 5.) Korm. határozat A KÖZOP-4.5.0-09-11-2012-0003 azonosító számú („A Csepeli Szabadkikötő intermodális és kapacitásbővítő fejlesztése 1. ütemének kivitelezése” című) projekt támogatásának növeléséről
- 1627/2014. (XI. 5.) Korm. határozat Az „Elővárosi vasúti személyszállítás céljára 6+15 db villamos motorvonat beszerzése a MÁV-START Zrt. részére” tárgyú projekt műszaki tartalmának jóváhagyásáról és a közbeszerzési eljárásának megindításáról
- 1628/2014. (XI. 6.) Korm. határozat A minősített adatot, az ország alapvető biztonsági, nemzetbiztonsági érdekeit érintő vagy a különleges biztonsági intézkedést igénylő beszerzésekre vonatkozó új szabályozás kidolgozásával kapcsolatos feladatokról
- 1629/2014. (XI. 6.) Korm. határozat Az Elektronikus Közúti Áruforgalom Ellenőrző Rendszer bevezetésével összefüggő jogalkotási és egyes fejlesztési feladatokról
- 1630/2014. (XI. 6.) Korm. határozat A Budai Várban található Karmelita kolostor vagyonkezelésével összefüggő intézkedésekről
- 1631/2014. (XI. 6.) Korm. határozat A „Digitális Nemzet Fejlesztési Program” megvalósításáról
- 1632/2014. (XI. 7.) Korm. határozat A Gazdaságfejlesztési Operatív Program 2011–2013. évekre szóló akcióterve 3. prioritásának módosításáról
- 1633/2014. (XI. 7.) Korm. határozat A KEOP-3.1.2/2F/09-11-2012-0001 azonosító számú („Az egykori bombázó lőtér tájrehabilitációja a Hortobágyi Nemzeti Parkban I. ütem” című) és a KEOP-3.1.2/2F/09-11-2012-0002 azonosító számú („Az egykori bombázó lőtér tájrehabilitációja a Hortobágyi Nemzeti Parkban II. ütem” című) projektek összköltségének növeléséről, szakaszolásáról, valamint a projektek második szakaszában felmerülő költségek fedezetének biztosításáról
- 1634/2014. (XI. 7.) Korm. határozat A KEOP-2012-5.6.0 jelű („Központi költségvetési szervek energiahatékonysági beruházásai” című) konstrukcióra szociális intézmények által benyújtott pályázatokról szóló 1502/2014. (IX. 5.) Korm. határozat módosításáról
- 1635/2014. (XI. 7.) Korm. határozat A KÖZOP-5.5.0-09-11-2014-0010 azonosító számú („Az elővárosi vasútvonalak megállóhelyei megközelítésének fejlesztése, a ráhordás feltételeinek javítása: P+R és B+R parkolók, buszfordulók építése II. ütem” című) projektjavaslat támogatásának jóváhagyásáról és akciótervi nevesítéséről
- 1636/2014. (XI. 14.) Korm. határozat A Magyarország és az Albán Köztársaság között a szociális biztonságról szóló Egyezmény szövegének végleges megállapítására adott felhatalmazásról
- 1637/2014. (XI. 14.) Korm. határozat A Magyarország Kormánya és az Azerbajdzsáni Kormány közötti Légiközlekedési Megállapodás szövegének végleges megállapítására adott felhatalmazásról
- 1638/2014. (XI. 14.) Korm. határozat A német–magyar barátság évéről és ezzel összefüggésben a rendkívüli kormányzati intézkedésekre szolgáló tartalékból történő előirányzat-átcsoportosításról
- 1639/2014. (XI. 14.) Korm. határozat A nemzetközi pénzügyi beszámolási standardok egyedi beszámolási célokra történő hazai alkalmazásáról
- 1640/2014. (XI. 14.) Korm. határozat A Nemzeti Intelligens Szakosodási Stratégia (S3) elfogadásáról és a Kutatási Infrastruktúrák Európai Stratégiai Fóruma Útitervében szereplő kutatási infrastruktúra nagyprojektekben való magyar részvételről
- 1641/2014. (XI. 14.) Korm. határozat Az egységes kormányzati ügyiratkezelő rendszer létrehozásáról szóló 1584/2014. (X. 16.) Korm. határozat módosításáról
- 1642/2014. (XI. 14.) Korm. határozat A Közigazgatási és Igazságügyi Hivatal által üzemeltetett üdülőingatlanokról szóló 1549/2014. (X. 1.) Korm. határozat módosításáról
- 1643/2014. (XI. 14.) Korm. határozat A Magyar Nemzeti Múzeum Nemzeti Örökségvédelmi Központja által ellátott egyes feladatoknak a Forster Gyula Nemzeti Örökségvédelmi és Vagyongazdálkodási Központ részére történő átadásáról szóló 1513/2014. (IX. 16.) Korm. határozat végrehajtásának feltételeiről
- 1644/2014. (XI. 14.) Korm. határozat A Miniszterelnökség agrár-vidékfejlesztésért felelős államtitkára által irányított szervezeti egységek Kecskemétre történő áthelyezésével kapcsolatos feladatokról
- 1645/2014. (XI. 14.) Korm. határozat A vízügyi ágazat irányításának átalakítása érdekében a vízvédelmi feladatok ellátásához szükséges, a Belügyminisztérium és a Földművelésügyi Minisztérium fejezetek közötti előirányzat-átcsoportosításról
- 1646/2014. (XI. 14.) Korm. határozat A bevett egyházakat megillető hit- és erkölcstan oktatáshoz kapcsolódó támogatások biztosítása érdekében a rendkívüli kormányzati intézkedésekre szolgáló tartalékból történő előirányzat-átcsoportosításról
- 1647/2014. (XI. 14.) Korm. határozat Egyes egészségügyi intézmények infrastrukturális fejlesztését célzó projektek megvalósítása érdekében szükséges források finanszírozásáról
- 1648/2014. (XI. 14.) Korm. határozat A Környezet és Energia Operatív Program 2011–2013. évi akcióterve 6. prioritásának módosításáról, valamint a prioritás keretében kiemelt projekt előzetes nevesítéséről és felhívás közzétételéről
- 1649/2014. (XI. 14.) Korm. határozat A KÖZOP-4.3.0-08-2008-0001 azonosító számú („Záhony térség belső közúti infrastruktúrájának az ipari és logisztikai befektetésekkel összehangolt fejlesztése” című) projekt támogatásának növeléséről
- 1650/2014. (XI. 14.) Korm. határozat A TIOP-1.3.1-07/1-2F-2008-0005 azonosító számú („A Miskolci Egyetem hazai és nemzetközi versenyképességének komplex megújítása” című) projekt költségnövekményének jóváhagyásáról
- 1651/2014. (XI. 17.) Korm. határozat A Nemzetközi Energia Ügynökség székházáthelyezésének kérdéséről
- 1652/2014. (XI. 17.) Korm. határozat A 2013. évi költségvetési maradványok egy részének felhasználásáról és a pártalapítványok tartalékának átcsoportosításáról
- 1653/2014. (XI. 17.) Korm. határozat A Magyar Művészeti Akadémia és Titkársága számára történő irodaépület-vásárlás fedezete biztosításához szükséges fejezetek közötti előirányzat-átcsoportosításról
- 1654/2014. (XI. 17.) Korm. határozat A fővárosi közösségi közlekedés biztonságos működtetése érdekében szükséges időszerű feladatokról
- 1655/2014. (XI. 17.) Korm. határozat A budapesti 4-es metróvonal üzembehelyezésével bővülő fővárosi közösségi közlekedési rendszer működtetéséhez szükséges intézkedésekről
- 1656/2014. (XI. 19.) Korm. határozat A Nemzeti Stadionfejlesztési Program keretében megvalósuló Bozsik Stadion fejlesztéséhez kapcsolódó intézkedésekről
- 1657/2014. (XI. 19.) Korm. határozat Balatonfüred Város Önkormányzata feladatainak támogatása érdekében történő előirányzat-átcsoportosításról
- 1658/2014. (XI. 20.) Korm. határozat A Magyarország és a Luxemburgi Nagyhercegség között a jövedelem- és a vagyonadók területén a kettős adóztatás elkerüléséről és az adóztatás kijátszásának megakadályozásáról szóló Egyezmény szövegének végleges megállapítására adott felhatalmazásról
- 1659/2014. (XI. 20.) Korm. határozat A Magyar Köztársaság Kormánya és az Üzbég Köztársaság Kormánya között a kettős adóztatás elkerüléséről és az adóztatás kijátszásának megakadályozásáról a jövedelem- és a vagyonadók területén Taskentben, 2008. április 17. napján aláírt Egyezmény módosításáról szóló Jegyzőkönyv szövegének végleges megállapítására adott felhatalmazásról
- 1660/2014. (XI. 20.) Korm. határozat A kiégett fűtőelemek kezelésének biztonságáról és a radioaktív hulladékok kezelésének biztonságáról szóló közös egyezmény szerinti ötödik Nemzeti Jelentésről és a részes országok nemzeti jelentéseit megvitató felülvizsgálati értekezleten való magyar részvételről
- 1661/2014. (XI. 20.) Korm. határozat Magyarországnak a Regionális vagy Kisebbségi Nyelvek Európai Kartája 2. cikk szerinti kötelezettségvállalásai végrehajtására vonatkozó hatodik időszaki jelentéséről
- 1662/2014. (XI. 20.) Korm. határozat A Sao Paulo-i Főkonzulátus újranyitásához kapcsolódó feladatokról
- 1663/2014. (XI. 20.) Korm. határozat A Nemzeti Kastélyprogramról
- 1664/2014. (XI. 20.) Korm. határozat A Kormány által alapított közalapítványokkal és alapítványokkal kapcsolatos időszerű intézkedésekről szóló 1159/2010. (VII. 30.) Korm. határozat által előírt felülvizsgálati eljárás megállapításai alapján szükséges intézkedésekről szóló 1316/2010. (XII. 27.) Korm. határozat módosításáról
- 1665/2014. (XI. 20.) Korm. határozat A Nemzeti Települési Szennyvízelvezetési és -tisztítási Megvalósítási Programról szóló 25/2002. (II. 27.) Korm. rendeletben szereplő 2000 fő alatti kistelepülések vizsgálatáról
- 1666/2014. (XI. 20.) Korm. határozat Az Emberi Erőforrás Fejlesztési Operatív Program és a Rászoruló Személyeket Támogató Operatív Program elfogadásáról és az Európai Bizottság részére történő benyújtásáról
- 1667/2014. (XI. 20.) Korm. határozat A Gazdaságfejlesztési és Innovációs Operatív Program, a Terület- és Településfejlesztési Operatív Program és a Versenyképes Közép-Magyarország Operatív Program elfogadásáról és az Európai Bizottság részére történő benyújtásáról
- 1668/2014. (XI. 20.) Korm. határozat A Közigazgatás- és Közszolgáltatás-fejlesztés Operatív Program elfogadásáról és az Európai Bizottság részére történő benyújtásáról
- 1669/2014. (XI. 20.) Korm. határozat A Környezeti és Energiahatékonysági Operatív Program, valamint az Integrált Közlekedésfejlesztési Operatív Program elfogadásáról és az Európai Bizottság részére történő benyújtásáról
- 1670/2014. (XI. 20.) Korm. határozat A helyi önkormányzatok adósságot keletkeztető, valamint kezesség-, illetve garanciavállalásra vonatkozó ügyleteihez történő 2014. októberi előzetes kormányzati hozzájárulásról
- 1671/2014. (XI. 20.) Korm. határozat A Szociális célú nem állami humánszolgáltatások támogatása fejezeti kezelésű előirányzat túllépésének jóváhagyásáról, valamint egyes fejezetek közötti és fejezeten belüli átcsoportosításokról
- 1672/2014. (XI. 20.) Korm. határozat Az egyszerűsített honosítási eljáráshoz kapcsolódó többletfeladatok finanszírozásáról
- 1673/2014. (XI. 20.) Korm. határozat A közúti közlekedési infrastruktúrához tartozó egyes feladatok finanszírozásához szükséges intézkedésekről
- 1674/2014. (XI. 20.) Korm. határozat A 2014. év májustól szeptemberig tartó időszakban lezajlott sporteseményeken elért kimagasló sporteredmények állami jutalma és eredményességi támogatása forrásának biztosításáról
- 1675/2014. (XI. 20.) Korm. határozat A Belügyminisztérium és a Miniszterelnökség fejezetek címrendjének a Magyarország minisztériumainak felsorolásáról szóló törvénnyel összefüggő módosításáról
- 1676/2014. (XI. 20.) Korm. határozat A rendkívüli kormányzati intézkedésekre szolgáló tartalékból történő előirányzat-átcsoportosításról és egyes kormányhatározatok módosításáról, továbbá egyes kormányhatározatok végrehajtása során alkalmazandó eltérő intézkedésekről
- 1677/2014. (XI. 26.) Korm. határozat A Magyarország Kormánya és a Koreai Köztársaság Kormánya közötti légiközlekedési megállapodás szövegének végleges megállapítására adott felhatalmazásról
- 1678/2014. (XI. 26.) Korm. határozat A Magyarország Kormánya és a Koreai Köztársaság Kormánya között a vezetői engedélyek kölcsönös elismeréséről és cseréjéről szóló megállapodás szövegének végleges megállapítására adott felhatalmazásról
- 1679/2014. (XI. 26.) Korm. határozat A Vietnami Szocialista Köztársaság részére nyújtható kötött segélyhitel felajánlásáról
- 1680/2014. (XI. 26.) Korm. határozat Az ENSZ Gyermekalapja Globális Szolgáltató Központjának lehetséges budapesti elhelyezéséről
- 1681/2014. (XI. 26.) Korm. határozat A „2015 a külhoni magyar szakképzés éve” program megvalósításáról
- 1682/2014. (XI. 26.) Korm. határozat A Nemzetközi Fejlesztési Együttműködés Koordinációs Tárcaközi Bizottság létrehozásáról
- 1683/2014. (XI. 26.) Korm. határozat Az Ausztria–Magyarország Határon Átnyúló Együttműködési Program 2014–2020 elfogadásáról
- 1684/2014. (XI. 26.) Korm. határozat A gyógyszertámogatás és a gyógyászati segédeszköz támogatás kiadásainak 2014. év végi finanszírozásához szükséges intézkedésekről
- 1685/2014. (XI. 26.) Korm. határozat A Mezőgazdasági és Vidékfejlesztési Hivatal Csongrád Megyei Kirendeltségének Hódmezővásráhelyre történő elhelyezésével összefüggő további feladatokról
- 1686/2014. (XI. 26.) Korm. határozat Létszámátadással összefüggésben a Nemzeti Fejlesztési Minisztérium és a Miniszterelnökség fejezetek közötti előirányzat-átcsoportosításról
- 1687/2014. (XI. 26.) Korm. határozat Az egyes miniszterek feladat- és hatáskörében bekövetkezett szervezeti változásokkal összefüggésben a Miniszterelnökség és az Igazságügyi Minisztérium fejezetek közötti előirányzat-átcsoportosításról
- 1688/2014. (XI. 26.) Korm. határozat Egyes fordítási feladatok ellátásával összefüggésben a Miniszterelnökség és az Igazságügyi Minisztérium fejezetek közötti előirányzat-átcsoportosításról
- 1689/2014. (XI. 26.) Korm. határozat A Kőrösi Csoma Sándor Program és a Mikes Kelemen Program 2015. évi megvalósításáról
- 1690/2014. (XI. 26.) Korm. határozat A magyar irodalmi és történelmi örökség részét képező ingóságoknak, valamint kiállítóhely ingatlannak a Petőfi Irodalmi Múzeum részére történő megvásárlása céljából a rendkívüli kormányzati intézkedésekre szolgáló tartalékból történő előirányzat-átcsoportosításról
- 1691/2014. (XI. 26.) Korm. határozat A Temesváron 25 éve kitört romániai forradalom évfordulója alkalmából megrendezésre kerülő megemlékezések támogatása érdekében a rendkívüli kormányzati intézkedésekre szolgáló tartalékból történő előirányzat-átcsoportosításról
- 1692/2014. (XI. 26.) Korm. határozat A Hungaroring Sport Zrt. által 2015. évben megvalósítandó egyes sportesemények támogatásáról
- 1693/2014. (XI. 26.) Korm. határozat A Pannon Park projekt előkészítésével kapcsolatos további intézkedésekről és ezzel összefüggésben a IX. Helyi önkormányzatok támogatásai fejezetben történő előirányzat-átcsoportosításról
- 1694/2014. (XI. 26.) Korm. határozat A XVII. Nemzeti Fejlesztési Minisztérium fejezet Autópálya rendelkezésre állási díj fejezeti kezelésű előirányzat túllépésének jóváhagyásáról
- 1695/2014. (XI. 26.) Korm. határozat Az Országos Tűzmegelőzési Bizottság működésével összefüggő feladatok végrehajtása érdekében a Földművelésügyi Minisztérium és a Nemzeti Fejlesztési Minisztérium, valamint a Belügyminisztérium fejezetek közötti előirányzat-átcsoportosításról
- 1696/2014. (XI. 26.) Korm. határozat A 2014–2020-as programozási időszak országos jelentőségű közúti, vasúti és vízi közlekedési, városi és elővárosi közlekedési fejlesztéseinek indikatív listájáról
- 1697/2014. (XI. 26.) Korm. határozat A KEOP-1.1.1/B/10-11-2013-0005 azonosító számú („Szilárdhulladék-gazdálkodási rendszer továbbfejlesztése a Heves Megyei Regionális Hulladékgazdálkodási Társulás területén” című) projekt támogatásának jóváhagyásáról szóló 1636/2013. (IX. 10.) Korm. határozat módosításáról
- 1698/2014. (XI. 26.) Korm. határozat A KEOP-1.1.1/B/10-11-2013-0002 azonosító számú („A fővárosi hulladékgazdálkodási rendszer környezetbarát technológiáinak bővítése, a hulladékfeldolgozás és újrahasznosítás arányának növelése” című) projekt szakaszolásáról
- 1699/2014. (XI. 26.) Korm. határozat A KÖZOP-5.5.0-09-11-2014-0006 azonosító számú („Jegy- és bérletkiadó automata-hálózat megújítása a budapesti közösségi közlekedésben” című) projektjavaslat támogatásának jóváhagyásáról és akciótervi nevesítéséről

##### December (1700−1872)
- 1700/2014. (XII. 3.) Korm. határozat A Környezet és Energia Operatív Program 2011–2013. évekre szóló akcióterve 5. prioritásának módosításáról
- 1701/2014. (XII. 3.) Korm. határozat A Társadalmi Megújulás Operatív Program módosításáról
- 1702/2014. (XII. 3.) Korm. határozat A 2014–2020 közötti programozási időszakban a Terület- és Településfejlesztési Operatív Program tervezésének egyes szempontjairól, valamint az operatív programhoz tartozó megyék megyei önkormányzatai és a megyei jogú városok önkormányzatai tervezési jogkörébe utalt források megoszlásáról
- 1703/2014. (XII. 3.) Korm. határozat A KÖZOP-3.5.0-09-11-2013-0011 azonosító számú [„M4 autópálya Abony–Fegyvernek új Tisza-híddal (kivitelezés)” című] projekt első szakaszának a Közlekedés Operatív Program 1. prioritásából történő finanszírozásáról, az „M8–M4 elválási csomópont előkészítése és kivitelezési munkái” című projekt 2014–2020 programozási időszakban történő megvalósításáról, valamint az „M0 gyorsforgalmi út déli szektor rekonstrukció kivitelezési munkái a 11,6–23,2 km. sz. (M6 ap.–51. sz. főút közötti) szakaszon” című projekt 2014–2020 programozási időszakba történő átütemezéséről
- 1704/2014. (XII. 3.) Korm. határozat A KÖZOP-4.5.0-09-11-2014-0001 azonosító számú („Győr–Gönyű Országos Közforgalmú Kikötő infrastrukturális továbbfejlesztése” című) projektjavaslat támogatásának jóváhagyásáról és akciótervi nevesítéséről
- 1705/2014. (XII. 3.) Korm. határozat A KÖZOP-3.5.0-09-11-2014-0034 azonosító számú („55. sz. főút tervezett Mórahalom elkerülő és megyehatár közötti szakaszán 115 kN tengelyterhelésre történő burkolat megerősítés és a főúttal párhuzamos kerékpárút kivitelezési munkáinak elvégzése” című) projektjavaslat 2014–2020 közötti programozási időszakban történő megvalósításáról
- 1706/2014. (XII. 3.) Korm. határozat A TIOP-3.3.1/A-12/2 kódszámú („A közszolgáltatásokhoz való egyenlő esélyű hozzáférés megteremtése: akadálymentesítés” című) konstrukcióval összefüggő egyes intézkedésekről
- 1707/2014. (XII. 3.) Korm. határozat A 2014–2020 közötti programozási időszakban a Versenyképes Közép-Magyarország Operatív Program tervezésének egyes szempontjairól, valamint az operatív program területi és ágazati tervezési jogkörbe utalt forrásainak megoszlásáról
- 1708/2014. (XII. 4.) Korm. határozat A Budapest Bank Zrt. tevékenysége feletti befolyás megszerzése érdekében szükséges intézkedésekről
- 1709/2014. (XII. 5.) Korm. határozat Az egyrészről a nyugat-afrikai államok, a Nyugat-afrikai Államok Gazdasági Közössége és a Nyugat-afrikai Gazdasági és Monetáris Unió, másrészről az Európai Unió és tagállamai közötti gazdasági partnerségi megállapodás szövegének végleges megállapítására adott felhatalmazásról
- 1710/2014. (XII. 5.) Korm. határozat Az igazságügyi politikáról
- 1711/2014. (XII. 5.) Korm. határozat Az egészségügyi alapellátási rendszer felülvizsgálatáról és az azzal összefüggő feladatokról
- 1712/2014. (XII. 5.) Korm. határozat Az Idősek Tanácsáról
- 1713/2014. (XII. 5.) Korm. határozat A Visegrádi Szabadalmi Intézetről szóló megállapodás szövegének végleges megállapítására adott felhatalmazásról
- 1714/2014. (XII. 5.) Korm. határozat Az egyes miniszterek feladat- és hatáskörében bekövetkezett szervezeti változásokkal összefüggésben költségvetési fejezetek közötti előirányzat-átcsoportosításról
- 1715/2014. (XII. 5.) Korm. határozat A 2013. évi költségvetési maradványok egy részének felhasználásáról
- 1716/2014. (XII. 5.) Korm. határozat Egyes állami vagyontárgyak ingyenes tulajdonba adásáról
- 1717/2014. (XII. 5.) Korm. határozat A Magyarország 2014. évi központi költségvetéséről szóló 2013. évi CCXXX. törvény alapján a XX. Emberi Erőforrások Minisztériuma fejezet 20. Fejezeti kezelésű előirányzatok cím, 2. Normatív finanszírozás alcím, 3. Közoktatási célú humánszolgáltatás és kiegészítő támogatás jogcímcsoport előirányzat túllépésének jóváhagyásáról
- 1718/2014. (XII. 5.) Korm. határozat A közfoglalkoztatási program megvalósítása céljából egyes Nemzeti Földalapba tartozó ingatlanok önkormányzatok részére történő ingyenes vagyonkezelésbe adásáról
- 1719/2014. (XII. 5.) Korm. határozat Az egészségügyi felsőfokú szakirányú szakképzéshez kapcsolódó állami támogatások biztosítása érdekében az Emberi Erőforrások Minisztériuma és a Honvédelmi Minisztérium fejezetek közötti előirányzat-átcsoportosításról
- 1720/2014. (XII. 5.) Korm. határozat A Nemzeti Fejlesztési Minisztérium és a Miniszterelnökség fejezetek között a fogyasztói érdekek képviseletét ellátó egyesületek támogatására kiírt pályázat kezelése céljából történő előirányzatátcsoportosításról
- 1721/2014. (XII. 5.) Korm. határozat A rendkívüli kormányzati intézkedésekre szolgáló tartalékból történő előirányzat-átcsoportosításról, a kormányzati infokommunikációs szolgáltatások finanszírozásához  a Belügyminisztérium és a Helyi önkormányzatok támogatásai fejezetek közötti előirányzatátcsoportosításról, továbbá egyes kormányhatározatok módosításáról és egyes kormányhatározatok végrehajtása során alkalmazandó eltérő intézkedésekről
- 1722/2014. (XII. 5.) Korm. határozat A Társadalmi Felzárkózási és Cigányügyi Tárcaközi Bizottság létrehozásáról szóló 1199/2010. (IX. 29.) Korm. határozat, valamint a Cigányügyi Egyeztető Tanács létrehozásáról szóló 1048/2013. (II. 12.) Korm. határozat módosításáról
- 1723/2014. (XII. 5.) Korm. határozat A Nemzeti Köznevelési Infrastruktúra Fejlesztési Program keretében megvalósuló izsáki és dunakeszi iskolaépítés egyes kérdéseiről, valamint a rendkívüli kormányzati intézkedésekre szolgáló tartalékból történő előirányzat-átcsoportosításról
- 1724/2014. (XII. 5.) Korm. határozat Az ÉAOP-2.1.1/E-12-k2-2012-0007 azonosító számú („Tisza-tó és Hortobágy közötti kerékpárút kiépítése, komplex kerékpáros turisztikai fejlesztés megvalósítása a Tisza-tó kerékpáros körgyűrű Észak-Alföldi szakaszának megvalósítása” című) projekt támogatásának növeléséről
- 1725/2014. (XII. 5.) Korm. határozat A Környezet és Energia Operatív Program 2011–2013. évekre szóló akcióterve 1. prioritásának módosításáról, valamint a prioritás keretében megvalósítani tervezett egyes projektjavaslatok támogatásának jóváhagyásáról és a prioritás keretében megvalósuló projektek támogatásának növeléséről
- 1726/2014. (XII. 5.) Korm. határozat A Környezet és Energia Operatív Program 2011–2013. évekre szóló akcióterve 1. prioritásának módosításáról és a prioritás keretében megvalósítani tervezett projektek megvalósításához szükséges forrás biztosításáról szóló 2029/2013. (XII. 29.) Korm. határozat módosításáról
- 1727/2014. (XII. 5.) Korm. határozat A KÖZOP-3.1.1-07-2008-0030 azonosító számú („76. sz. főút Hévíz elkerülő szakaszainak építése” című) projekt támogatásának növeléséről
- 1728/2014. (XII. 5.) Korm. határozat A KÖZOP-3.5.0-09-11-2014-0045 azonosító számú („Integrált úthálózat-üzemeltetés megvalósítás” című) projektjavaslat támogatásának jóváhagyásáról és akciótervi nevesítéséről
- 1729/2014. (XII. 5.) Korm. határozat A a 2015-ben a közigazgatási, rendészeti, katonai és nemzetbiztonsági felsőoktatásban felvehető, államilag

támogatott és önköltséges hallgatói létszámkeretről
- 1730/2014. (XII. 12.) Korm. határozat Az afganisztáni Eltökélt Támogatás Műveletben (RSM) történő magyar katonai szerepvállalásról
- 1731/2014. (XII. 12.) Korm. határozat Az afganisztáni Nemzetközi Biztonsági Közreműködő Erők (ISAF) műveleteiben történő további magyar katonai szerepvállalásról szóló 2186/2008. (XII. 29.) Korm. határozat hatályon kívül helyezéséről
- 1732/2014. (XII. 12.) Korm. határozat Az ingyenes bölcsődei és óvodai gyermekétkeztetés bővítéséről
- 1733/2014. (XII. 12.) Korm. határozat Az uniós programok 2014-es kifizetési tervének teljesüléséről
- 1734/2014. (XII. 12.) Korm. határozat Az európai strukturális és beruházási alapokból támogatással rendelkező vállalkozások biztosítékmentességéről
- 1735/2014. (XII. 12.) Korm. határozat A honvédelmi célra felesleges és a Honvédelmi Minisztérium vagyonkezelésében lévő ingatlanok értékesítéséből származó bevételek felhasználásáról
- 1736/2014. (XII. 12.) Korm. határozat Az Igazságügyi Hivatalnak a Közigazgatási és Igazságügyi Hivatalból történő kiválásával összefüggésben a Miniszterelnökség és az Igazságügyi Minisztérium fejezetek közötti előirányzat-átcsoportosításról
- 1737/2014. (XII. 12.) Korm. határozat A büntetés-végrehajtással összefüggő pártfogó felügyelői tevékenységgel kapcsolatos feladatok ellátása érdekében a Miniszterelnökség és a Belügyminisztérium fejezetek közötti előirányzat-átcsoportosításról
- 1738/2014. (XII. 12.) Korm. határozat A közszolgálati életpálya kidolgozásával kapcsolatos feladatok ellátásához szükséges, a Miniszterelnökség és a Belügyminisztérium fejezetek közötti előirányzat-átcsoportosításról
- 1739/2014. (XII. 12.) Korm. határozat Az Emberi Erőforrások Minisztériuma és a Központi Statisztikai Hivatal fejezetek közötti előirányzat-átcsoportosításról
- 1740/2014. (XII. 12.) Korm. határozat A Gyógyszerészeti és Egészségügyi Minőség- és Szervezetfejlesztési Intézet tulajdonosi joggyakorlása alá tartozó ingatlan értékesítéséből befolyt bevétel felhasználásáról
- 1741/2014. (XII. 13.) Korm. határozat A Nemzeti Szakképzési és Felnőttképzési Hivatal címrendi besorolásáról
- 1742/2014. (XII. 15.) Korm. határozat Az Európai Unió döntéshozatali tevékenységében való kormányzati részvétel összehangolásáról és az Európai Koordinációs Tárcaközi Bizottságról
- 1743/2014. (XII. 15.) Korm. határozat Az elektronikus közigazgatás kiterjesztésével kapcsolatos feladatokról
- 1744/2014. (XII. 15.) Korm. határozat A területi államigazgatási szervezetrendszer átalakításához kapcsolódó újabb intézkedésekről
- 1745/2014. (XII. 15.) Korm. határozat Egyes költségvetési szervekkel kapcsolatos időszerű intézkedésekről
- 1746/2014. (XII. 15.) Korm. határozat A költségvetési szervek és az egyházi jogi személyek foglalkoztatottjainak 2014. évi kompenzációjához nyújtott támogatással összefüggő előirányzat-átcsoportosításról
- 1747/2014. (XII. 15.) Korm. határozat A Nemzet Sportolóinak javaslata alapján a Nemzet Sportolója cím adományozásáról
- 1748/2014. (XII. 15.) Korm. határozat Egyes kulturális programok támogatásáról
- 1749/2014. (XII. 15.) Korm. határozat Az MFB TÉSZ Forgóeszköz Hitelprogram 2020 bevezetéséről
- 1750/2014. (XII. 15.) Korm. határozat Az MFB Agrár Forgóeszköz Hitelprogram 2020 bevezetéséről
- 1751/2014. (XII. 15.) Korm. határozat Az MFB Élelmiszeripari Forgóeszköz Hitelprogram 2020 bevezetéséről
- 1752/2014. (XII. 15.) Korm. határozat A Piacfelügyeleti Munkacsoportról szóló 1044/2014. (II. 7.) Korm. határozat módosításáról
- 1753/2014. (XII. 15.) Korm. határozat A Nemzeti Stadionfejlesztési Program keretében megvalósuló egyes labdarúgó sportlétesítmény-fejlesztési beruházásokkal kapcsolatos intézkedésekről, valamint a Nemzeti Stadionfejlesztési Program megvalósításához kapcsolódó további intézkedésekről szóló 1980/2013. (XII. 29.) Korm. határozat módosításáról
- 1754/2014. (XII. 15.) Korm. határozat Az emberi fogyasztásra szánt víz minőségéről szóló, 1998. november 3-i 98/83/EK tanácsi irányelv előírásainak megfelelő minőségű ivóvíz átmeneti biztosításának folyamatosságához szükséges előirányzat-átcsoportosításokról szóló 1099/2014. (III. 4.) Korm. határozat és a rendkívüli kormányzati intézkedésekre szolgáló tartalékból történő előirányzat-átcsoportosításról szóló 1155/2013. (III. 26.) Korm. határozat szerinti elszámolási és visszatérítési kötelezettség teljesítésének határideje módosításáról
- 1755/2014. (XII. 15.) Korm. határozat A nemzetbiztonsági védelem alá eső szervek és létesítmények köréről szóló 1232/2009. (XII. 30.) Korm. határozat és a Nemzeti Kutatás-fejlesztési és Innovációs Stratégia (2013–2020) elfogadásáról szóló 1414/2013. (VII. 4.) Korm. határozat módosításáról
- 1756/2014. (XII. 15.) Korm. határozat A munkaügyi szakigazgatási szervek egyes funkcióinak átadás-átvétele érdekében történő fejezetek közötti előirányzat-átcsoportosításról
- 1757/2014. (XII. 15.) Korm. határozat A Földművelésügyi Minisztérium és az Emberi Erőforrások Minisztériuma fejezetek közötti előirányzat-átcsoportosításról
- 1758/2014. (XII. 15.) Korm. határozat Az üzemeltetési feladatok rendezése érdekében költségvetési fejezetek közötti előirányzat-átcsoportosításról
- 1759/2014. (XII. 15.) Korm. határozat A mindennapos testnevelés részét képező Kölyökatlétikai Program folytatásához szükséges forrás biztosításáról
- 1760/2014. (XII. 15.) Korm. határozat A fejezeti tartalék terhére történő átcsoportosításról
- 1761/2014. (XII. 15.) Korm. határozat A rendkívüli kormányzati intézkedésekre szolgáló tartalékból történő előirányzat-átcsoportosításról
- 1762/2014. (XII. 16.) Korm. határozat A Nemzetgazdasági Tervezési Hivatal megszüntetésével kapcsolatos egyes kérdésekről
- 1763/2014. (XII. 18.) Korm. határozat A 2015. évi határátlépéssel járó csapatmozgások engedélyezéséről
- 1764/2014. (XII. 18.) Korm. határozat Az európai területi együttműködés célkitűzés keretében megvalósuló Duna Transznacionális Program 2014–2020 elfogadásáról
- 1765/2014. (XII. 18.) Korm. határozat A Széchenyi Kártya Program egyes konstrukciói támogatásának folytatásáról
- 1766/2014. (XII. 18.) Korm. határozat Az Otthonteremtési Program elindításához szükséges intézkedésekről szóló 1331/2011. (X. 12.) Korm. határozat hatályon kívül helyezéséről
- 1767/2014. (XII. 18.) Korm. határozat Az MFB Vállalkozásfinanszírozási Program 2020, az MFB Önkormányzati Infrastruktúrafejlesztési Program 2020, valamint az MFB Közösségi Közlekedésfejlesztés Finanszírozási Programhoz kapcsolódó árfolyam-fedezeti kötelezettségvállalásról
- 1768/2014. (XII. 18.) Korm. határozat Az MFB Élelmiszeripari Bankgarancia Program, az MFB Gazdaságélénkítési Bankgarancia Program, az MFB Önkormányzati Szállítói Előleg-visszafizetési Bankgarancia Program keretösszegének módosításáról, valamint a Tartalékgazdálkodási Közhasznú Társaság által felveendő gabona felvásárlási célú forgóeszköz hitelről szóló 1178/2009. (X. 26.) Korm. határozat hatályon kívül helyezéséről és a Nemzeti Köznevelési Infrastruktúra Fejlesztési Program keretében megvalósuló izsáki és dunakeszi iskolaépítés egyes kérdéseiről, valamint a rendkívüli kormányzati intézkedésekre szolgáló tartalékból történő előirányzat-átcsoportosításról szóló 1723/2014. (XII. 5.) Korm. határozat módosításáról
- 1769/2014. (XII. 18.) Korm. határozat A hulladékgazdálkodási közszolgáltatás fenntartható működésének biztosításáról a földművelésügyi miniszter egyedi döntése útján történő támogatás nyújtásával
- 1770/2014. (XII. 18.) Korm. határozat A nemzetpolitikai szempontból kiemelt célok megvalósítása érdekében a rendkívüli kormányzati intézkedésekre szolgáló tartalékból történő előirányzat-átcsoportosításról
- 1771/2014. (XII. 18.) Korm. határozat Az ukrajnai humanitárius segítségnyújtás finanszírozásához kapcsolódóan a rendkívüli kormányzati intézkedésekre szolgáló tartalékból történő előirányzat-átcsoportosításról
- 1772/2014. (XII. 18.) Korm. határozat A Nemzeti Fejlesztési Minisztérium és Az állami vagyonnal kapcsolatos bevételek és kiadások költségvetési fejezetek közötti előirányzat-átcsoportosításról
- 1773/2014. (XII. 18.) Korm. határozat Az egyes miniszterek feladat- és hatáskörében bekövetkezett szervezeti változásokkal összefüggésben a Miniszterelnökség és az Emberi Erőforrások Minisztériuma fejezetek közötti előirányzat-átcsoportosításról
- 1774/2014. (XII. 18.) Korm. határozat Az egyes miniszterek feladat- és hatáskörében bekövetkezett szervezeti változásokkal összefüggésben a Miniszterelnökség és Külgazdasági és Külügyminisztérium fejezetek közötti előirányzat-átcsoportosításról
- 1775/2014. (XII. 18.) Korm. határozat Az egyes miniszterek feladat- és hatáskörében bekövetkezett szervezeti változásokkal összefüggésben a Belügyminisztérium és a Miniszterelnökség fejezetek közötti előirányzat-átcsoportosításról
- 1776/2014. (XII. 18.) Korm. határozat A Honvédelmi Minisztérium és a Külgazdasági és Külügyminisztérium közötti, az új NATO székház finanszírozásához kapcsolódó előirányzat-átcsoportosításról
- 1777/2014. (XII. 18.) Korm. határozat A Tihanyi Alapítvány egyedi támogatása érdekében a rendkívüli kormányzati intézkedésekre szolgáló tartalékból történő előirányzat-átcsoportosításról
- 1778/2014. (XII. 18.) Korm. határozat A Katonai Emlékpark Közhasznú Nonprofit Korlátolt Felelősségű Társaság törzstőke-emeléséhez és az ehhez kapcsolódó részesedések rendezéséhez szükséges fejezetek közötti előirányzat-átcsoportosításról
- 1779/2014. (XII. 18.) Korm. határozat A fertődi Esterházy-kastély rekonstrukciójához a rendkívüli kormányzati intézkedésekre szolgáló tartalékból történő előirányzat-átcsoportosításról szóló 1542/2013. (VIII. 15.) Korm. határozat, valamint a rendkívüli kormányzati intézkedésekre szolgáló tartalékból történő előirányzat-átcsoportosításról és egyes kormányhatározatok módosításáról szóló 1968/2013. (XII. 17.) Korm. határozat módosításáról
- 1780/2014. (XII. 18.) Korm. határozat A Velencei-tavi bicikliút-hálózat fejlesztéséhez szükséges forrás biztosításáról
- 1781/2014. (XII. 18.) Korm. határozat Szekszárd Megyei Jogú Város feladatainak támogatása érdekében a IX. Helyi önkormányzatok támogatásai fejezetben történő előirányzat-átcsoportosításról
- 1782/2014. (XII. 18.) Korm. határozat A Belügyminisztérium és a Nemzeti Adó- és Vámhivatal fejezetek közötti előirányzat-átcsoportosításról
- 1783/2014. (XII. 18.) Korm. határozat A Szegedi Tudományegyetem szervezeti keretein belül létrejövő Francia Egyetem fokozatos kialakítása érdekében támogatás biztosításával összefüggő a Miniszterelnökség és az Emberi Erőforrások Minisztériuma fejezetek közötti előirányzat-átcsoportosításról
- 1784/2014. (XII. 18.) Korm. határozat A Széchenyi István Mezőgazdasági és Élelmiszeripari Szakképző Iskola és Kollégium kollégiuma működésének finanszírozása érdekében történő előirányzat-átcsoportosításról
- 1785/2014. (XII. 18.) Korm. határozat A Fővárosi Roma Kulturális és Módszertani Oktatási Központ megvalósítása érdekében a IX. Helyi önkormányzatok támogatásai és a XX. Emberi Erőforrások Minisztériuma fejezet közötti előirányzat-átcsoportosításról
- 1786/2014. (XII. 18.) Korm. határozat Az NKÖV Nemzeti Kulturális Örökség Védelmi Nonprofit Kft. törzstőke- emeléséhez és az ehhez kapcsolódó részesedések rendezéséhez szükséges fejezetek közötti előirányzat-átcsoportosításról
- 1787/2014. (XII. 18.) Korm. határozat A Greif BSC Europe Korlátolt Felelősségű Társaság létszámbővítéshez kapcsolódó képzéseinek támogatásáról
- 1788/2014. (XII. 18.) Korm. határozat A HANKOOK TIRE Magyarország Gyártó és Kereskedelmi Korlátolt Felelősségű Társaság létszámbővítéshez kapcsolódó képzéseinek támogatásáról
- 1789/2014. (XII. 18.) Korm. határozat A Systemax Business Services Korlátolt Felelősségű Társaság létszámbővítéshez kapcsolódó képzéseinek támogatásáról
- 1790/2014. (XII. 18.) Korm. határozat A KEOP-2.2.1/2F/09-2009-0002 azonosító számú [„A Ráckevei (Soroksári-) Duna-ág (RSD) és mellékágai kotrása, műtárgyépítés és -rekonstrukció” című] projekt támogatásának növeléséről és szakaszolásáról, valamint a KEOP-2.2.1/2F/09-2011-0001 azonosító számú („Komplex Tisza-tó Projekt” című) projekt szakaszolásáról
- 1791/2019. (XII. 1791/2014. (XII. 19.) Korm. határozat Egyes ivóvízminőség-javító beruházások saját hatáskörben történő megvalósításáról szóló kormányhatározatok módosításáról
- 1792/2014. (XII. 19.) Korm. határozat Az NFP Nemzeti Fejlesztési Programiroda Nonprofit Korlátolt Felelősségű Társaság feladatkörének bővülésével összefüggő feladatokról
- 1793/2014. (XII. 19.) Korm. határozat A KEOP-1.1.1/2F/09-11-2011-0002 azonosító számú („Duna-Vértes Köze Regionális Hulladékgazdálkodási Rendszer” című) nagyprojekttel összefüggő egyes intézkedésekről
- 1794/2014. (XII. 19.) Korm. határozat A KEOP-5.4.0/12-2013-0010 azonosító számú („Elhasználódott, nagy hőveszteségű távhővezetékek cseréje a PÉTÁV Pécsi Távfűtő Kft. hőellátási körzetében és az Ércbányász lakótelep csatlakoztatása a távvezetékes hőellátásra” című) projekttel összefüggésben a PÉTÁV Pécsi Távfűtő Korlátolt Felelősségű Társaság biztosítéknyújtási kötelezettség alóli mentesítéséről
- 1795/2014. (XII. 19.) Korm. határozat A Környezet és Energia Operatív Program 2011–2013. évekre szóló akcióterve 5. prioritásának megállapításáról
- 1796/2014. (XII. 19.) Korm. határozat A KÖZOP-3.1.1-07-2008-0012 azonosító számú („71. sz. főút Keszthely elkerülő szakasz építése” című) projekt támogatásának növeléséről
- 1797/2014. (XII. 19.) Korm. határozat A TÁMOP-2.4.3.F-14-2014-0002 azonosító számú („Komplex Térségfejlesztési Környezettudatos Munkáltatói Program a hátrányos helyzetű, alulképzett munkaerő tömeges foglalkoztatása érdekében” című) projekt akciótervi nevesítéséről és támogatásának jóváhagyásáról
- 1798/2014. (XII. 19.) Korm. határozat Ukrajna megsegítését célzó NATO pénzügyi alaphoz történő magyar hozzájárulásról
- 1799/2014. (XII. 19.) Korm. határozat A 2014. évi hiánycél tartásához szükséges intézkedésekről szóló 1381/2014. (VII. 17.) Korm. határozat visszavonásáról
- 1800/2014. (XII. 19.) Korm. határozat A 2013. évi költségvetési maradványok egy részének felhasználásáról
- 1801/2014. (XII. 19.) Korm. határozat Az önkormányzatok adósságot keletkeztető, valamint kezesség-, illetve garanciavállalásra vonatkozó ügyleteihez történő 2014. decemberi előzetes kormányzati hozzájárulásról, továbbá a helyi önkormányzatok adósságot keletkeztető, valamint kezesség-, illetve garanciavállalásra vonatkozó ügyleteihez történő 2014. októberi előzetes kormányzati hozzájárulásról szóló 1670/2014. (XI. 20.) Korm.  határozat módosításáról
- 1802/2014. (XII. 19.) Korm. határozat A Széchenyi Kereskedelmi Bank Zrt. „v. a.”-val kapcsolatos egyes intézkedésekről
- 1803/2014. (XII. 19.) Korm. határozat Bizonyos veszélyes hulladékkal összefüggésben felmerült közegészségügyi kérdések megoldására irányuló feladatokról
- 1804/2014. (XII. 19.) Korm. határozat A vízügyi igazgatási szervek 2014. október 1. és december 31. közötti időszakban jogszabályi kötelezettség alapján végzett árvízi-, belvízi-, vízminőségi-, helyi vízkárelhárítási védekezési feladatainak finanszírozásáról
- 1805/2014. (XII. 19.) Korm. határozat Egyes önkormányzatok gazdaságfejlesztéssel kapcsolatos célkitűzése érdekében történő előirányzat-átcsoportosításról
- 1806/2014. (XII. 19.) Korm. határozat Az egyes miniszterek feladat- és hatáskörében bekövetkezett szervezeti változásokkal összefüggésben az Emberi Erőforrások Minisztériuma és a Miniszterelnökség fejezetek közötti előirányzat-átcsoportosításról
- 1807/2014. (XII. 19.) Korm. határozat A felszámolói névjegyzékvezetéssel összefüggő létszámátadással kapcsolatosan a Miniszterelnökség és a Nemzeti Fejlesztési Minisztérium fejezetek közötti előirányzat-átcsoportosításról
- 1808/2014. (XII. 19.) Korm. határozat  Az elektronikus fizetési és elszámolási rendszer működtetésével összefüggő feladatok végrehajtása érdekében a Nemzeti Fejlesztési Minisztérium és a Belügyminisztérium fejezetek közötti előirányzat-átcsoportosításról
- 1809/2014. (XII. 19.) Korm. határozat A Beruházás ösztönzési célelőirányzattal összefüggő létszámátadással kapcsolatosan a Nemzeti Fejlesztési Minisztérium és a Külgazdasági és Külügyminisztérium fejezetek közötti előirányzat-átcsoportosításról
- 1810/2014. (XII. 19.) Korm. határozat A Mezőgazdasági és Vidékfejlesztési Hivatalban a vidékfejlesztési program végrehajtásához szükséges beruházási kiadások fedezetének biztosítása érdekében az Uniós Fejlesztések és a Földművelésügyi Minisztérium fejezetek közötti előirányzat-átcsoportosításról
- 1811/2014. (XII. 19.) Korm. határozat A Nemzeti Földalappal kapcsolatos bevételek és kiadások költségvetési

fejezet és a Földművelésügyi Minisztérium költségvetési fejezet közötti előirányzat-átcsoportosításról 
- 1812/2014. (XII. 19.) Korm. határozat A rendkívüli kormányzati intézkedésekre szolgáló tartalékból történő előirányzat-átcsoportosításról, az Országvédelmi Alapból történő előirányzat-átcsoportosításról, a pártalapítványok tartalékának átcsoportosításáról, az Összevont szakellátás jogcím előirányzatának megemeléséről és egyes kormányhatározatok módosításáról
- 1813/2014. (XII. 19.) Korm. határozat A Stipendium Hungaricum ösztöndíjprogram 2014. július 1. és 2014. december 31. közötti szakaszának megvalósítása érdekében a Külgazdasági és Külügyminisztérium, az Emberi Erőforrások Minisztériuma és a Miniszterelnökség fejezetek közötti előirányzat-átcsoportosításról
- 1814/2014. (XII. 19.) Korm. határozat A soltvadkerti református templom épületének felújítása érdekében a rendkívüli kormányzati intézkedésekre szolgáló tartalékból történő előirányzat-átcsoportosításról
- 1815/2014. (XII. 19.) Korm. határozat A Festetics-kastély történelmi kastélykertjének megújulásához közvetlenül kapcsolódó beruházás érdekében a rendkívüli kormányzati intézkedésekre szolgáló tartalékból történő előirányzat-átcsoportosításról
- 1816/2014. (XII. 19.) Korm. határozat Az osztatlan közös földtulajdon megszüntetésével kapcsolatos földhivatali feladatok költségeinek biztosítása érdekében a  Földművelésügyi Minisztérium és a Miniszterelnökség fejezetek közötti előirányzat-átcsoportosításról
- 1817/2014. (XII. 19.) Korm. határozat Az Erdélyi Magyar Nemzeti Tanács Demokrácia-központok tevékenységének, valamint az erdélyi szórványkollégiumok működési és beruházási költségei finanszírozása érdekében a rendkívüli kormányzati intézkedésekre szolgáló tartalékból történő előirányzat-átcsoportosításról
- 1818/2014. (XII. 19.) Korm. határozat A Szent István Egyetem Alkalmazott Bölcsészeti és Pedagógiai Kar szarvasi telephelyű Pedagógiai Intézetének az egyházi fenntartásban működő Gál Ferenc Főiskolához történő csatlakozásáról szóló 1368/2014. (VII. 3.) Korm. határozatban foglaltak végrehajtásához szükséges intézkedésekről és előirányzat-átcsoportosításról
- 1819/2014. (XII. 19.) Korm. határozat Az Esterházy család sírdombjának megközelítését biztosító intézkedések érdekében a rendkívüli kormányzati intézkedésekre szolgáló tartalékból történő előirányzat-átcsoportosításról
- 1820/2014. (XII. 19.) Korm. határozat A fertődi Esterházy-kastély belső kialakításának megváltoztatása érdekében a rendkívüli kormányzati intézkedésekre szolgáló tartalékból történő előirányzat-átcsoportosításról
- 1821/2014. (XII. 19.) Korm. határozat A Mezőtúri református kollégium könyvtárának felújítása érdekében a rendkívüli kormányzati intézkedésekre szolgáló tartalékból történő előirányzat-átcsoportosításról
- 1822/2014. (XII. 19.) Korm. határozat Egyes székesfehérvári stratégiai jelentőségű vagyontárgyak önkormányzati tulajdonba kerülése érdekében történő további előirányzat-átcsoportosításról
- 1823/2014. (XII. 19.) Korm. határozat A Miniszterelnökség és az Emberi Erőforrások Minisztériuma fejezetek között az Országos Széchényi Könyvtár Mikes Kelemen Program lebonyolításában való részvétele érdekében történő előirányzat-átcsoportosításról
- 1824/2014. (XII. 19.) Korm. határozat A magyarországi Holokauszt 70. évfordulójához kapcsolódó programok megvalósítása érdekében történő előirányzat-átcsoportosításról
- 1825/2014. (XII. 23.) Korm. határozat A XLII. A költségvetés közvetlen bevételei és kiadásai és a XLIII. Az állami vagyonnal kapcsolatos bevételek és kiadások költségvetési fejezetek közötti előirányzat-átcsoportosításról
- 1826/2014. (XII. 23.) Korm. határozat Egyes önkormányzatok feladatainak támogatása érdekében történő előirányzat-átcsoportosításokról
- 1827/2014. (XII. 23.) Korm. határozat A Millenáris Nonprofit Kft. működési kiadásának csökkentéséhez szükséges intézkedések érdekében a rendkívüli kormányzati intézkedésekre szolgáló tartalékból történő előirányzat-átcsoportosításról
- 1828/2014. (XII. 23.) Korm. határozat Az MFB Magyar Fejlesztési Bank Zártkörűen Működő Részvénytársaság által az FHB Életjáradék Zrt. részére nyújtandó hitelhez kapcsolódó állami kezességvállalásról
- 1829/2014. (XII. 23.) Korm. határozat A Magyar Állami Operaház és az Erkel Színház új műhelyháza és próbacentruma létrehozásához szükséges beruházás előkészítéséről
- 1830/2014. (XII. 23.) Korm. határozat A Finnugor Írókongresszus előkészítése érdekében a rendkívüli kormányzati intézkedésekre szolgáló tartalékból történő előirányzat-átcsoportosításról
- 1831/2014. (XII. 23.) Korm. határozat Az Esterházy-család eredeti tulajdonában lévő egyes vagyontárgyak, illetve az Esterházy-család tagjait ábrázoló képzőművészeti alkotások megvásárlása érdekében a rendkívüli kormányzati intézkedésekre szolgáló tartalékból történő előirányzat-átcsoportosításról
- 1832/2014. (XII. 23.) Korm. határozat Az európai uniós programok likviditási helyzetének kezeléséről
- 1833/2014. (XII. 29.) Korm. határozat Az Európa Tanács Parlamenti Közgyűlésének 2012. évben elfogadott 1883. számú határozatában foglalt egyes ajánlások végrehajtásáról
- 1834/2014. (XII. 29.) Korm. határozat Az Európai Unió Közép-afrikai Köztársaságbeli Műveletében („EUFOR RCA”) történő további magyar katonai szerepvállalásról
- 1835/2014. (XII. 29.) Korm. határozat A Paksi Atomerőmű kapacitásának fenntartásával összefüggő személyügyi kérdések rendezéséről
- 1836/2014. (XII. 29.) Korm. határozat A Paksi Atomerőmű kapacitásának fenntartásával kapcsolatos egyes feladatok meghatározásáról
- 1837/2014. (XII. 29.) Korm. határozat A budai Várnegyedben a Királyi Palota épületegyütteshez tartozó egykori Lovarda újjáépítéséről és az újjáépítéshez szükséges forrás biztosításáról
- 1838/2014. (XII. 29.) Korm. határozat A Sport XXI. Létesítményfejlesztési Program keretében PPP konstrukcióban létesült önkormányzati sportlétesítmények kiváltásáról szóló 1966/2013. (XII. 17.) Korm. határozat módosításáról
- 1839/2014. (XII. 29.) Korm. határozat Az ÉMOP-2.1.1/A-14-2014-0001 azonosító számú („Nemzeti Filmtörténeti Élménypark” című) projektjavaslat akciótervi nevesítéséről
- 1840/2014. (XII. 29.) Korm. határozat A KEOP-1.1.1/2F/09-11-2011-0002 azonosító számú („Duna–Vértes Köze Regionális Hulladékgazdálkodási Rendszer” című) nagyprojekt támogathatósági feltételeiről
- 1841/2014. (XII. 29.) Korm. határozat A Környezet és Energia Operatív Program 2011–2013. évekre szóló akcióterve 4. prioritásának módosításáról
- 1842/2014. (XII. 29.) Korm. határozat A KEOP-1.1.1/2F/09-11-2012-0007 azonosító számú („Települési szilárdhulladék-gazdálkodási rendszer fejlesztése a Délkelet-Alföld Regionális Hulladékgazdálkodási Rendszer Létrehozását Célzó Önkormányzati Társulás területén” című) projekt támogatási szerződésének módosításáról, valamint a Környezet és Energia Operatív Program keretében egyes hulladékgazdálkodási projektek támogatásának jóváhagyásáról szóló 1654/2013. (IX. 17.) Korm. határozat módosításáról
- 1843/2014. (XII. 29.) Korm. határozat A „47. számú főút Hódmezővásárhely északi elkerülő szakasz (K047.14 szakasz)” című projekt Integrált Közlekedésfejlesztési Operatív Program keretében történő támogatásáról
- 1844/2014. (XII. 29.) Korm. határozat A 2016. évi Fédération Internationale pour le Droit Européen kongresszus megrendezéséhez szükséges források biztosításáról
- 1845/2014. (XII. 30.) Korm. határozat A Magyarország Kormánya és a Ghánai Köztársaság Kormánya közötti oktatási együttműködési egyezmény szövegének végleges megállapítására adott felhatalmazásról
- 1846/2014. (XII. 30.) Korm. határozat Az új közszolgálati életpálya bevezetéséről
- 1847/2014. (XII. 30.) Korm. határozat A Nemzeti Ifjúsági Stratégia 2015. év december 31-ig tartó cselekvési tervéről
- 1848/2014. (XII. 30.) Korm. határozat A kormányzati lakossági tájékoztató levelek küldésével kapcsolatos feladatokról
- 1849/2014. (XII. 30.) Korm. határozat Az energiahatékony beszerzésekről
- 1850/2014. (XII. 30.) Korm. határozat Az Országos Atomenergia Hivatal hatósági feladatellátását biztosító anyagi és humán erőforrások rendelkezésre állásához szükséges intézkedésekről, valamint e feladatellátással összefüggésben felsőoktatási ösztöndíj bevezetésének és a duális képzés nukleáris iparban történő bevezetésének vizsgálatáról
- 1851/2014. (XII. 30.) Korm. határozat Magyarország Nemzeti Infokommunikációs Stratégiájának módosításáról és a „Zöld könyv az infokommunikációs szektor 2014–2020 közötti fejlesztési irányairól” című akcióterv elfogadásáról
- 1852/2014. (XII. 30.) Korm. határozat A Kovács Gábor Művészeti Alapítvány (KOGART) támogatása érdekében szükséges intézkedésekről
- 1853/2014. (XII. 30.) Korm. határozat A Magyar Mozgókép Közalapítvány tartozásállományának konszolidációjáról szóló 1220/2012. (VI. 26.) Korm. határozat módosításáról
- 1854/2014. (XII. 30.) Korm. határozat A „Digitális Nemzet Fejlesztési Program” település-központú kísérleti alprogramjának megvalósításához szükséges források biztosításáról
- 1855/2014. (XII. 30.) Korm. határozat A Budapesti Tavaszi Fesztivál és a Budapesti Őszi Fesztivál (Café Budapest) helyzete hosszú távú rendezésének előkészítése, valamint 2014-es megrendezése érdekében szükséges átmeneti intézkedésekről szóló 1540/2013. (VIII. 15.) Korm. határozat módosításáról
- 1856/2014. (XII. 30.) Korm. határozat A közvetlen brüsszeli kifizetésű források hatékony felhasználásának kárpát-medencei szintű összehangolásáról és a Magyar Fejlesztési Központ felállításáról, valamint az Éghajlat-politika és Környezetvédelem Alprogrammal (LIFE) kapcsolatos feladatok ellátásáról
- 1857/2014. (XII. 30.) Korm. határozat A GE Infrastructure Hungary Holding Korlátolt Felelősségű Társaság létszámbővítéshez kapcsolódó képzéseinek támogatásáról
- 1858/2014. (XII. 30.) Korm. határozat Az IBIDEN Hungary Kft., a Le Bélier Magyarország Zrt. és a BSM Magyarország Kft., a Nemak Győr Kft., az Oracle Hungary Kft., valamint a Zoltek Zrt. magyarországi nagybefektetőkkel való stratégiai együttműködési megállapodások megkötéséről
- 1859/2014. (XII. 30.) Korm. határozat Az Elektronikus Közigazgatás Operatív Program 2011–2013. évekre szóló akciótervének megállapításáról
- 1860/2014. (XII. 30.) Korm. határozat Az Észak-Magyarországi Operatív Program 2011–2013. évekre szóló akcióterve 2. prioritásának módosításáról és az ÉMOP-2.1.1/A-12-k-2012-0004 azonosító számú („Élő vár Zemplénben” című) projekt támogatásának növeléséről
- 1861/2014. (XII. 30.) Korm. határozat A Környezet és Energia Operatív Program 2011–2013. évekre szóló akcióterve 1. prioritásának módosításáról, valamint a prioritás keretében megvalósuló egyes projektek támogatásának növeléséről
- 1862/2014. (XII. 30.) Korm. határozat A Környezet és Energia Operatív Program 2011–2013. évi akcióterve 3. prioritásának megállapításáról, valamint a prioritás keretében kiemelt projektek előzetes nevesítéséről és felhívás közzétételéről
- 1863/2014. (XII. 30.) Korm. határozat A Környezet és Energia Operatív Program 2011–2013. évekre szóló akcióterve 4. prioritásának megállapításáról
- 1864/2014. (XII. 30.) Korm. határozat A Környezet és Energia Operatív Program 2011–2013. évekre szóló akcióterve 7. prioritásának megállapításáról
- 1865/2014. (XII. 30.) Korm. határozat A Társadalmi Megújulás Operatív Program és a Társadalmi Infrastruktúra Operatív Program 2011–2013. évekre szóló akcióterve módosításáról
- 1866/2014. (XII. 30.) Korm. határozat A Környezet és Energia Operatív Program 2011–2013. évekre szóló akcióterve 2. prioritásának megállapításáról, valamint a KEOP-2.1.2/2F/09-11-2012-0006 azonosító számú („Hatékony árvízvédelem Vácon” című) és a KEOP-2.5.0/B-09-12-2013-0001 azonosító számú („Árvízi kockázati térképezés és stratégiai kockázati terv készítése” című) projektek támogatásának növeléséről
- 1867/2014. (XII. 30.) Korm. határozat A KÖZOP-3.5.0-09-2009-0001 azonosító számú („445. sz. főút Kecskemét északi elkerülő szakasz” című) projekt és a KÖZOP-3.4.0-09-11-2011-0002 azonosító számú („445. sz. főút Kecskemét északi elkerülő szakasz – területszerzési költségek” című) projekt közötti forrásátcsoportosításról
- 1868/2014. (XII. 31.) Korm. határozat A 2013. évi költségvetési maradványok egy részének felhasználásáról és a rendkívüli kormányzati intézkedésekre szolgáló tartalékból történő előirányzat-átcsoportosításról szóló 1107/2014. (III. 6.) Korm. határozat módosításáról
- 1869/2014. (XII. 31.) Korm. határozat A központi költségvetés címrendjének a Magyarország minisztériumainak felsorolásáról szóló törvénnyel összefüggő módosításáról szóló 1400/2014. (VII. 18.) Korm. határozatban, valamint a Magyarország 2014. évi központi költségvetésének a Közös Agrárpolitika tagállami végrehajtásával összefüggő feladatmegosztásához kapcsolódó címrend módosításról szóló 1483/2014. (VIII. 27.) Korm. határozatban foglaltak végrehajtásához kapcsolódó fejezetek közötti előirányzat-átcsoportosításról
- 1870/2014. (XII. 31.) Korm. határozat Az Országvédelmi Alapból történő előirányzat-átcsoportosításról és egyes kormányhatározatok módosításáról
- 1871/2014. (XII. 31.) Korm. határozat Egyes fejezetek közötti átcsoportosításról és Vál Község Önkormányzata feladatainak támogatásáról
- 1872/2014. (XII. 31.) Korm. határozat Érd Megyei Jogú Város Önkormányzata feladatainak támogatásáról

#### A választássokkal kapcsolatos jogszabályok

##### Országgyűlési választások
- 16/2014. (I. 20.) KE határozat Az országgyűlési képviselők 2014. évi általános választása időpontjának kitűzéséről

## Európai Unió
- 2014/20/EU A Tanács határozata (2013. szeptember 23.) az egyrészről az Európai Unió és tagállamai, másrészről a Svájci Államszövetség közötti, az európai műholdas navigációs programokról szóló együttműködési megállapodásnak az Unió nevében történő aláírásáról és ideiglenes alkalmazásáról
- Az Európai Parlament és a Tanács 2014/104/EU irányelve (2014. november 26.) a tagállamok és az Európai Unió versenyjogi rendelkezéseinek megsértésén alapuló, nemzeti jog szerinti kártérítési keresetekre irányadó egyes szabályokról
- A Bizottság 1209/2014/EU rendelete ( 2014. október 29. ) a termékek tevékenység szerinti, új statisztikai osztályozásáról (CPA, magyarul: TESZOR) és a 3696/93/EGK tanácsi rendelet hatályon kívül helyezéséről szóló 451/2008/EK európai parlamenti és tanácsi rendelet módosításáról EGT-vonatkozású szöveg [1]